# Frederic Storck
Pour les articles homonymes, voir Storck.
Frederic Ștefan Storck (Fritz), né le 19 janvier 1872 à Bucarest en Roumanie et mort le 26 décembre 1942 dans la même ville, est un sculpteur, chroniqueur artistique et enseignant roumain. Il est le fils du sculpteur Karl Storck frère du sculpteur Carol Storck, époux de la peintre Cecilia Storck Cuţescu, père de la céramiste Cecilia Storck Botez et beau-père du peintre Romeo Storck. L'artiste est membre fondateur de la Société roumaine de numismatique, membre fondateur de la Société Tinerimea Artistica et professeur de dessin de l'École des beaux-arts de Bucarest. En 1908, avec Vasile V. Rășcanu, il fonde la première fonderie de bronze pour œuvres d'art à Bucarest, intitulée "La première fonderie artistique V. V. Rășcanu & Co". Il est élève au Collège Saint-Sava de Bucarest, il suit les cours de l'école des beaux-arts de Bucarest auprès du professeur Ion Georgescu. Il part ensuite pour l'Allemagne et s'inscrit à l'Académie des Beaux-Arts de Munich où il étudie la sculpture auprès de Wilhelm von Rümann. Il est influencé par le classicisme d'Adolf von Hildebrand, d'Auguste Rodin et d'Aristide Maillol.
Frederic Storck est l'une des figures les plus marquantes de l'art roumain de l'entre-deux-guerres. On peut dire avec certitude qu'en matière de sculpture, il est l'un des artistes les plus représentatifs et les plus multilatéraux. Son activité artistique se déroule sur une longue période et les œuvres qu'il laisse à la postérité sont, à quelques exceptions près, exécutées avec une grande habileté, très unifiées et en même temps très variées. Elles sont réalisées avec une connaissance adéquate des propriétés des matériaux utilisés, un sens enviable des responsabilités et beaucoup de science. De nombreuses œuvres de l'artiste roumain présentent des éléments de composition typiques du style Art nouveau du début du XIXe siècle.
L'œuvre de Frederic Storck se caractérise par un entrelacement harmonieux d'éléments classiques et modernistes. L'artiste pratique un art de vision modérée, avec de légères stylisations, dans lequel il recherche l'élégance de la composition, l'expression intérieure et la perfection de la forme. Frederic Storck est une figure représentative de la sculpture roumaine des quatre premières décennies du XXe siècle. Aucun des contemporains roumains de l'artiste ne réussit à mieux comprendre que lui les propriétés et les caractéristiques des matériaux, afin d'utiliser au mieux, à l'avantage du créateur, la texture des surfaces et les qualités de la matière dans la réflexion de la lumière.
Frédéric Storck ne crée pas de grands monuments, car il n'en a pas l'opportunité. Au lieu de cela, l'artiste roumain crée de nombreuses figures décoratives ayant été commandées pour les compléter et les intégrer dans des ensembles architecturaux. Les œuvres représentatives sont le Lanceur de pierres, récompensée par une médaille en 1897 à l'exposition Glaspalast de Munich, la statue du géant du parc Carol faisant partie de la composition Statues géantes, les évangélistes de la chapelle Gheorghieff, les statues allégoriques de l' industrie et de l' agriculture sur la façade du palais de la préfecture de Galati, statuette Aurora exposée à l'Exposition de la jeunesse artistique en 1904, les bustes d'Alexandru Macedonski, Alexandrina, Alfonso Castaldi, Ion Heliade-Rădulescu, les compositions sécessionnistes Madona, Pocăința et Salomea et les œuvres montrant l'influence d'Auguste Rodin, le portrait de Karl Storck - Cécilia Cuțes Storck, Durerea, les compositions Le Baiser, Femme endormie etc.

## Contexte

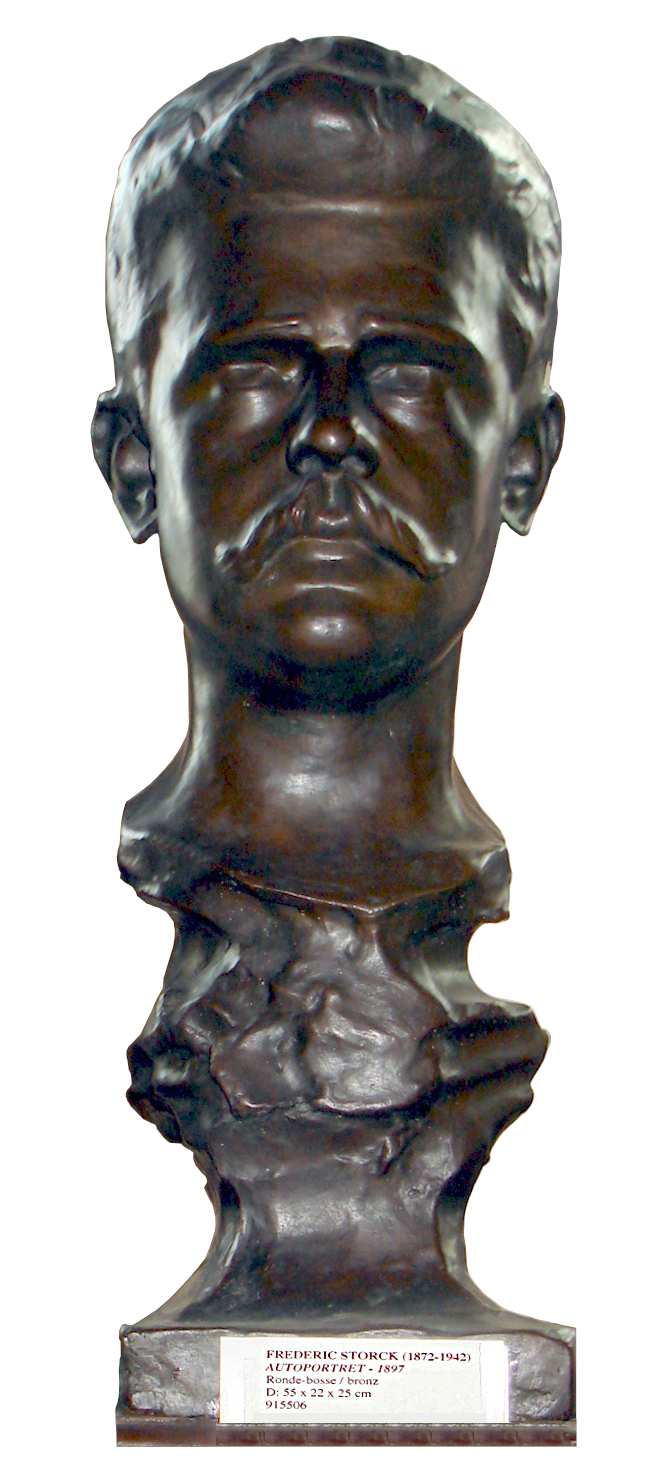
Autoportrait de Frederic Storck (1897) exposé au Frederic Storck and Cecilia Cuțescu-Storck Art Museum

Fritz Storck, comme la plupart des gens l'appellent, est l'une des figures les plus marquantes de l'art roumain entre les deux guerres mondiales. On peut dire qu'en matière de sculpture, il est l'un des artistes les plus représentatifs et les plus multilatéraux. Son activité artistique se déroule sur une longue période et les œuvres qu'il laisse à la postérité sont, à quelques exceptions près, exécutées avec une grande habileté, très unifiées et en même temps très variées. Elles sont réalisées avec une connaissance adéquate des propriétés des matériaux utilisés, un sens enviable des responsabilités et beaucoup de science.

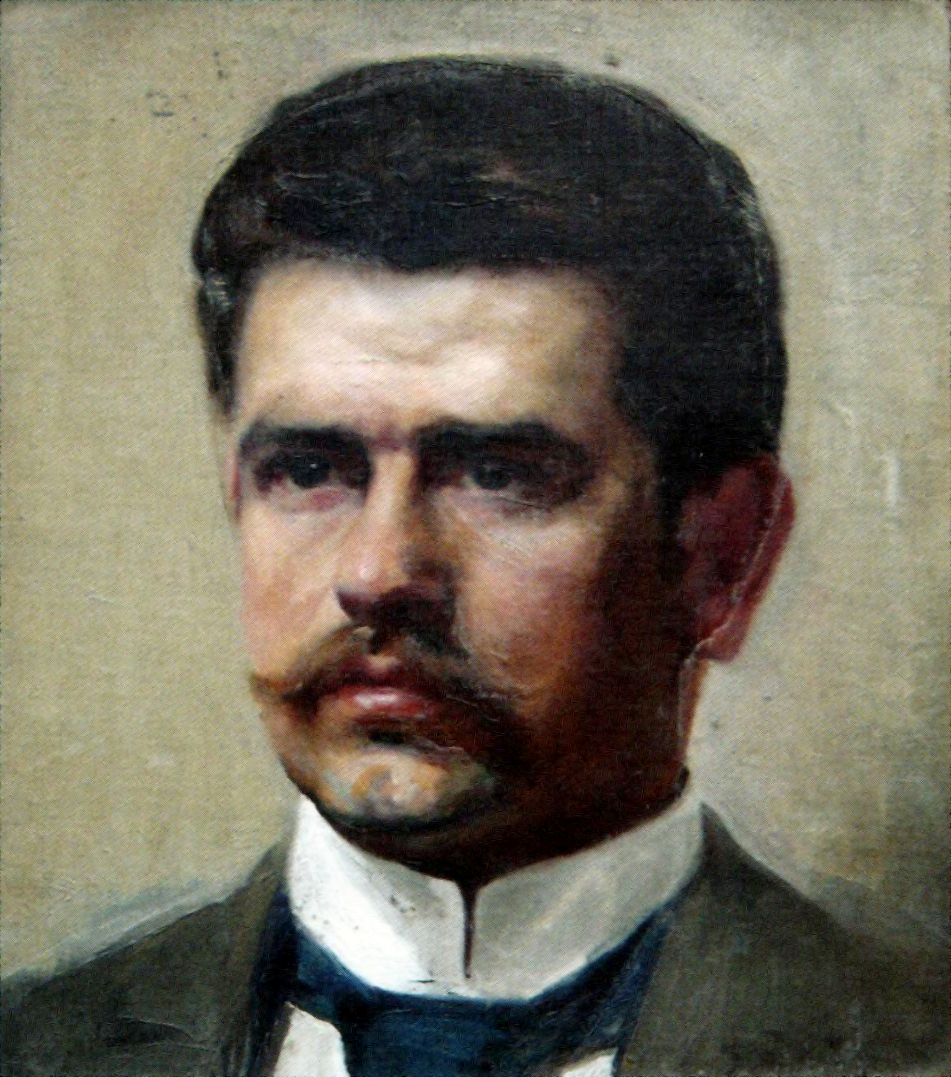
Autoportrait à l'huile

Le mérite de Frederic Storck apparaît d'autant plus grand aux yeux de ses descendants que la période à laquelle il travaille est l'une des plus sombres et des plus tristes de l'histoire de la Roumanie jusqu'à cette époque. Dans cet entre-deux-guerres, la soumission économique aux puissances occidentales est à l'ordre du jour. Dans un pays plein de ressources, il n'y a pas de source de richesse majeure. Les mines, les forêts, le pétrole, les ressources agricoles et presque toute l'industrie de la Roumanie sont sous influence étrangère. Parallèlement aux moyens de subsistance, la dépendance vis-à-vis de l'influence culturelle étrangère s'accentue. Les publications roumaines sont remplacées par celles à titre français et plus tard par celles à valeur culturelle précaire. La littérature roumaine est difficile à vendre, les éditions qui paraissent sont minimes en nombre d'exemplaires. La critique artistique et littéraire est tributaire de l'Occident, acceptant mot pour mot tout ce qui viens de l'Occident. Même Frederic Storck déclare dans une interview au magazine Lupta le 18 novembre 1931 que « . . . Ma conviction est que nous sommes proches de grands changements dans la vie sociale des peuples. ». L'architecture, la sculpture et la peinture roumaines doivent rivaliser avec des produits venus de l'étranger et protégés par la bourgeoisie et l'État. Ainsi, il s'agit à cette époque d'une ère où la tradition des grands classiques roumains est oubliée. Leurs œuvres sont considérées avec suspicion et méfiance, tout étant mesuré selon les critères de l'art décadent, qui émerge des banlieues modernistes de Paris. Les portraits roumains du passé sont jetés à travers les placards, les ponts ou descendus dans l'obscurité des caves, parfois délibérément détruits.
Tous les éléments d'une œuvre d'art sont ignorés, comme le dessin, la composition, la coloration, le rendu fidèle de la nature. Le lien étroit entre le contenu d'une œuvre et sa forme est considéré comme inintéressant et banal. L'accent est mis sur tout ce qui semble original, tout ce qui attire l'œil du spectateur non averti et ignorant par la stridence du ton, par une disposition inhabituelle sur la page ou par la bizarrerie de la forme. La sculpture ayant le plus souffert de l'invasion des modèles occidentaux, tout se centre sur le fait de privilégier un schématisme total qui déforme et détruit les formes, afin d'arriver à la fin, au détriment de l'ensemble, à la forme elle-même ou à un rendu exact des moindres détails d'un fragment du corps humain. D'autre part, il y a des œuvres pleines de notions et de symboles abstraits qui, même si elles sont parfois plus plausibles, nécessitent beaucoup de commentaires et d'explications supplémentaires.
À cette époque, où l'on constate qu'une bonne partie de la création artistique roumaine révèle une importante tendance à contourner le contenu social, il existe un certain nombre d'artistes, considérés par le critique et historien de l'art George Oprescu comme des éléments progressistes qui préservent la mémoire des classiques roumains, qui ne se laissent pas influencer par la multitude de courants décadents qui tentent d'entraîner l'art roumain sur une pente de décadence. L'un d'entre eux, Frédéric Storck, est moins contaminé par le mal qui l'entoure. George Oprescu exprime également les raisons de cette séparation, à travers l'éducation qu'il reçoit dans son enfance et les qualités natives dont la nature le dote - une nature respectueuse de la tradition et le fait qu'il est ordonné, calme, sobre et retenu. George Oprescu déclare également qu'il ne s'agit pas d'une lutte consciente contre le mal ou de la résistance d'un artiste aux courants formalistes. Frederic Storck est également influencé pendant une courte période, mais la chute est suivie d'un élan basé sur les solides connaissances accumulées alors.

## Biographie

### Famille et vocation

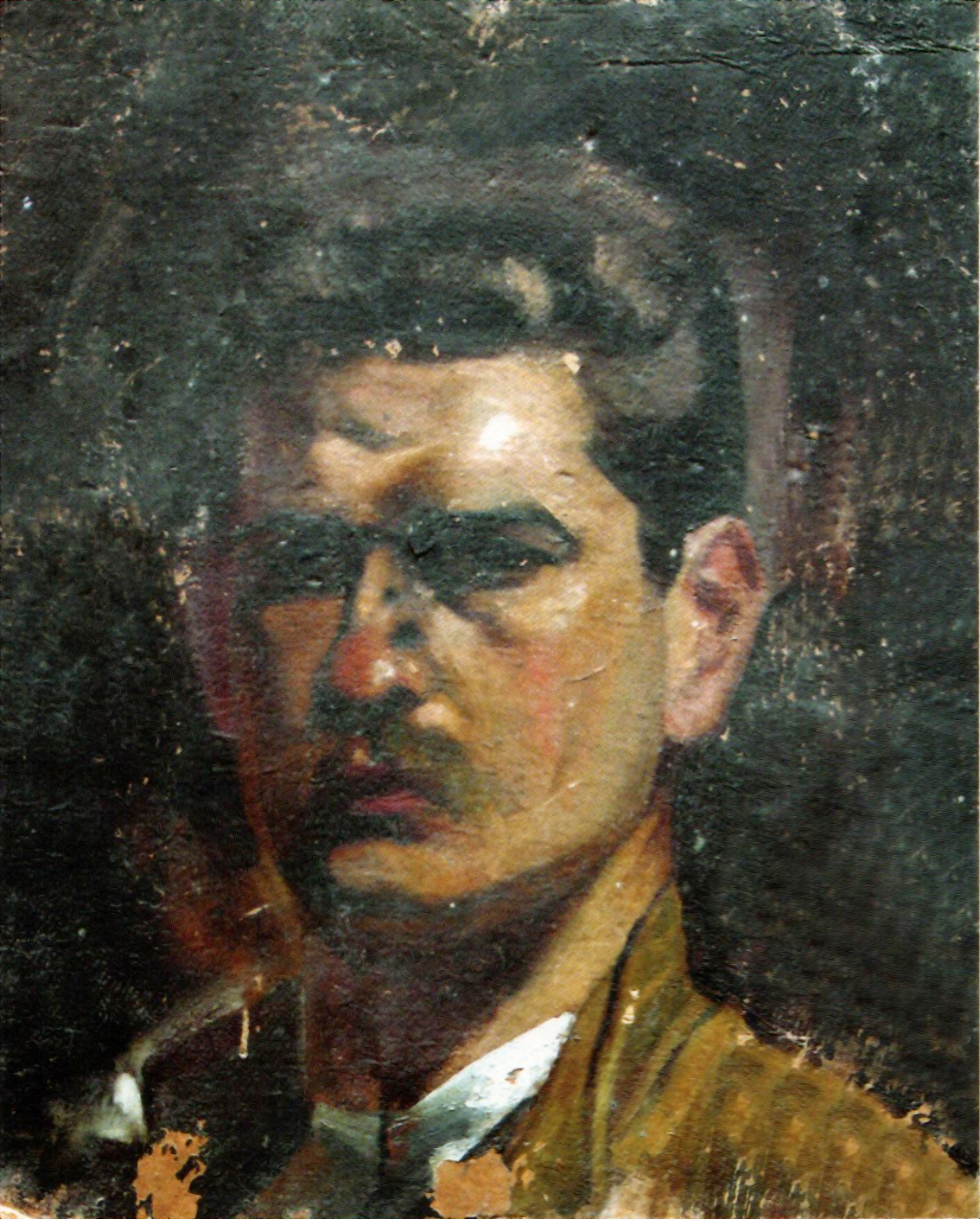
Autoportrait à l'huile

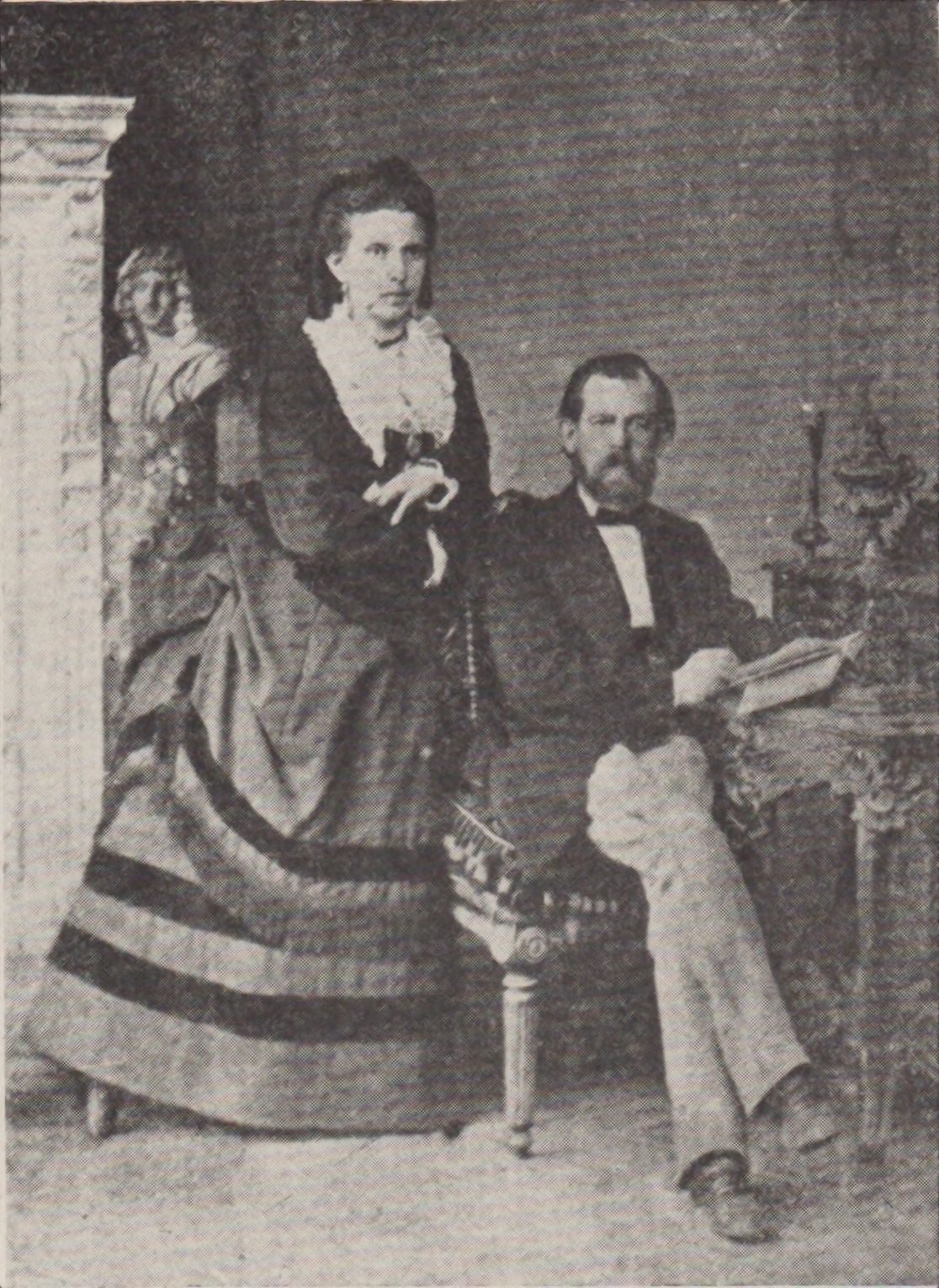
Karl Storck et Friederike Amélie Olescher

Frederic Storck naît le 19 janvier 1872 à Bucarest. Il est le fils du sculpteur Karl Storck et de sa seconde épouse Frederika Amalie Olescher de Brașov. Karl Storck avait épousé en premières noces Ana Clara Ihm (née en 18?? - morte en 1864), originaire de Hanau comme lui. Ensemble, ils ont eu quatre enfants, dont trois sont morts peu après leur naissance. Il ne leur reste que Johann Ludwig Karl, qui sera plus tard connu en Roumanie sous le nom de Carol Storck. Ana étant décédée en 1864, Karl a épousé le 10 décembre 1865 Friederike Amelie Olescher (née en 1843 - morte en 1915) de Brasov, qui est enseignante / gouvernante dans la famille du général Vlădoianu. La femme de Vlădoianu payera plus tard une partie des frais que Frederic Storck devra payer pour ses études à Munich. Karl et Amelie ont neuf enfants, dont sept ont survécu : Emil (1866-1940), Julie épouse Iacobi (1870-1950), Jean (1868-1940), Frédéric Stefan, Marie épouse Gottsche (1879- ?), Hugo (1886- ?) et Rosa épouse Scheeser (1876-1944).
Frederic est le troisième membre de la famille Storck à consacrer sa vie à l'art. Il passe son enfance au milieu des statues, dans une atmosphère un peu fantomatique et humide qui caractérise en réalité tout atelier de sculpture. Carol Storck, son frère aîné, est également sculpteur, mais loin en Amérique. En 1880, il retourne à Bucarest et commence à travailler avec leur père sur toutes les commandes qu'ils reçoivent. Frederic, à l'âge de huit ans, a la chance de vivre avec deux sculpteurs, qui lui apprennent d'abord à dessiner, puis le guide au collège puis au lycée. Ainsi, par rapport à d'autres sculpteurs, avant d'entrer à l'université, il reçoit une formation générale très complète, ayant déjà effectué son apprentissage dans l'atelier de son père.
Frederic Storck épouse le 12 mars 1909 la peintre Cecilia Cuțescu. Ensemble, ils ont deux filles, Gabriela (Gabi) Florica-Storck  (née le 13 avril 1913 - morte le 18 mars 1976) qui poursuit une carrière dans l'architecture et Cecilia (Lita) Frederica Storck (née le 4 juillet 1914 -morte le 30 novembre 1998), épouse Botez, qui devient artiste plasticienne dans le domaine de la céramique.
Cecilia (Lita) Frederica Storck est peintre et potière. Elle suit les cours de l'Académie des Beaux-Arts de Bucarest et a deux garçons Alvaro et Alexandru Botez. Pendant la Seconde Guerre mondiale, elle est l'assistante de Mircea Eliade à Lisbonne, où Eliade est attaché culturel. Elle participe à des expositions en Roumanie, Suisse, Allemagne, France, Tchécoslovaquie, Japon et Turquie. Elle part définitivement pour Paris en 1982.
Frederic Storck a un autre enfant sous son nom complet Romeo Kunzer Storck, il est le fils du premier mariage de Cecilia-Gabriela avec le violoniste Romulus Kunzer, que la future Cecilia Cuțescu-Storck avait épousé en 1903 lors de son séjour à Paris. Mais le mariage ne dure pas longtemps. En 1906, l'artiste retourne définitivement en Roumanie et s'installe à Bucarest. Trois ans plus tard, elle épouse le sculpteur Frederic (Fritz) Storck, qui adopte Romeo Kunzer. Le penchant de Romeo pour la peinture se développe dans la maison où le couple a ses ateliers (aujourd'hui le musée d'art Frederic Storck et Cecilia Cuțescu-Storck), où Cecilia Storck travaille sur les peintures murales. Romeo Storck adopte ce style, qui lui vaut par la suite une renommée à l'étranger, au Brésil.

### Études
Frederic fréquente l'école Saint-Georges puis le Collège Saint-Sava à Bucarest. Ses camarades de classe sont Lahovary[Qui ?], Theodor Pallady, Ion Brezeanu et Vasile Toneanu. En 1888, il s'inscrit à l'École des beaux-arts de Bucarest dans la classe du professeur de sculpture Ion Georgescu. Là, il est un camarade de Ștefan Luchian, Ipolit Strâmbu, Alexandru Satmari, Constantin Artachino et Kimon Loghi. Ses études à Bucarest se terminent en 1893. En conséquence, Frederic Storck part pour l'Allemagne et s'inscrit à l'Académie des beaux-arts de Munich. Là, il étudie la sculpture auprès de Wilhelm von Rümann, les deux premières années de ses études étant financées par la famille du général Vlădoianu.

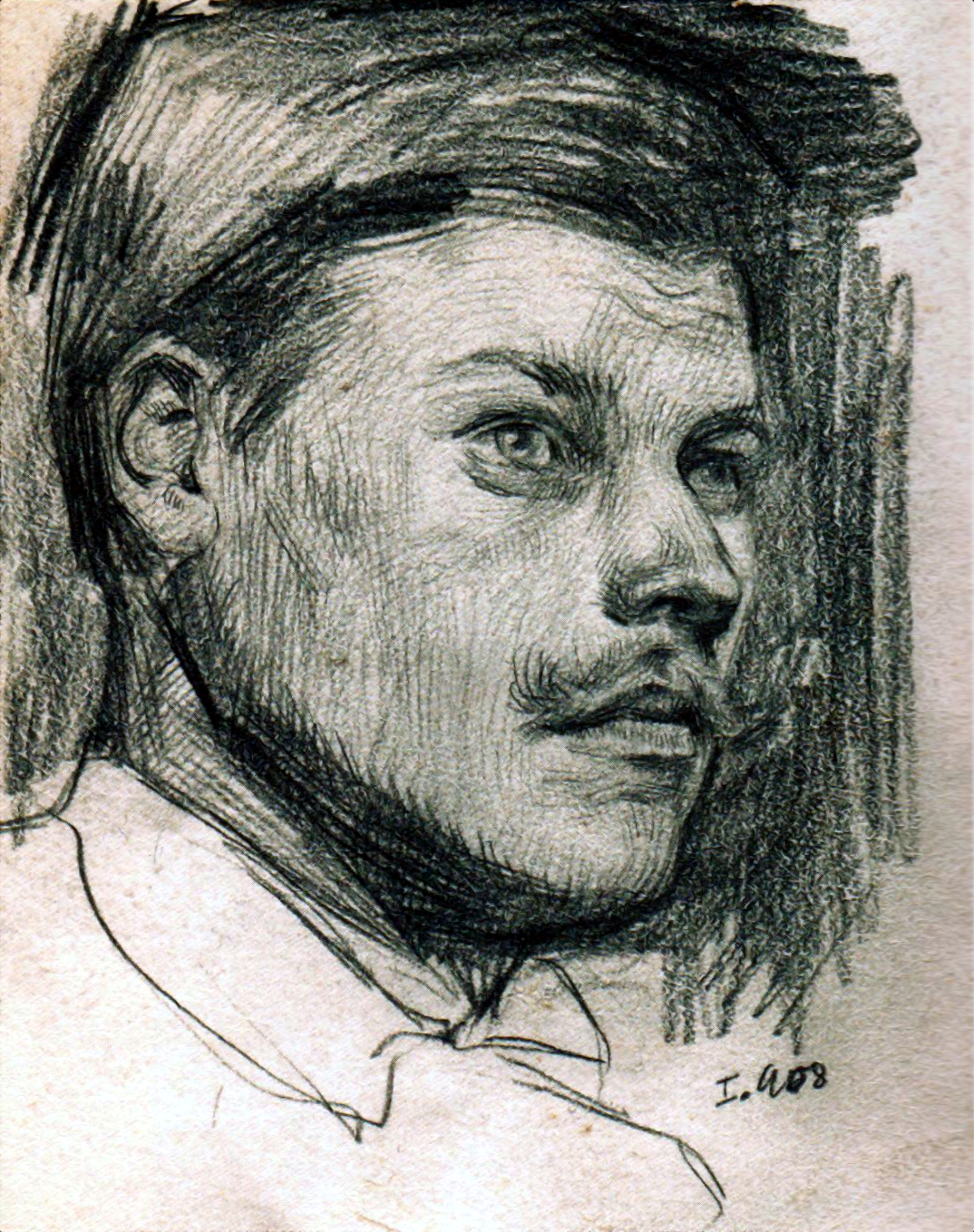
Autoportrait (1908)

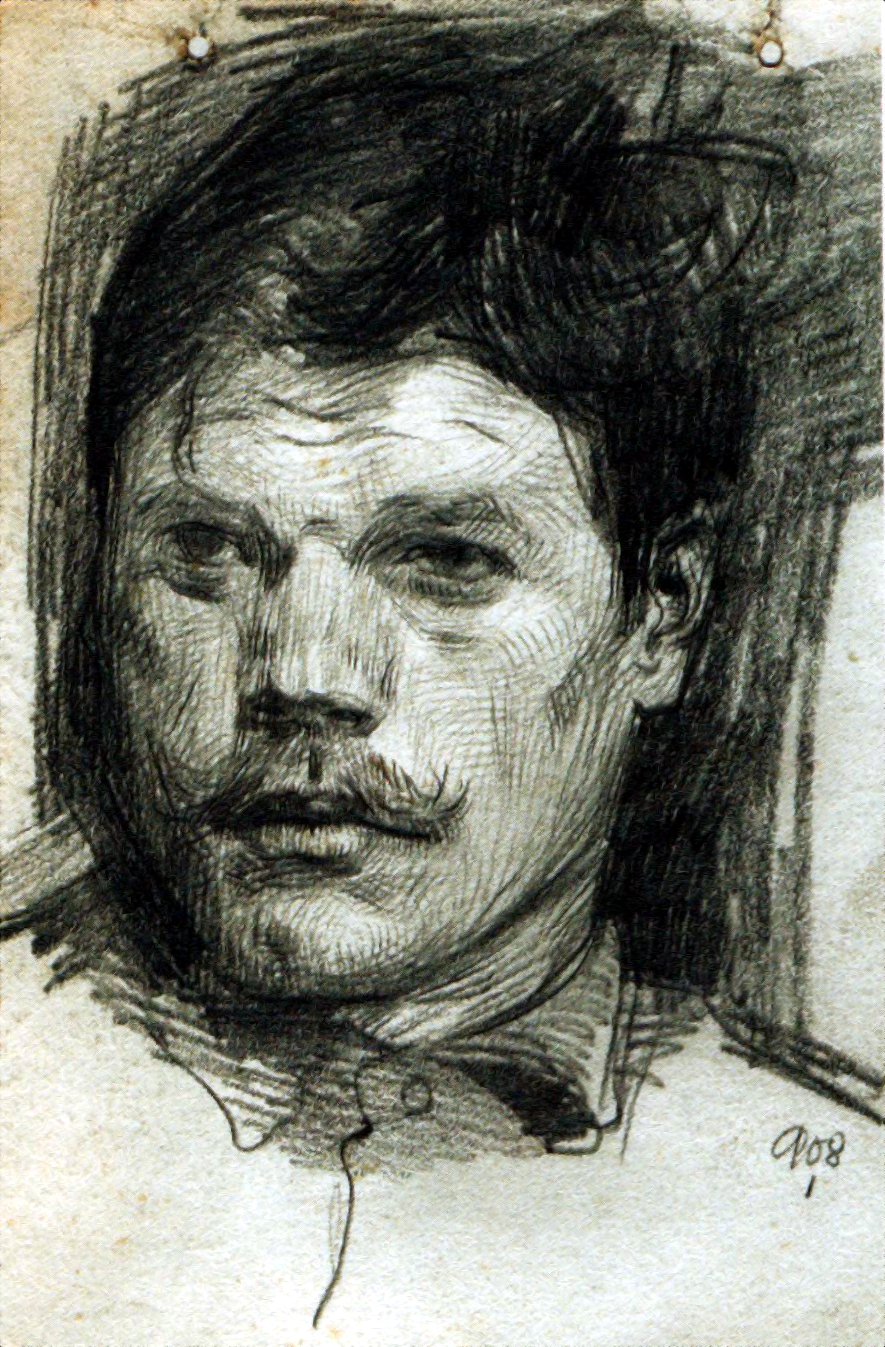
Autoportrait (1908)

À Munich, il est attiré par le classicisme du sculpteur Adolf von Hildebrand, dont les œuvres sont influencées par la Renaissance. Plus tard, Frederic Storck réalise également une plaque, aujourd'hui au Musée Storck à Bucarest, avec le visage de l'artiste allemand. En 1896, il réalise deux cadres en bronze représentant Carol Ier et la reine Élisabeth. D'après sa correspondance avec Louis Basset, secrétaire privé des rois Carol Ier et Ferdinand Ier, ainsi qu'administrateur de la Maison royale de Roumanie pendant plus de soixante ans, Frederic Storck perçoit pour eux la somme de 1500 lei.
Malgré la réputation dont jouit Munich en Roumanie, Frederic Storck n'est pas satisfait de l'offre qu'il y reçoit. À cette époque, Munich est considérée en Roumanie comme une Athènes du Nord et la plupart des peintres et sculpteurs roumains souhaitent y perfectionner leur style artistique, mais ne s'y limitent presque jamais. Le désir de s'échapper de cet espace après le contact avec la société allemande s'explique par l'incompatibilité entre l'art quelque peu conventionnel de l'académie, truffé d'éléments du néoclassicisme, et l'art que les artistes roumains pratiquent librement et spontanément. Frederic Storck, bien qu'il soit d'origine germanique, suit la ligne de ses collègues. Il quitte Munich et souhaite compléter ses études grâce au contact qu'il a à Rome avec les maîtres de la Renaissance et du baroque. Il se rend en Italie avec des moyens financiers modestes, et visite le nord de l'Italie jusqu'à Florence.
En 1897, il effectue un voyage d'études en Italie puis à Paris, où il est fortement influencé par l'art d'Auguste Rodin. De retour à Munich la même année, il remporte la médaille d'argent pour l'œuvre Le lanceur de pierres à l'exposition Glaspalast. Il termine ses études en 1899, année de son retour en Roumanie. Pendant ses six années d'études à Munich, il a étudié à l'Académie pendant les quatre premières années et pendant les deux dernières années, il a travaillé intensivement et participé à des expositions à Berlin, Munich, Vienne et Hambourg.

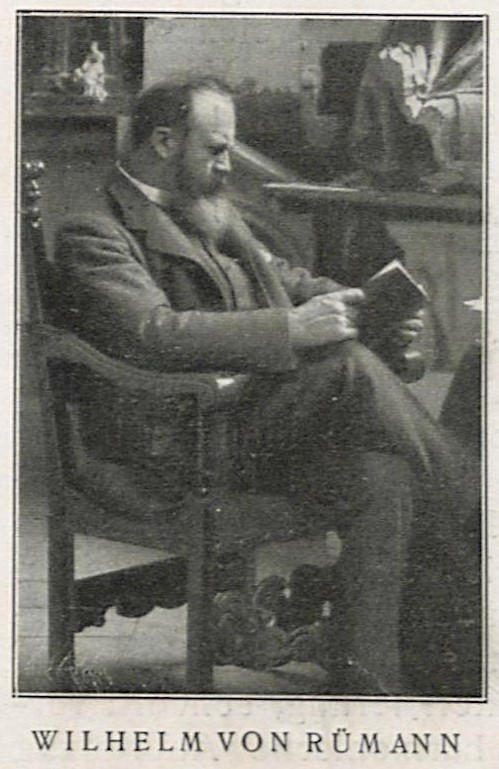
Wilhelm von Rümann
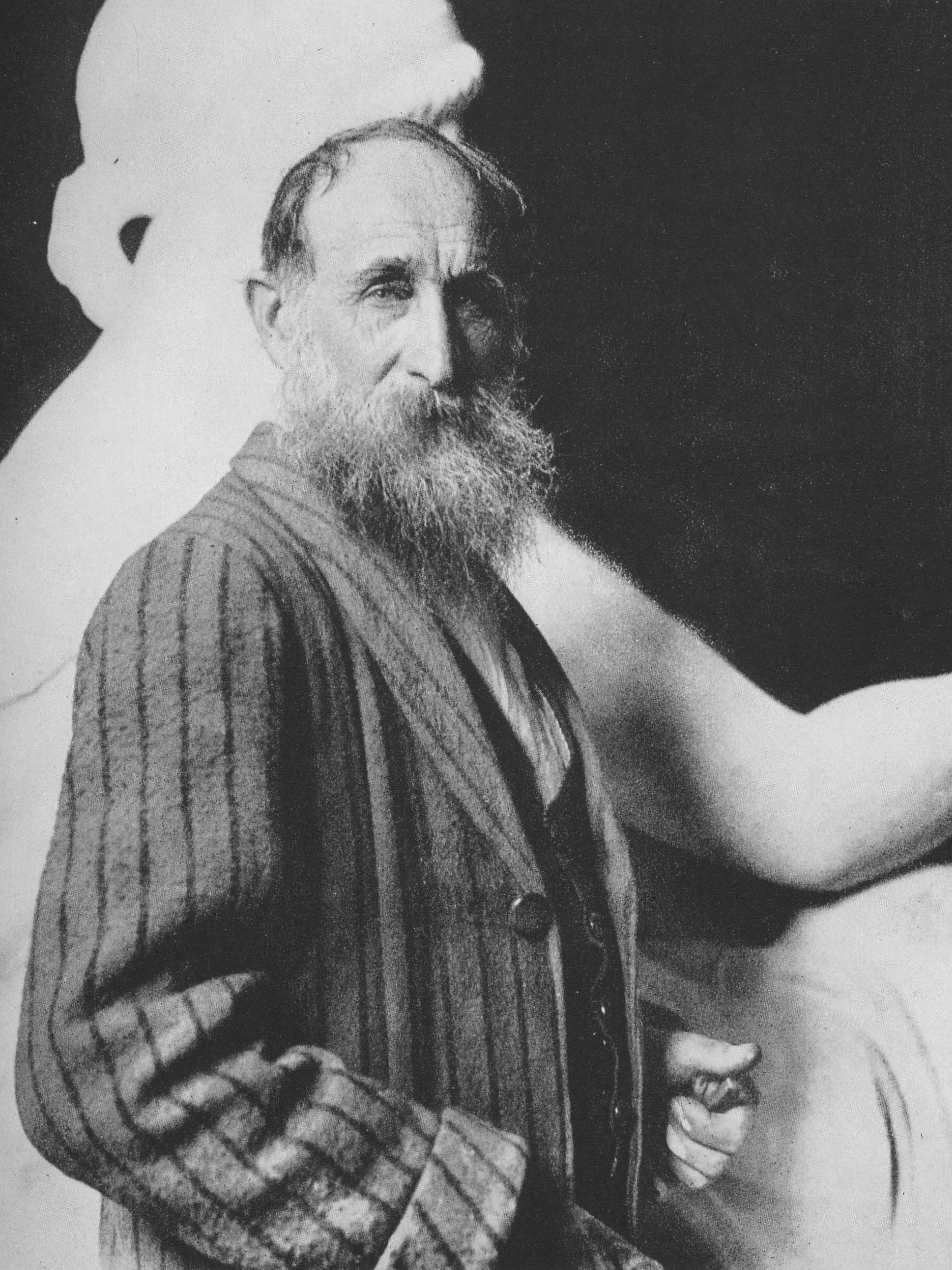
Aristide Maillol
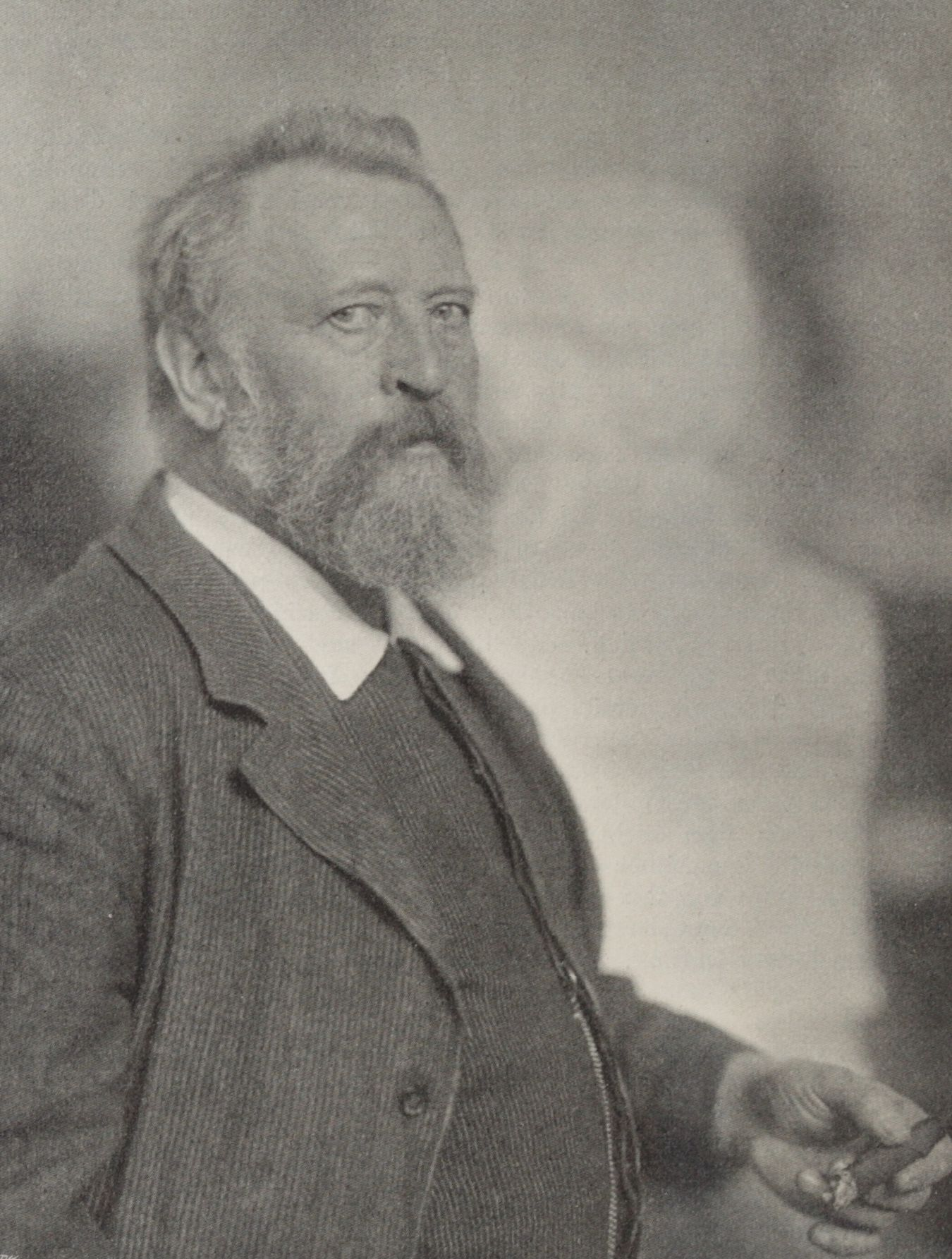
Adolf von Hildebrand
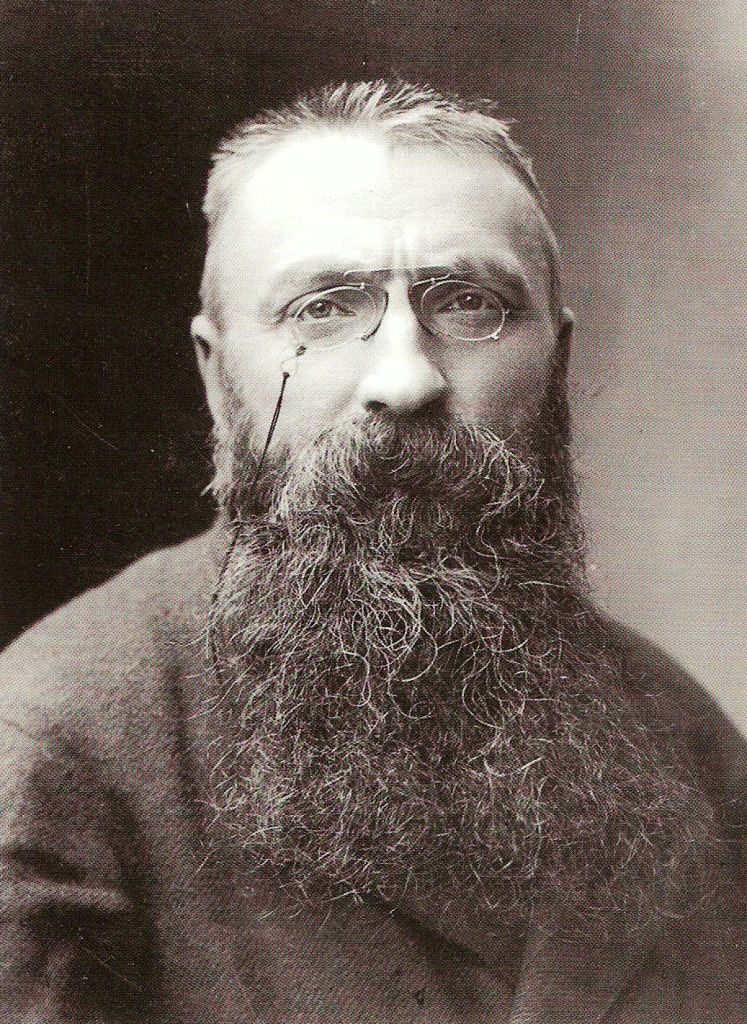
Auguste Rodin
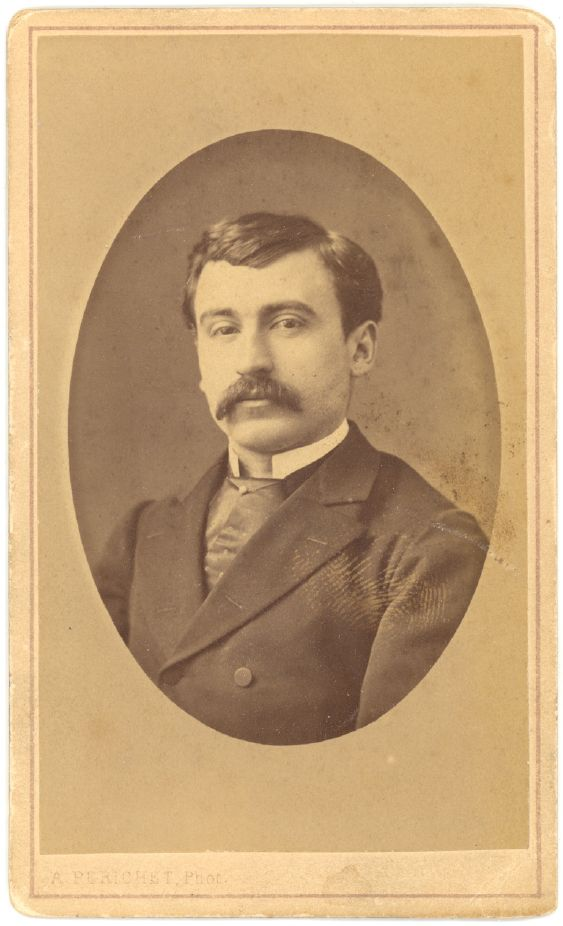
Ion Georgescu

C'est dans la capitale bavaroise, qu'il a réalisé ses premières plaques, comme il le rappelle dans ses mémoires «... j'avais un culte particulier pour le bas-relief, mais surtout pour le portrait sous forme de plaque, depuis que j'étais à Munich. C'est ainsi que j'ai exposé à la salle de la Sécession, outre de petites statuettes (Klein Plastik), deux plaques de portraits qui, je peux le dire, ont été remarquées ». Les bas-reliefs représentent des portraits de ses sœurs. Les plaques sont exposées à Bucarest à l' Exposition des artistes vivants en 1899, organisée dans la salle de l'Athénée roumain, où il  participe avec quatorze œuvres, ainsi qu'à l'Exposition de la jeunesse artistique en 1902 organisée à Bucarest.
Pour que sa formation soit complète, Frederic Storck s'exerce à tailler lui-même la pierre, comme son frère Carl Storck, ce qui lui fait dire que « ... l'âme d'un artiste n'est pas comprise par le tailleur de pierre qui va tailler son œuvre, d'après un modèle en plâtre, seule la main de l'artiste auteur peut véritablement embellir le marbre ».

### Maturité
Frederick Storck participe à l'Exposition universelle de 1900 à Paris, où il reçoit la médaille d'argent pour son œuvre "Le lanceur de pierres", médaille qui fait aujourd'hui partie de la collection du Musée Stork à Bucarest.
La participation de la Roumanie à l'exposition universelle de 1900 à Paris , avec un salon consacré à l'art, a permet de créer les prémisses du renouveau de la vie artistique roumaine. Les habitudes administratives de favoritisme et les critères de sélection des œuvres n'ayant pas changé, la Roumanie a une faible représentation des beaux-arts locaux à Paris. D'une part, la situation entraîne une détérioration des choses et des relations entre les artistes, et d'autre part, elle suscite un grand souci de trouver des solutions à cette impasse.
Le groupe le plus soucieux de trouver des solutions est celui des sculpteurs et des peintres qui étudient à Paris à cette époque. Il est composé de Gheorghe Petrașcu, Ștefan Popescu, Ipolit Strimbalescu, Kimon Loghi et de Frederic Storck,. Ils sont soumis aux railleries sarcastiques de leurs collègues étrangers sur la valeur et le statut de l'art en Roumanie. Les polémiques ont lieu le soir dans les studios d'Ipolit Strâmbu et de Kimon Loghi

Fondateurs de la Société de la Jeunesse Artistique
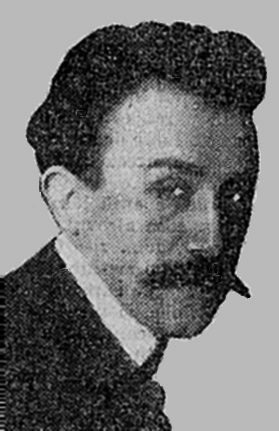
Ștefan Popescu
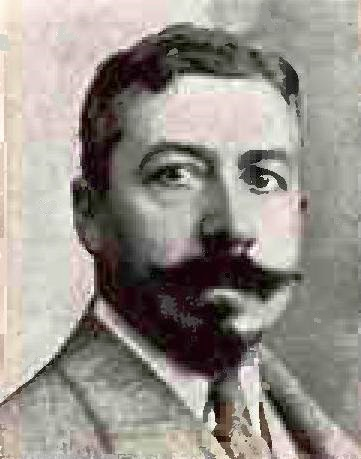
Gheorghe Petrașcu
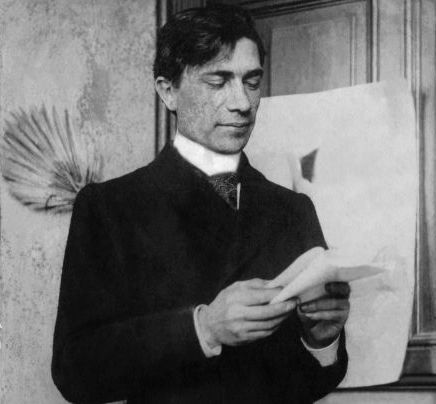
Stefan Luchian
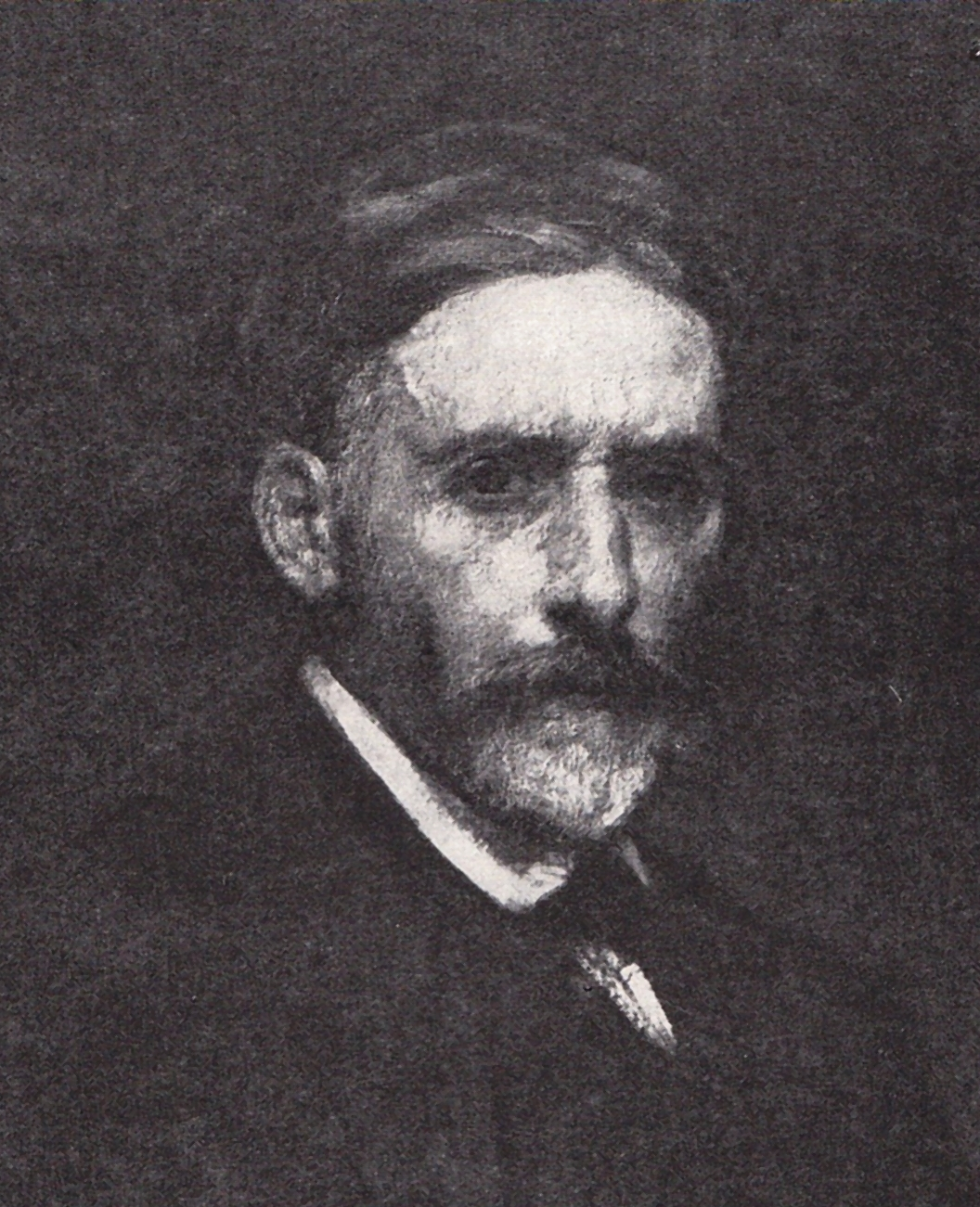
Artur Verona
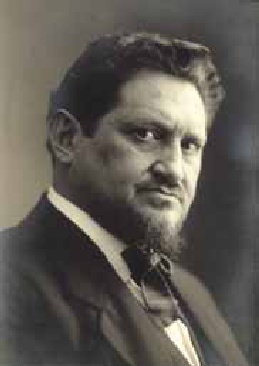
Nicolas Vermont
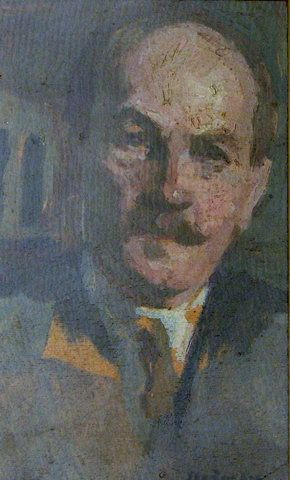
Ipolit Strâmbu
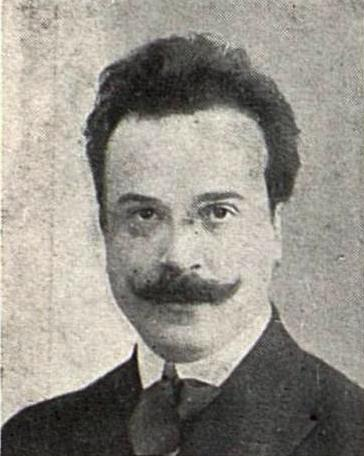
Kimon Loghi
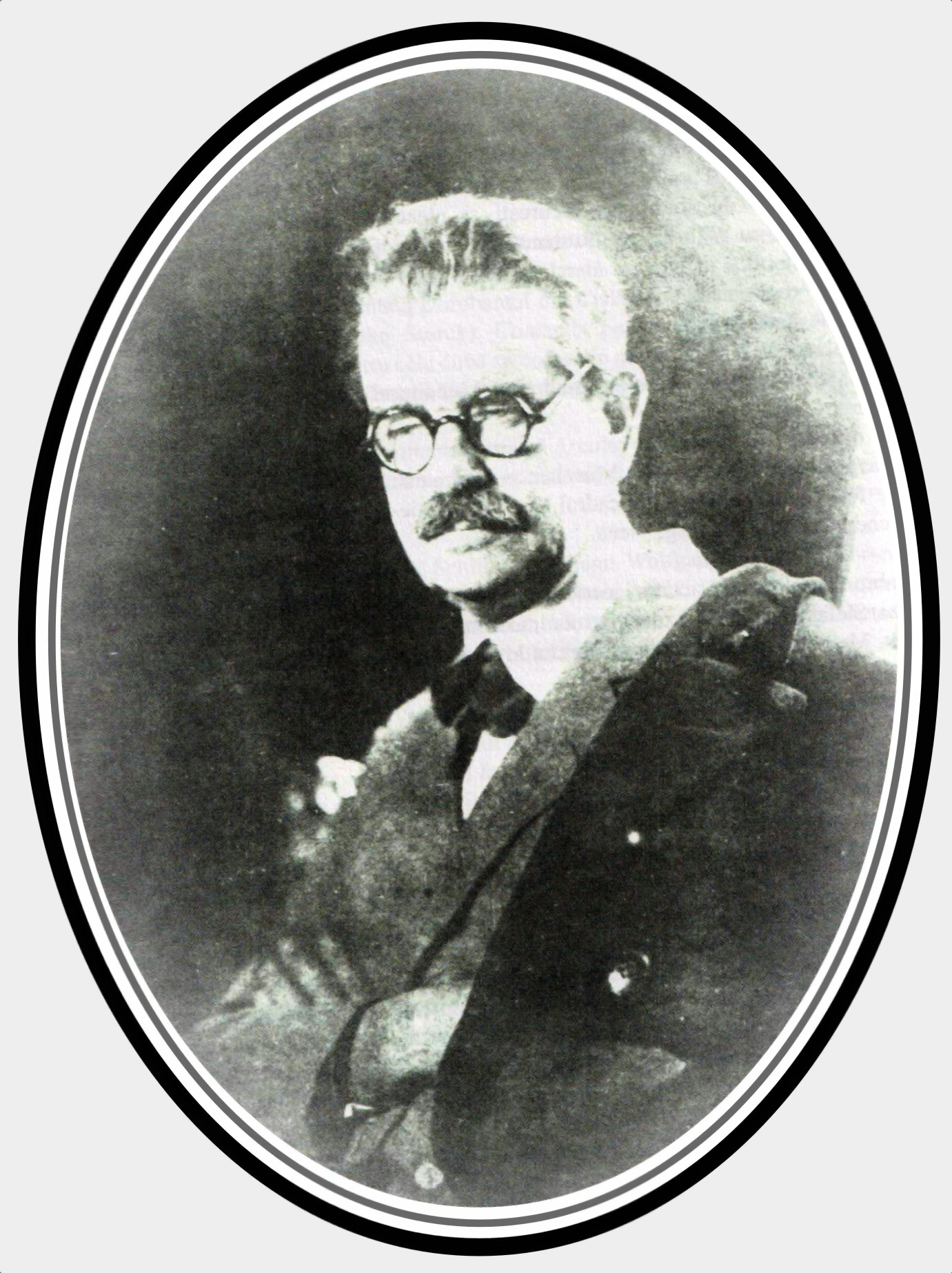
Frédéric Storck
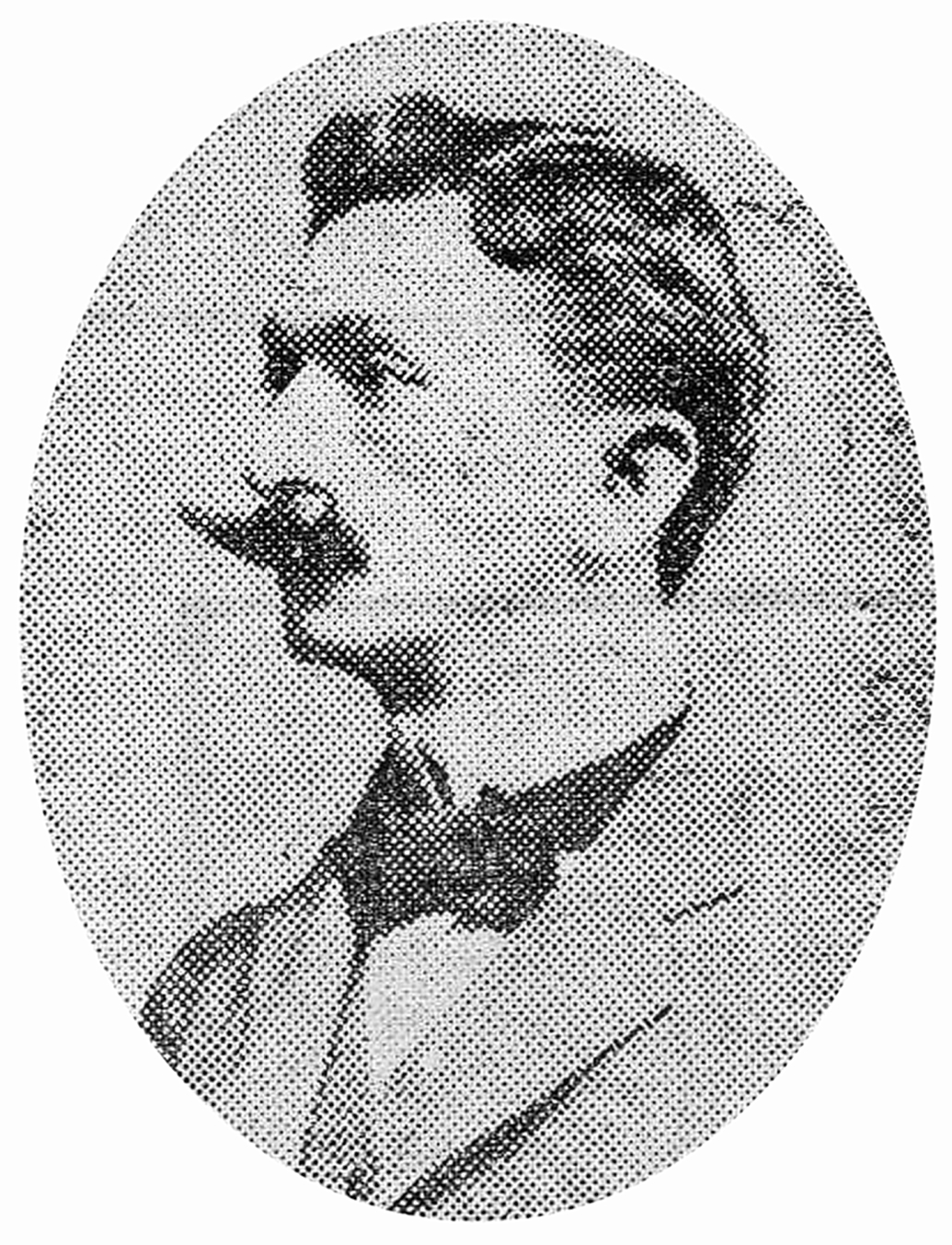
Artachino

Le 3 décembre 1901, Gheorghe Petrașcu, Ștefan Popescu, Kimon Loghi, Ipolit Strâmbu et Frederic Storck, avec Ștefan Luchian, Nicolae Vermont, Constantin Artachino, fondent la Société de la jeunesse artistique. Le nom de l'organisation ne vient pas du fait que ses membres sont jeunes, mais est choisi symboliquement pour promouvoir un nouvel art. Alors que les académiciens professent un art conventionnel, éloigné de la réalité, utilisant des formules et des recettes d'atelier, les membres de la société promeuvent des paysages roumains pittoresques et un art réaliste inspiré de la vie rurale des gens simples.
En 1906, Frederic Storck est nommé professeur à l'École des beaux-arts de Bucarest. Il occupe d'abord la chaire de dessin et de modelage, puis cette chaire est divisée en deux, celle de dessin lui revenant et celle de modelage est attribuée à Dimitrie D. Mirea, le frère du peintre George Demetrescu Mirea qui est alors le directeur de l'école. Le musée Storck de Bucarest conserve un grand nombre de dessins de Frederic, allant des tentatives les plus maladroites, comme les études d'atelier, à celles qui témoignent d'une évocation plastique digne de ses années de maturité. Il existe des centaines d'esquisses et de plans pour les œuvres qu'il préparait, ainsi que de nombreux dessins indépendants - des portraits la plupart du temps, des autoportraits et des portraits d'amis et de membres de la famille. Les lignes sont sûres, évocatrices, les images pleines d'énergie, comme on peut l'attendre d'un sculpteur de sa stature. Il met fin à sa carrière d'enseignant en 1937.
Il était, comme l'ont déclaré ses élèves - Lucian Grigorescu, Jalea, Boris Caragea, Ciucurencu, etc., un professeur méthodique, qui jouissait d'un grand prestige artistique. Il a inculqué à ses élèves le respect du dessin, élément de base à connaître dans l'étude de toute représentation plastique. Comme le montrent les croquis qui nous restent de lui, il était plus qu'un bon dessinateur, notamment de portraits.
L'artiste est membre fondateur de la Société roumaine de numismatique. Il réalise un grand nombre de plaques et de médailles, dont beaucoup sont conservées au musée Storck, ainsi que de nombreuses esquisses sur lesquelles elles sont réalisées. Ce type de bas-relief constitue un chapitre particulier de son activité artistique, caractérisé par la finesse du modelage. Il exécute des portraits de membres de sa famille, d'amis, de fonctionnaires, de personnages historiques, des médailles commémoratives et événementielles, comme Dimitrie Gerota, Thoma Ionescu, Mihai Viteazul, etc. Par tout son travail dans ce domaine, Frederic prouve qu'il a hérité de la minutie de son père Karl Storck en tant que bijoutier. En 1908, avec Vasile V. Rășcanu, il fonde la première fonderie de bronze d'œuvres d'art à Bucarest, appelée VV Râșcanu & Co.
Frederic Storck s'intéresse tout au long de sa vie à d'autres aspects de l'art, tels que la poésie et la musique. Il souhaite recréer l'archétype de l'artiste de la Renaissance en devenant un artiste complet. Mélomane passionné, il a une culture musicale impressionnante et chante lors de certains spectacles avec une belle voix de baryton. Il écrit également des critiques d'art sous les pseudonymes de St. Sterescu et de Fra Angelico. Ainsi, le 1er septembre 1906, il écrit dans la revue Viața literară și artistică à propos du tableau de George Demetrescu intitulé Vârful cu dor que « …la valeur artistique de ce tableau me semble avoir été exagérée, et bien qu'il présente quelques qualités de coloration décorative, je ne crois pas qu'il signifiera à l'avenir plus que l'aveu d'un homme de talent, qui n'a pas tenu sa promesse… ».

## Œuvre
« . . . Sa place [Frederic Storck] dans notre sculpture est l'une des plus élevées. Il est difficile de faire des comparaisons, surtout lorsqu'il existe de grandes différences de tempérament entre certains de nos sculpteurs et d'autres. Par l'exhaustivité de ses connaissances, la fermeté de sa doctrine, son habileté pratique, la richesse de ses inspirations et de ses réalisations, si l'on exclut les grandes sculptures monumentales, on peut dire qu'il a, dans la période critique de l'entre-deux-guerres, l'importance qu'avait Ion Georgescu dans la génération précédente ».

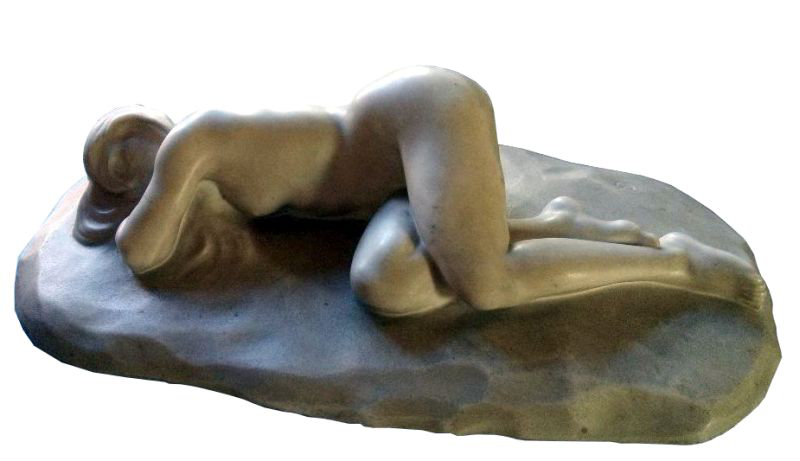
Femme endormie (1918), marbre - du Musée Storck de Bucarest

L'œuvre de Frederic Storck se caractérise par un entrelacement harmonieux d'éléments classiques et modernistes. L'artiste a pratiqué un art de vision modérée, avec de légères stylisations, dans lequel il a recherché l'élégance de la composition, l'expression intérieure et la perfection de la forme. Il était habile et méticuleux, avait une bonne connaissance de l'anatomie, des compétences professionnelles importantes et produisait ses œuvres comme un artisan médiéval. Il a recherché l'équilibre des volumes et a atteint un haut degré de détail. Il a lui-même déclaré que... Mon credo esthétique est la beauté de l'expression et il se fonde sur une foi morale et spirituelle, car seul le beau vous transpose, vous élève.
Dans la construction de ses volumes, il a été influencé par Auguste Rodin et Aristide Maillol. Son œuvre est une tentative de fusionner des éléments du classicisme avec le réalisme, concept qui hantait le monde de l'art à l'époque. Il ne cherchait pas à rendre le réalisme, de la nature en la copiant exactement, même si cela était séduisant, mais recherchait une simplification des formes, parfois jusqu'à l'essence, dans le cas des statues.
Frederic Storck est une figure représentative de la sculpture roumaine des quatre premières décennies du XXe siècle. Il a été encensé par les critiques d'art de l'époque. Tudor Arghezi considère en 1904 que la statuette d'Aurora qui était exposée à l'exposition de cette jeunesse artistique de cette année-là « ... comme le bronze le plus précieux de l'exposition ». Oscar Han considérait l'artiste, en 1926, comme « ... une conscience sévère de ce qui constitue le métier de sculpteur ». Nicolae Tonitza a déclaré que « . . . L'amour de la perfection des formes a conduit l'artiste, dans les œuvres exposées, vers la volupté de la pleine douceur, qui confère à la matière dure une atmosphère chaleureuse et séduisante... [Storck était]... une conscience rare et sévère, inlassablement concentrée dans la poursuite et la maîtrise des lois ininterrompues des âges qui sous-tendent le métier de sculpteur. Pour cet effort constant et discipliné, Frederic Storck conserve sa place d'honneur parmi les ancêtres de la sculpture roumaine »

### Œuvres et influences

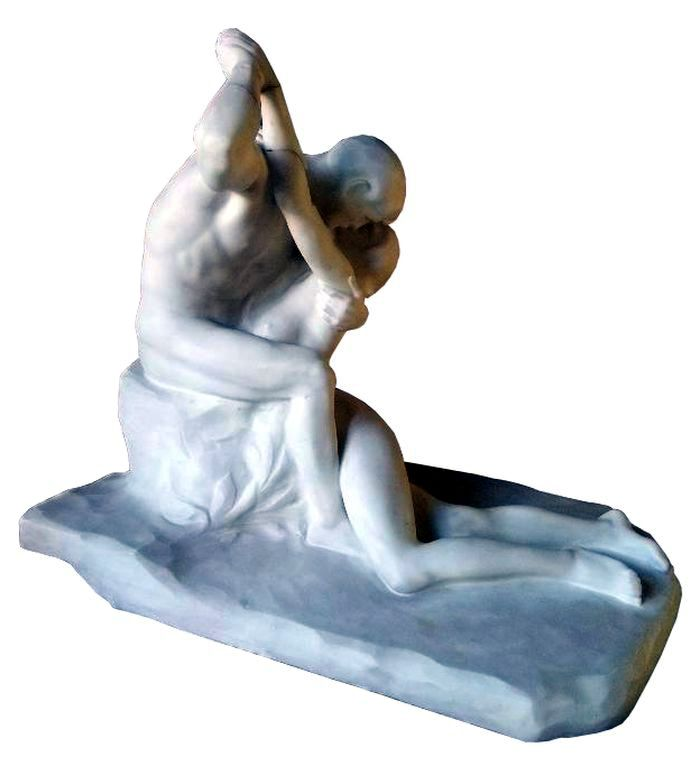
Le Baiser (1921) en marbre - par Frederic Storck, Musée Storck à Bucarest

Quelques années seulement après son arrivée après ses études à Bucarest, Frédéric Storck subit l'influence d'Auguste Rodin, dont le prestige est tel qu'il domine toute la sculpture européenne. Plusieurs des sculptures de Frederic Storck datent de ces années-là, comme le groupe Le Baiser qui s'inspire de l'œuvre éponyme de Rodin et de l'idée de laisser une tête quelque peu capturée dans le matériau dont elle est faite. Telles sont les œuvres Chagrin, Le Portrait de Karl Storck et Le Portrait de Cecilia Cuțescu-Storck. Presque tout cela est fait avant la Première Guerre mondiale. Cette forme de sculpture est un concept utilisé par Rodin lorsqu'il a exécuté la tête connue sous le nom de La Pensée, qui est en fait une reprise de l'idée de l'Esclave de Michel-Ange. Dans l'œuvre de Michel-Ange également, les figures ne sont pas complètement détachées de la pierre dans laquelle elles sont représentées.
Frederic Storck était conscient de l'importance du nu en sculpture et de l'étude d'un modèle vivant dès ses études à Munich. L'artiste était plus attiré par la représentation du nu féminin que par celle du nu masculin, comme ce fut le cas pour le sculpteur Ștefan Ionescu-Valbudea. Dessiner le nu masculin était l'une des principales préoccupations de Storck, bien que lorsqu'il s'agissait de concevoir une œuvre finale, il se tournait toujours vers la représentation du nu féminin. Cet argument avancé par le critique d'art George Oprescu est en fait étayé par une grande série de petites sculptures, coulées en bronze, qu'il a laissées à la postérité. C'est le cas des œuvres intitulées La Femme aux perles (avec des perles), Adolescence, Tentation, etc. La typologie des nus conçus suggère que Storck avait une admiration pour le corps féminin adolescent aux formes précises et fermes, qui conserve les contours de la jeunesse. Les lignes élancées des nus sont également soulignées par les poses choisies avec les mains levées, de sorte que le buste s'élève harmonieusement au-dessus du milieu grassouillet aux jambes longues et admirablement dessinées.

Influența lui Auguste Rodin în opera lui Frederic Storck
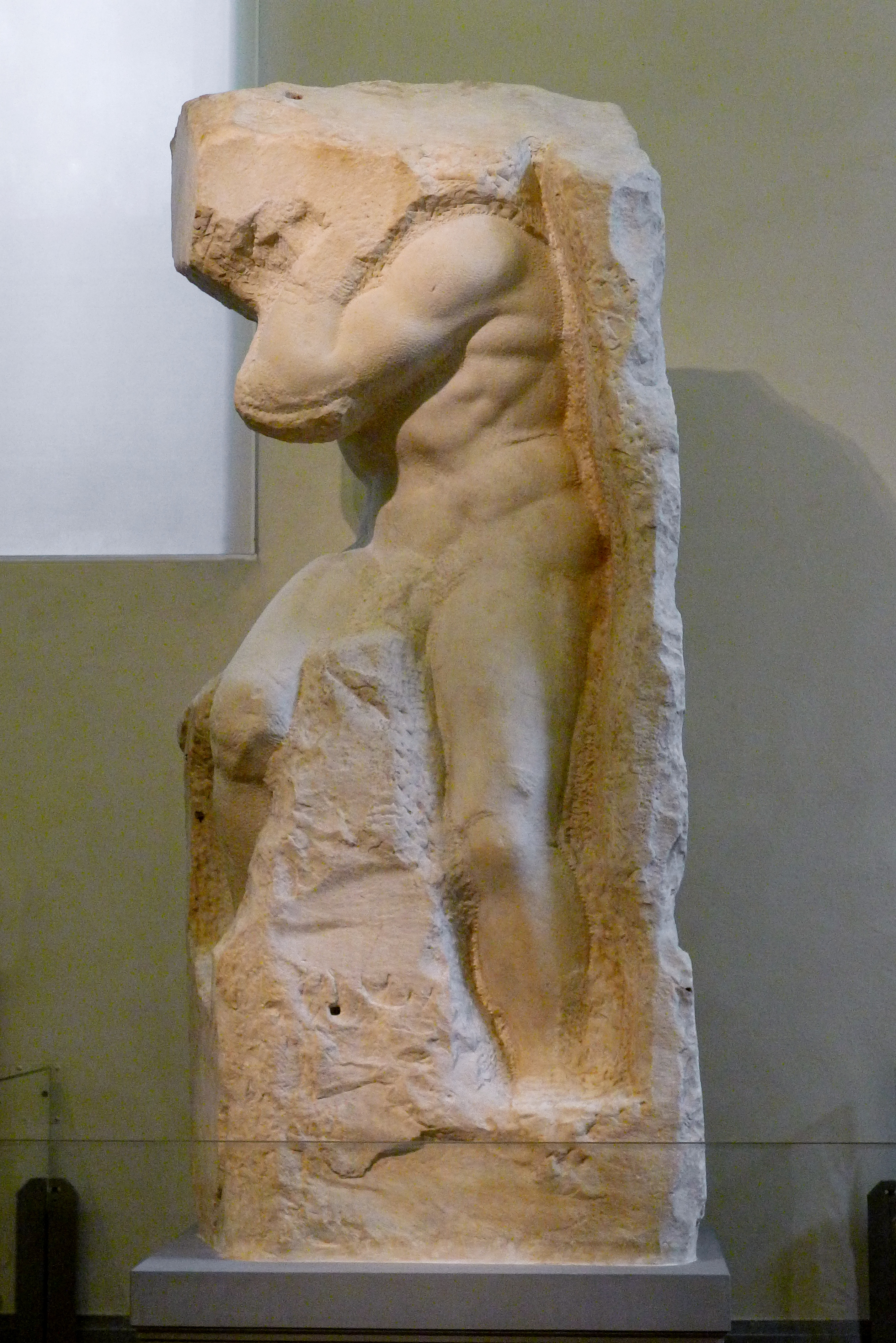
Esclaves de Michel-Ange
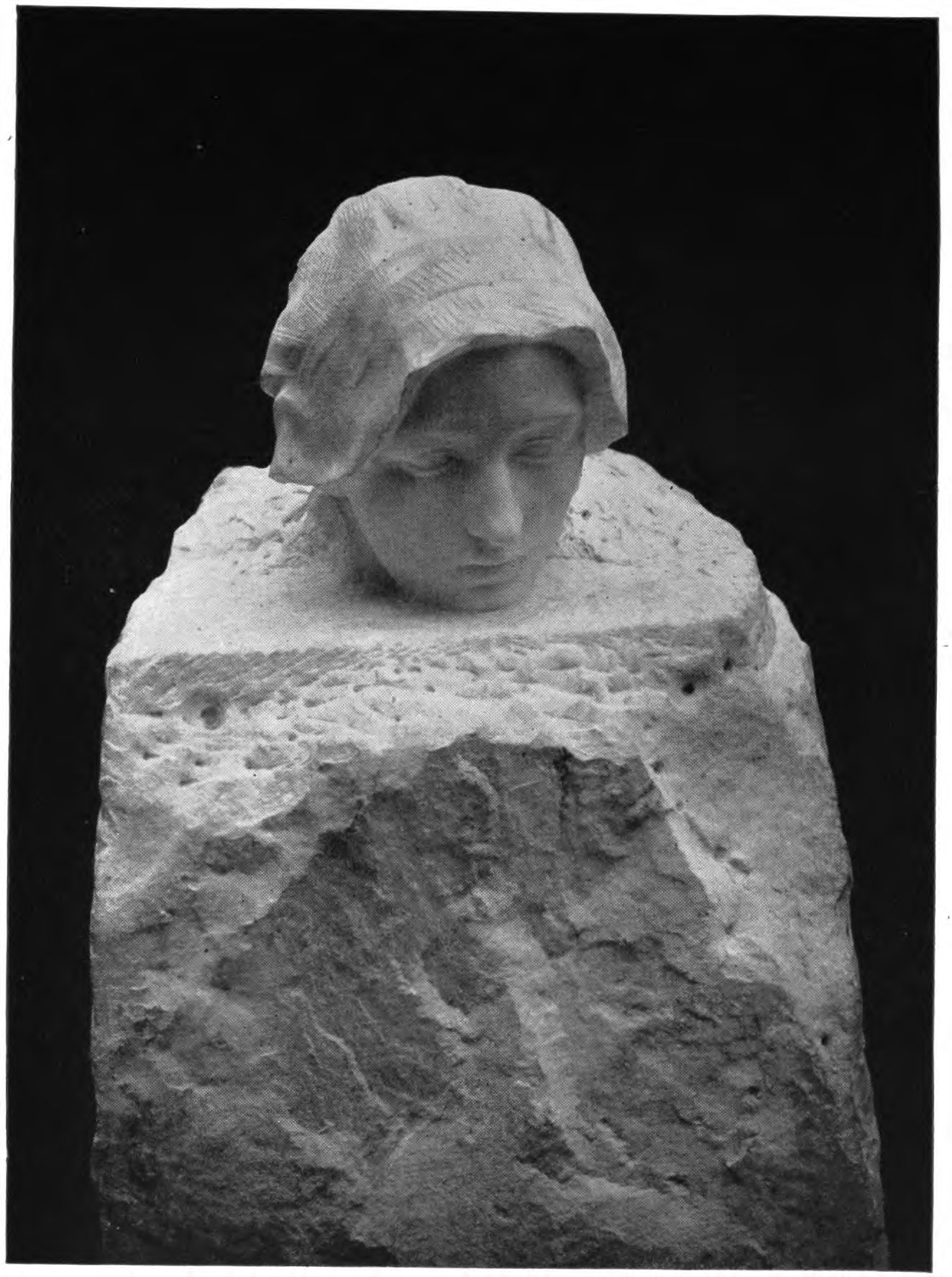
La pensée de Rodin
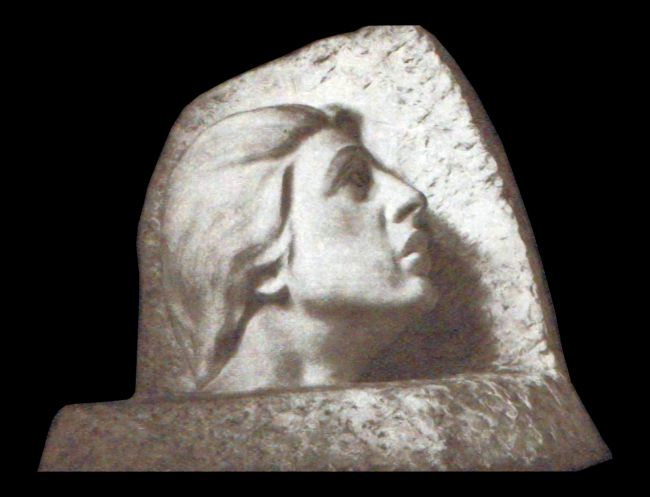
Douleur (1917)
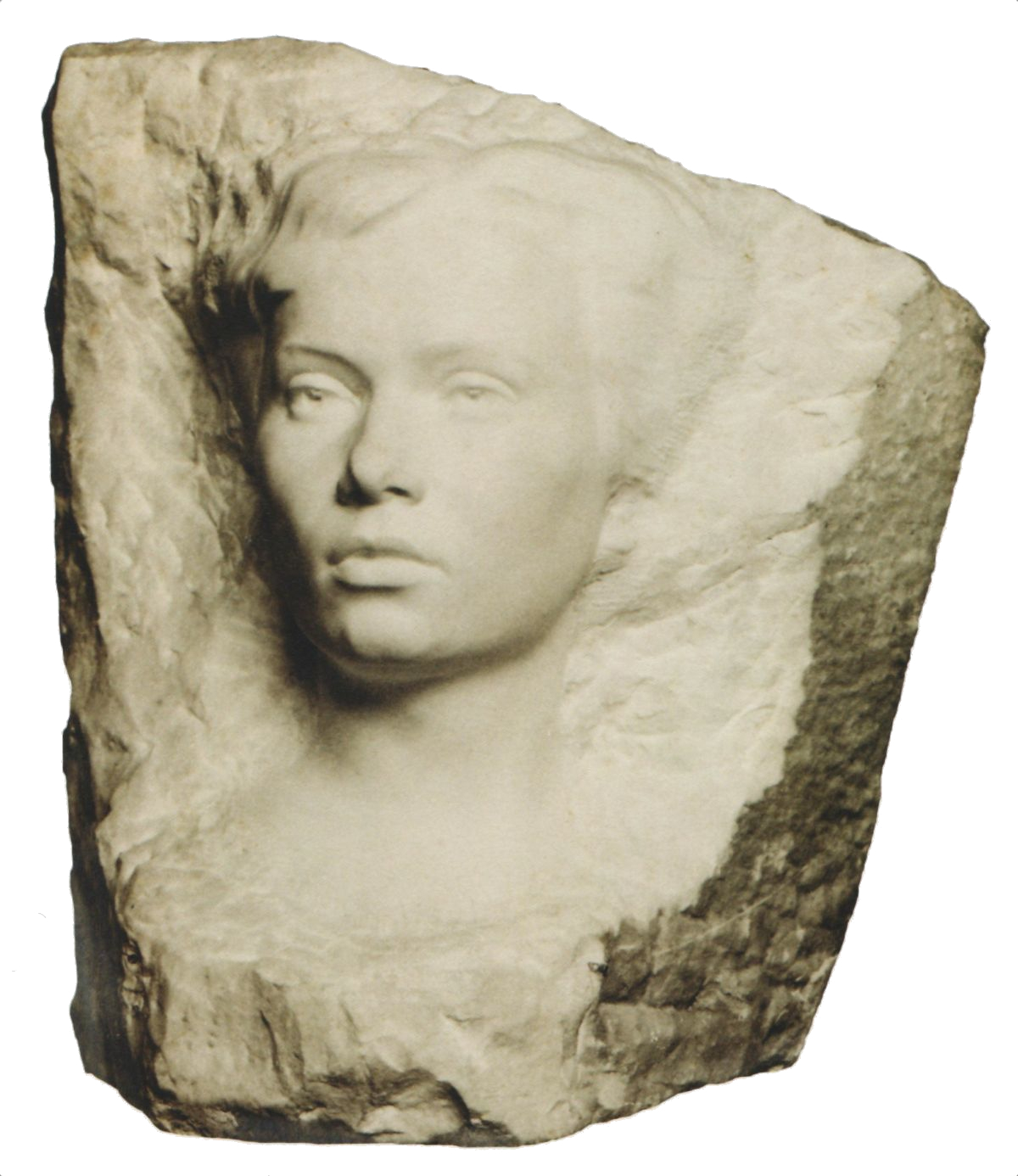
Cecilia Cuțescu-Storck (1909)
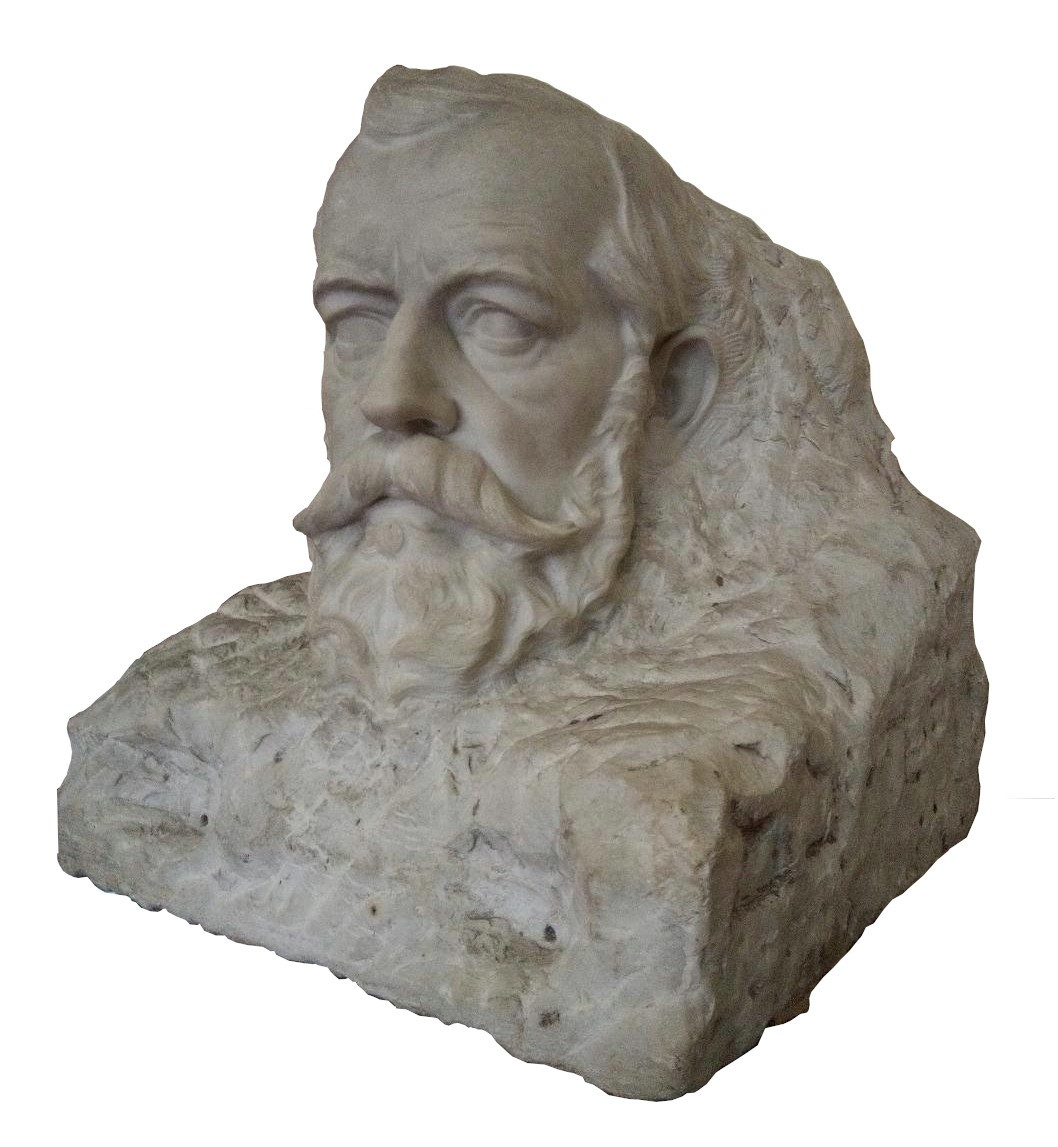
Karl Storck (1918)
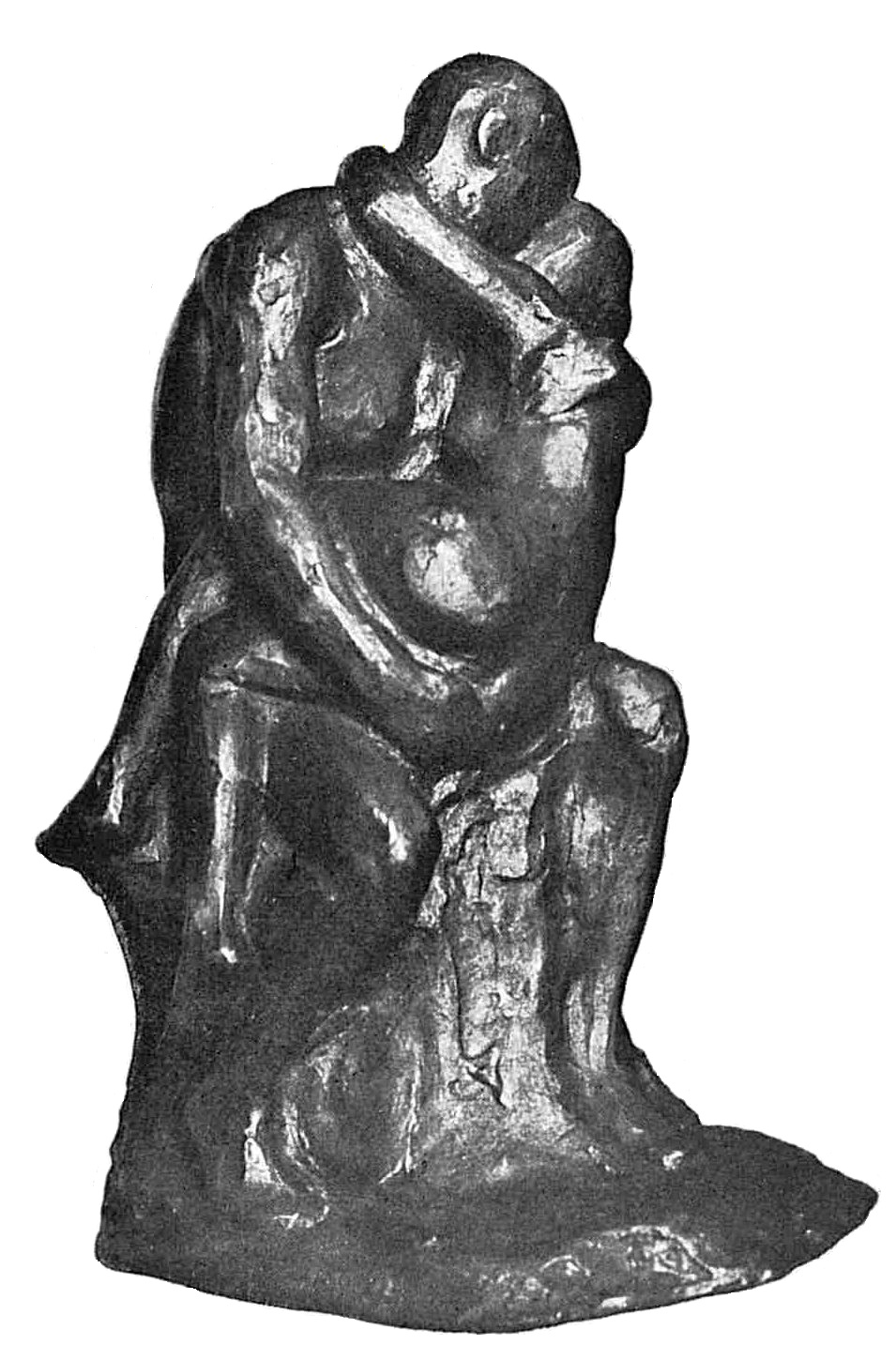
Amour (1908-1909)
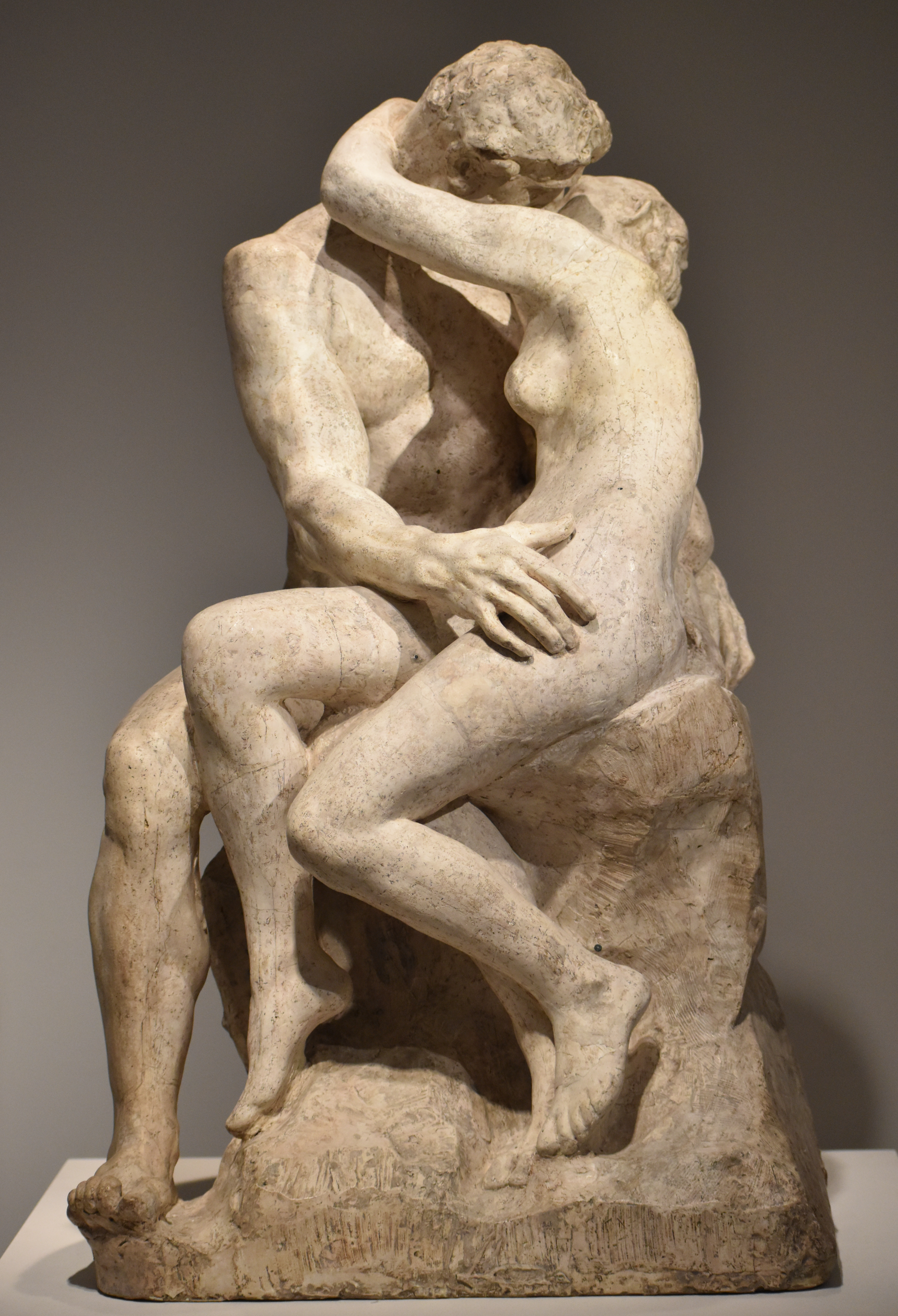
Le baiser de Rodin

George Oprescu était d'avis qu'aucun des contemporains de l'artiste ne pouvait mieux comprendre que lui les propriétés et les caractéristiques des matériaux, afin d'utiliser au mieux, à l'avantage du créateur, la texture des surfaces et les qualités de la matière dans la réflexion de la lumière. Frederic Storck taillait lui-même son marbre et, à l'exception de Constantin Brâncuși, aucun sculpteur roumain n'a obtenu d'effets tactiles et optiques plus évidents que lui. Les exemples sont innombrables, comme les sculptures intitulées  Repentance, Chagrin ou La foi, sans compter la performance dans le rendu de l'épiderme qu'il réalise dans le portrait de Cecilia Cuţescu-Storck. Lorsqu'il réalisait des sculptures en bronze, Frederic Storck avait l'habitude de superviser l'ensemble du processus de moulage du bronze, de la fusion à l'ébarbage et au polissage. Le résultat était toujours une réussite, si bien que la patine obtenue était d'une qualité telle que la finesse de la surface était parfaite. Un exemple en est le buste de la gitane Alexandrina, qui peut toujours être classé parmi les plus beaux exemples de la Renaissance.

Influența lui Aristide Maillol în opera lui Frederic Storck
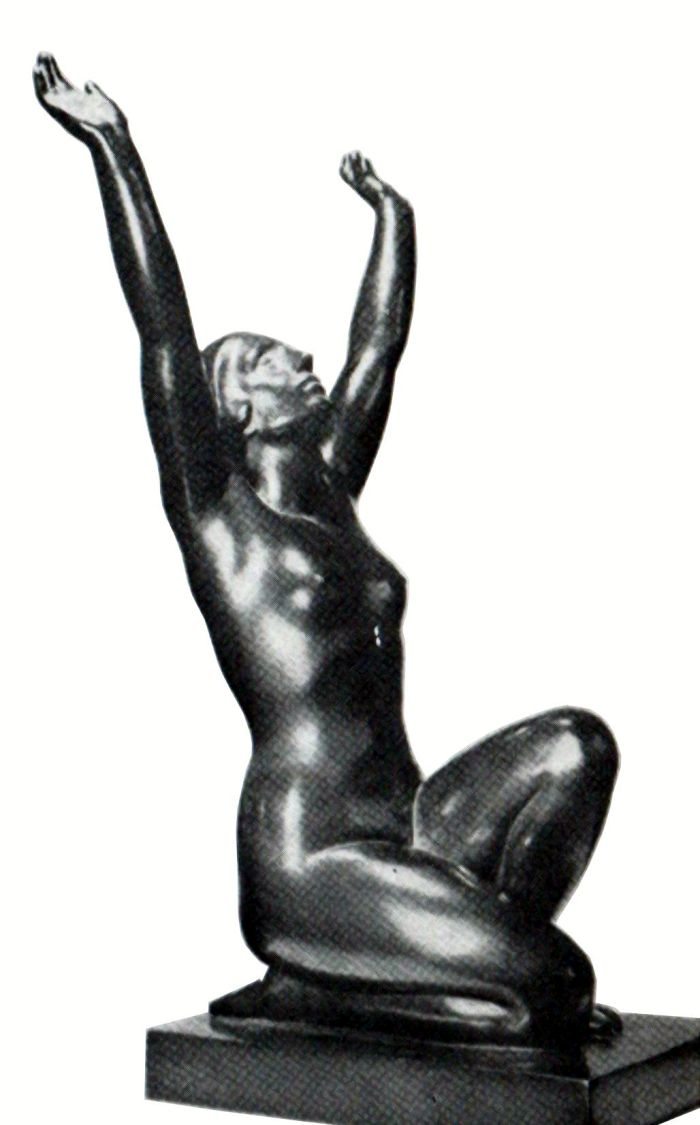
À l'infini (1921)
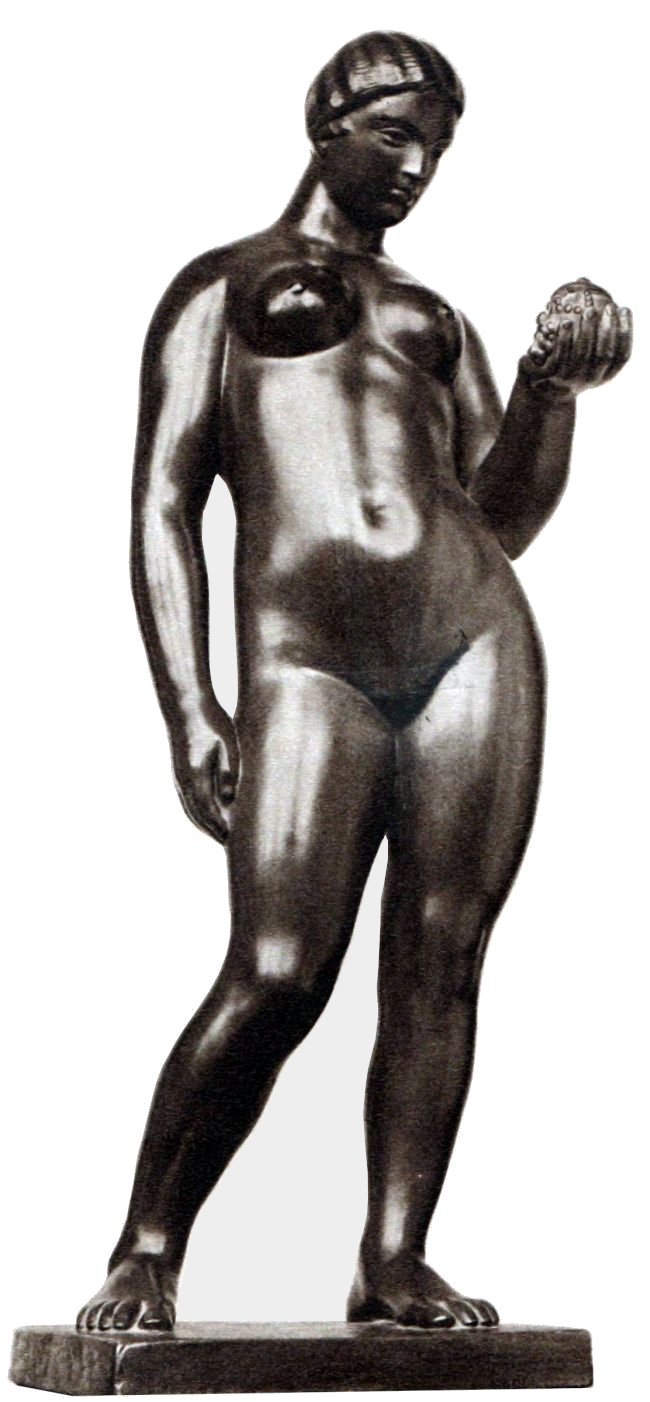
La Femme à la perle (1927)
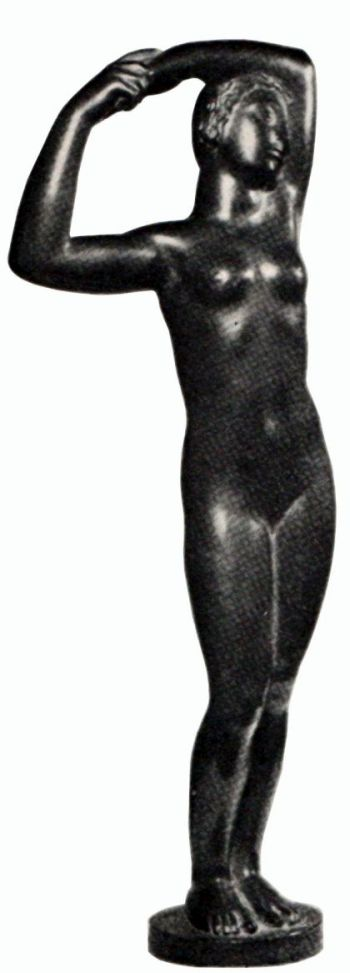
Adolescence (1926)
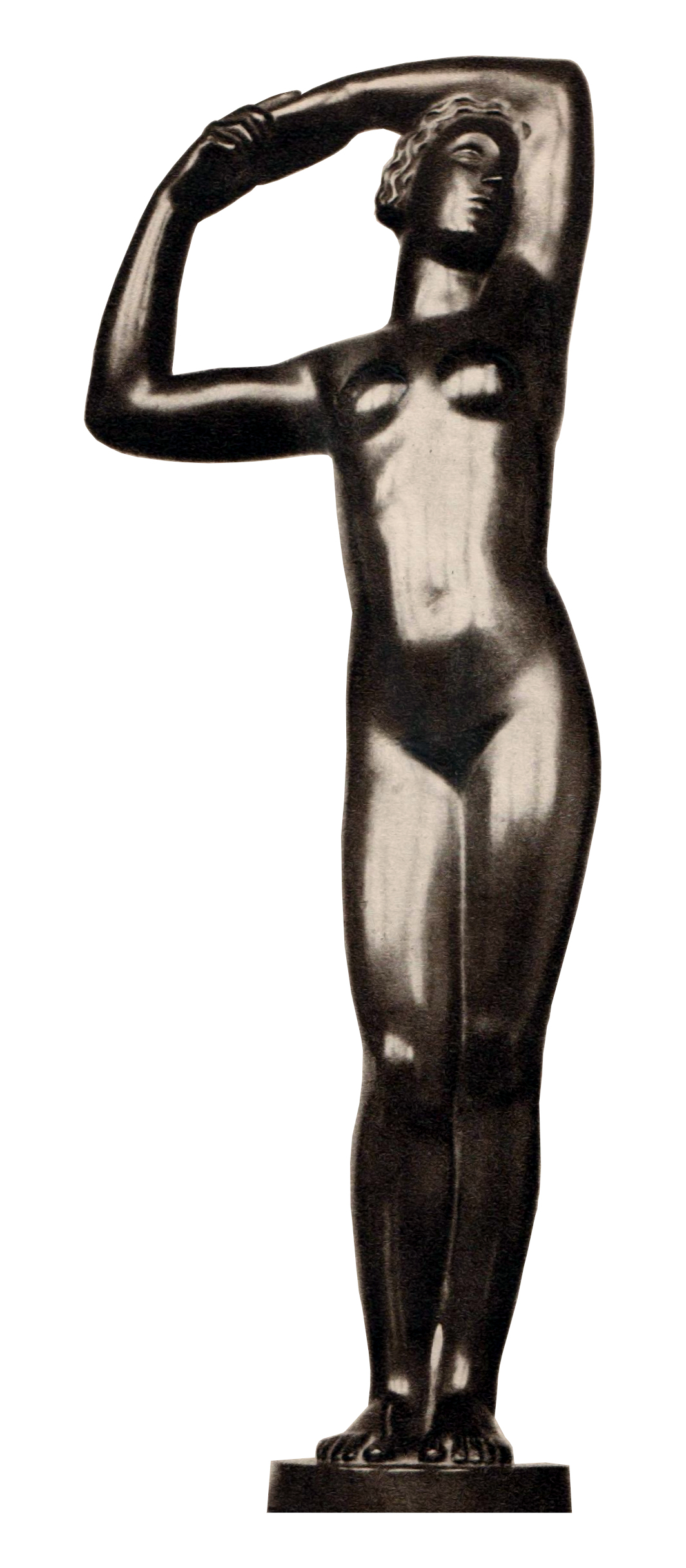
Adolescence
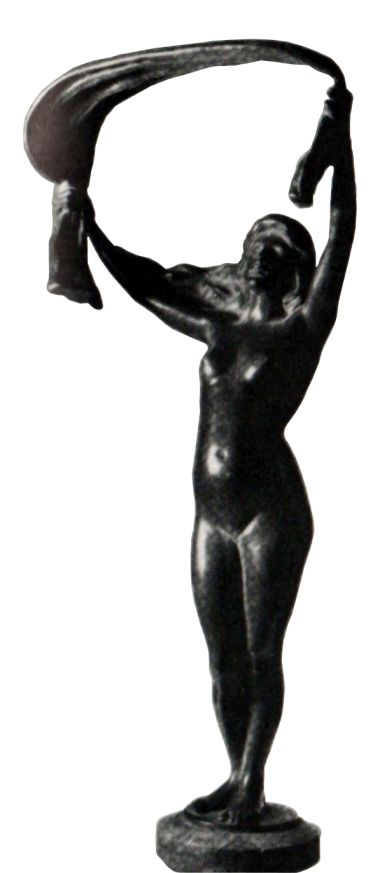
Aurore (1899)
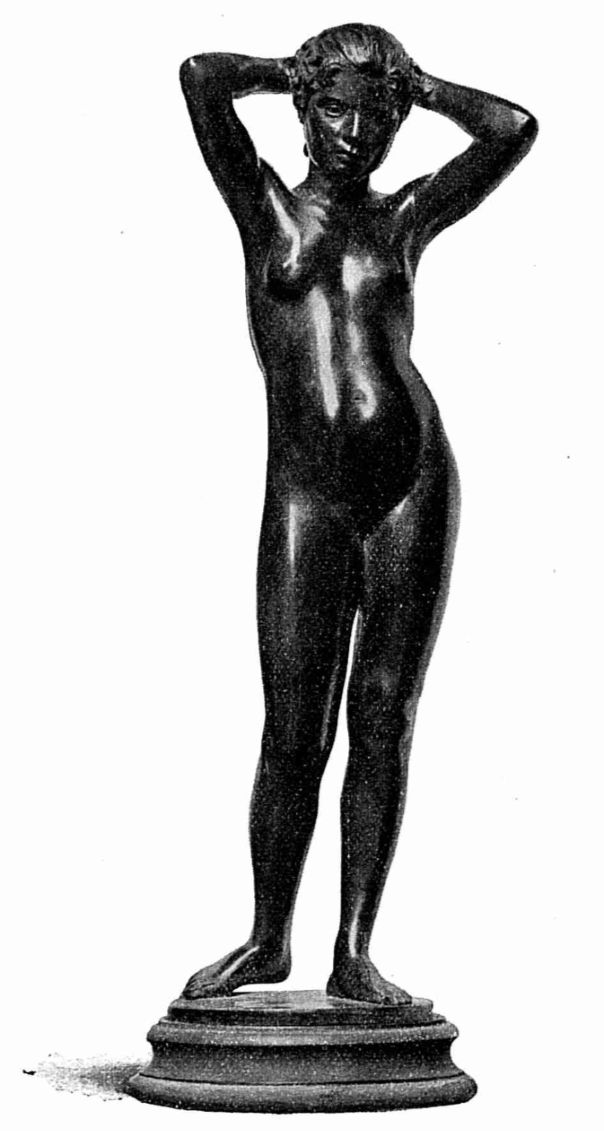
Eva (1899)
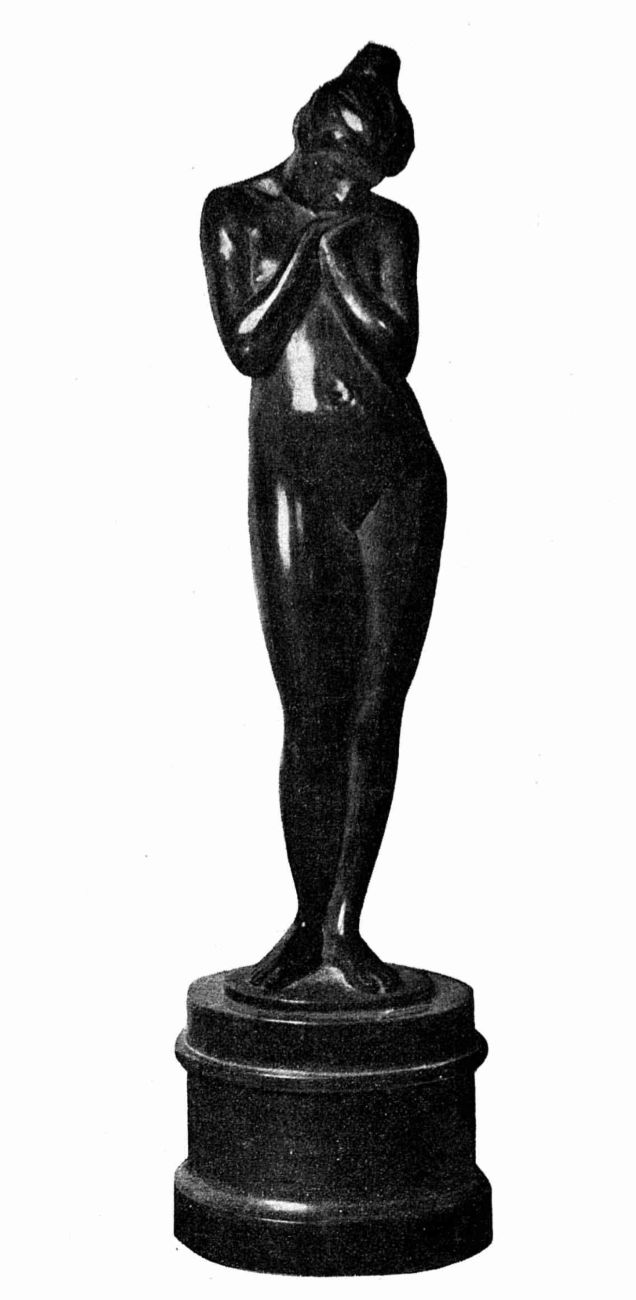
Chasteté (1905)

En 1907, il réalise l'un de ses premiers autoportraits, celui qui se trouve actuellement au musée Storck, en plâtre patiné. Après ses débuts aux expositions des Jeunes Artistes, Frédéric Storck étend son influence dans le monde de l'art en enseignant le dessin et le modelage à l'École des Beaux-Arts. Lorsque Dimitrie Mirea se voit confier la chaire de modelage, il se concentre sur le dessin, qui acquiert une importance encore plus grande dans le cursus. Le département qu'il dirige devient la base des études de l'école et le point de départ de la création de toute œuvre d'art. L'analyse des dessins qui nous sont parvenus du sculpteur roumain révèle une préférence et une conception artistique qui le caractérise tout au long de sa carrière. Frederic Storck est sans aucun doute un classiciste, mais pas un académicien, car l'académisme est un dérivé décadent du classicisme. Or pour Frederic Storck, comme pour tout adepte du classicisme, qu'il s'agisse de la Renaissance ou de l'art ancien, une œuvre d'art trouve son origine dans le contact avec la nature et l'observation attentive du modèle vivant. C'est-à-dire que ce qui avait valeur de vérité pour les gens de la Renaissance ou pour les Grecs anciens, a valeur de vérité pour Frederic Storck.
En regardant les œuvres qu'il a laissées derrière lui, la présence du modèle vivant est remarquablement visible. Lorsque l'artiste sculpte un nu, aussi grand soit-il, il rend le tremblement de la vie avec ses stridences contre le modèle idéal, et c'est précisément pour cette raison qu'il est clair que Storck a choisi la nature réelle qui antamise et finalement dépasse les canons fixes de l'atelier. Cela explique l'harmonie visuelle des sculptures Pocăința, Căința et Mutter Erde, où, bien que le motif montre un corps accroupi, il conserve sa plénitude de forme, de proportion et finalement d'anatomie. Toute cette attitude symbolise l'effet du sentiment dominant qui l'oblige à une concentration maximale .

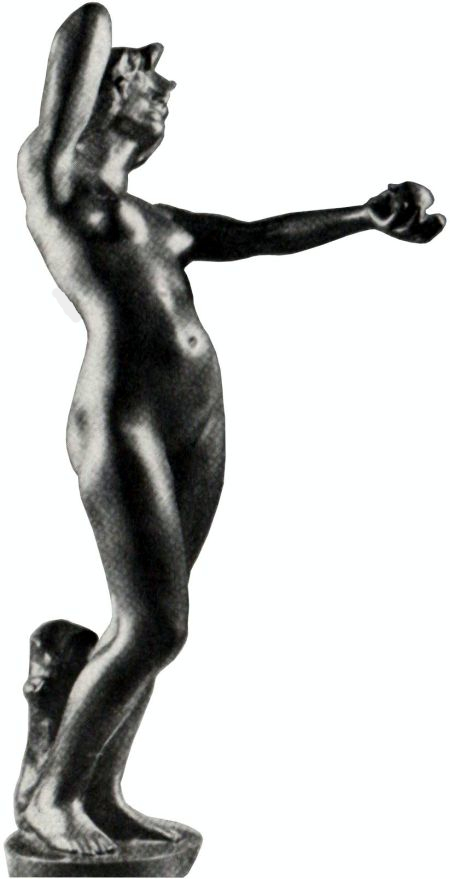
Pomona (1897)
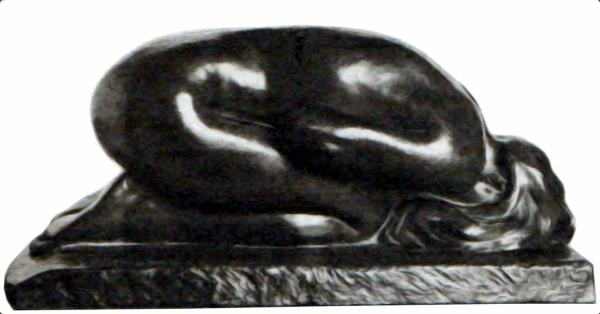
Pocăința (1931)
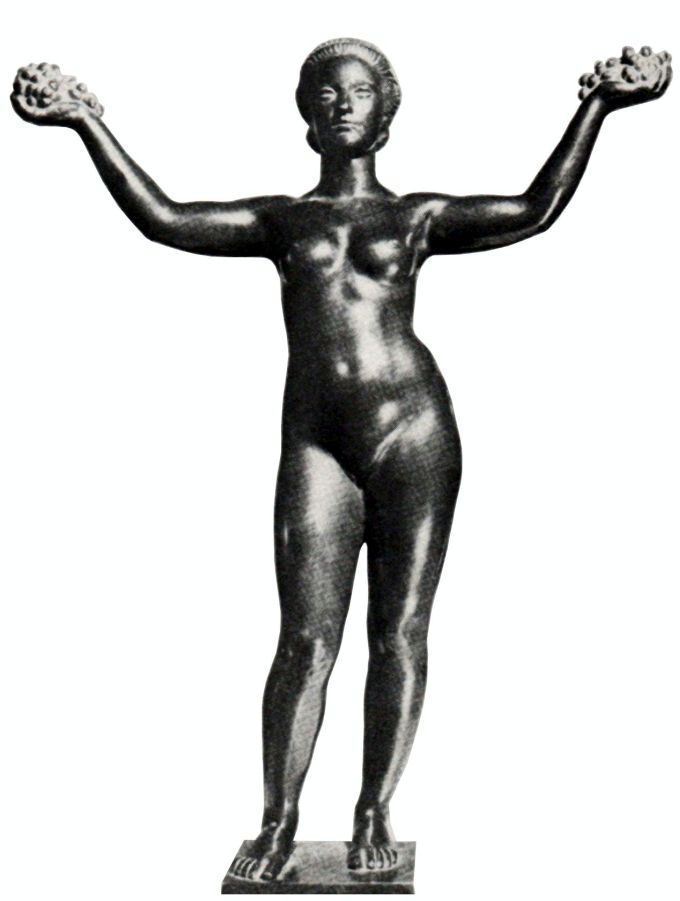
Abundența (1926)
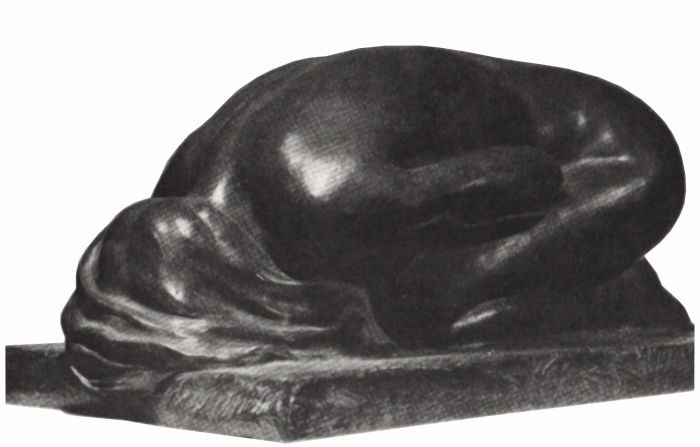
Pocăința
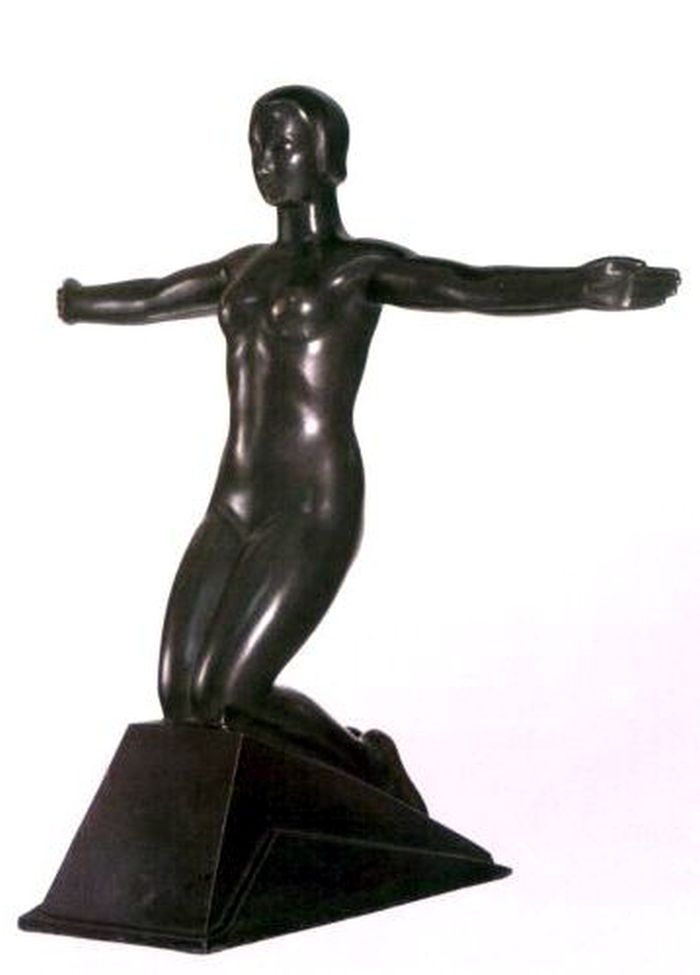
Bună dimineața (1926)
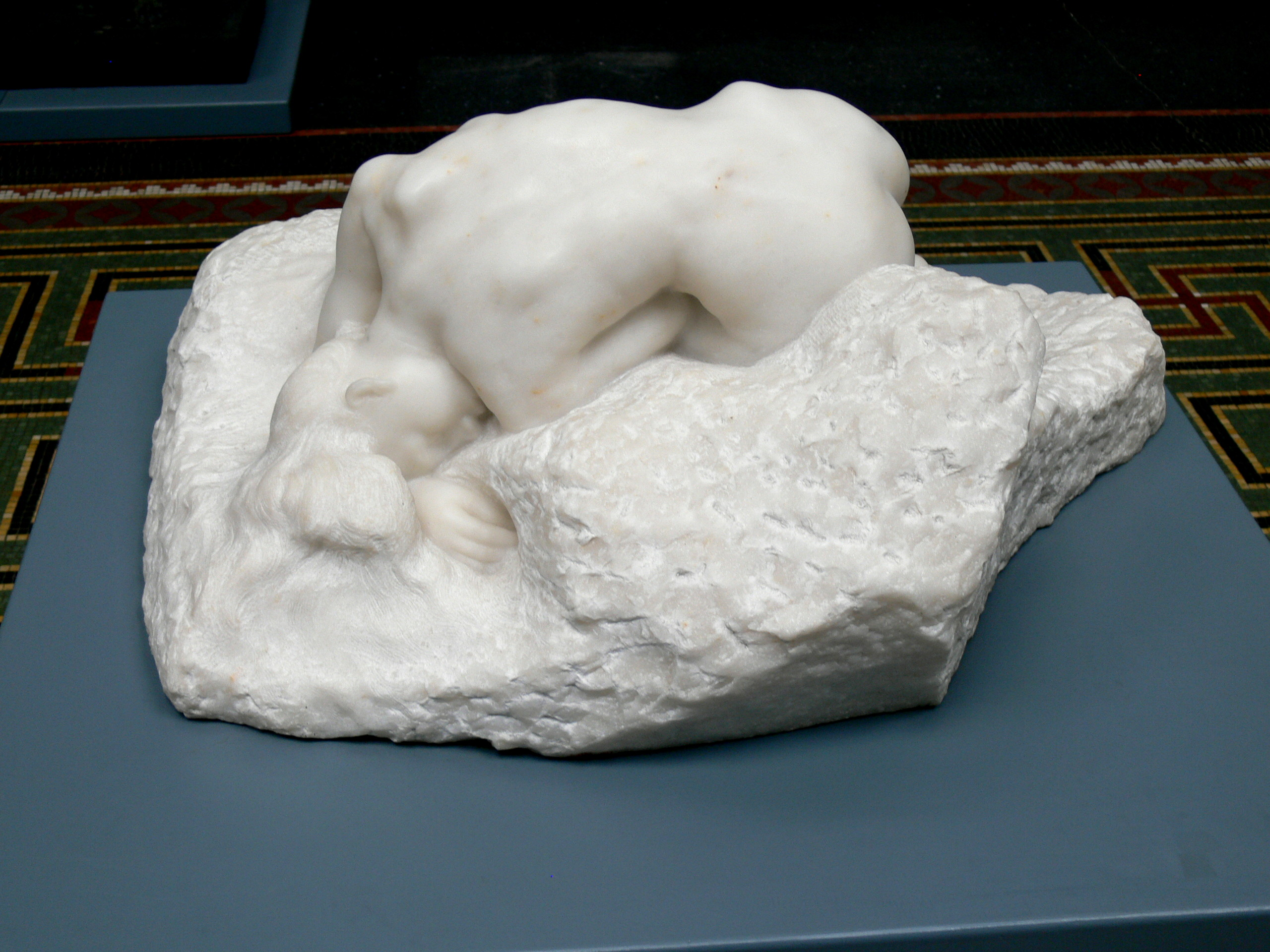
La Danaide - de Auguste Rodin

Le critique d'art Marin Mihalache a déclaré que les relations entre les éléments qui composent une œuvre de Frederic Storck donnent une touche de monumentalité même aux petites statues. Dans leur cas, la lumière est en collaboration directe avec l'espace, de sorte que les parties convexes alternent avec les parties concaves, de type classique, de manière très habile. De nombreuses œuvres de l'artiste roumain présentent des éléments de composition typiques du style Art nouveau du début du XIXe siècle.

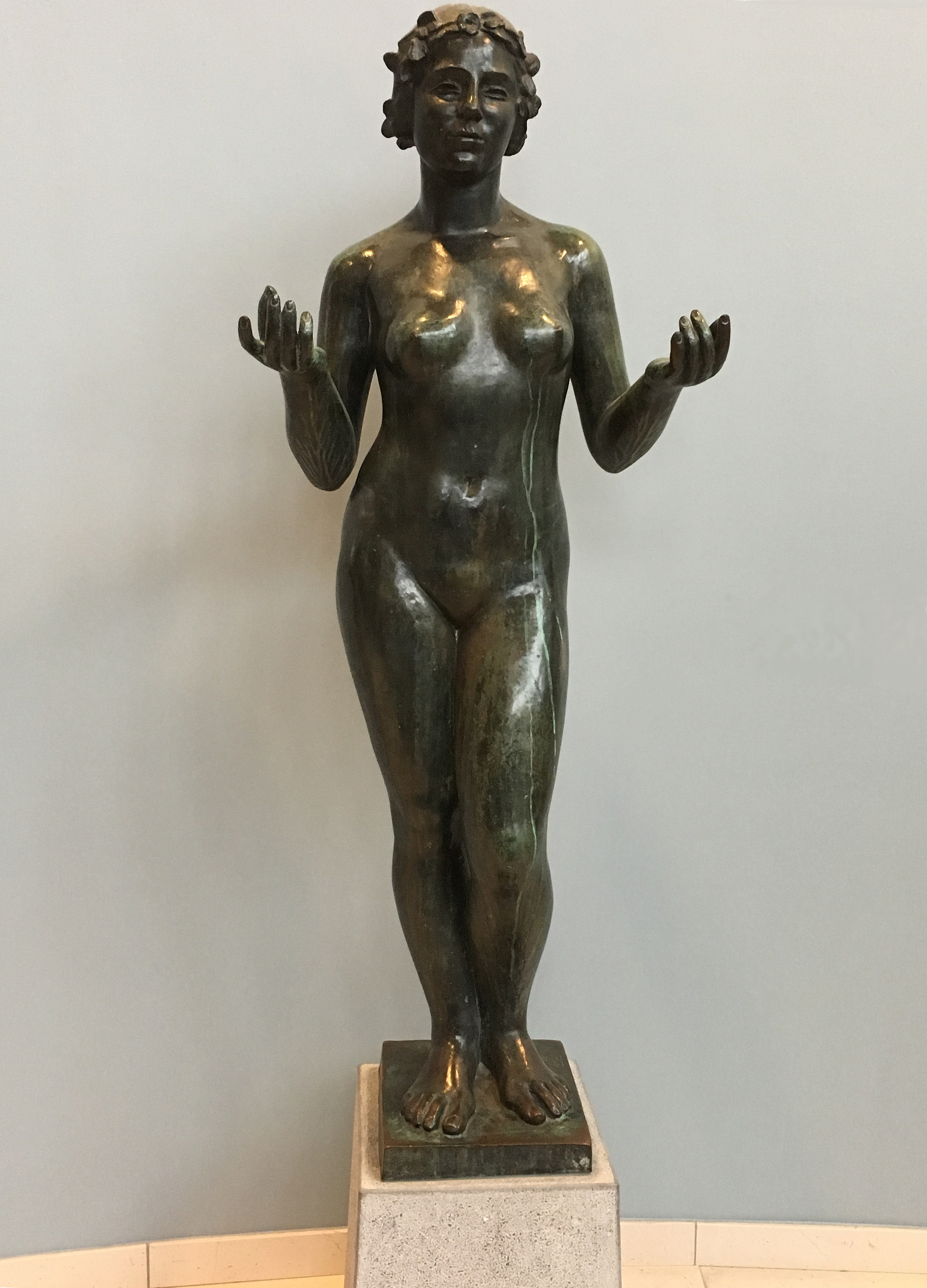
Nymphe - par Aristide Maillol

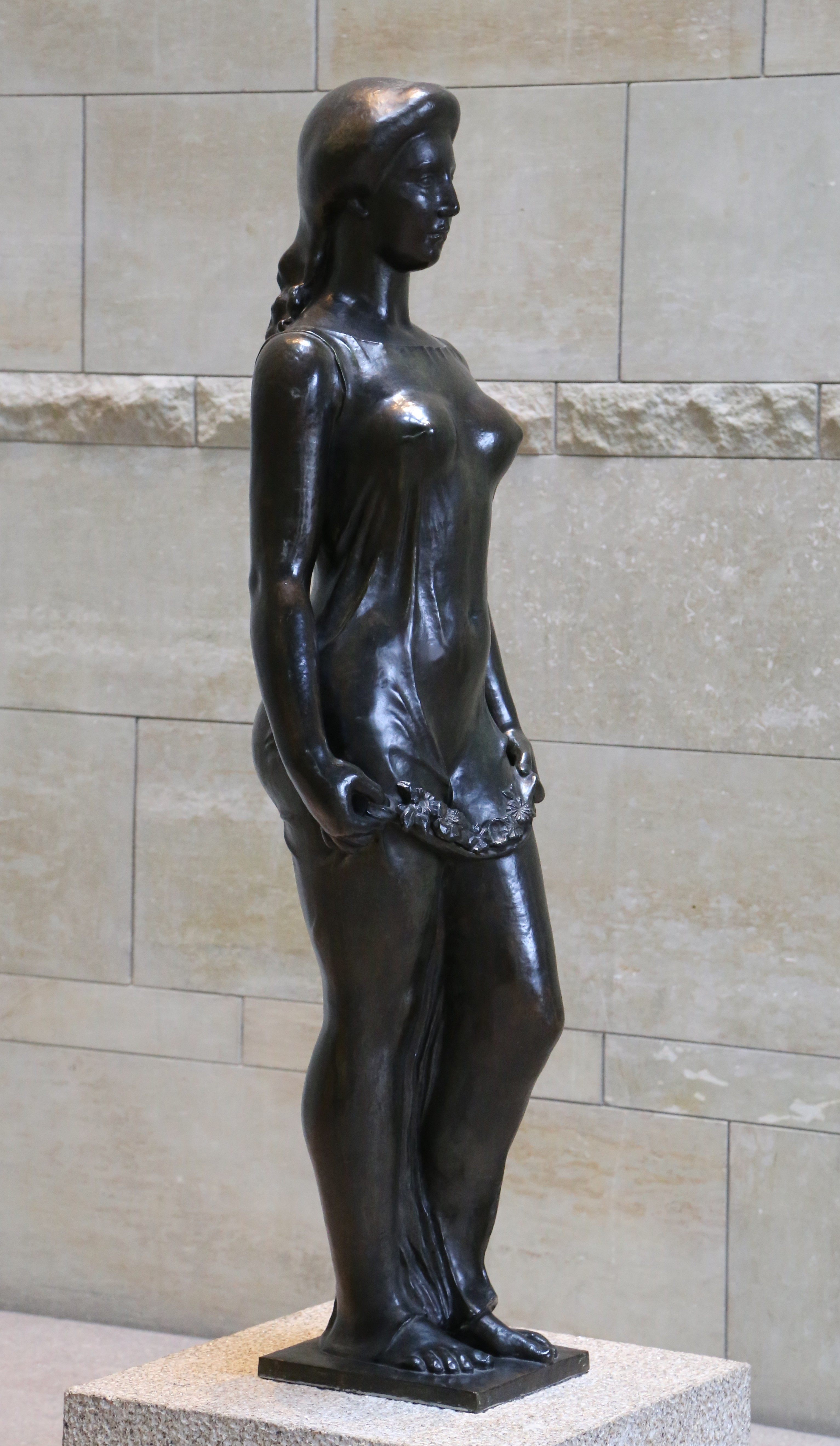
Flore - par Aristide Maillol

Le rond-point en pierre réalisé en 1903 et intitulé Repentance, avec ses variantes en bronze patiné ou en marbre, est un élément pertinent dans l'argumentation, le motif étant un symbole d'une teinte sécessionniste. Parmi les petits plastiques, il faut noter l'œuvre Salomé (il existe trois variantes) réalisée plus tard dans la carrière de l'artiste, en 1930. Il a un rôle décoratif en étant ciselé, il constitue une filiation, donc une continuation du style sécessionniste après vingt-sept ans depuis la Repentance. Contrairement aux opinions de George Oprescu, qui le considérait comme un élément distrayant dans l'œuvre de Storck, Marin Mihalache a apprécié l'élégance de la forme, l'allongement du cou, le polissage des surfaces similaire aux œuvres de Constantin Brâncuși. Le critique d'art loue la perfection des formes des petites statuettes féminines, à peine sorties de l'adolescence, aux contours délicats, parfois aux formes pleines, voire généreuses, avec une plénitude et une robustesse de vie, voir Femme aux perles (bijoux/perles) qui rappelle Aristide Maillol.
Raoul Sorban a caractérisé l'ensemble de son œuvre en disant que Frederic Storck « ... a recherché avec persévérance la nature, y discernant les lois de l'équilibre, du rythme, de l'harmonie et du contraste, et a convoité de donner à la matière inerte vie, expression et émotion. Doté d'une nature sensible et réceptive, imprégné de la passion du travail, maître d'un métier évolué, nuancé, capable de le servir, il a compris la sculpture comme l'un des moyens de représenter les types et les caractères humains, de définir, de généraliser les traits, d'incarner les idées. ».
Semblables à la sculpture de la Pocăința sont les nombreux bustes qu'il a réalisés, pas nécessairement ceux commandés officiellement, mais surtout ceux qu'il a choisis comme motif. Il est clair qu'il a cherché à équilibrer leur puissance d'expression avec les traits caractéristiques des figures. Telles sont les têtes de gitans et surtout l'exceptionnel portrait d'Alexandrinei. Il y a aussi ceux où le tempérament, l'âge, le talent ou la volonté du personnage ont laissé leur empreinte, les bustes d'Alexandru Macedonski et de Castaldi.

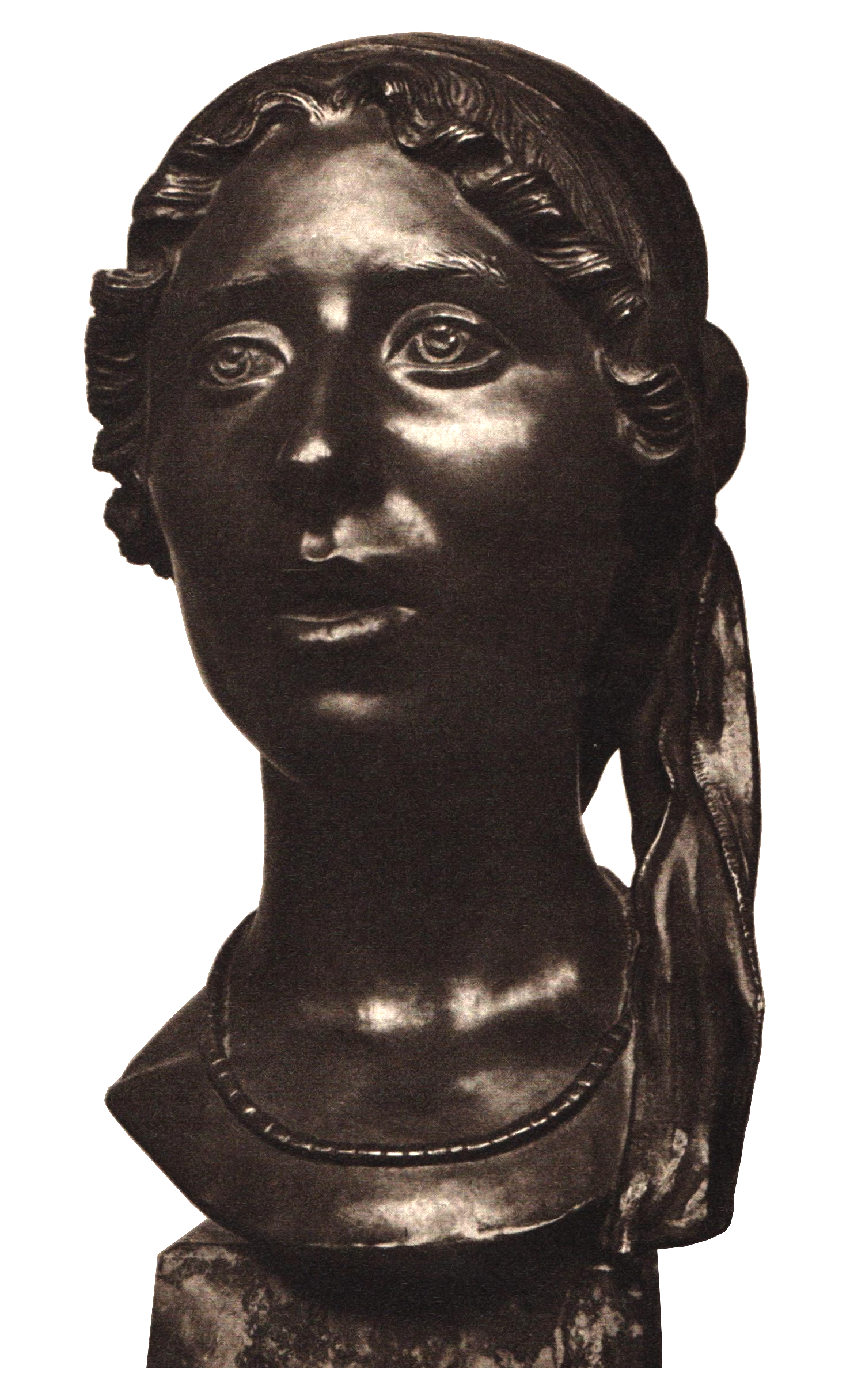
Alexandrine (1902)
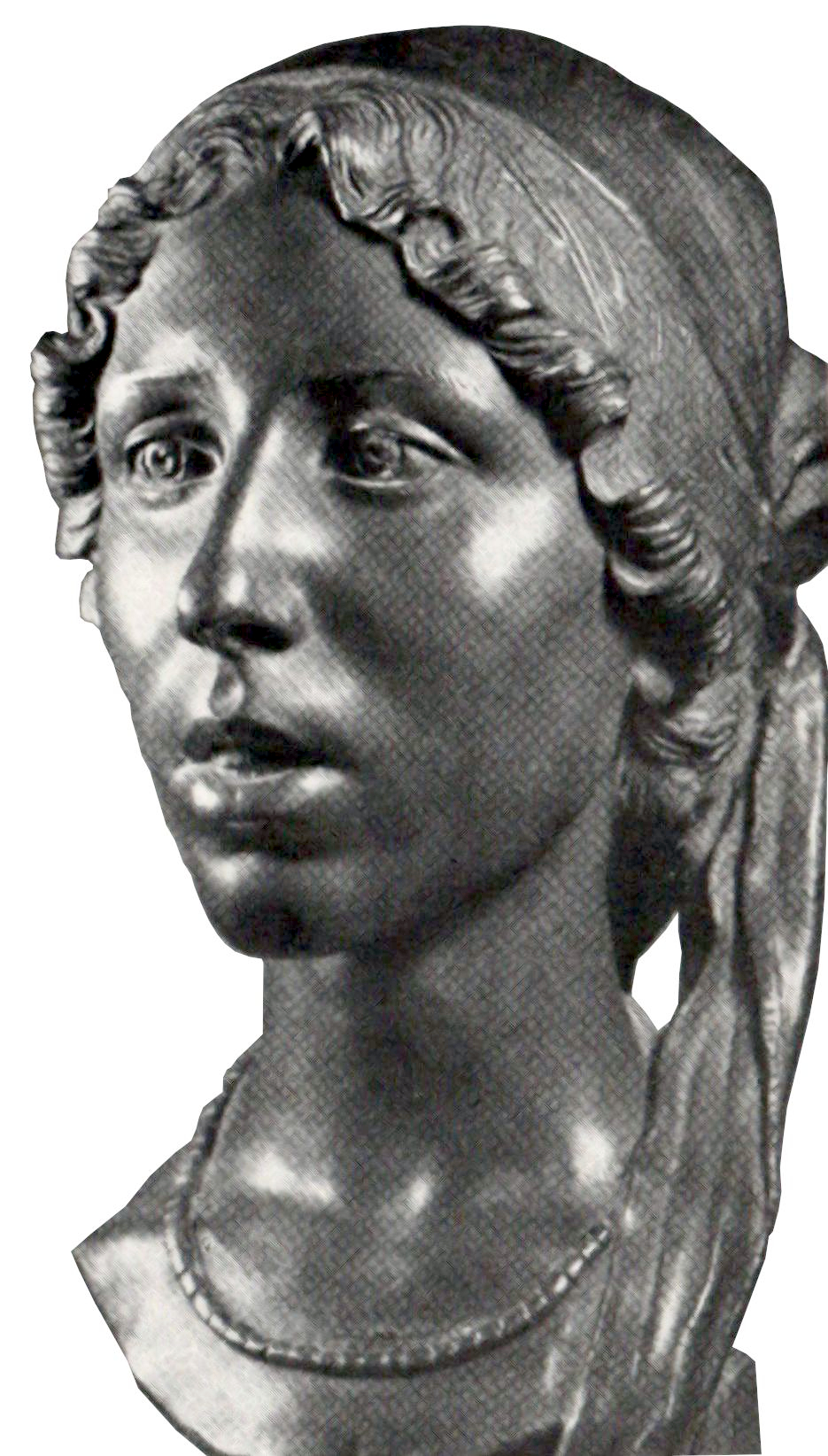
Alexandrine (1902)
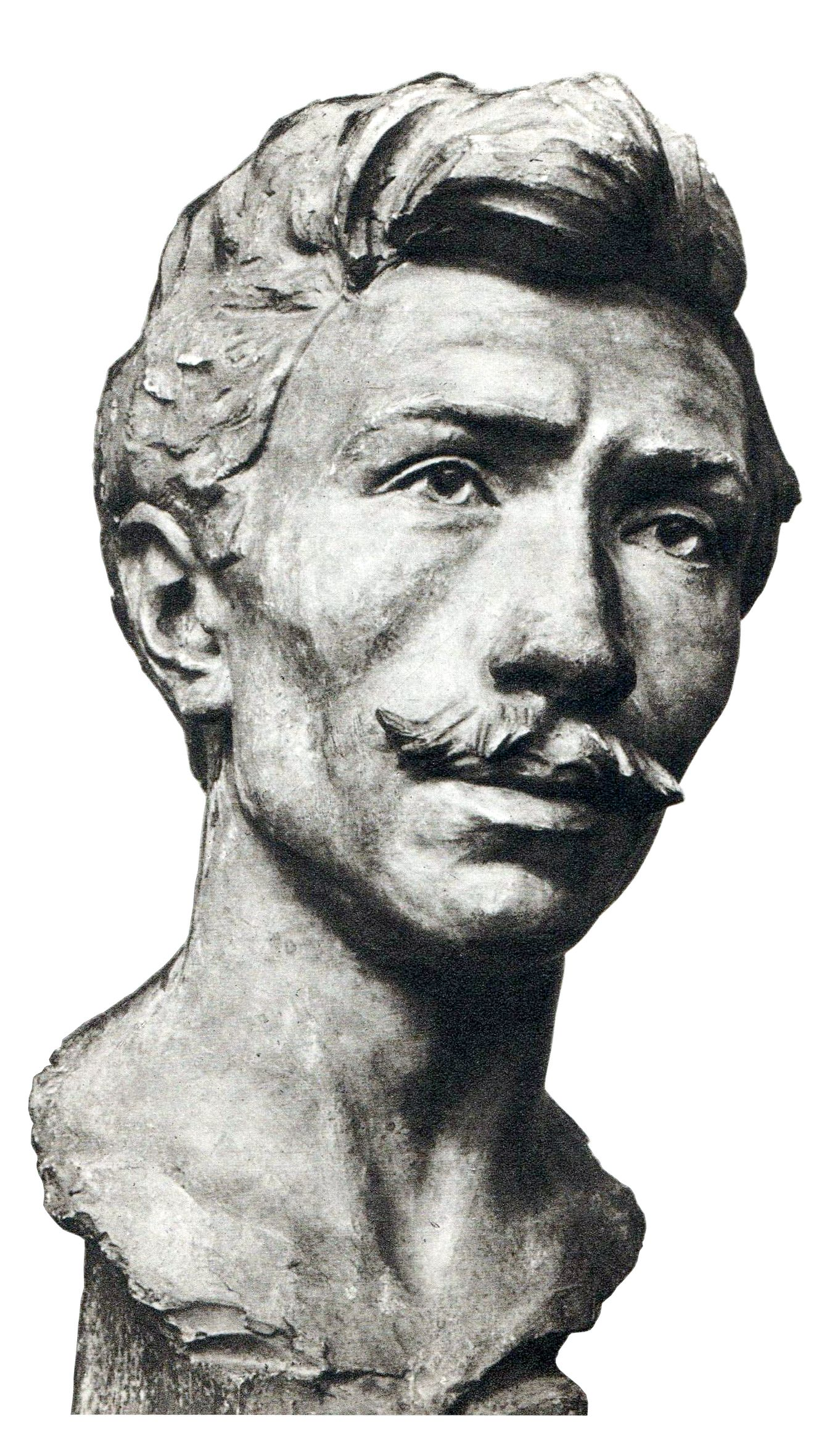
Alphonse Castaldi (1903)
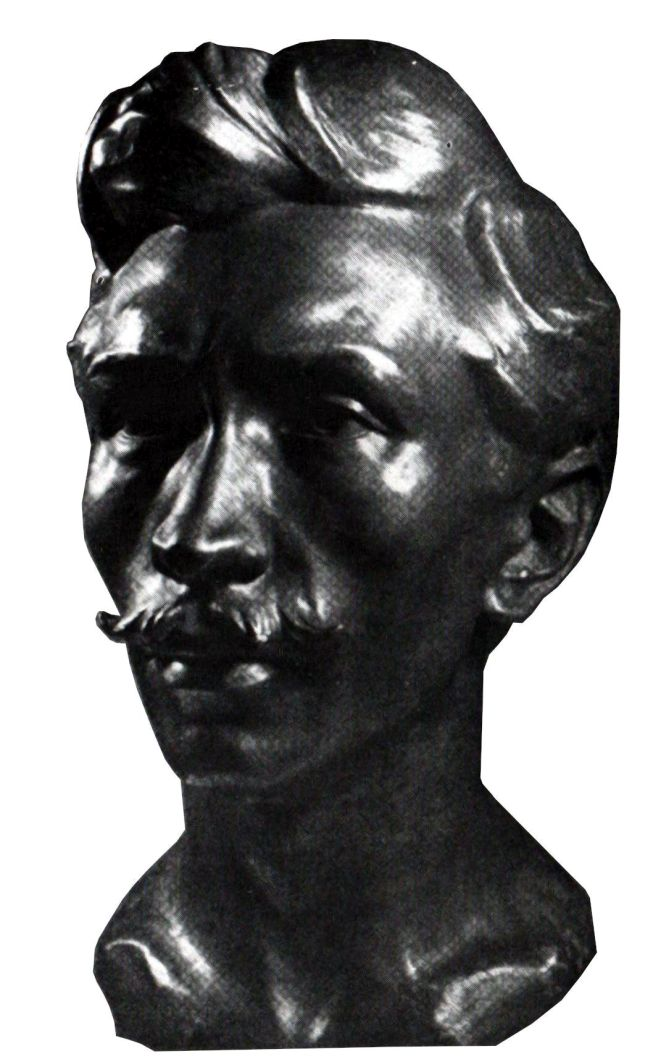
Alphonse Castaldi (1903)
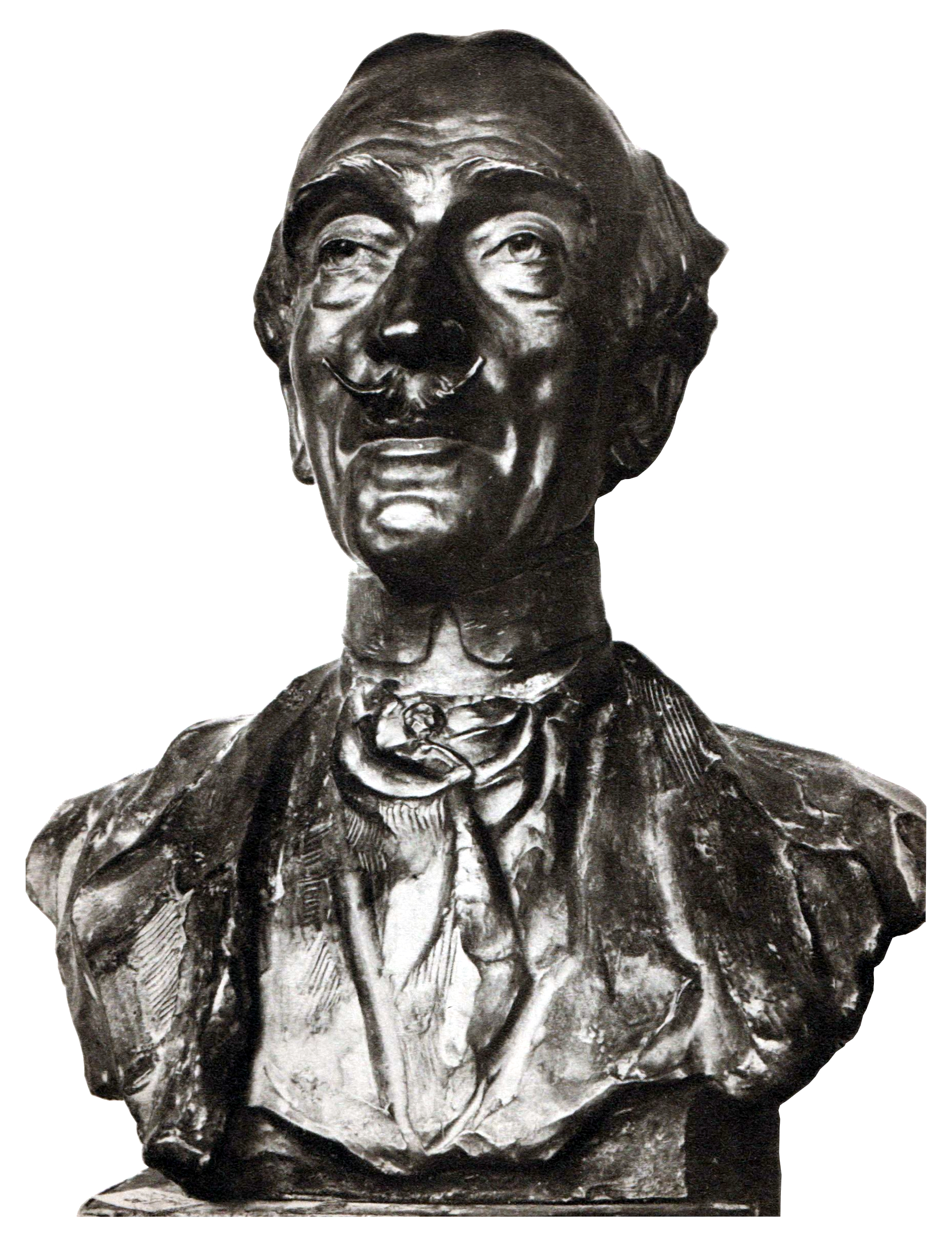
Alexandru Macedonski (1917)
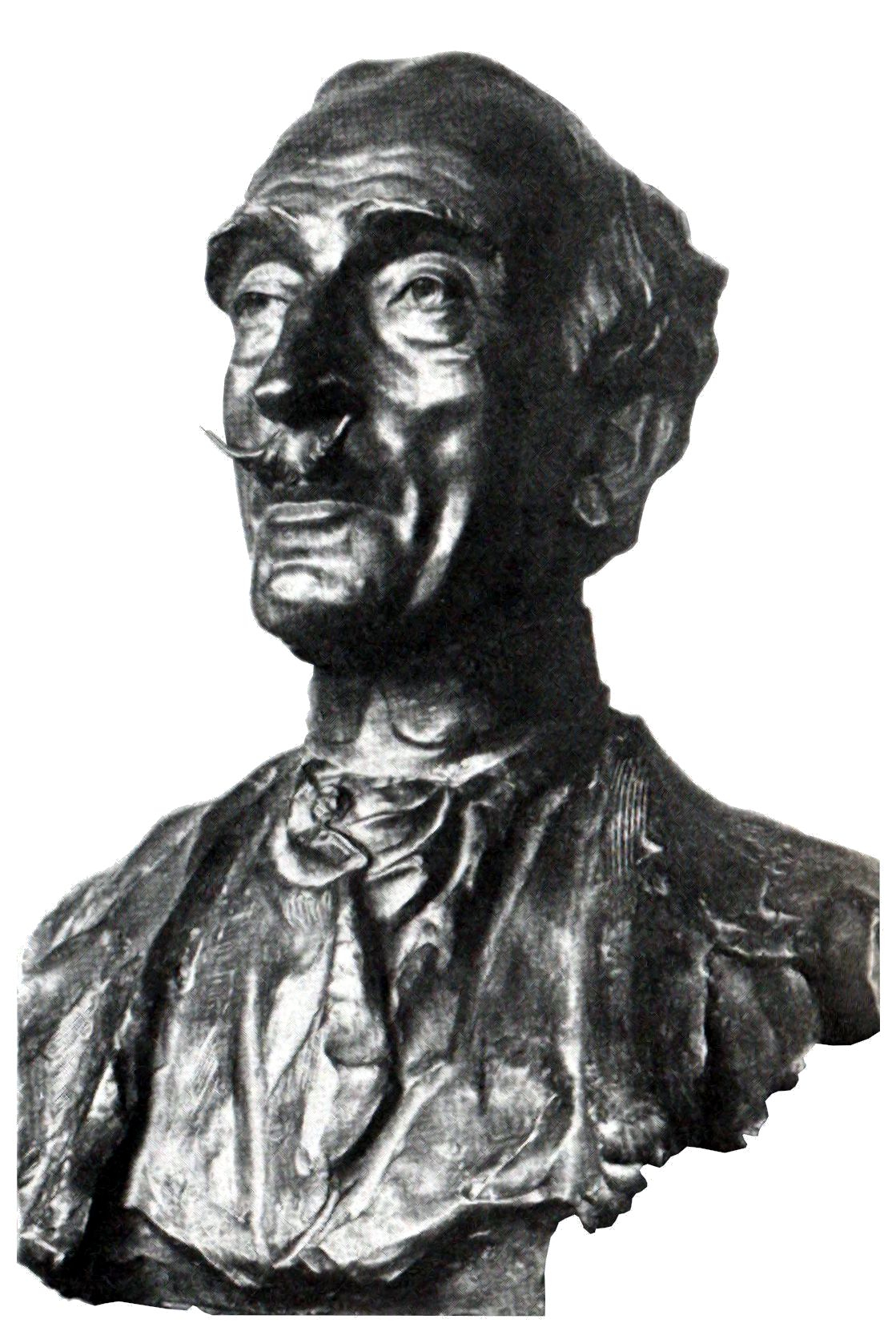
Alexandru Macedonski

La compréhension qu'avait l'artiste des qualités du matériau qu'il utilisait pour réaliser une œuvre est particulièrement visible dans le portrait en busted'Alexandru Macedonski. Frederic Storck a parfaitement compris le caractère du personnage, sa nature agitée, son esprit argumentatif et son air tapageur. George Oprescu a fait l'éloge de ce portrait et a fait remarquer qu'en 1917, année où Storc a réalisé l'œuvre, Macedonsky n'était plus un jeune homme, mais avait même atteint la maturité. À cause de cela, les muscles de son visage avaient perdu leur fermeté, ses yeux avaient perdu leur éclat, ils étaient un peu fatigués, à moitié fermés. Le col était d'une forme inhabituelle, il en fallait un peu plus et cela aurait été caricatural. Oprescu a caractérisé le travail comme suit  :
« . . . Storck a su rester dans les limites de la vérité, donner une telle acuité d'observation et une telle précision de dessin, je ne sais quel air triomphant dans son couvre-chef, avec tous les signes évidents de la déchéance physique, que ce qui nous aurait fait sourire traité par un autre, nous satisfait pleinement, comme toute solution élégante d'un problème difficile. ».
Macedonski lui-même a déclaré que « . . . Ce buste est un miracle, et surtout ça ne peut pas aller. Son semis est parfait. En lui, je vis avec une intense vie d'âme, que Tu as su apprendre de mes traits. Me voici immortel, sinon par autre chose, du moins par Ton buste. . . ».

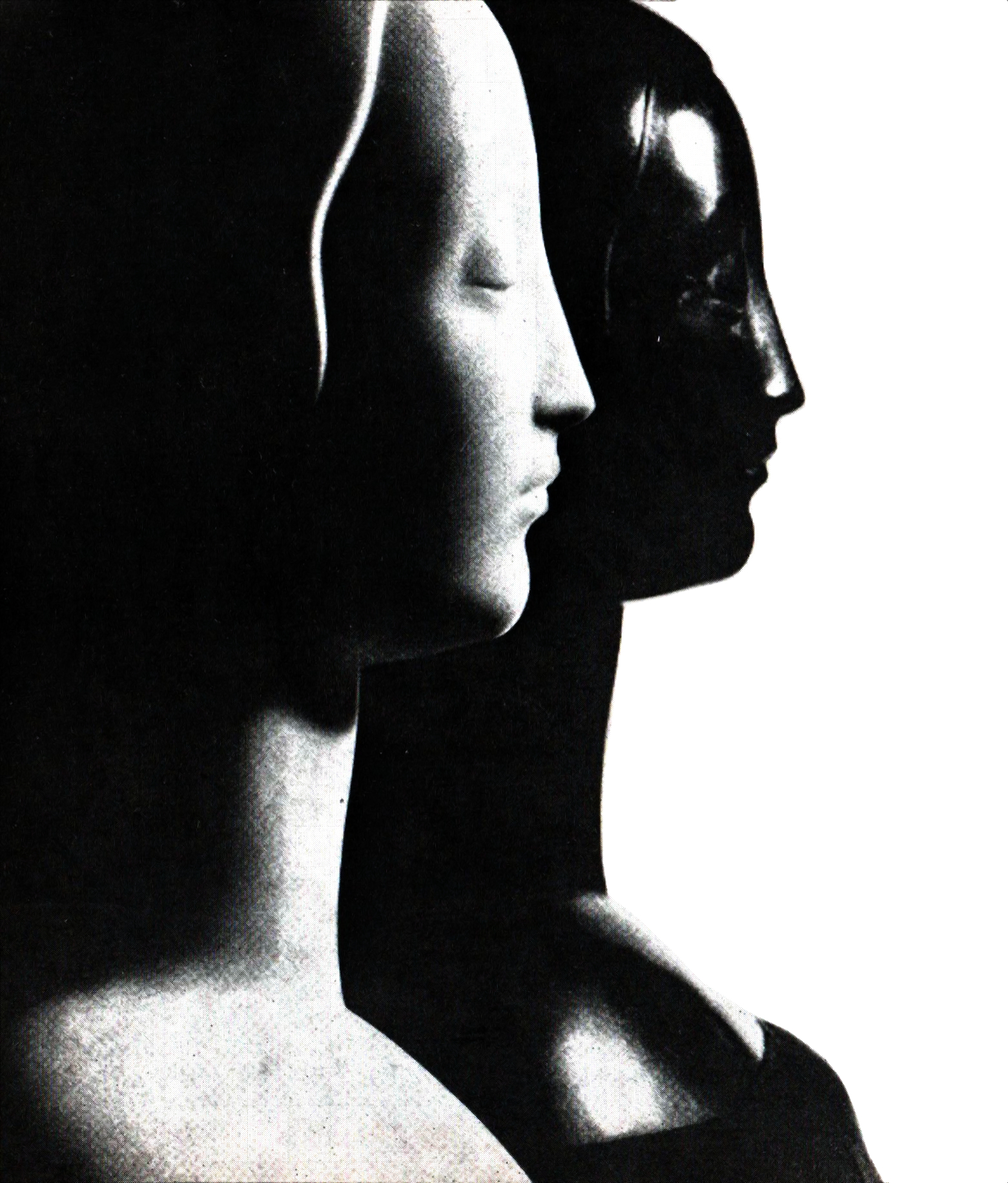
Madone (1925)
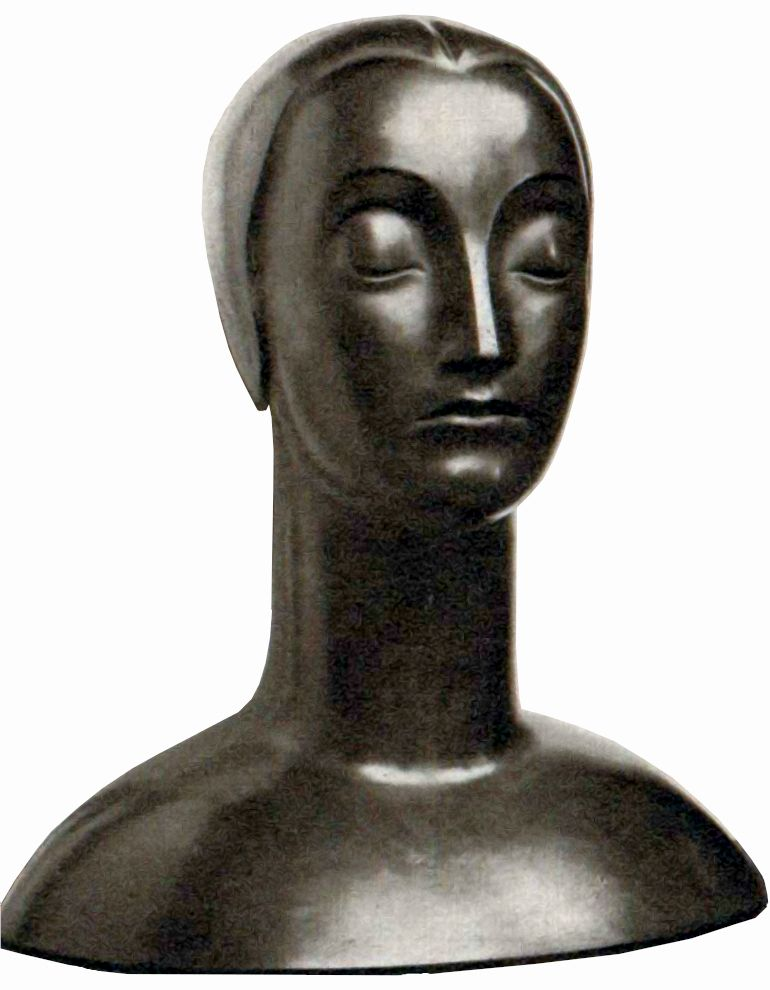
(bronze)
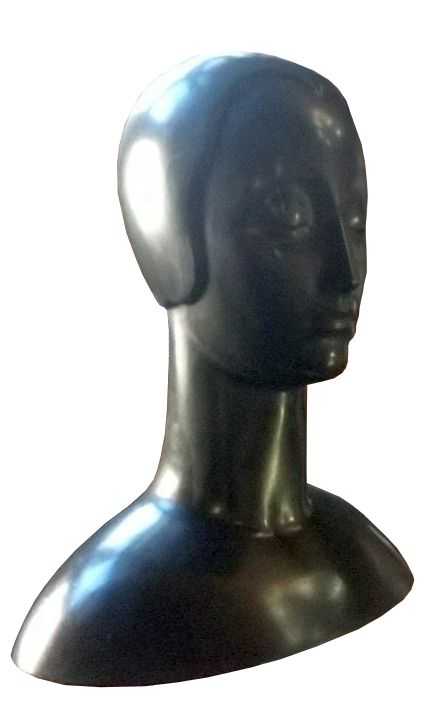
(bronze)
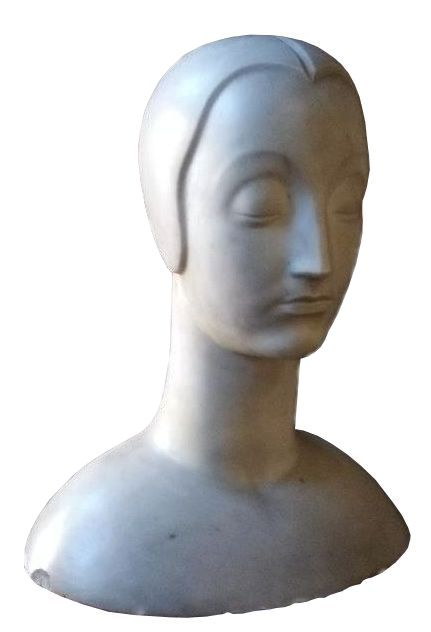
(marbre)
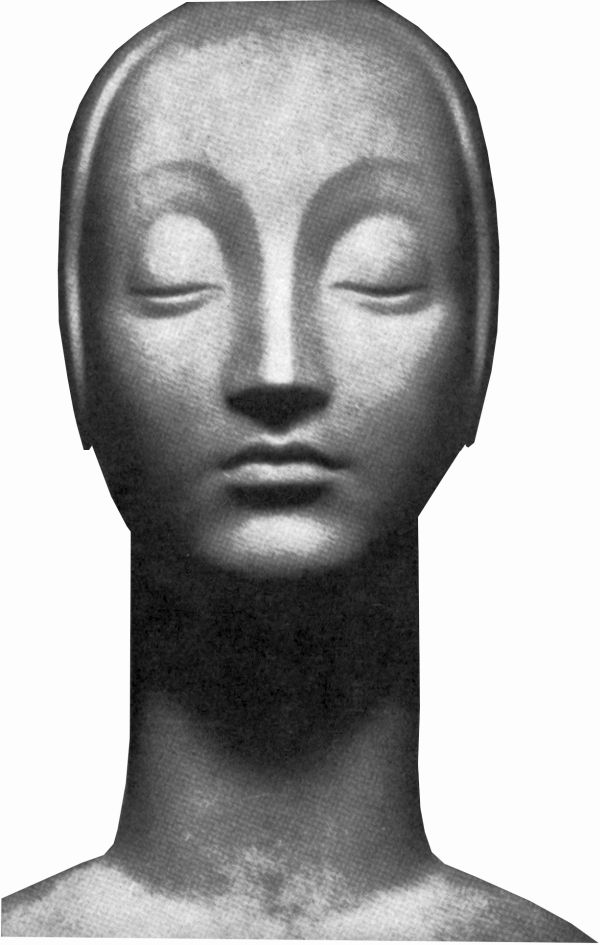
(marbre)
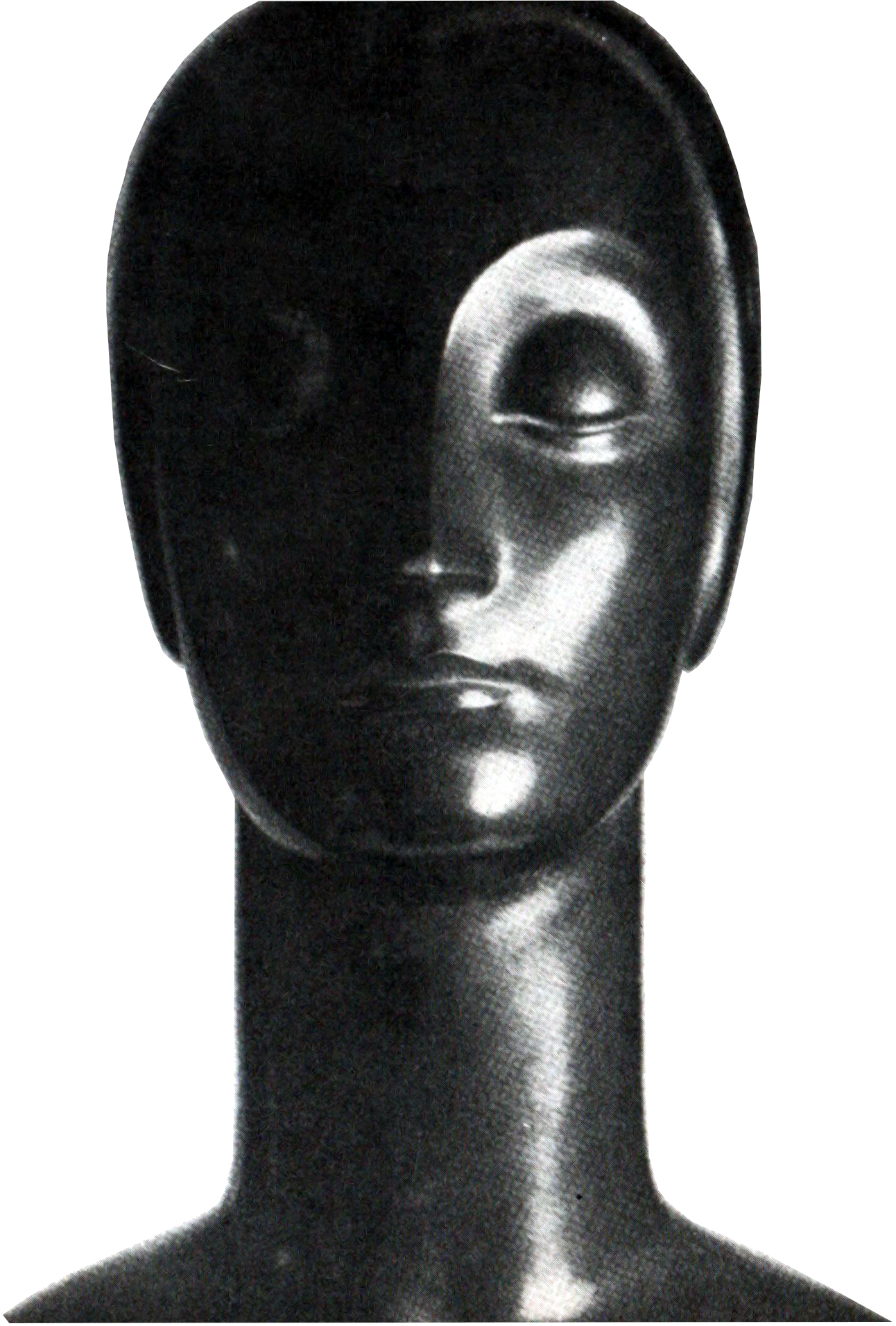
(bronze)
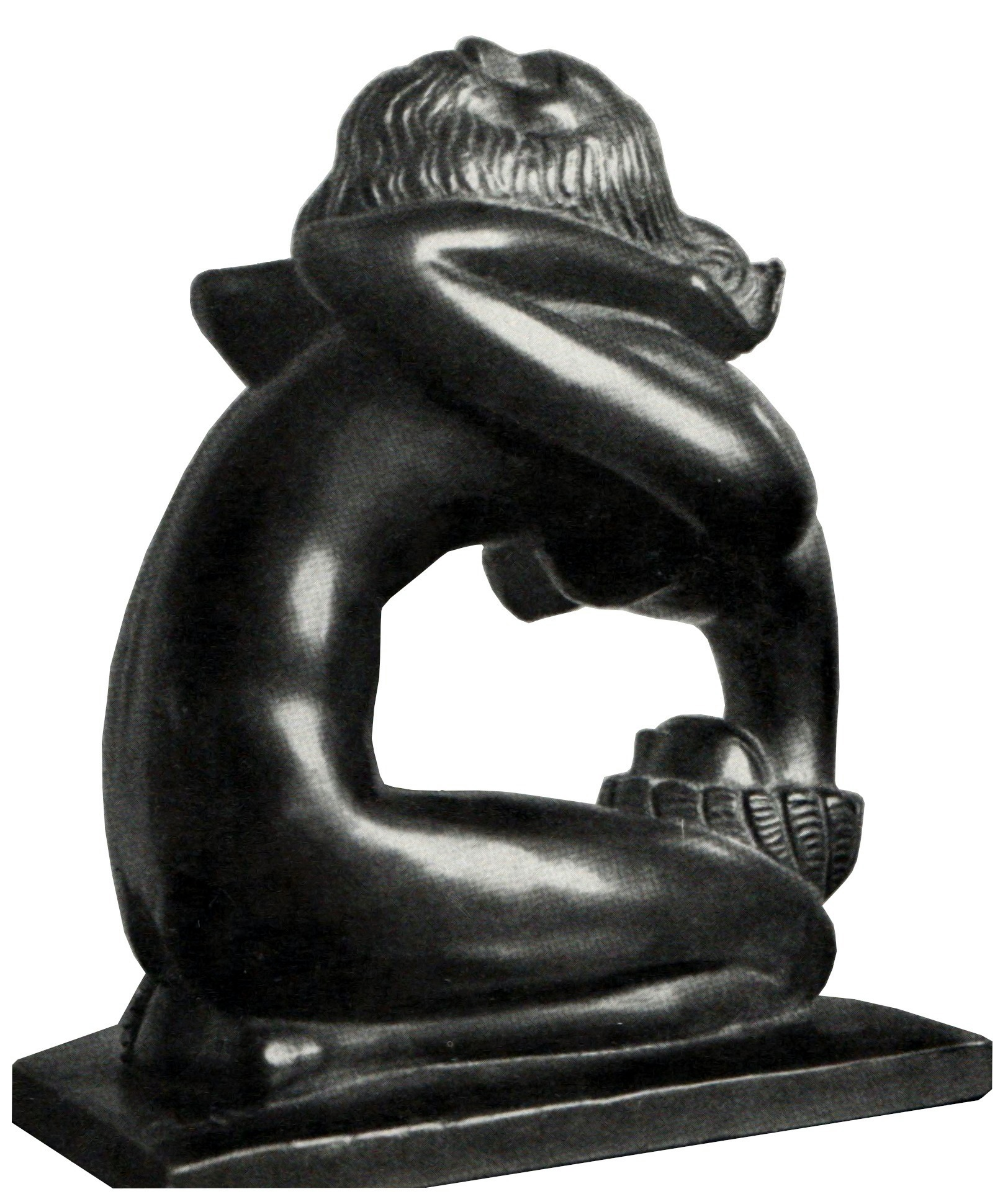
Salomée (1931)
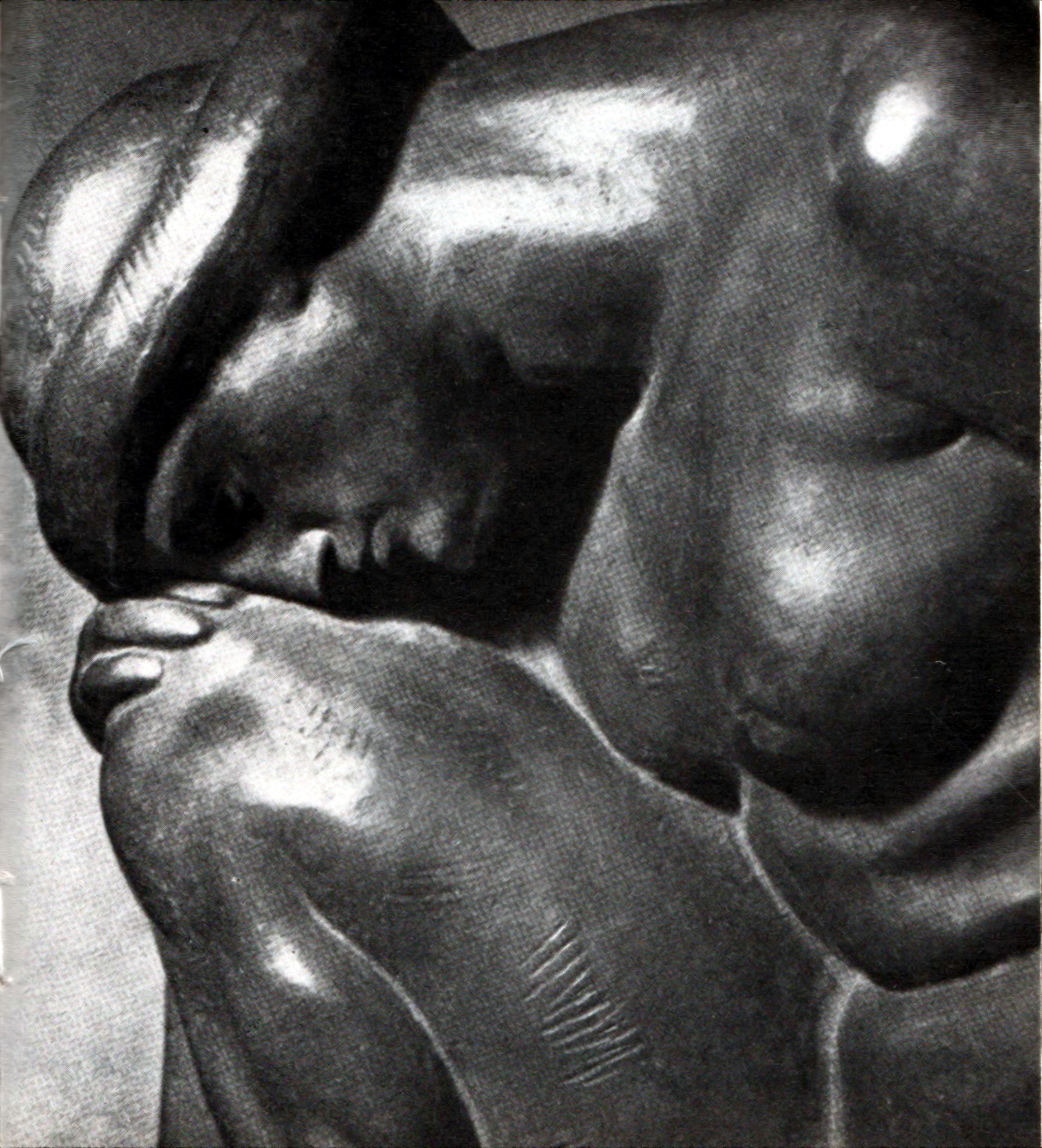
Rêverie (Repentir) (1922)

Les premières commandes qu'il reçoit après son arrivée après ses études en Roumanie sont des bustes, dont certains ont des caractéristiques monumentales, comme le buste d'Ion Eliade Rădulescu de Târgoviște ou celui de Spiru Haret à Bucarest. Parmi les travaux officiels qu'il reçoit, Frederic réalise également les têtes de Santa Florea et de Santa Costache, ainsi qu'une statue debout de l'une d'entre elles. Ce motif présente un intérêt particulier pour l'artiste car il exécute deux têtes pour chacune d'elles, l'une en pierre et l'autre en bronze. Les préoccupations relatives aux propriétés des matériaux utilisés dans la sculpture sont visibles dans les deux têtes de femmes (Madones). Les deux sculptures sont aujourd'hui exposées au musée Storck de Bucarest.
Plus tard, Frederic Storck est influencé par des courants artistiques formalistes. Ils ont propagé l'idée que la simplification et la soi-disant réduction des formes à un soi-disant prototype d'elles-mêmes, plus ou moins abstrait, était l'objectif principal et le but suprême de la sculpture. Cette période d'errance est de courte durée pour Storck. Les concepts formalistes ont pris forme dans deux œuvres qu'il a réalisées, intitulées Tête de femme (Madones), en deux versions, en bronze et en marbre, et Salomé, qui est une œuvre pleine de bizarrerie et assez surprenante pour un artiste équilibré comme Frederic Storck. Les deux sont des produits transitoires dans le développement artistique du sculpteur roumain et après cette errance, il est revenu au terrain solide du réalisme qui lui convenait si bien.

### Œuvres publiques
Frederic Storck n'a pas créé de grands monuments parce qu'il n'en avait pas l'occasion. George Oprescu a soutenu cette affirmation après avoir fait des recherches sur le fait que, de l'avis des cercles officiels cosmopolites, les grandes commandes n'étaient pas accordées aux artistes locaux, mais uniquement aux français ou aux italiens, à ceux dont on parlait dans la presse européenne et à ceux qui avaient une plus grande réputation. George Oprescu a déclaré que "... aucune exception n'a été faite à cette tradition accablante et humiliante basée sur le mensonge, ni dans le cas de Valbudea, ni dans celui de Paciurea, ni dans celui de Storck". Si un sculpteur était mandaté, le travail n'était pas réalisé par lui, mais par ses élèves. George Oprescu a également estimé que Frederic Storck ne souhaitait pas réellement associer son nom à un grand monument public qui serait vu de loin. La plupart des œuvres de Frederic Storck impressionnent non pas par ce que l'on peut appeler un aspect rhétorique de la sculpture et non pas par un rapport de volumes, mais par la délicatesse des détails, par leur précision et par la relation si harmonieuse entre forme et contenu versus contenu et matière dans laquelle elle a été exprimée.
L'artiste roumain a plutôt créé de nombreuses figures décoratives qui ont été commandées pour les compléter et les intégrer dans certains ensembles architecturaux. Les œuvres de Storck complètent pratiquement le travail des autres et ont moins d'existence artistique individuelle. Il s'agit d'un événement heureux pour l'art roumain, car les sculpteurs étrangers auxquels les partis politiques et les ministères de l'État ont eu recours n'ont pas jugé digne d'associer leur nom, et peut-être cela ne leur convenait-il pas financièrement, aux exigences d'un architecte particulier. Ainsi, la sculpture roumaine a bénéficié d'un sursaut qui l'a enrichie d'œuvres à caractère public, la plupart de grande envergure, significatives de l'évolution de la sculpture en Roumanie, œuvres signées par Ion Georgescu, Ștefan Ionescu-Valbudea, Frederic Storck, etc...

#### Les évangélistes de la chapelle Gheorghieff
« Pour l'exécution de ces statues, j'ai parcouru tout Bucarest, cherchant dans les églises pour me familiariser avec le style byzantin. J'ai également étudié à travers des livres et des gravures tout ce qui pouvait se rapporter à la conception en peinture de la figure humaine drapée par les peintres byzantins partout dans le monde. » Citation du témoignage de Frédéric Storck de Marin Mihalache : Storck Sculptors, page 87
Déclaration de Frederic Storck à propos des quatre évangélistes réalisés entre 1903 et 1904 en collaboration avec l'architecte Ion Mincu : « Je pense avoir réussi à réaliser des statues qui, sans être trop figées comme la plupart des figures de la peinture byzantine, sont en parfait accord avec le style byzantin, surtout en ce qui concerne la monumentalité ».
En ce qui concerne Frederic Storck, la première œuvre d'exposition publique qui lui est parvenue est les quatre sculptures des Évangélistes, réalisées entre 1903 et 1905. Elles ont été montées aux quatre coins de la chapelle Gheorghieff du cimetière Bellu, le projet architectural ayant été réalisé par Ion Mincu. Au musée Storck de Bucarest se trouvent des sculptures portant les numéros d'inventaire 915160, 915159, 915229, 915230, 915228, 916175, 915227, exécutées en plâtre, qui sont des esquisses que Frédéric Storck a réalisées avant les sculptures du monument Gheorghieff. Ion Mincu a chargé Storck de réaliser deux statues des évangélistes, Matthieu et Jean, puis a accepté l'exécution des deux autres, Marc et Luc. L'ensemble funéraire est l'une des réalisations les plus importantes de l'artiste car il a résolu la transposition des canons byzantins dans le cadre tridimensionnel de la pierre sculptée.

Les quatre évangélistes de la chapelle Gheorghieff au cimetière de Bellu par Frederic Storck
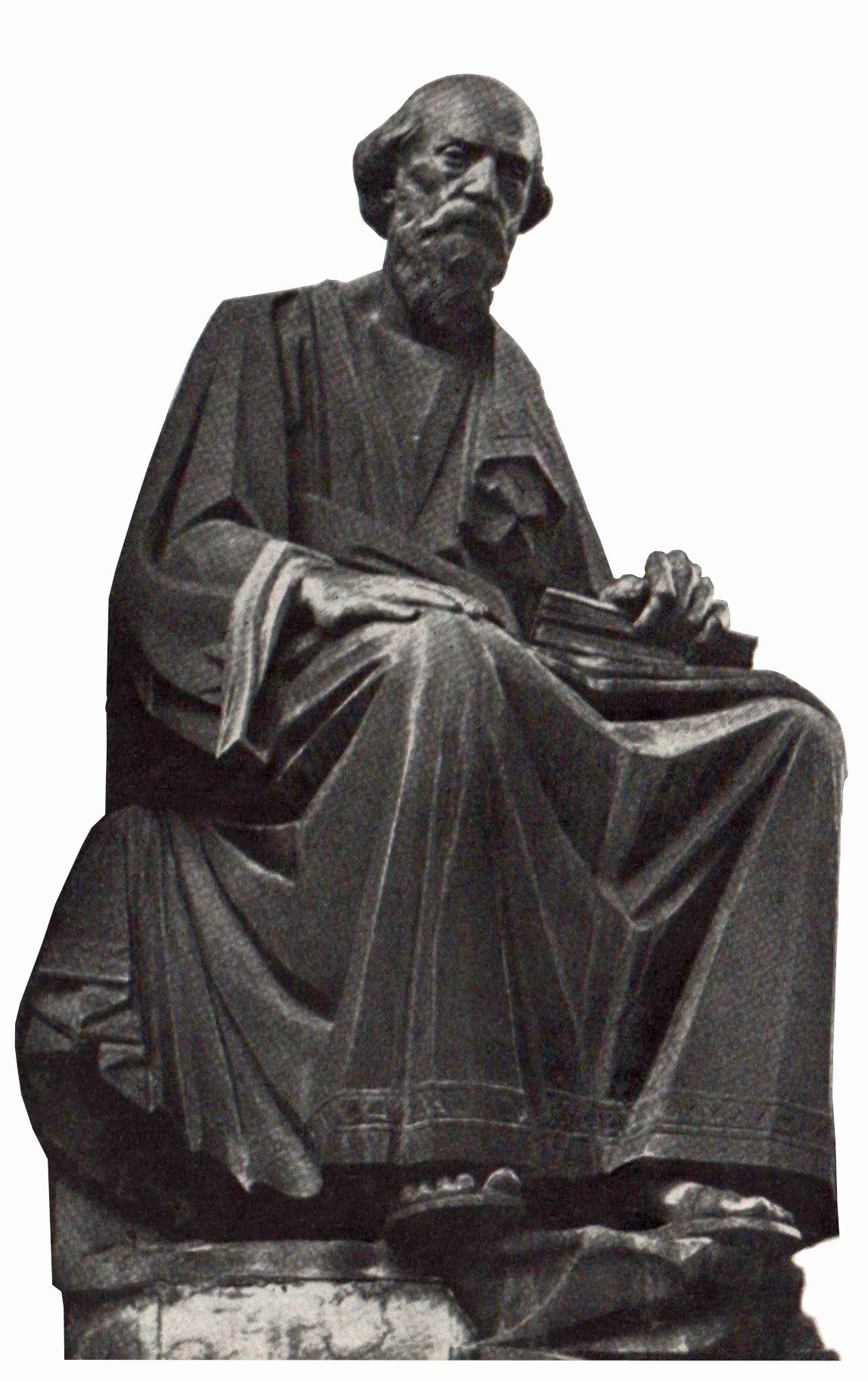
L'évangéliste Luc
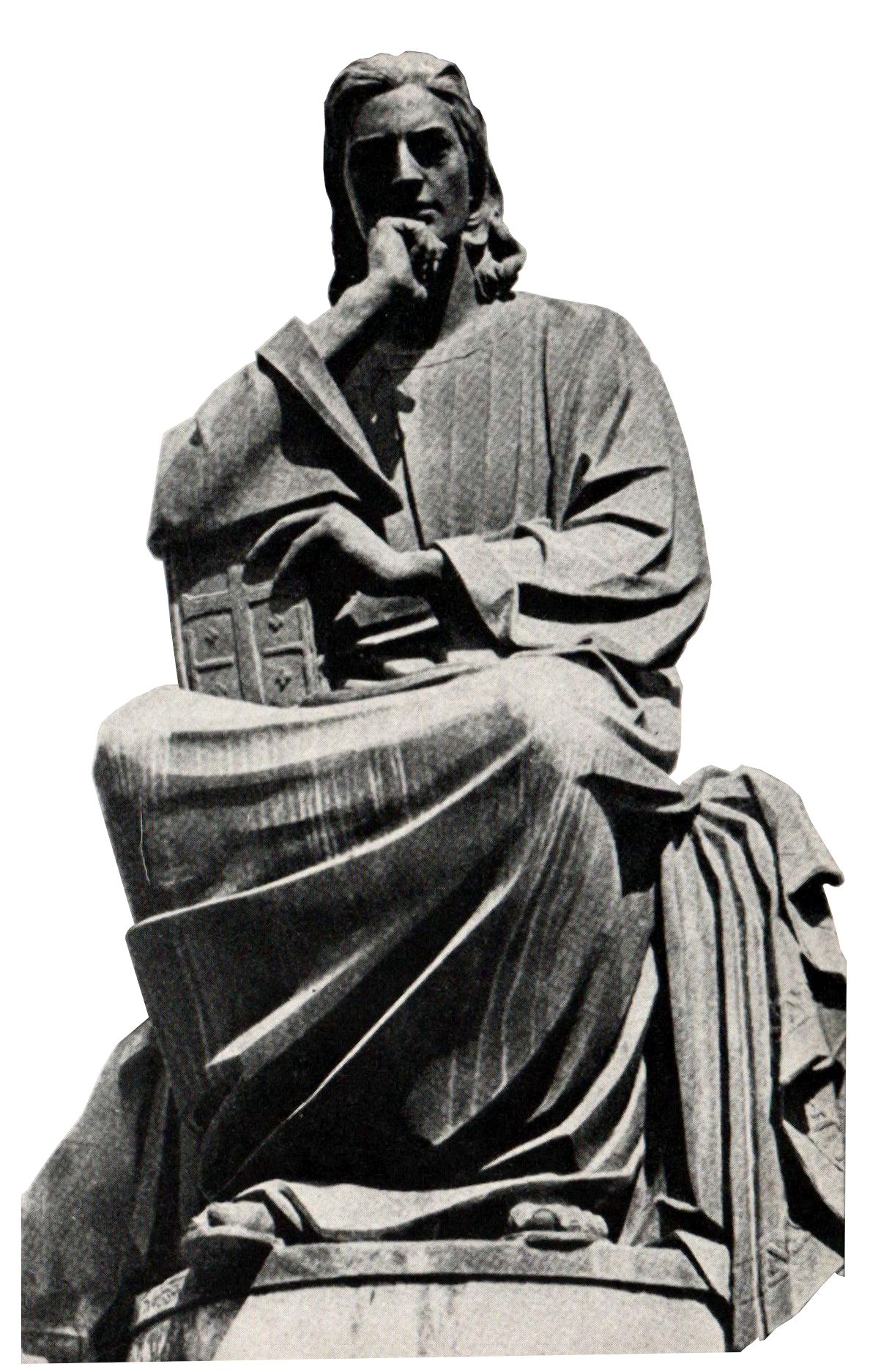
L'évangéliste Jean
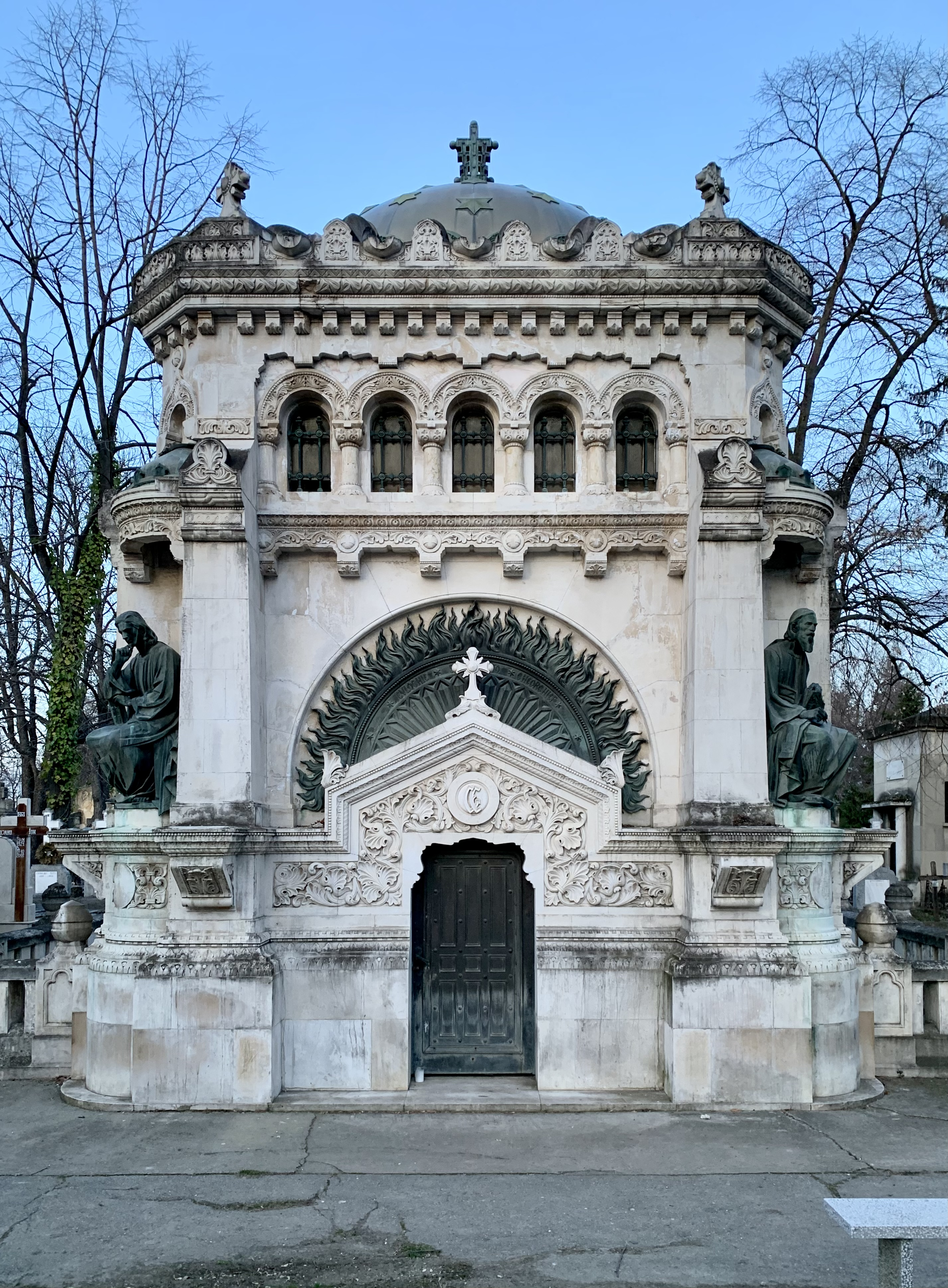
Chapelle Gheorghieff
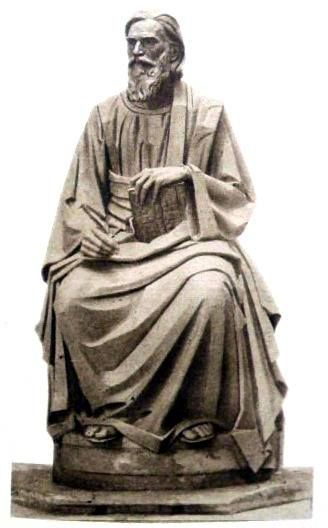
L'évangéliste Matthieu (1903-1904)
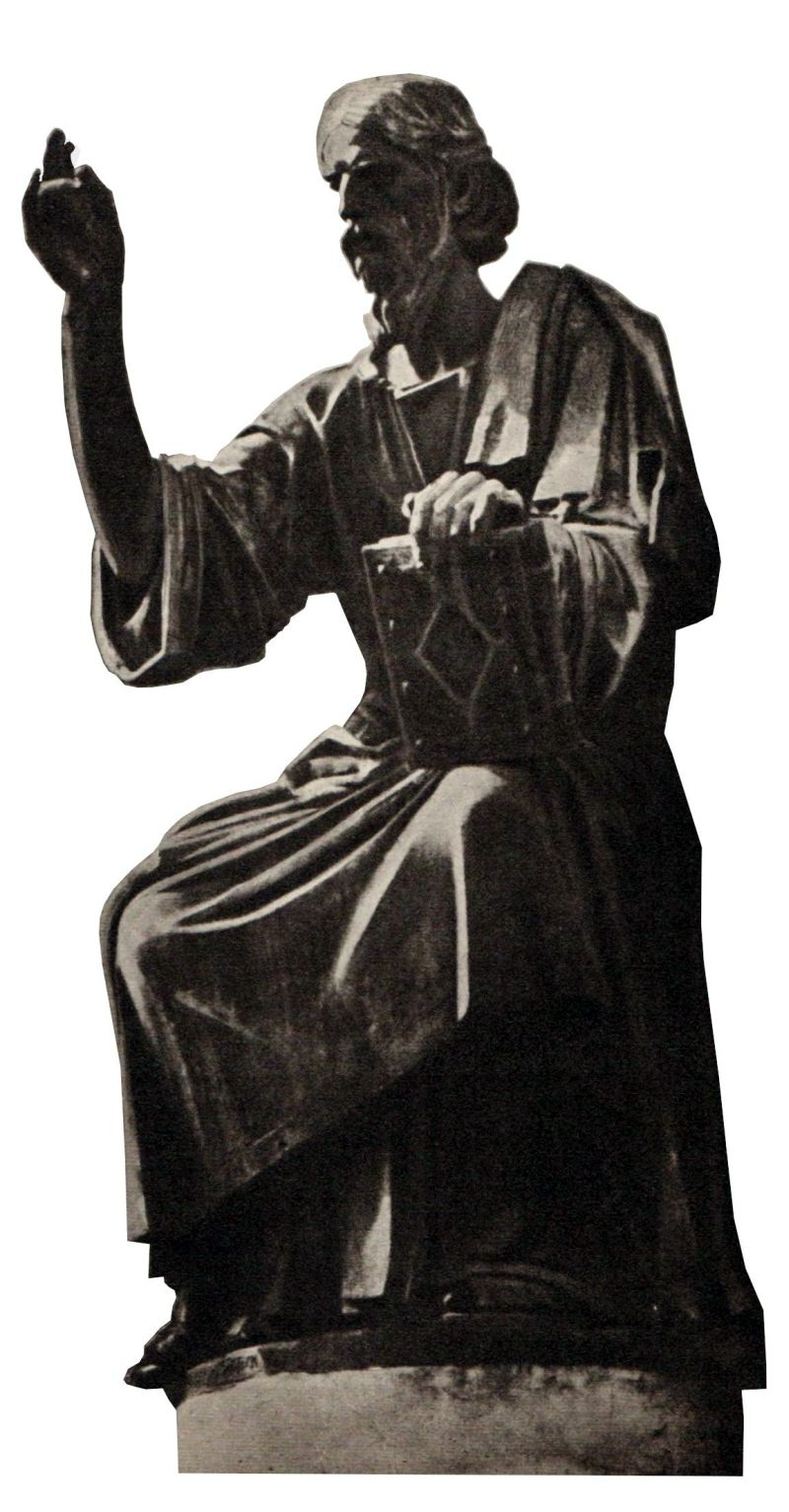
L'évangéliste Marc

En concevant ces sculptures, l'artiste a cherché à réaliser une synthèse entre les règles de l'art classique et les lois byzantines de l'église orthodoxe, mais aussi à les intégrer dans l'ensemble architectural qu'elles décorent. Commentant ces aspects, George Oprescu a déclaré qu'une telle approche, à laquelle l'artiste est attaché, est aussi intéressante que difficile à réaliser. L'argument principal de cette affirmation est l'application d'un art destiné aux grandes surfaces, dont la caractéristique principale est la valeur décorative de la silhouette et de la coloration, avec les valeurs d'un autre art dont la vie ne concerne que les volumes.

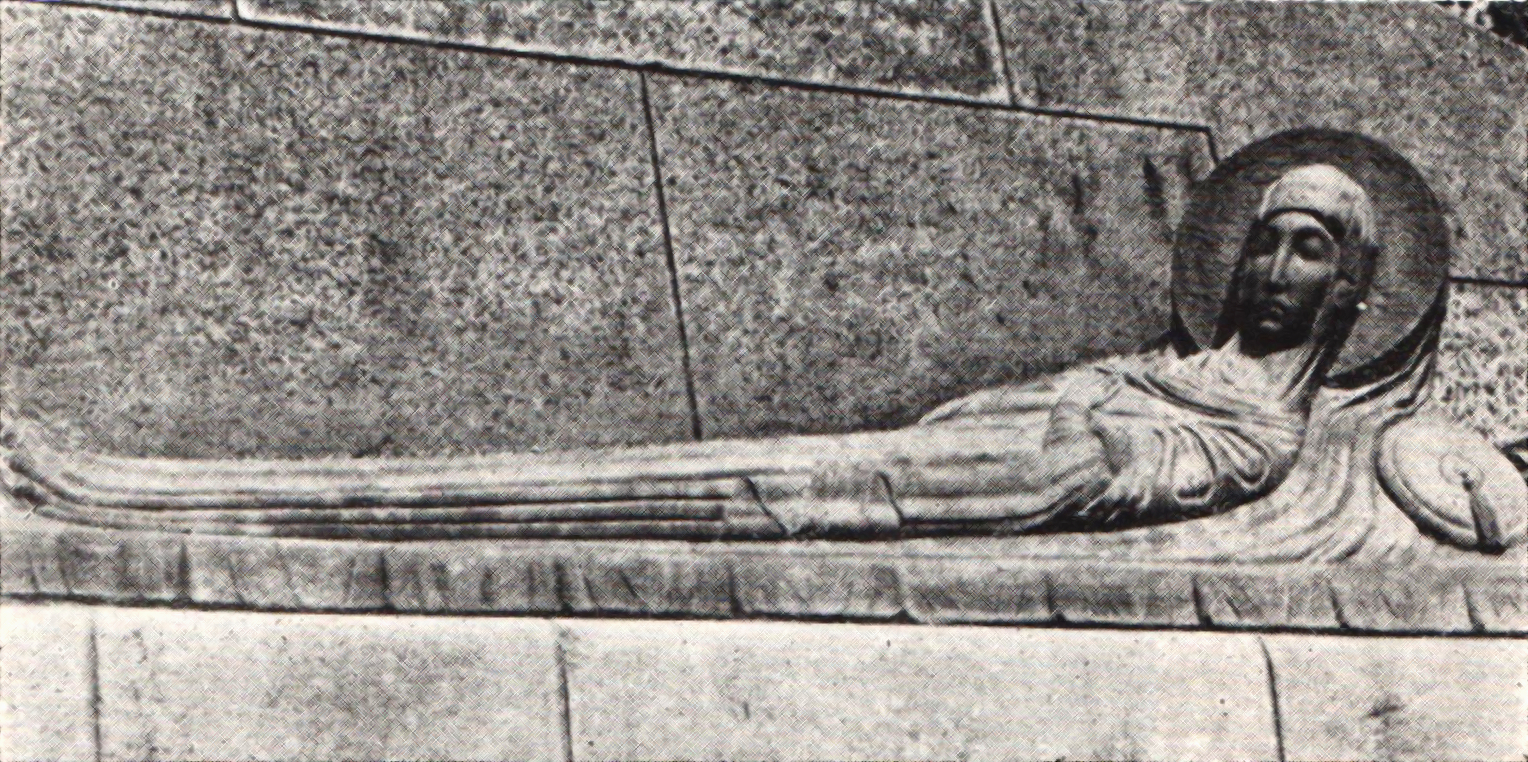
Madonna Stolojan / Assomption de la Bienheureuse Vierge Marie / Mort de la Vierge - par Dimitrie Paciurea situé en 1912 à la chapelle du cimetière de Bellu

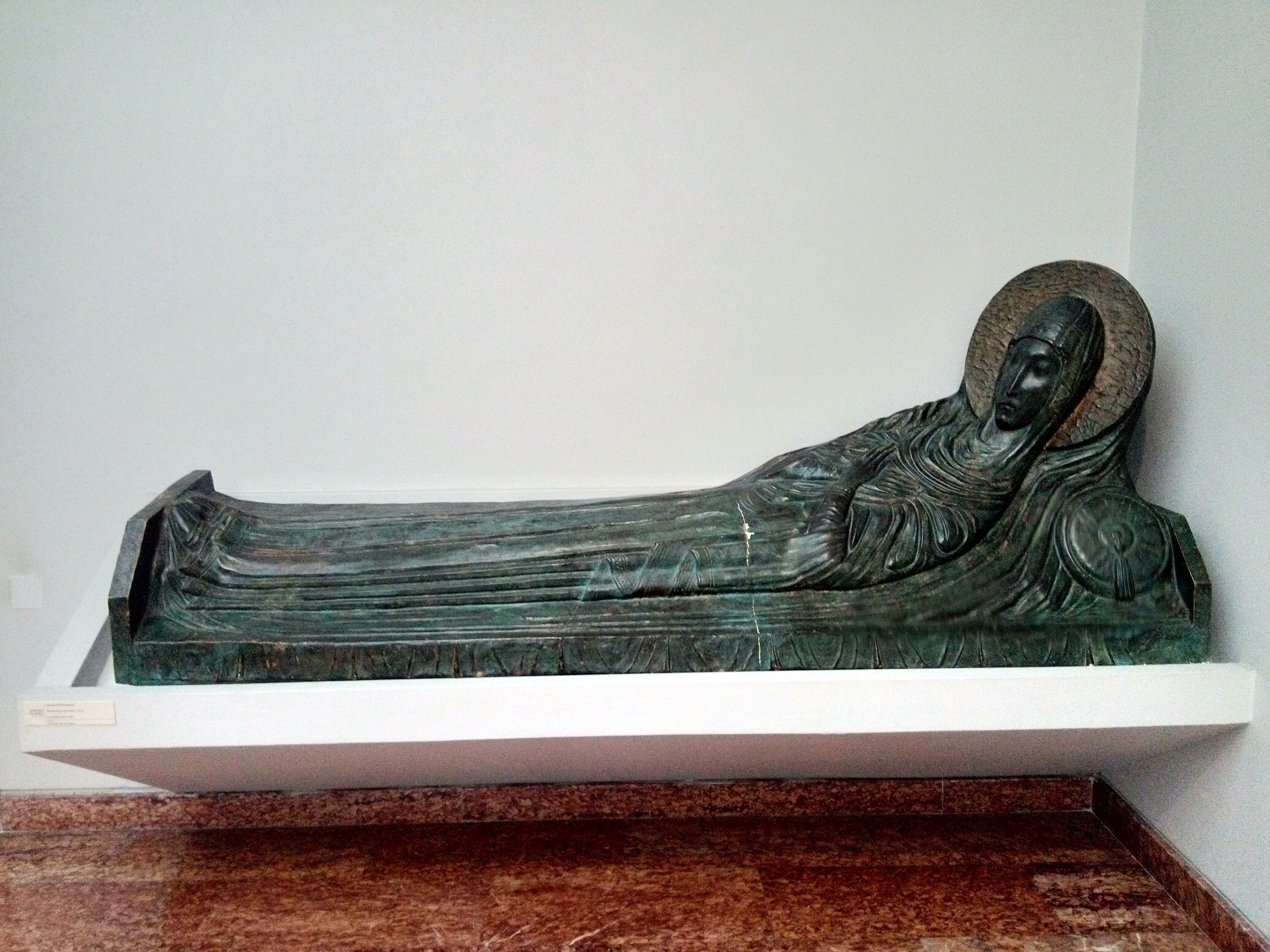
Madonna Stolojan / Assomption de la Bienheureuse Vierge Marie / Mort de la Vierge - par Dimitrie Paciurea situé en mars 2021 au Musée national d'art de Roumanie

Frederic Storck a obtenu un succès notable avec cette œuvre dans son respect du principe de vérité, dans la rigidité des plis et dans la profondeur des ombres obtenues, qui contredisent la souplesse et le velouté des tissus. Il a également réussi à représenter les gestes sobres et mesurés des mains, dans des attitudes pleines d'une sévérité adoucie, de sorte que les corps statufiés ne font qu'un avec l'architecture. L'œuvre de Frederic Storck à la chapelle Georghieff a quelque chose de l'esprit des anciennes fresques roumaines. En revanche, les têtes révèlent une expression naturelle, bien qu'il y ait dans chacune d'elles une concentration de sentiments et de pensées, expression véridique d'êtres qui se croient porteurs de missions exaltées, comme le sont ces quatre apôtres.
Lorsque les critiques d'art parlent de Frederic Storck, ils parlent presque automatiquement de Dimitrie Paciurea. Dimitrie Paciurea s'intéressait également à la fusion des anciennes tendances roumaines de nature byzantine, qui se manifestaient principalement dans la peinture murale décorative, et du classicisme, un style qui avait déjà trouvé son expression suprême dans la sculpture. L'exemple le plus évident est également une chapelle funéraire, cette fois celle d'Atanasie Stolojan, également dans le cimetière Bellu. Contacté en 1911 pour créer le monument, Dimitrie Paciurea a placé au-dessus de l'entrée un imposant relief intitulé La Mort de la Vierge,selon d'autres L'Assomption de la Vierge Marie, un motif que l'on retrouve habituellement dans les peintures murales des églises sur un mur entier, une composition avec de nombreuses figures. Contrairement à Frederic Storck, qui conservait le caractère réaliste d'une telle œuvre, Dimitrie Paciurea n'a retenu des anciennes fresques que l'essence du style et seulement ce qui était nécessaire pour obtenir une ligne imposante, sévère et hiératique, transposant le tout dans un style néo-byzantin modernisé. Ainsi, Dimitrie Paciurea renonce complètement aux volumes et étire sa composition sur une longueur de 2,5 mètres avec l'ajout de lignes horizontales serpentines, qui induisent l'idée du contour du corps de la Vierge à travers le très bref relief. De l'avis de George Oprescu, la solution de Storck l'emporte sur le hiératisme de Paciurea.

#### Les statues des géants du parc Carol à Bucarest
À l'occasion des préparatifs de la participation de la Roumanie à l'Exposition internationale de 1906, période qui coïncide avec l'entrée de Frédéric comme professeur à l'École des beaux-arts de Bucarest, il est chargé de construire l'une des statues de Giganții, haute de 3,5 m, qui se trouve actuellement dans le parc Carol I à Bucarest. La commande a été confiée au Dr Constantin I. Istrati, une personnalité très influente à l'époque. Marin Mihalache considérait le Géant de Storck comme supérieur à sa première sculpture, le lanceur de pierres, en raison de ses volumes plus judicieusement équilibrés. Bien que l'artiste ait réussi à concevoir une œuvre puissante, remarquable surtout par son exécution, il s'agit plutôt, selon George Oprescu, d'une réalisation scolaire, qu'il compare à l'autre Statue géante de Dimitrie Paciurea, pleine de pathos et très apte à être comparée aux créations de Michel-Ange. Si le Géant de Paciurea a été un point culminant de la carrière de l'artiste, Le Géant n'est pour Frederic Storck qu'une œuvre honorable. La différence entre le flair romantique de Paciurea, associé à son sens inné du monumental, et les qualités de sculpteur érudit et pratique de ce dernier est facilement perceptible. Au Musée Storck de Bucarest, il y a deux autres réductions du Géant de Storck, l'une en plâtre, 66x33x21 cm, no. inventaire 915232, et l'autre en bronze, 58x34,5x22,5 cm, no. inventaire 915504.
Le géant de Paciurea a souvent été comparé aux Esclaves de Michel-Ange, un fait déjà accepté par les critiques d'art roumains. Jamais avant cette œuvre, et jamais depuis, une œuvre de sculpture roumaine n'a véhiculé dans un langage traditionnel autant d'émotions ou d'idées complexes. Le Géant a connu un grand succès auprès du public et du petit cercle de spécialistes, c'est pourquoi on considère aujourd'hui que cette œuvre a définitivement établi Dimitrie Paciurea dans la sculpture roumaine. C'est ainsi que Paciurea a exposé une étude à petite échelle du monument dans le parc Carol lors de l'exposition Tinerimii Artistica en 1907, une raison qui a enthousiasmé toute la presse de Bucarest. Il y avait aussi une raison à cela : le sérieux et la sincérité des œuvres de Paciurea contrastaient de manière évidente avec la conventionnalité et la fausseté de la plupart des sculptures exposées à l'époque. Pour réaliser les sculptures, les deux artistes se sont tournés vers Kirilov, le modèle vivant de l'école des beaux-arts de Bucarest,.

#### Statues décoratives de façade

Statuile „Agricultura” și „Industria” de pe fațada Palatului Prefecturii din Galați (1907)
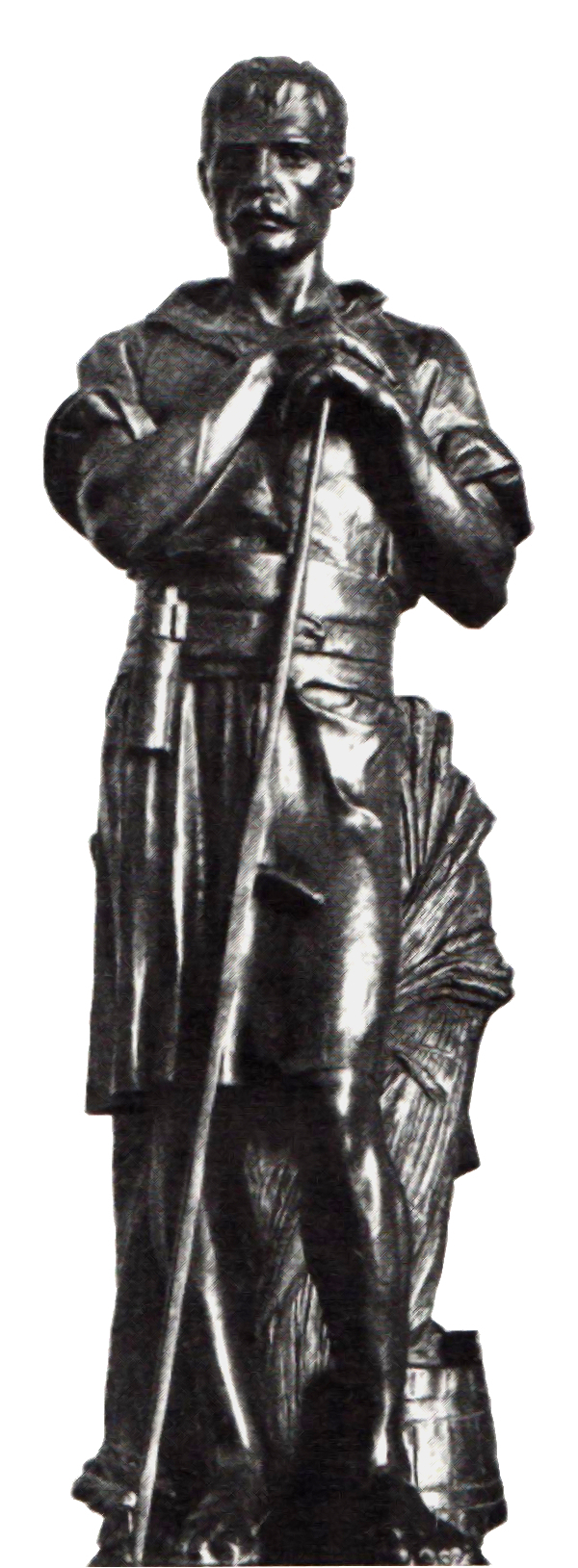
(bronze) (1906-1907)
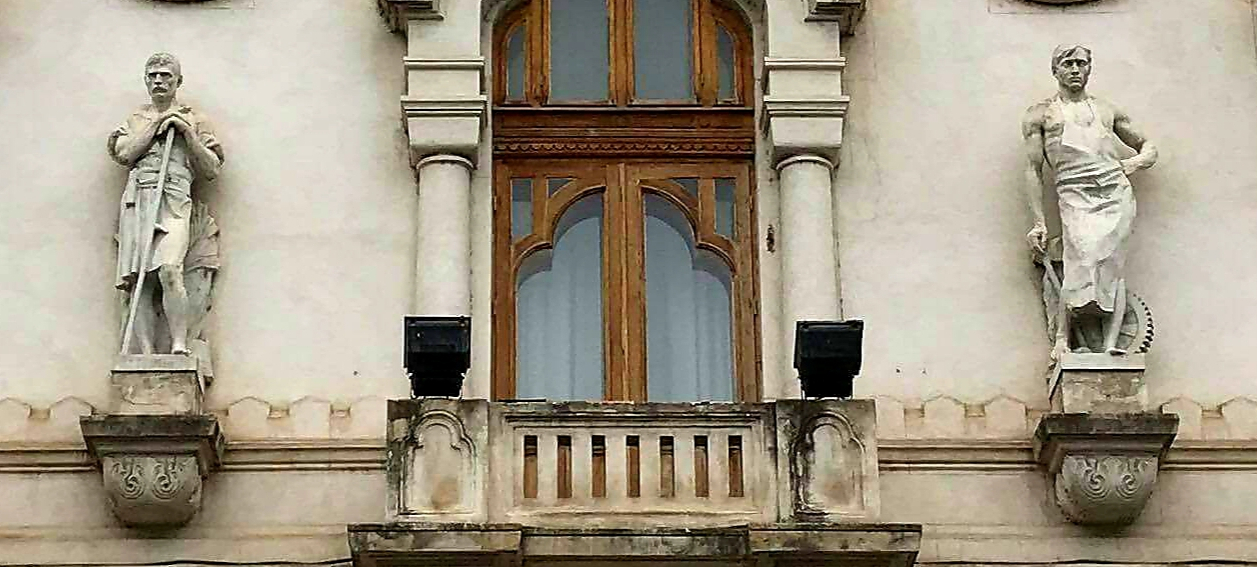
(Marbre de Carrare)
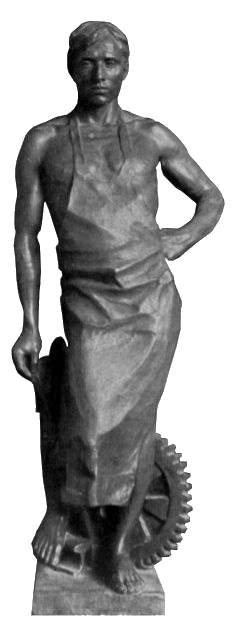
(bronze) (1906-1907)

Frédéric Storck a réalisé une série de figures décoratives telles que les allégories "Vérité", pour le Palais de Justice de Bucarest, "Industrie", "Agriculture" pour le Palais de la Préfecture de Galati sur les instructions de l'architecte Ion Mincu, en 1907, dont les originaux pouvaient être vus par les citoyens de Bucarest cette année-là dans la rotonde de l'Athénée roumain, et pour l'ancienne banque roumaine de crédit à Bucarest. L'artiste choisit ses modèles parmi les ouvriers. La conception des allégories repose sur l'idée qu'un symbole tel que ceux de l'Industrie, l'Agriculture ou le Commerce, devait être identifié par le grand public à travers quelques détails conventionnels, parfois même banals, qui sont profondément ancrés dans la mémoire collective. Ainsi, l'Agriculture a pris la forme d'un ouvrier paysan, l'Industrie celle d'un ouvrier d'usine. Les réductions en bronze des deux statues de la façade de la Préfecture de Galați font aujourd'hui partie de la collection de la galerie d'art contemporain du Musée National d'Art de Roumanie. Pour créer ces œuvres, le sculpteur roumain a réalisé une série de croquis que l'on peut voir dans la collection du musée Storck.
Malheureusement, lors de la rénovation du Palais de la Préfecture de Galati, entre 2003-2005, les statues "Industrie" et "Agriculture", sculptées en marbre de Carrare, installées sur la façade du bâtiment, ont été peintes avec du vernis, en désaccord avec tout principe de restauration d'une œuvre d'art. En 1994, des travaux de restauration ont eu lieu sur la façade du Palais de justice de Bucarest et l'historien Petre Oprea a grimpé sur les échafaudages du site pour identifier les statues. Petre Oprea a constaté que la seule statue portant la signature (Fr. Storck 1901) de Frederic Storck est la deuxième à gauche, intitulée Vigor.

Statui alegorice realizate de Frederic Storck pentru decorarea fațadelor din București
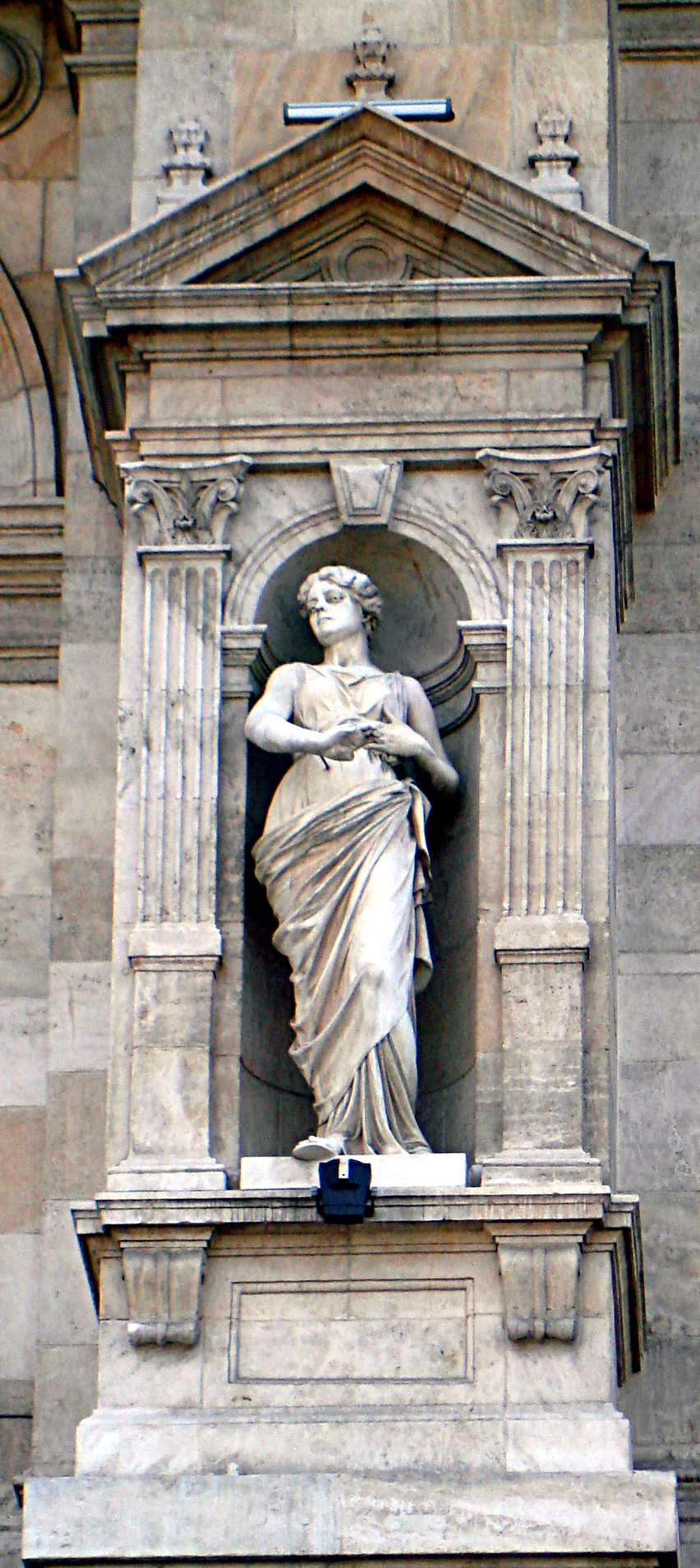
Statue allégorique 2 Vigoarea - Palais de Justice de Bucarest
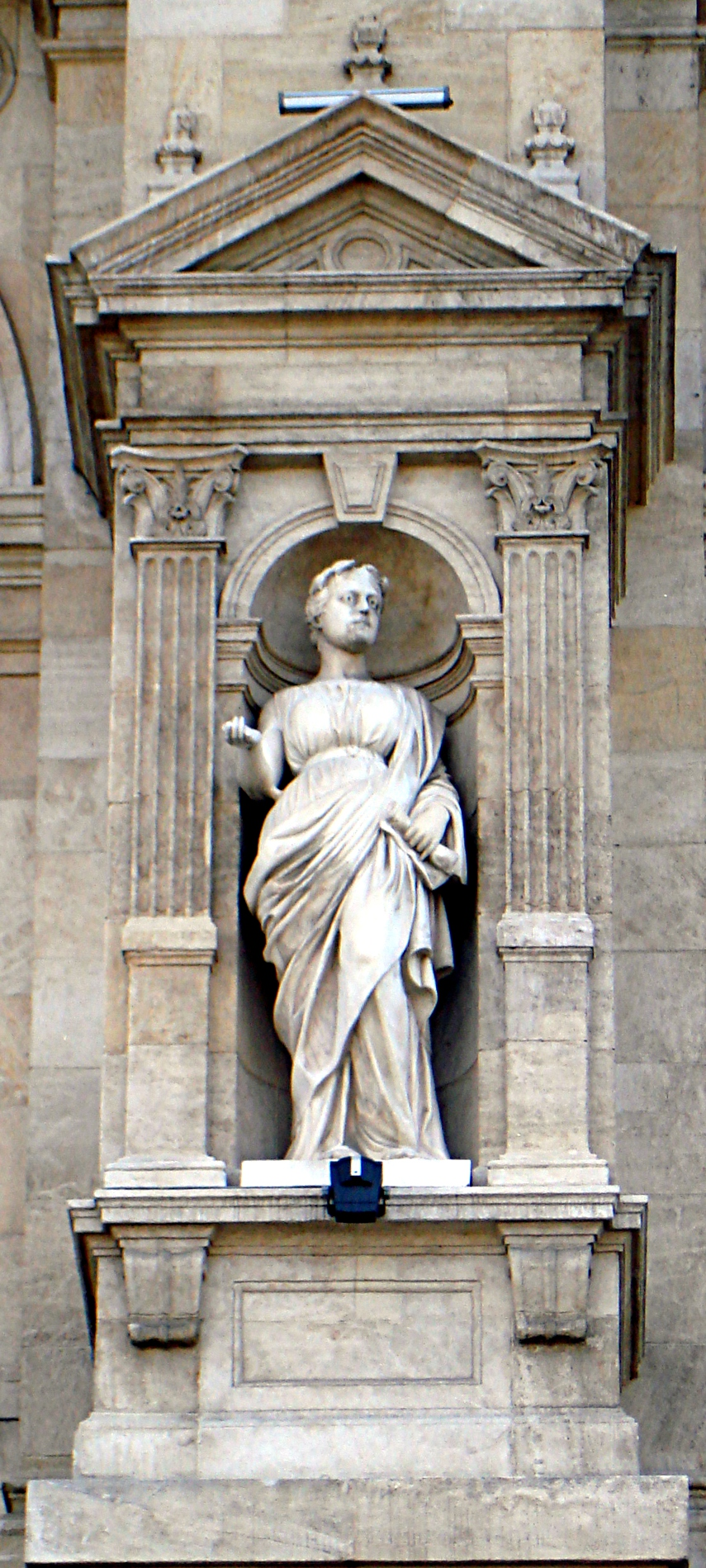
Statue allégorique 6 Adevărul - Palais de Justice de Bucarest
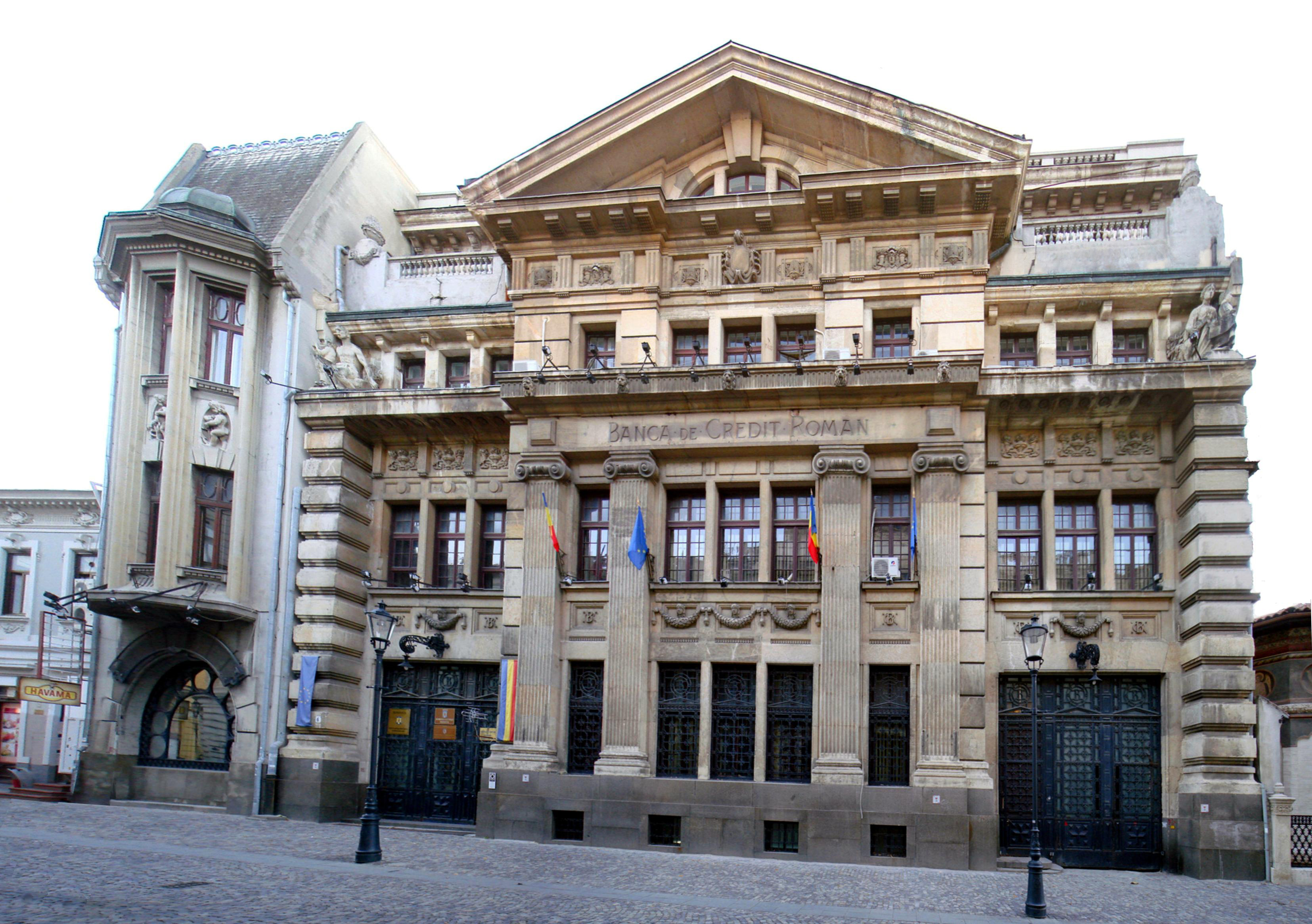
Banque roumaine de crédit de Bucarest
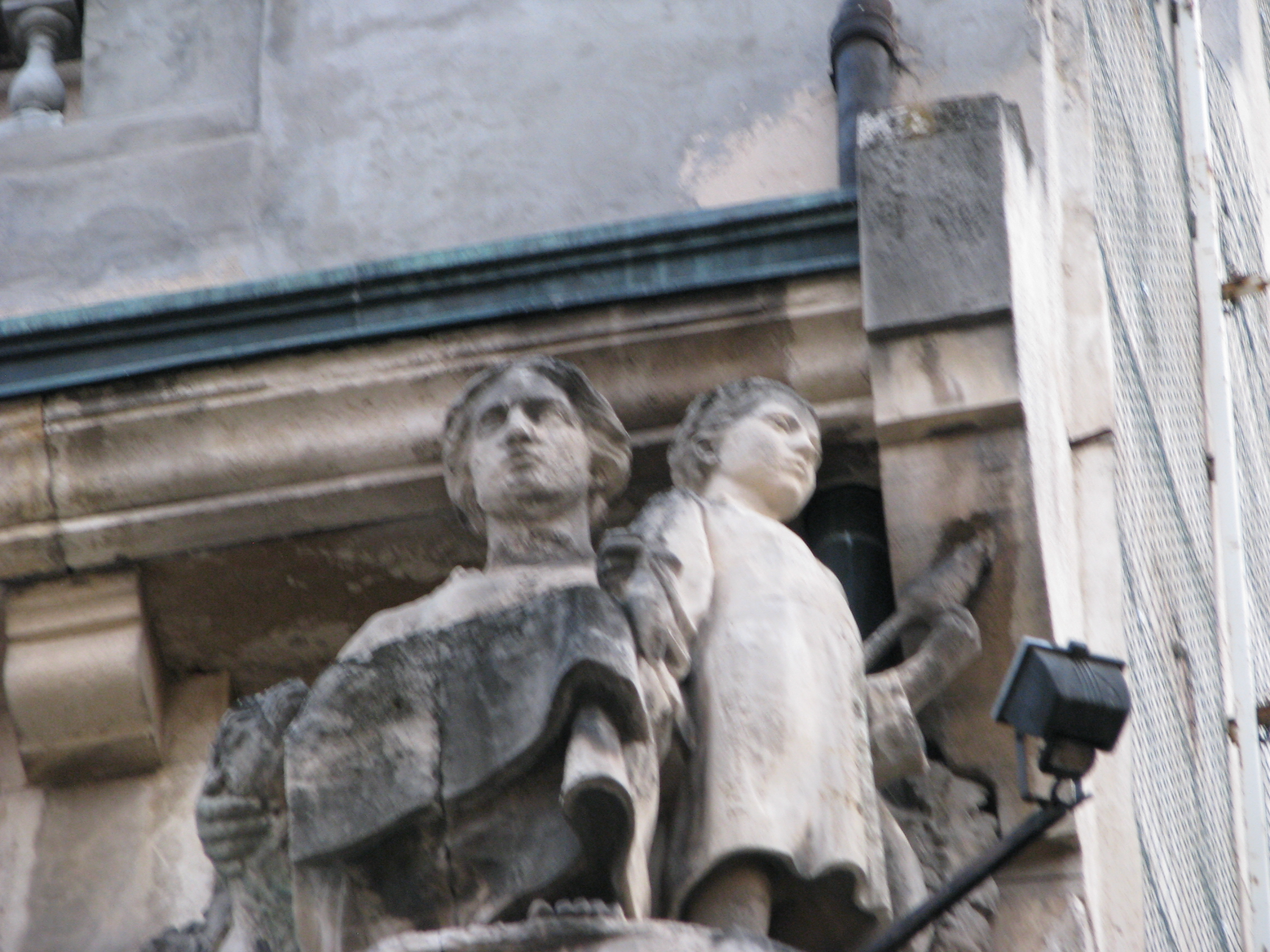
Statue sur la façade de la Banque roumaine de crédit

#### Autres oeuvres publiques

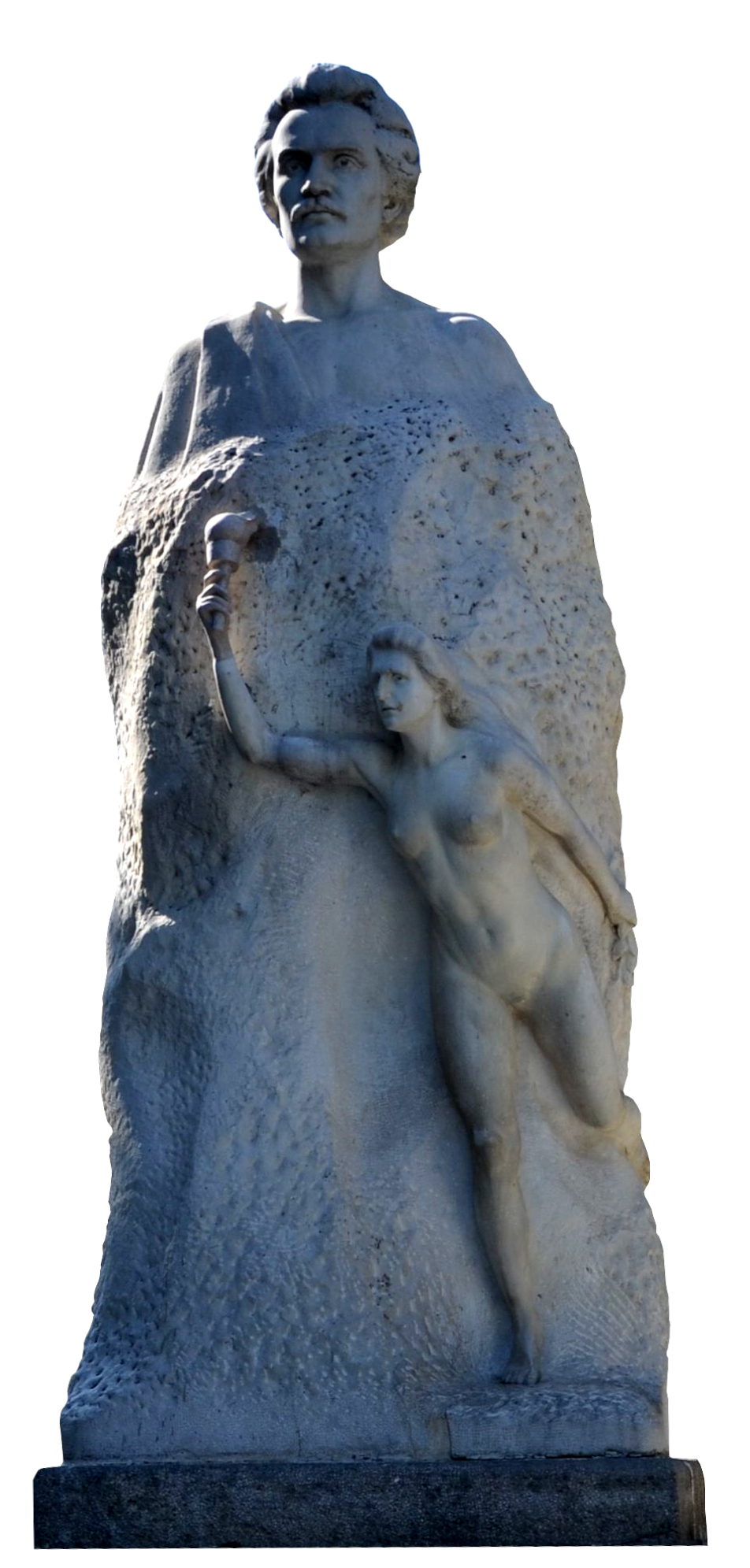
Le monument de Mihai Eminescu de Galați (1911)

- Storck a réalisé un grand nombre de portraits, certains commandés par des autorités ou des institutions publiques. C'est le cas des quatre statues plus grandes que nature - Goethe, Schiller, Beethoven, pour le foyer du théâtre et de l'opéra nationaux, et de la statue de Mihai Eminescu à Galati. Le buste de Beethoven n'a pas été considéré comme un succès par l'artiste. Les quatre œuvres sont quelque peu idéalisées et Eminescu a été traité avec une certaine froideur sans pour autant créer un frisson intérieur chez le spectateur[55].
- La statue de Mihai Eminescu, rréalisée par le sculpteur en 1911, est présente aujourd'hui dans le parc central de Galați. La statue a été érigée grâce à toute la ville, car lors de la souscription publique organisée à l'initiative du journaliste C. Botez, les habitants de Galati ont fait don de 12.500 lei. L'inauguration du monument a eu lieu le 16 octobre 1911[53]. L'historien de l'art Marin Mihalache a déclaré que Frederic Storck avait l'intention de créer une statue d'Eminescu depuis son retour de ses études à Mūnchen. La réalisation à Galati, selon Mihalache, n'est pas un succès, car le monument semble être encombrant en raison du manque d'unité. Comparée à la massivité du monolithe, la femme sur le piédestal est frêle et n'est pas reliée au reste de la composition. Le buste du poète est loin de révéler la personnalité du poète. Mihalache a également déclaré que Storck avait réussi avec des statues, de petites sculptures qui, étonnamment, avaient des visions monumentales. C'est pourquoi Petru Comarnescu semble avoir caractérisé Frederic Storck comme "... un artiste aux mérites certains, mais pas un monumentaliste". Amelia Pavel a estimé que le sculpteur roumain "... oscille constamment entre l'aspiration à la grandeur monumentale et l'aspiration à la perfection artisanale, à l'excellence du savoir-faire[56]
- Le monument Dorabanțul de Cislău exécuté en 1911[57];
- La statue du Dr Constantin Codrescu, qui a été érigée en 1903 par la Fondation de l'hôpital "Elena Beldiman" est située à l'intérieur de l'hôpital municipal pour adultes de Bârlad. Sculptée dans du marbre blanc, la statue représente le médecin debout, un livre dans la main gauche, l'acte fondateur du bâtiment de l'hôpital dans la main droite et certaines de ses publications sur le piédestal. Le socle, également en marbre, est décoré en relief de panneaux constitués de couronnes de laurier[58].
- Buste dr. Alexandru Obregia , inauguré le 22 juin 1935 devant le pavillon central de l'hôpital psychiatrique clinique « Pr. Dr Al. Obregia", de Bucarest.
- Au musée Storck de Bucarest se trouve une statue en bronze intitulée Le lanceur de pierres. Dans la cour du palais royal de Bucarest se trouve une réduction en bronze de l'œuvre ainsi que onze autres sculptures signées par des artistes roumains et deux étrangers[59].
- Le buste monumental d'Ion Heliade-Rădulescu en marbre de Carrare dans une vision néoclassique dans la ville de Târgoviște[26];
- le buste de Spiru Haret pour la Chambre des députés[26];
- En 1921, il reçoit une commande pour l'exécution de l'œuvre Le Légionnaire romain, destinée à la décoration de l'Arc de Triomphe à Bucarest. La sculpture n'existe plus, mais un croquis en a été conservé au musée Storck[10].

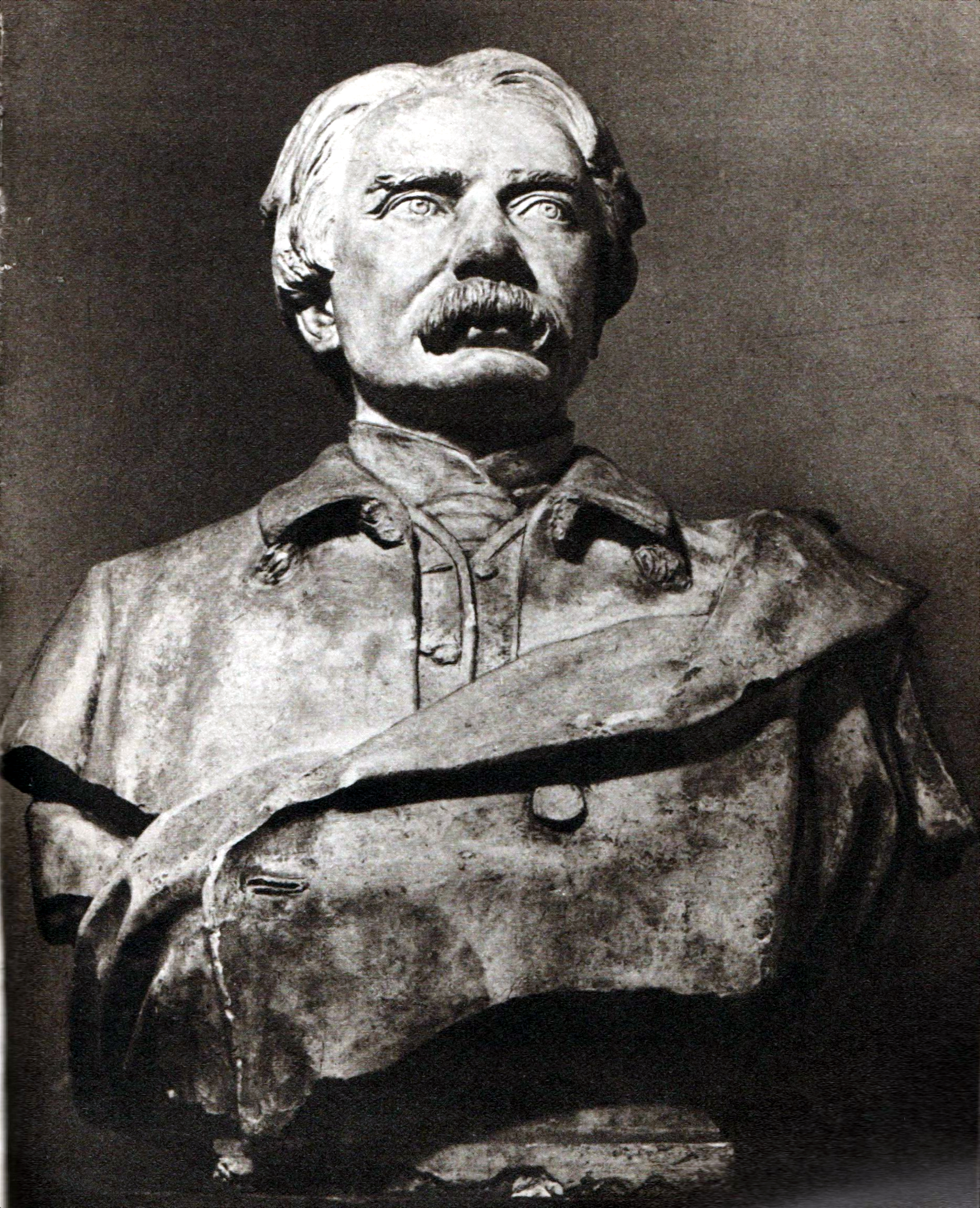
Ion Héliade-Rădulescu
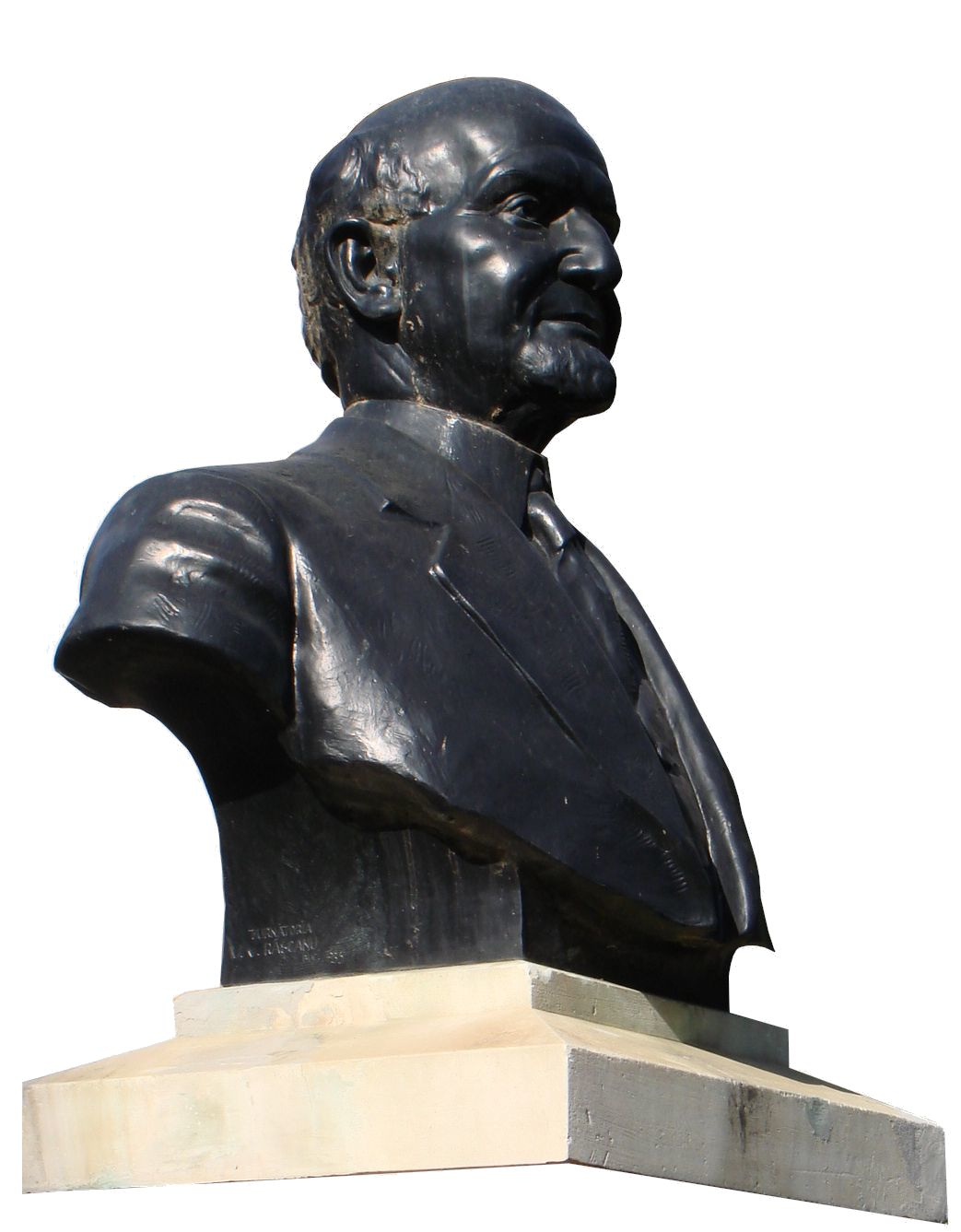
Alexandru Obregia (1935)
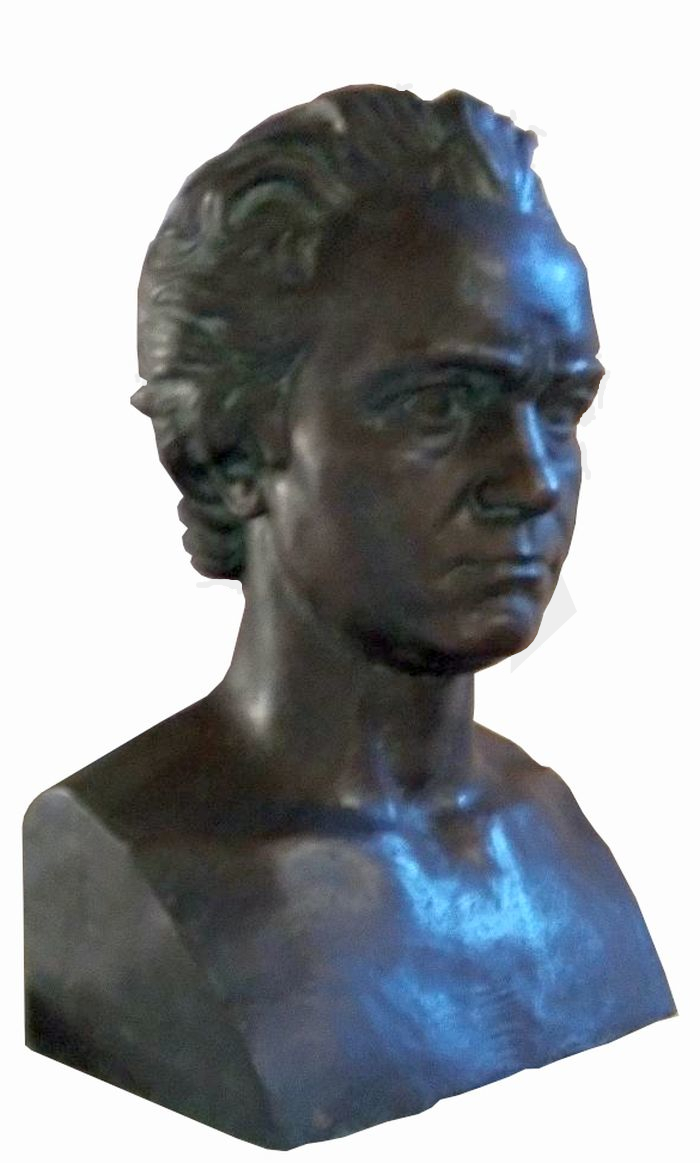
Beethoven (1932)
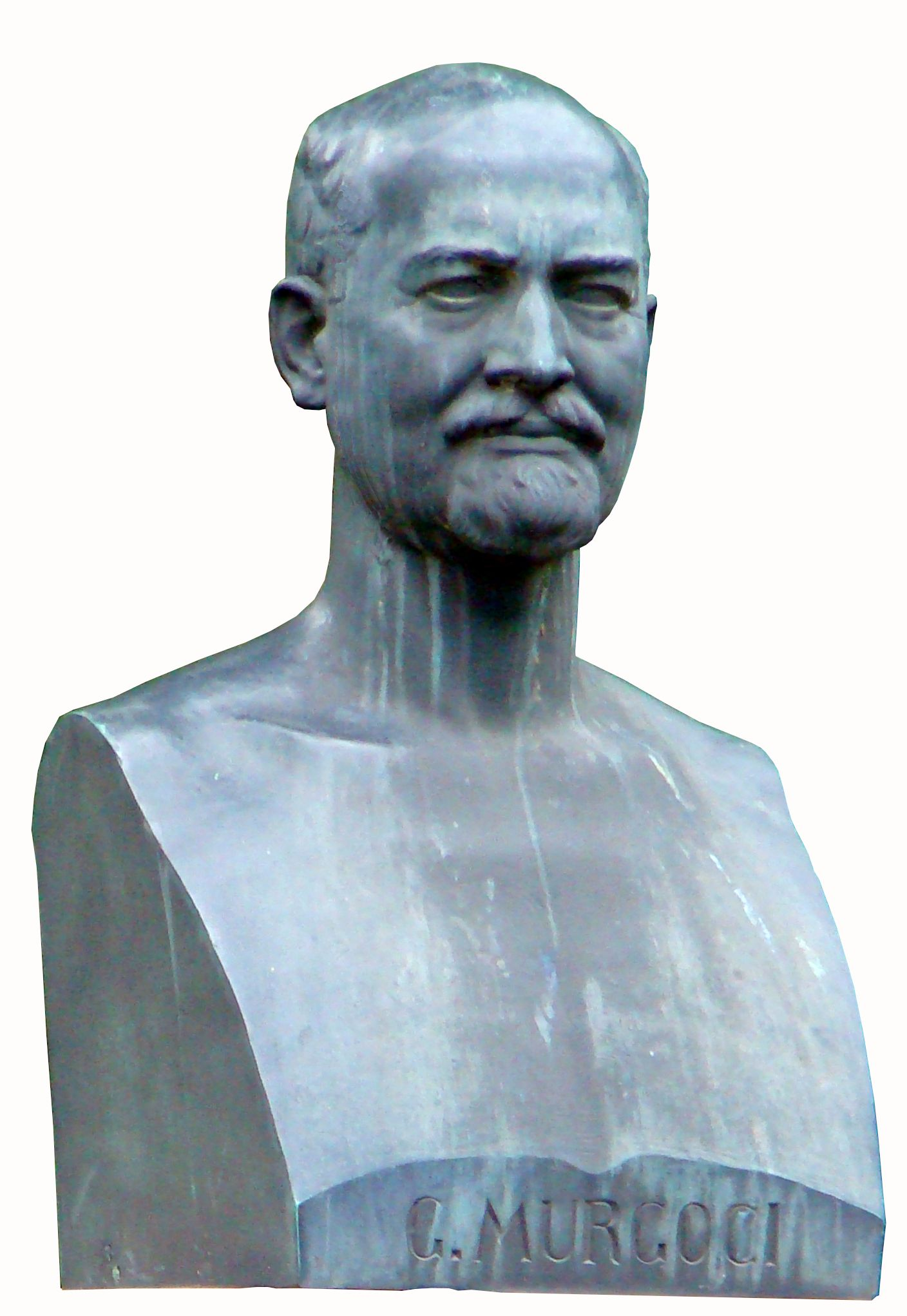
Gheorghe Munteanu-Murgoci (1932)
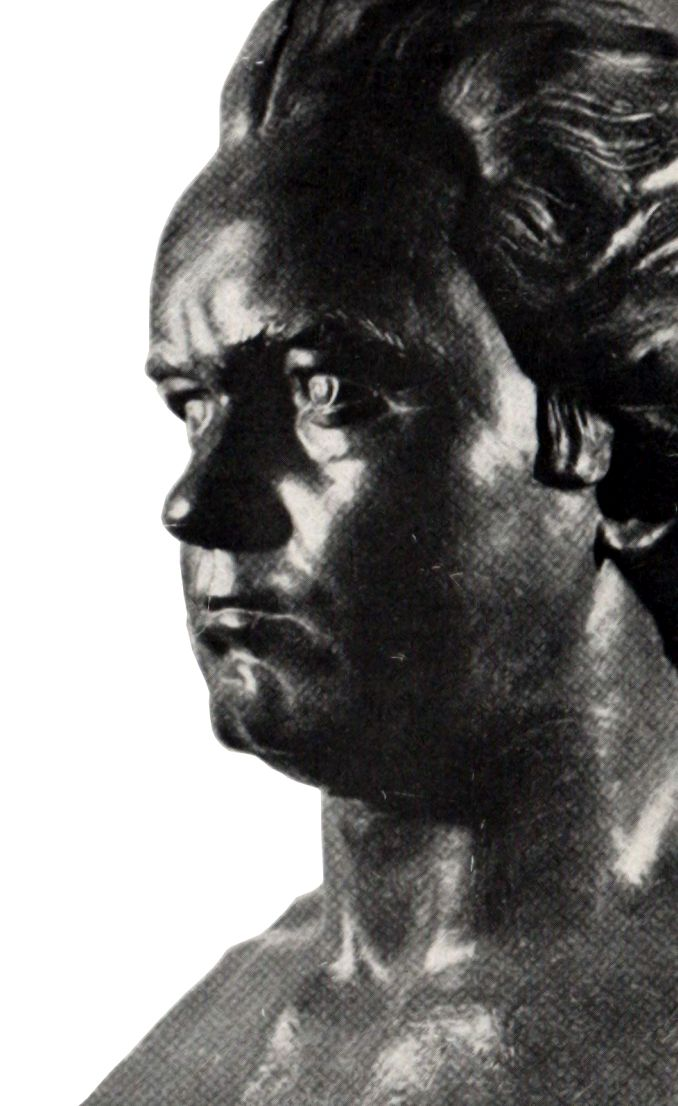
Beethoven
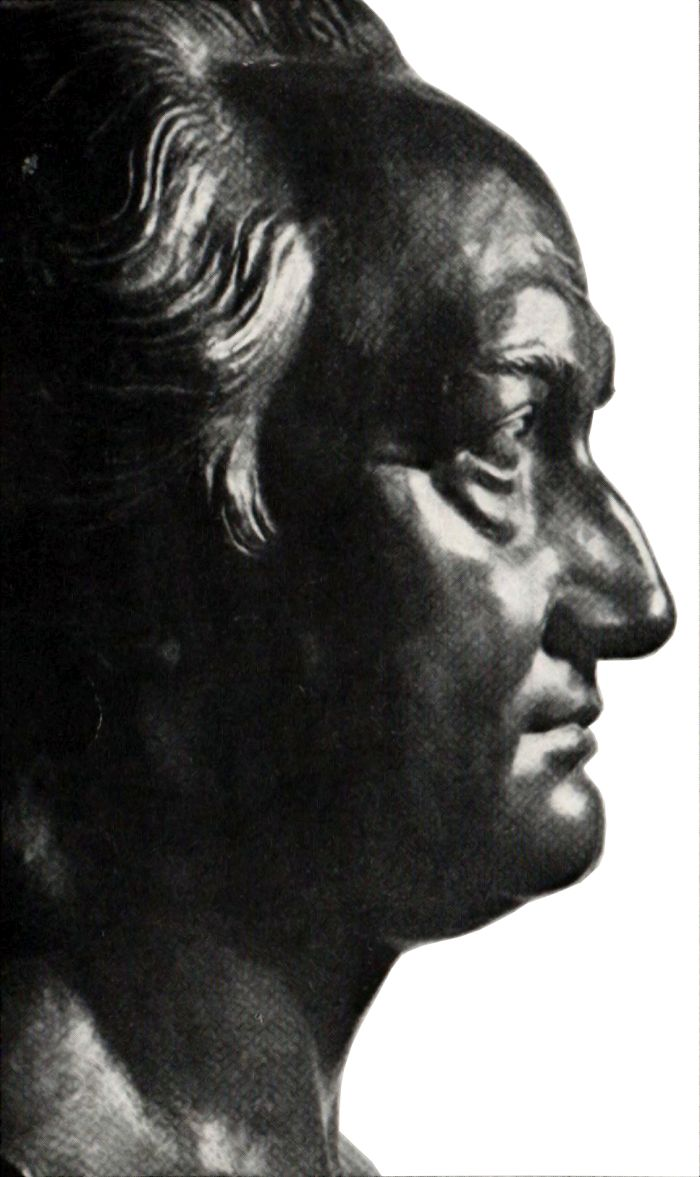
Goethe (1922)
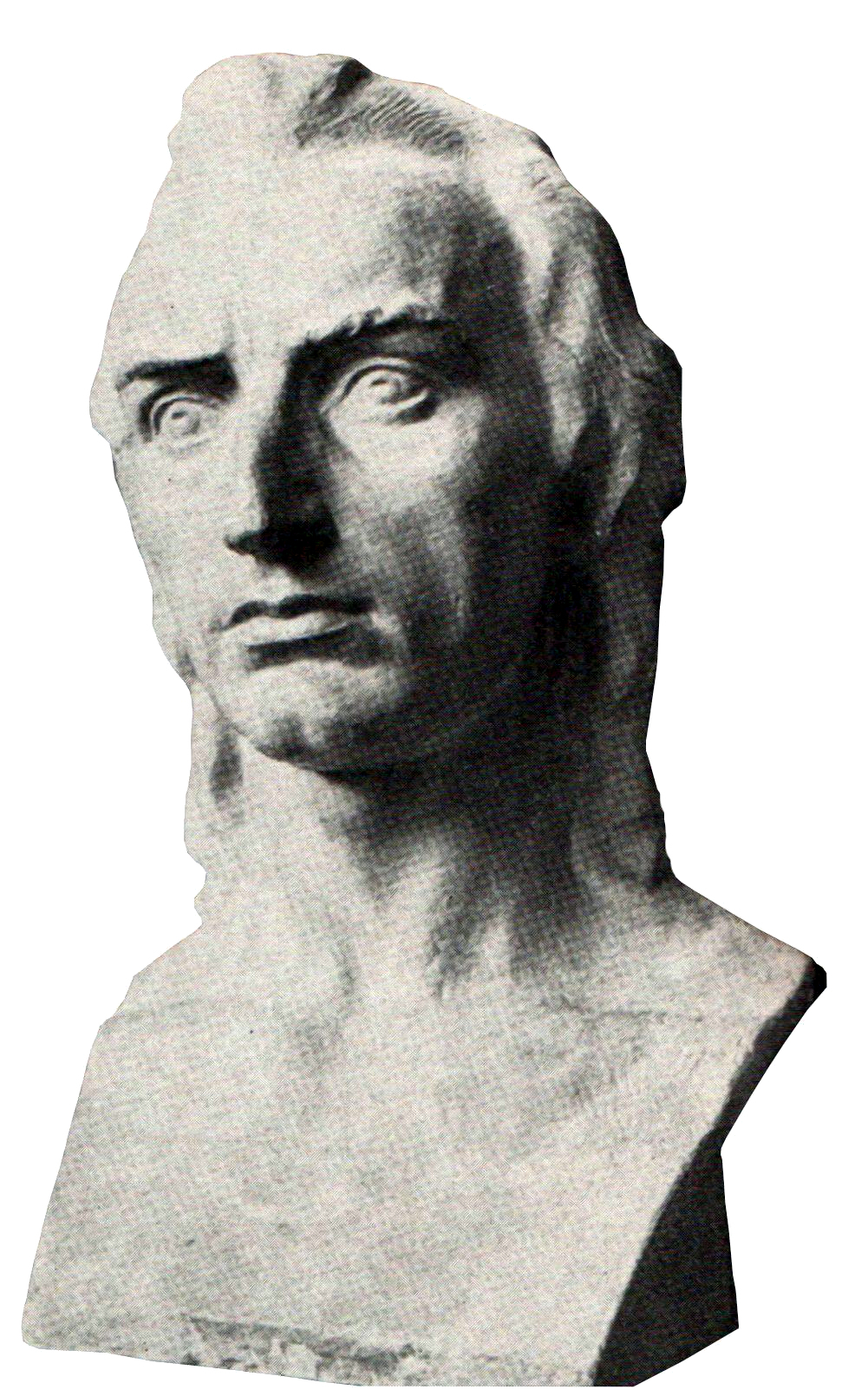
Schiller (1922)
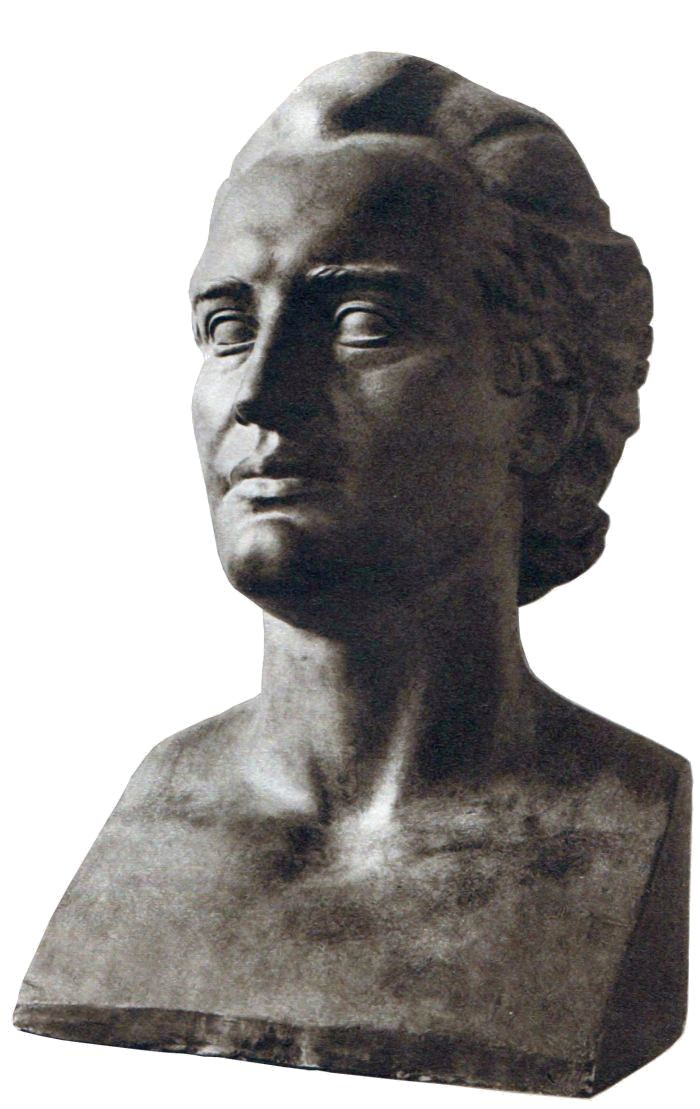
Eminescu (1927)
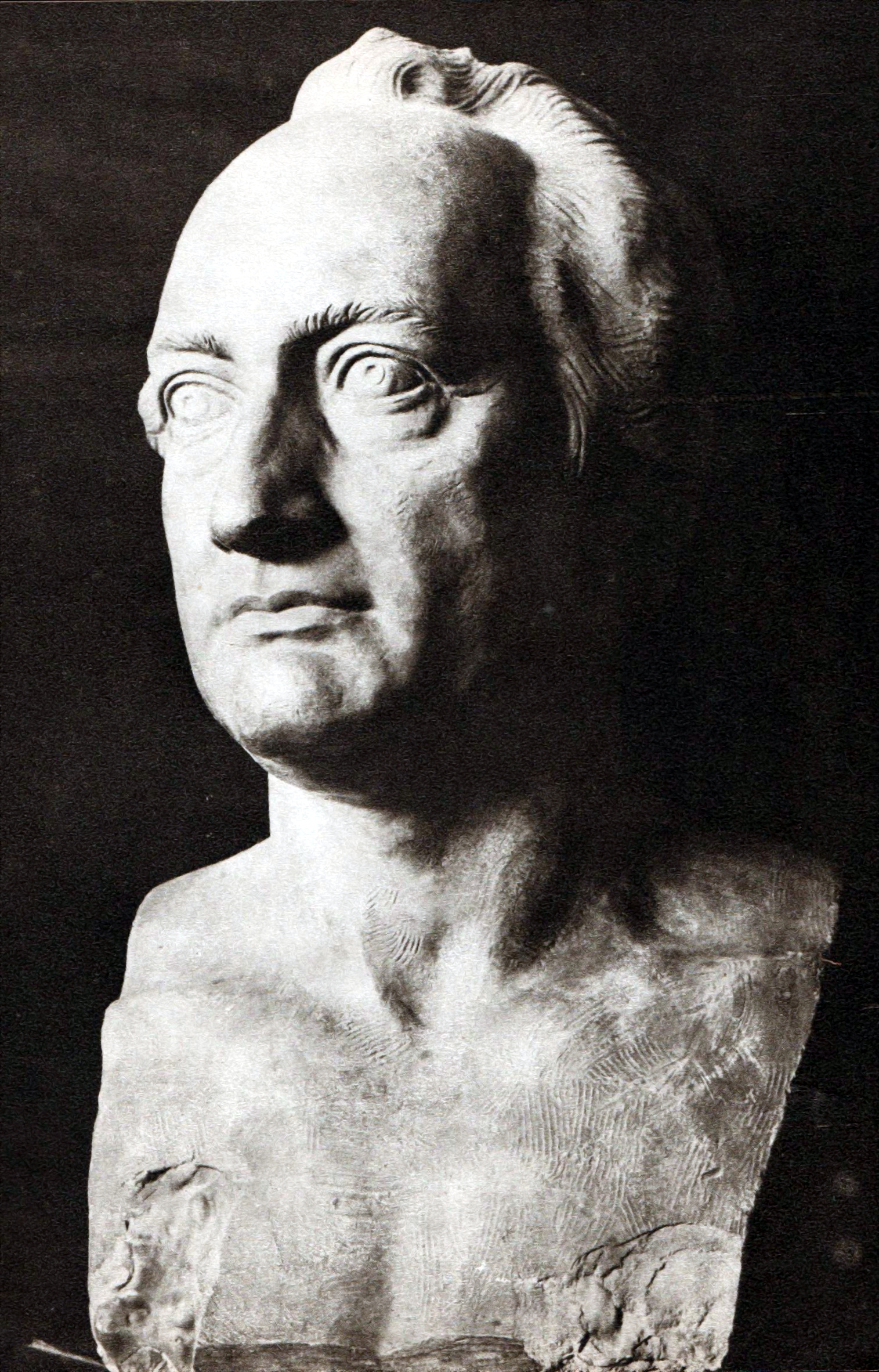
Goethe

#### Œuvres funéraires

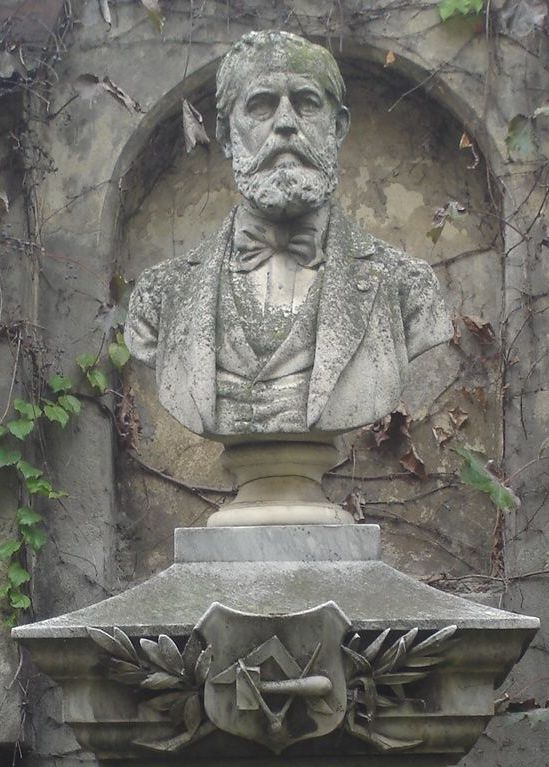
Le buste du sculpteur Karl Storck

Frédéric Storck est inhumé au cimetière du Vendredi Saint. Il a réalisé un certain nombre de monuments funéraires, comme suit :
- Monument funéraire Karl Storck et Carol Storck du cimetière évangélique, Șos. Giurgiului no. 4, secteur 4, Bucarest. Monument historique, cod LMI B-IV-mB-20091 [61] .
- Les sarcophages en marbre de la tombe de Radu cel Mare t pour le cercueil avec la tête de  Michel le Brave, en 1912, dans le pronaos de l'église du monastère de Dealu, ont été exécutés par Frédéric Storck entre 1912 et 1913[57].
- médaillons du cimetière catholique Bellu : Math. Greiger (1899), professeur Fl. Thierin à partir de 1908, Bruzzesi à partir de 1904, buste du P. Kaiser (1926), le médaillon de la mère du sculpteur et les médaillons Nirescher 1941 provenant du cimetière protestant Bellu[60]
- au cimetière orthodoxe Bellu - les quatre évangélistes du mausolée Gheorghief, construits par Ion Mincu, modelés par Frédéric Storck dans une vision personnelle, dans un style classique simplifié ; le buste du général C. Angelescu, de 1920 (38-48) ; le médaillon Badulescu, de 1911 (61-119) ; le monument LP Niculescu (1903, 27-23) ; le buste du professeur Ionescu-Gion de 1907 (17-25) ; Buste médaillon Stoenescu, de 1907 (65-41); Médaillon Gr.Triandafil, de 1908 (5-32); le médaillon PSAurélien (1909,7-38); buste de N. Moscou (1910, 27-22) ; buste dr. Marinescu, à partir de 1906 (64-31); le médaillon Panait Cerna (1913, 84-8); le buste de M. Ionescu-Calinegti, de 1914 (6-22); buste d'E. Economu (1922, 20-13)[60].
- deux sarcophages coulés en bronze pour la famille Alexandrescu de Craiova (1908), cimetière de Sineasca. Les œuvres funéraires ont été exposées à l' Exposition artistique de la jeunesse de 1908[57];
- Le monument de la famille Seceleanu de Buzau [57];
- Le monument de la famille Pleșoianu de Caracal [57];

Frederic Storck a exécuté deux séries de sculptures décoratives, certaines en forme de métope, dont le sujet et la forme s'inspirent de l'art antique. Il s'agit de compositions à deux ou trois figures, certaines sous forme de médaillons au relief très prononcé et élevé, comme les quatre évangélistes en bronze réalisés pour le sarcophage de la famille Alexandrescu dans le cimetière de Craiova. Le musée Storck possède quelques moulages de ces œuvres. Le bas-relief est par excellence une sculpture basée sur le dessin. Ces œuvres ont été réalisées pendant la période de maturité de l'artiste.

### Portraits

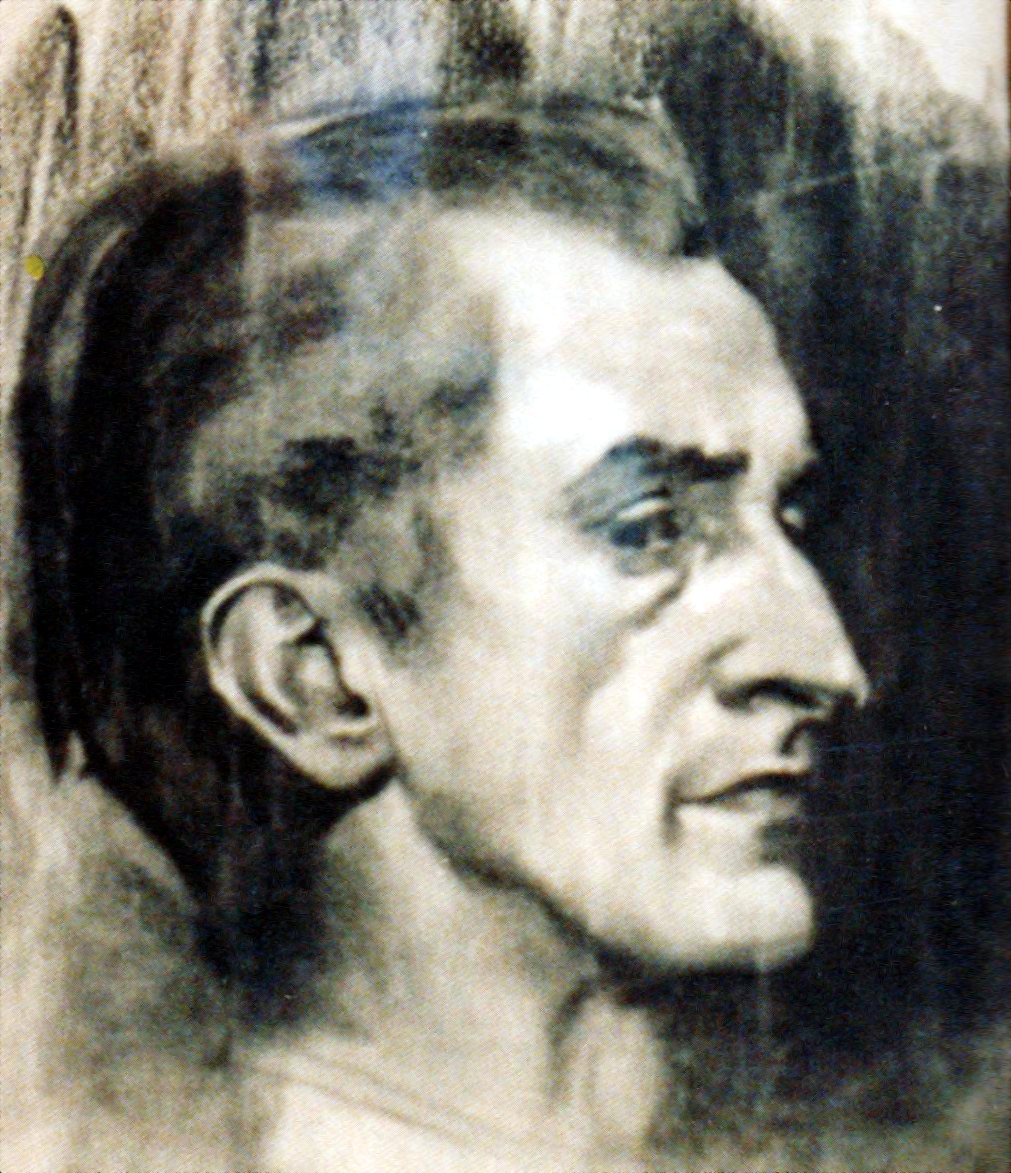
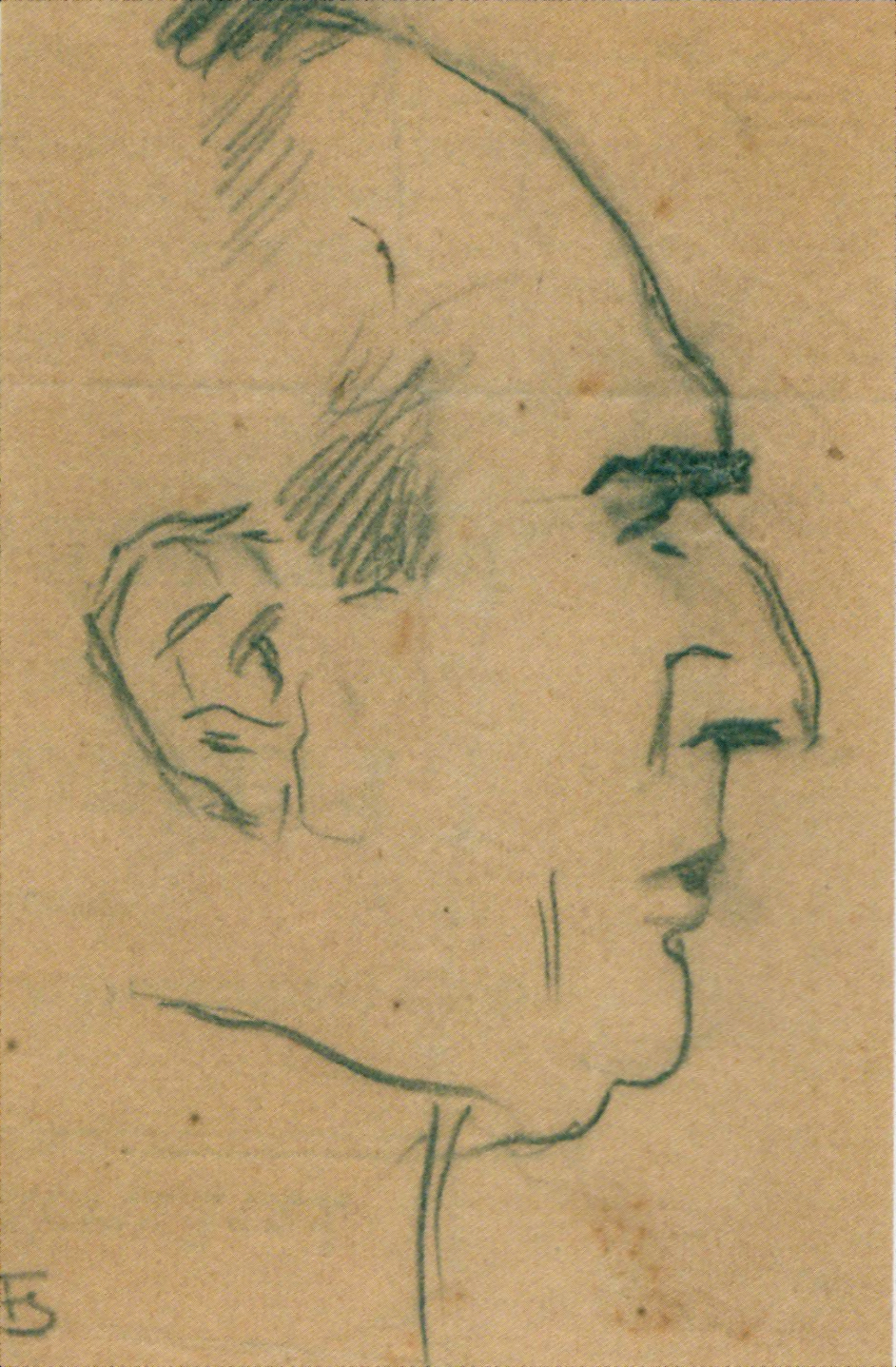
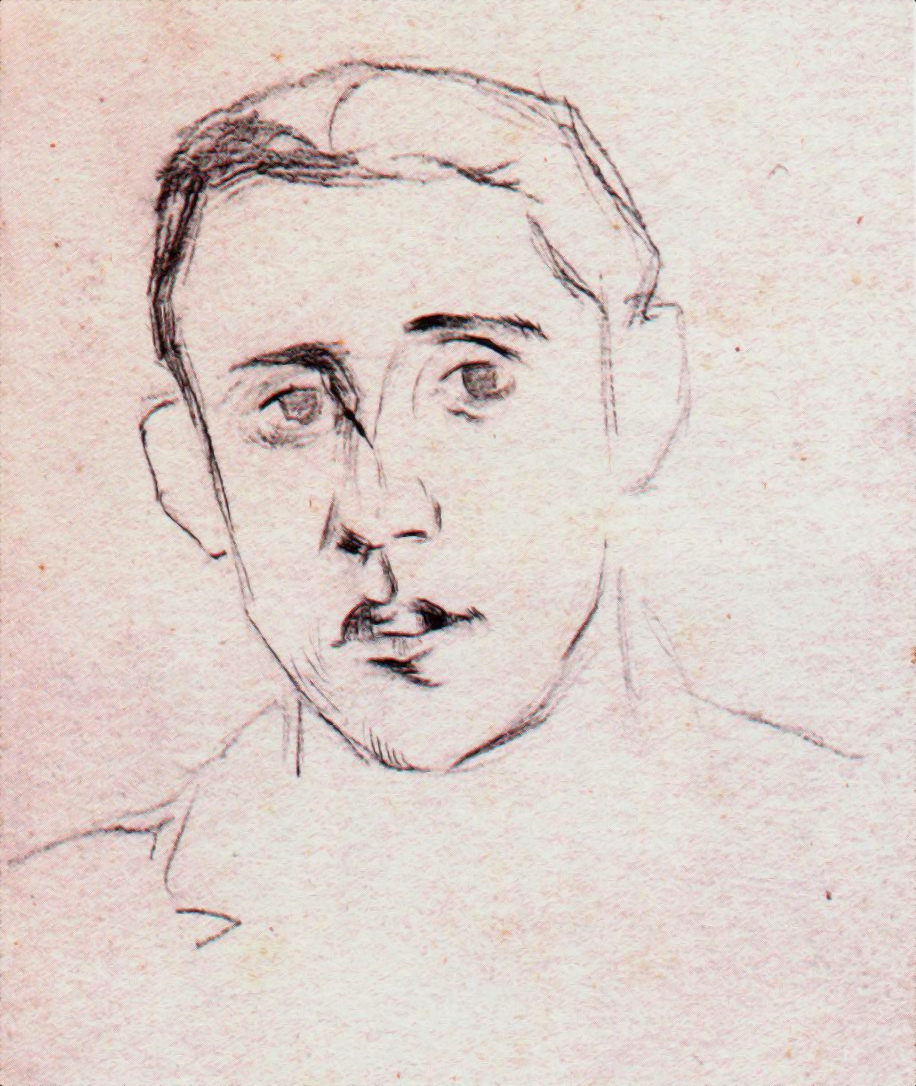
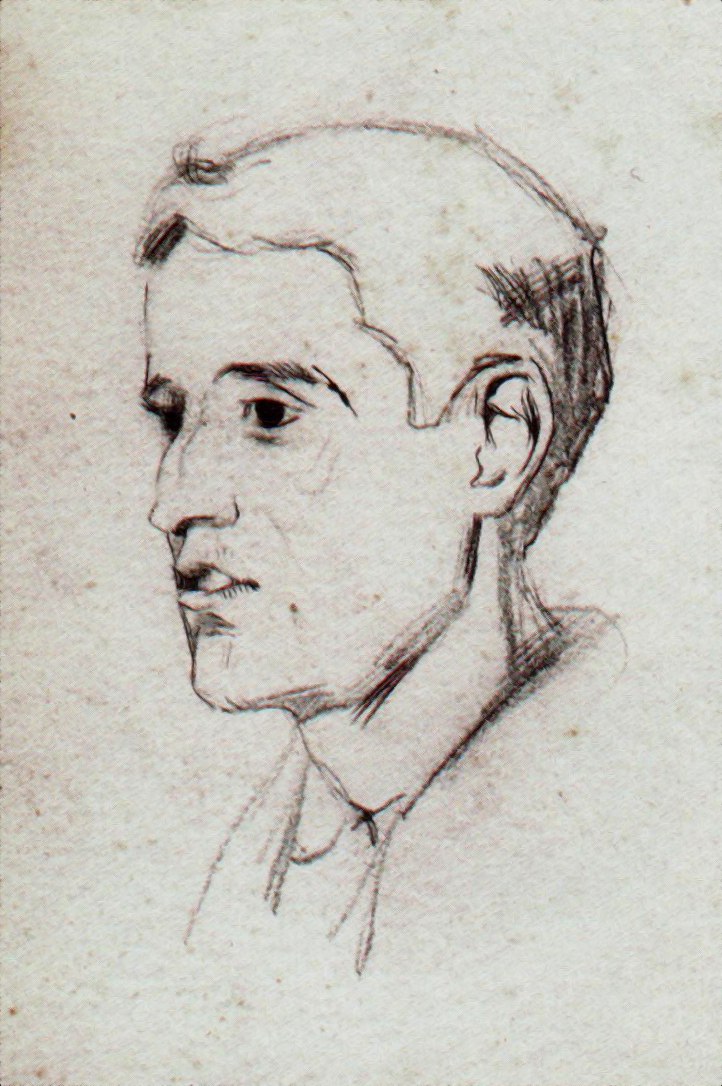
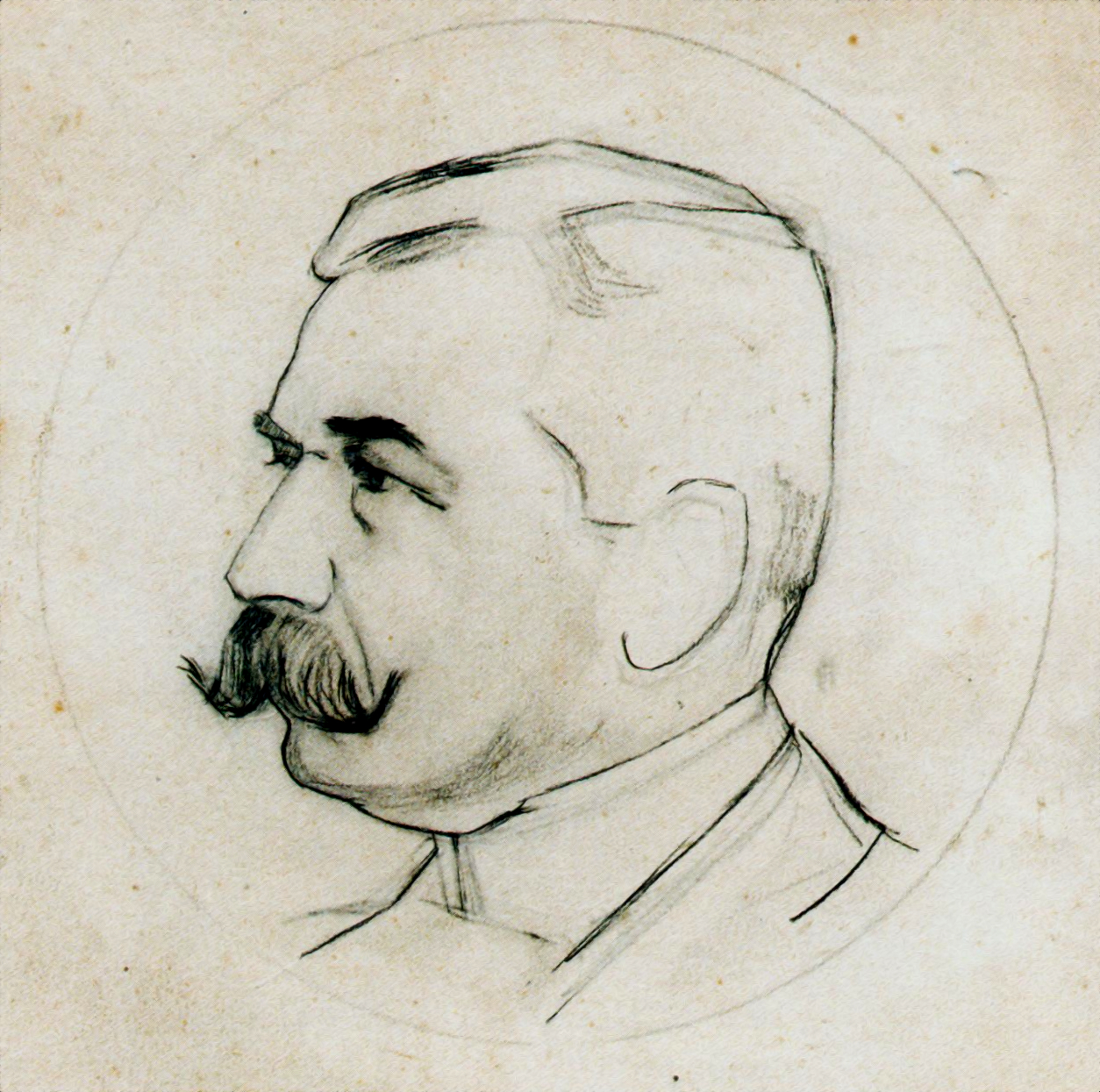
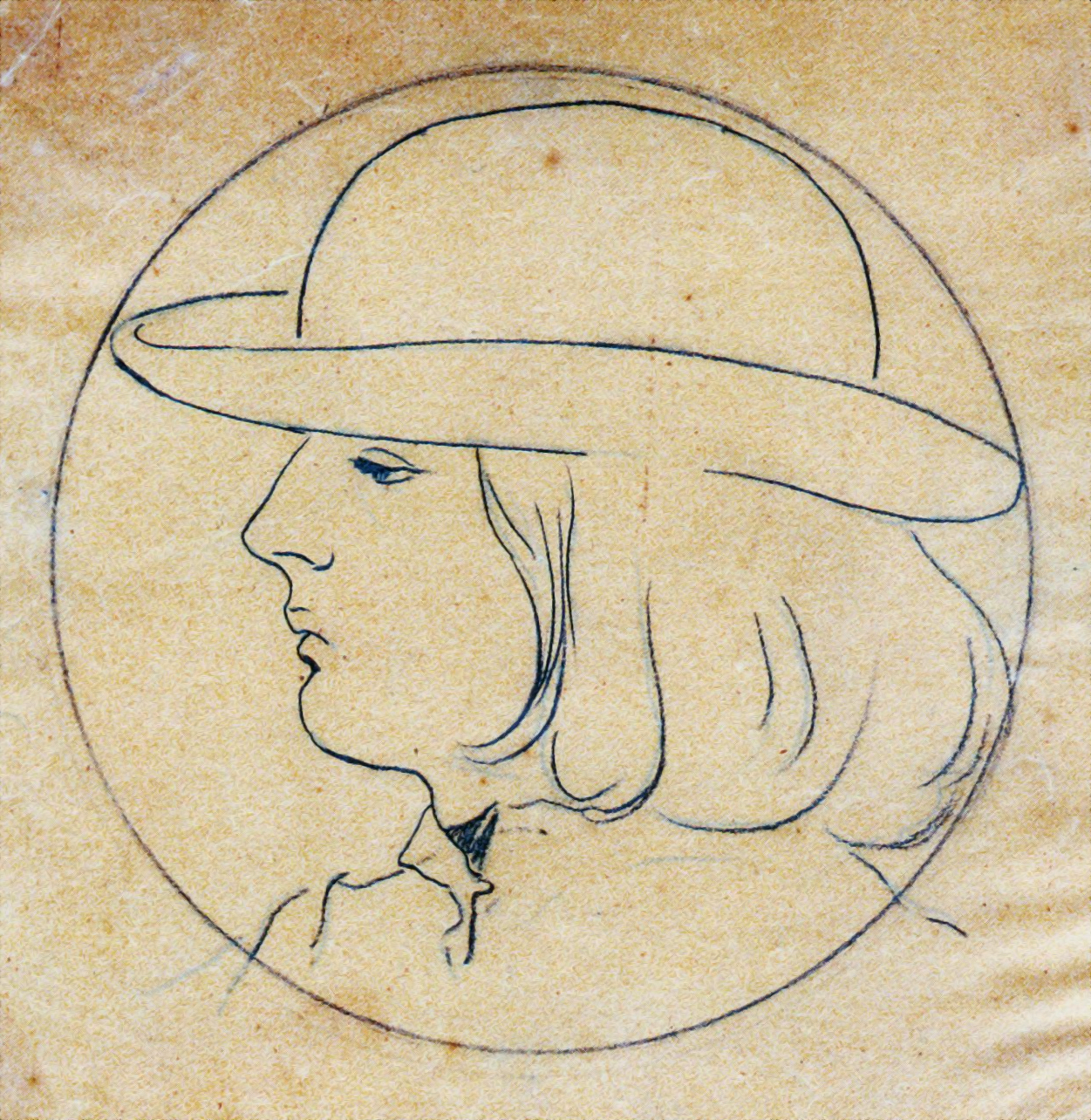

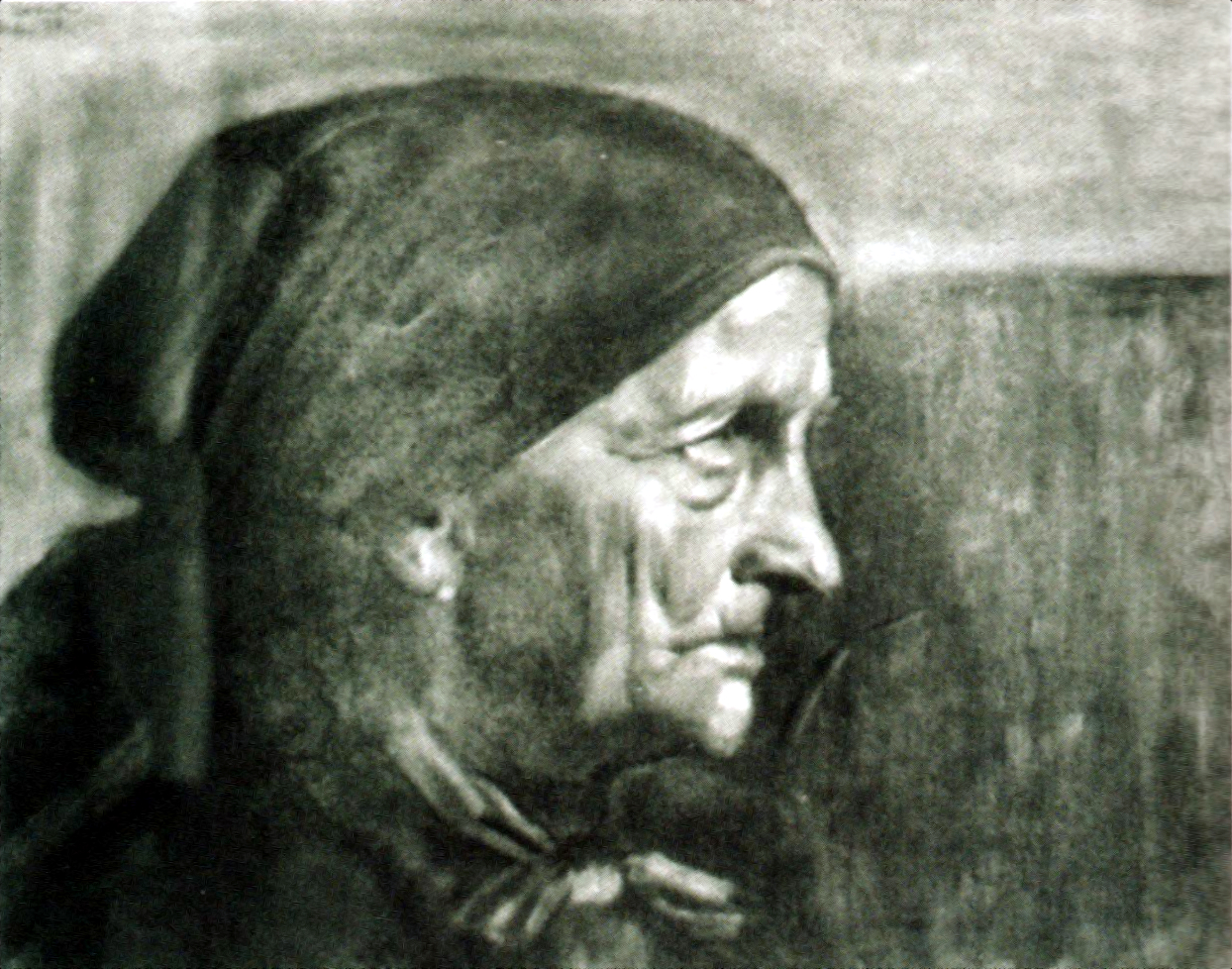
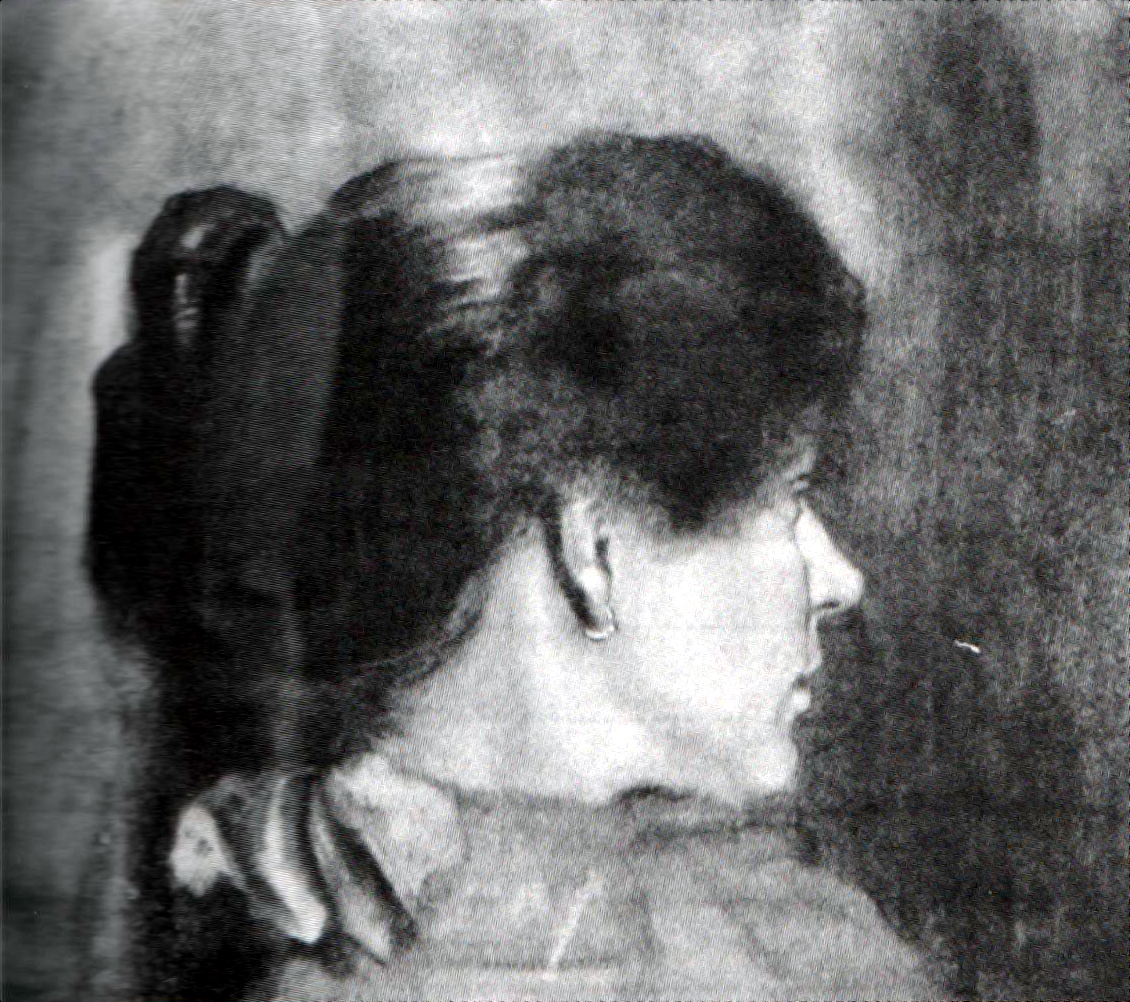
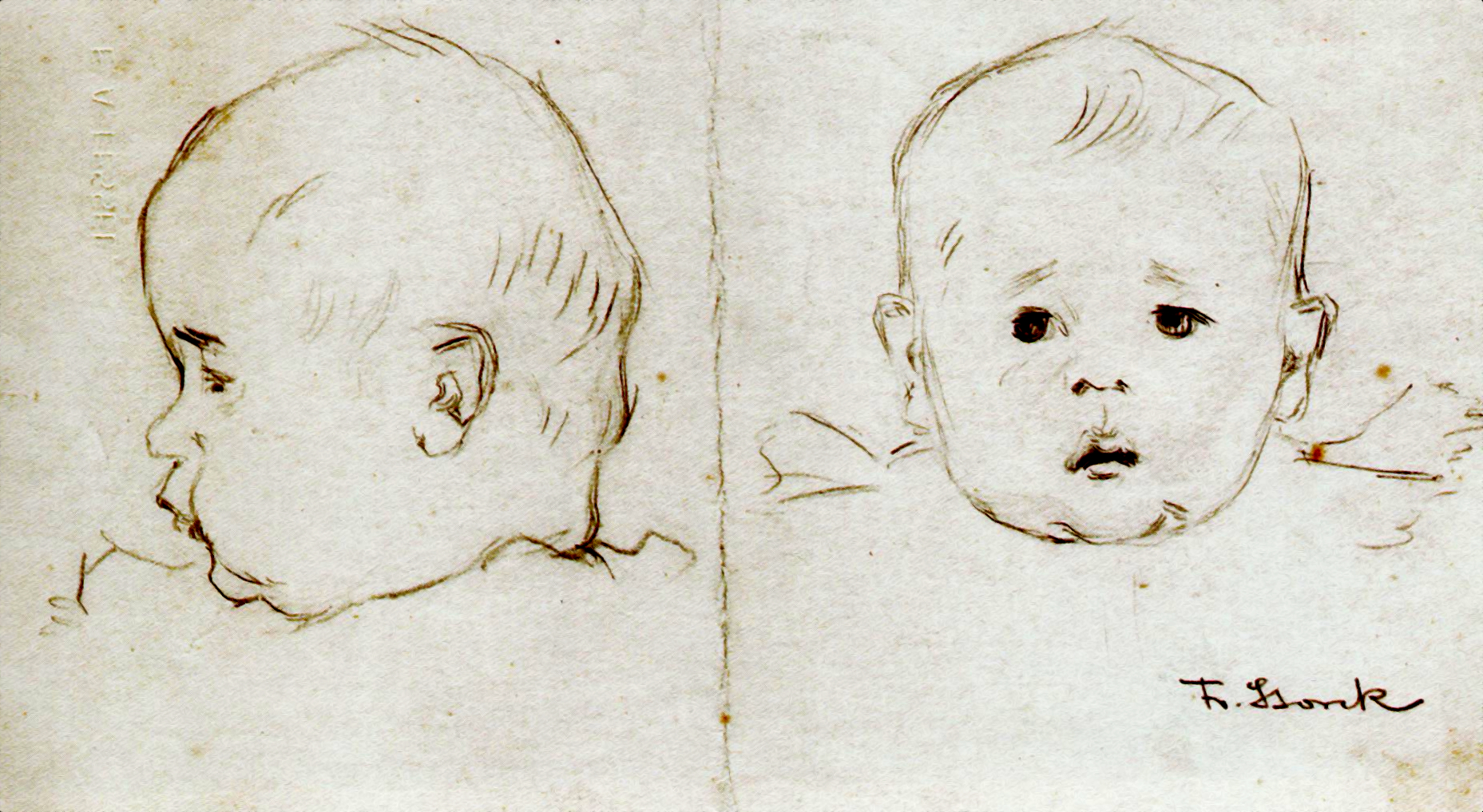
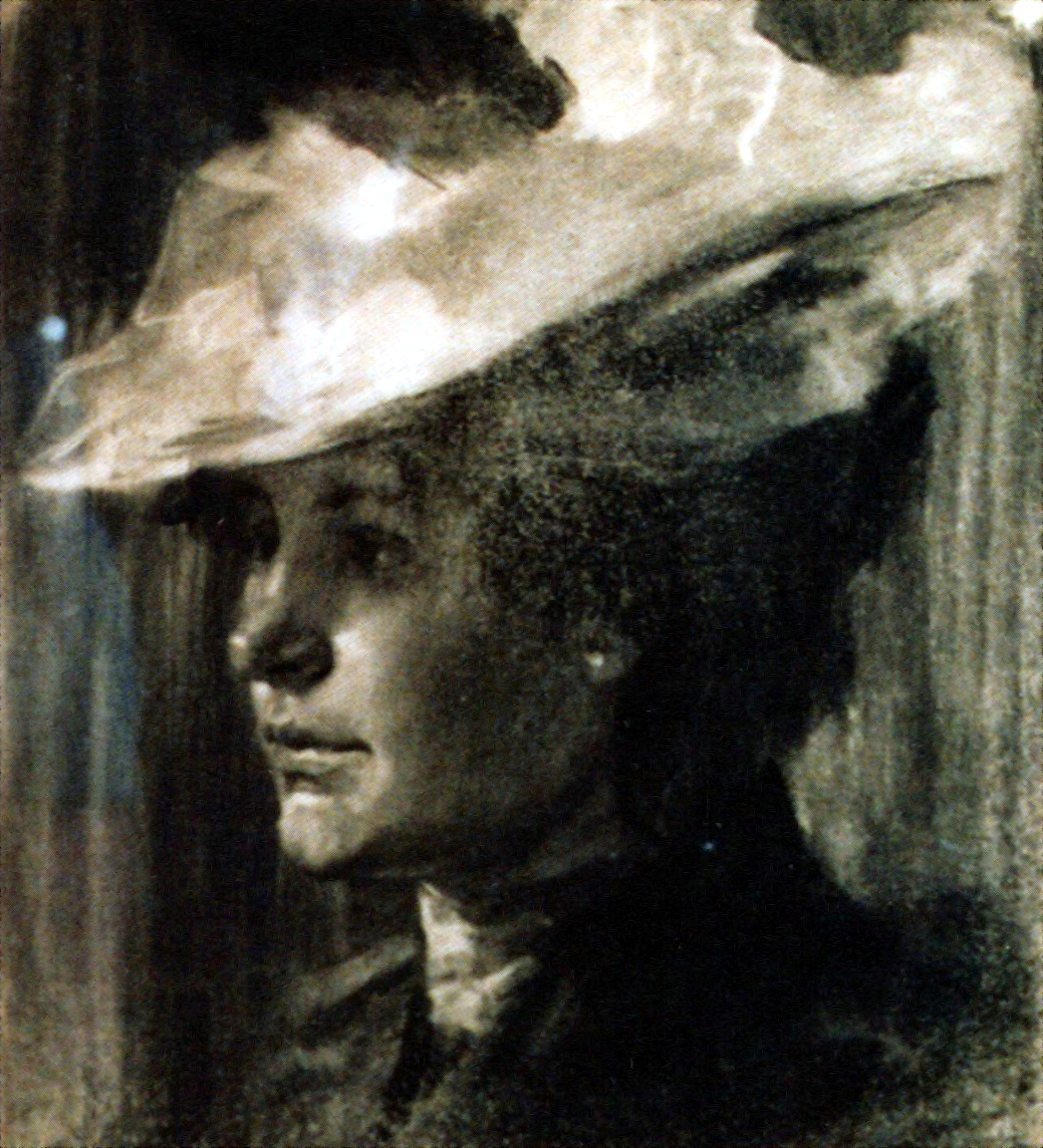

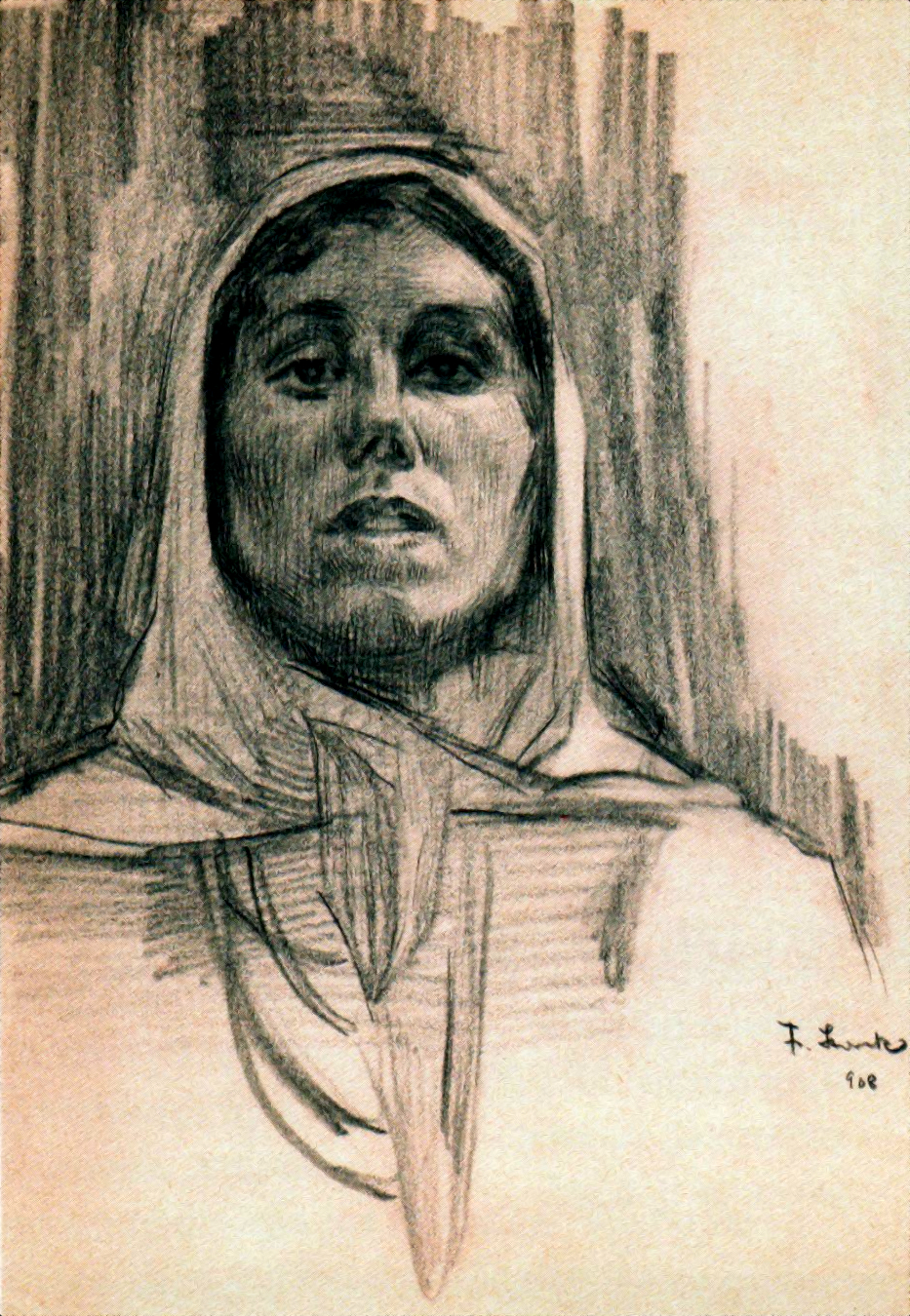
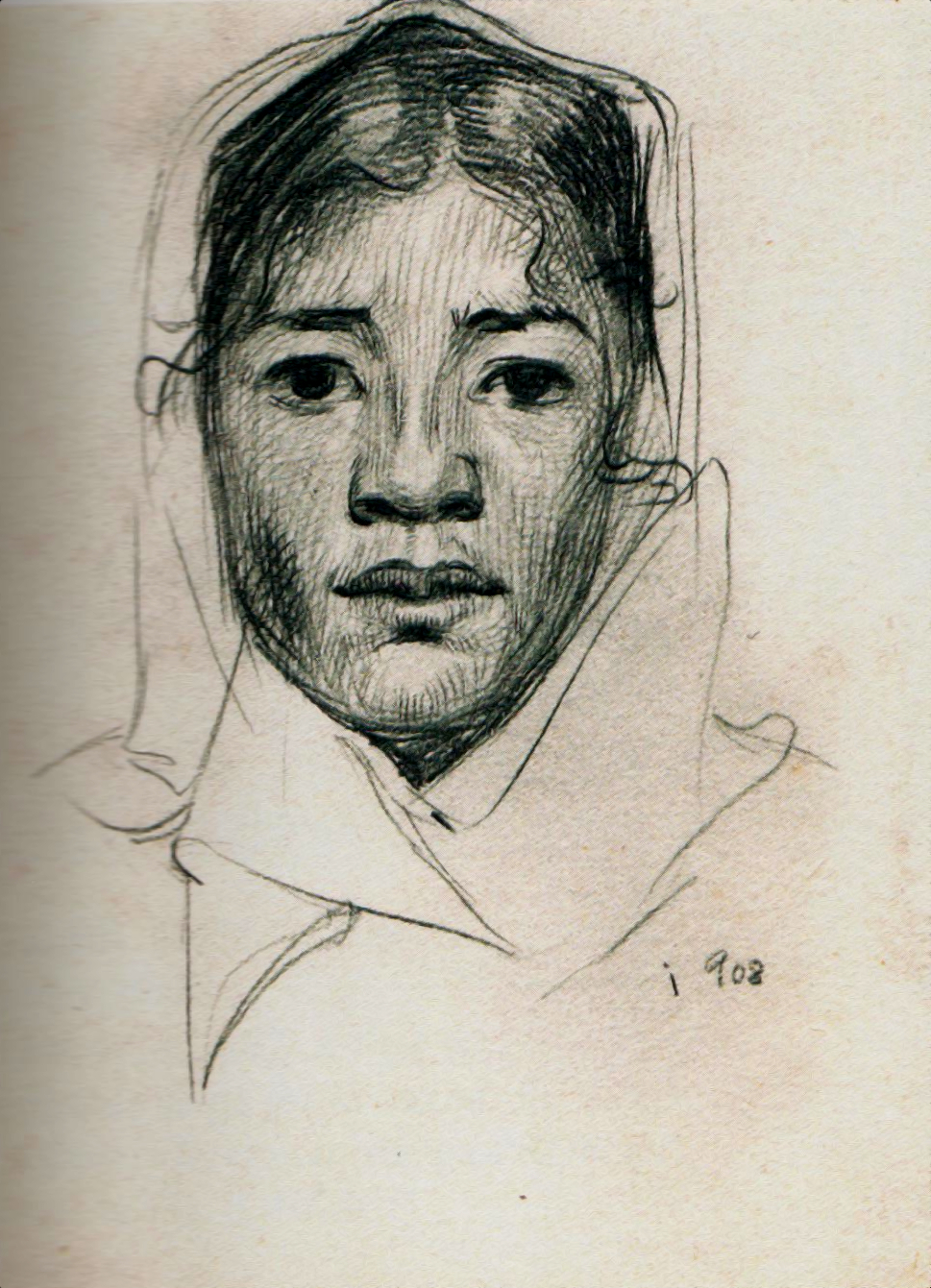
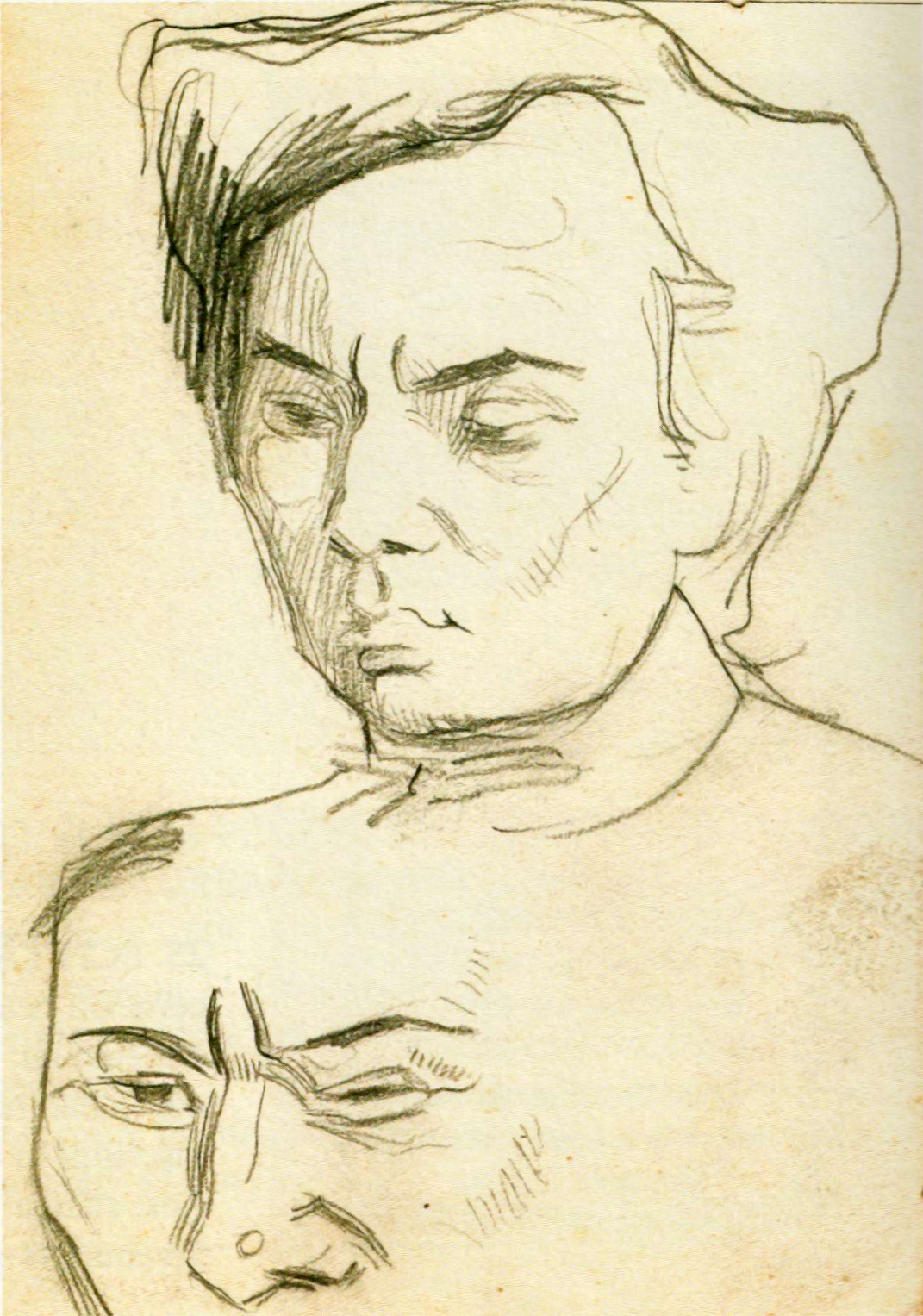
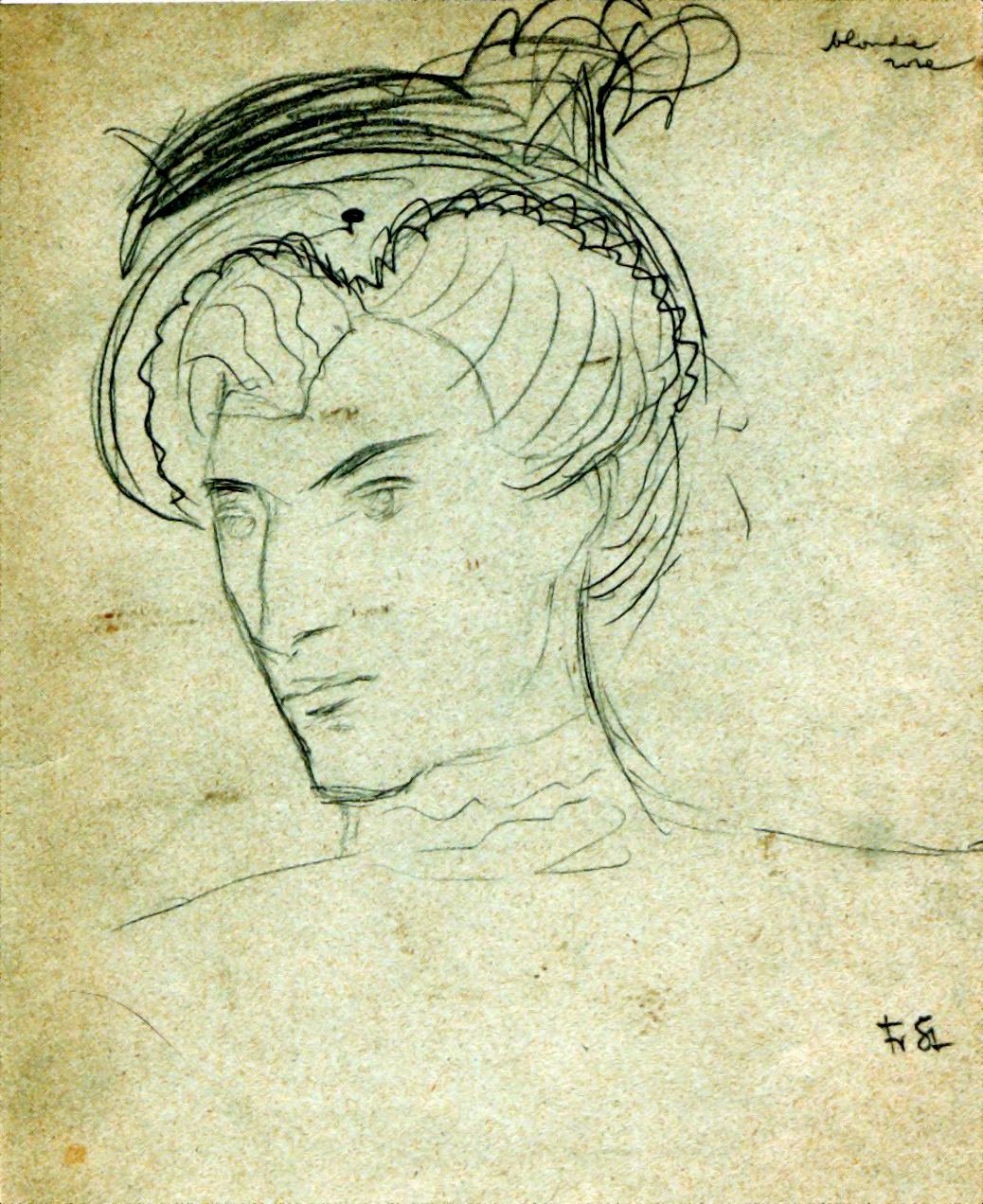
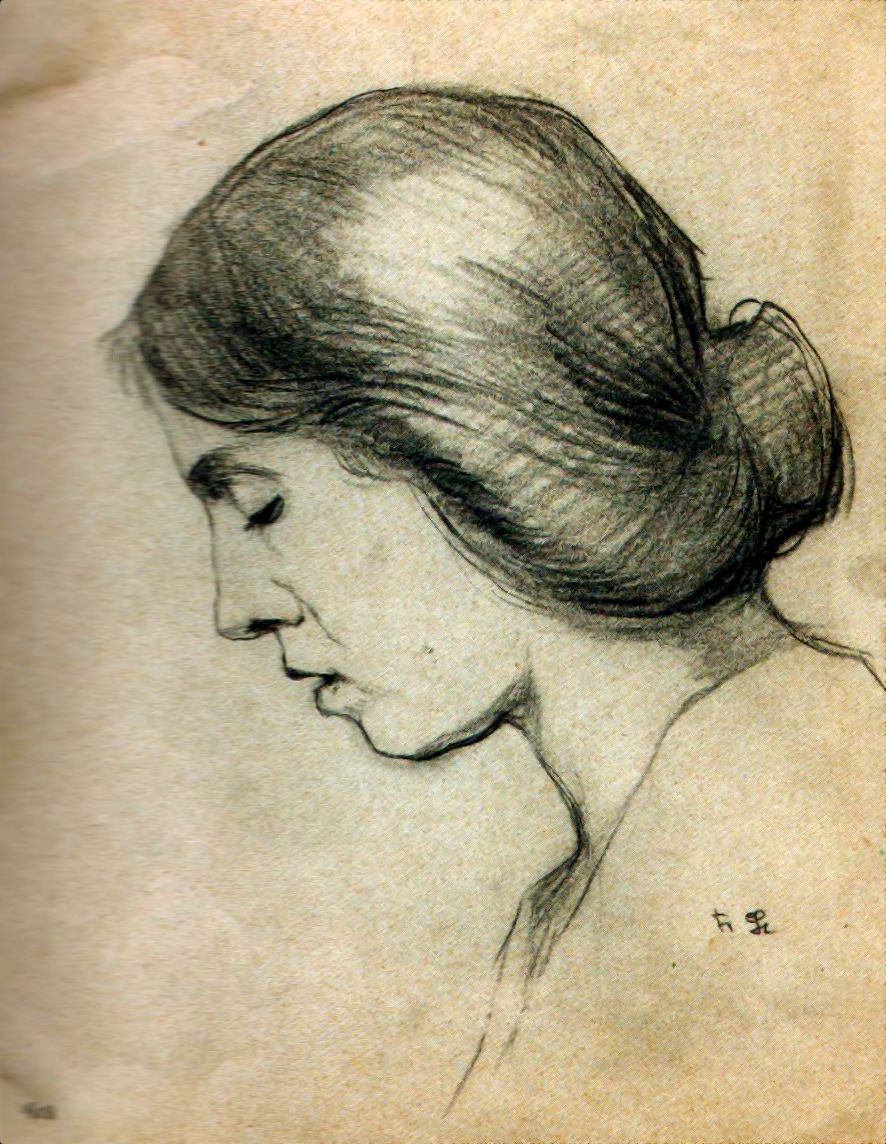
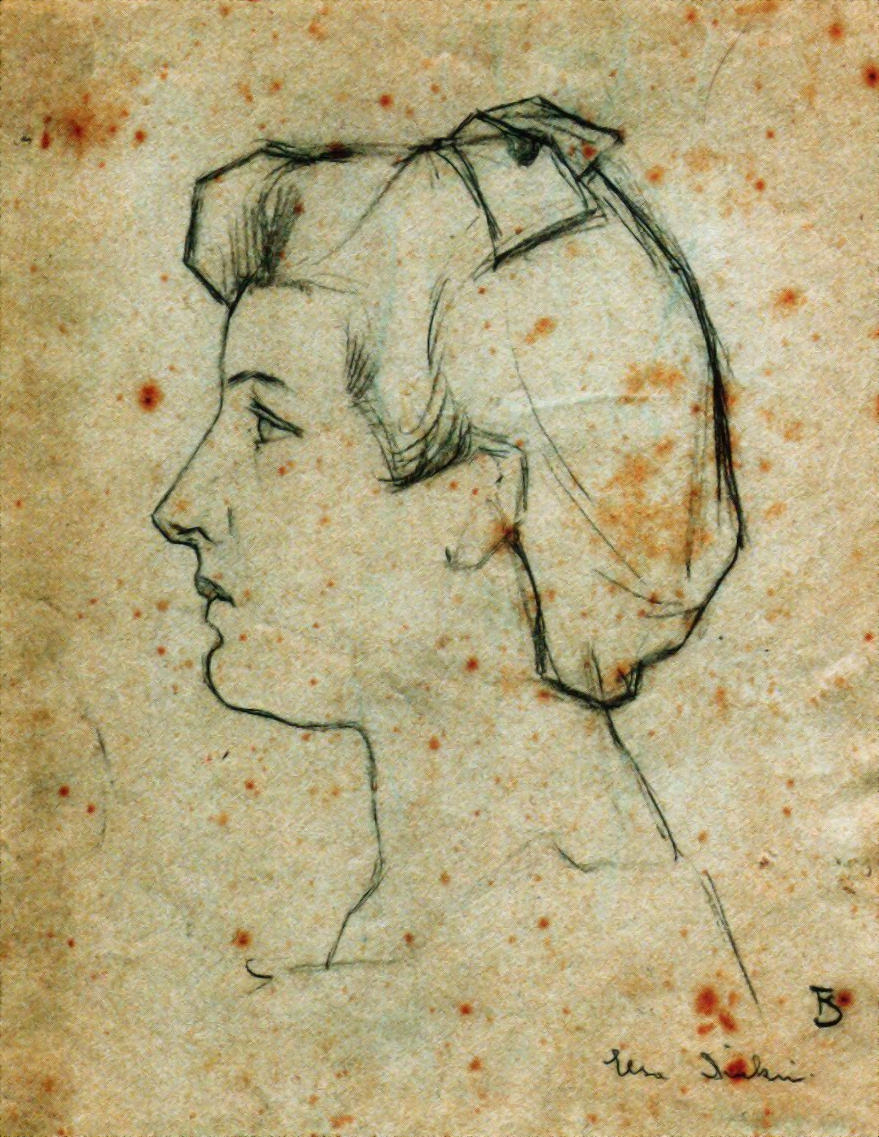
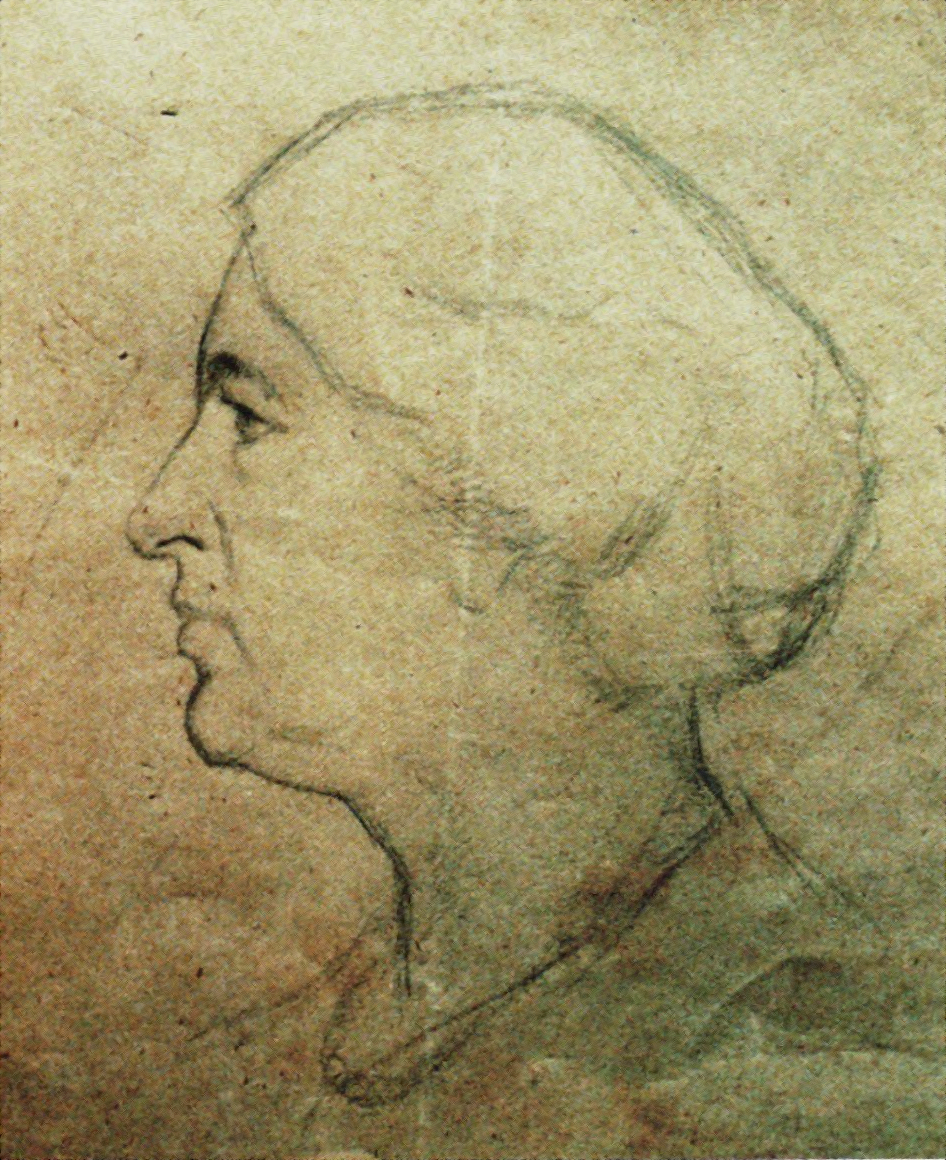

Il réalise de nombreux portraits pour ses amis, comme les bustes de Kimon Loghi, Octav Bancila à la Galerie nationale, Boskoff et Macedonski au Musée Storck, etc. Il a également peint plusieurs autoportraits et bustes de membres de sa famille. Il a également réalisé des dizaines d'œuvres funéraires au cimetière de Bellu et même des groupes allégoriques comme ceux du monument Jules Florian (1910) et du monument Luca Niculescu. Compte tenu des qualités de l'artiste en tant que grand dessinateur et observateur des traits humains, nombre de ses œuvres de ce type sont des œuvres admirables et comptent parmi les plus significatives de la sculpture roumaine.
Il a exécuté, dans une vision classique et avec un sens aigu du rôle du détail, de remarquables portraits Anastase Simu, le roi Carol Ier de Roumanie, la reine Elisabeth, Florica Condrus, Spiru Haret, Nicolae Minovici, Ion Ghica, Ionescu- Gion etc.. Certains ont des influences rodiniennes, comme Castaldi (exposé à Venise en 1906), Sanda et Alexandrina, qui rappellent les portraits de la Renaissance

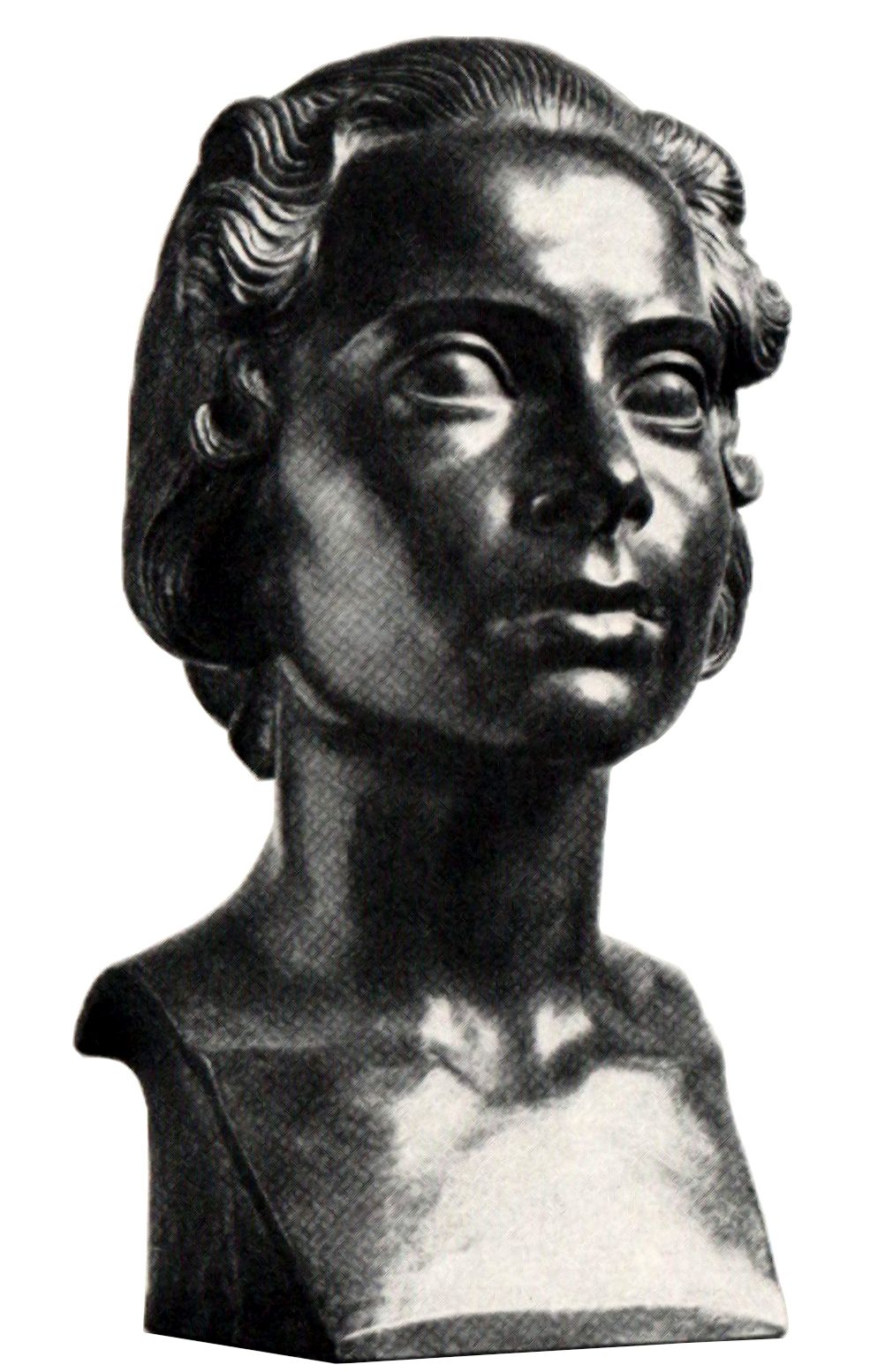
des sandales
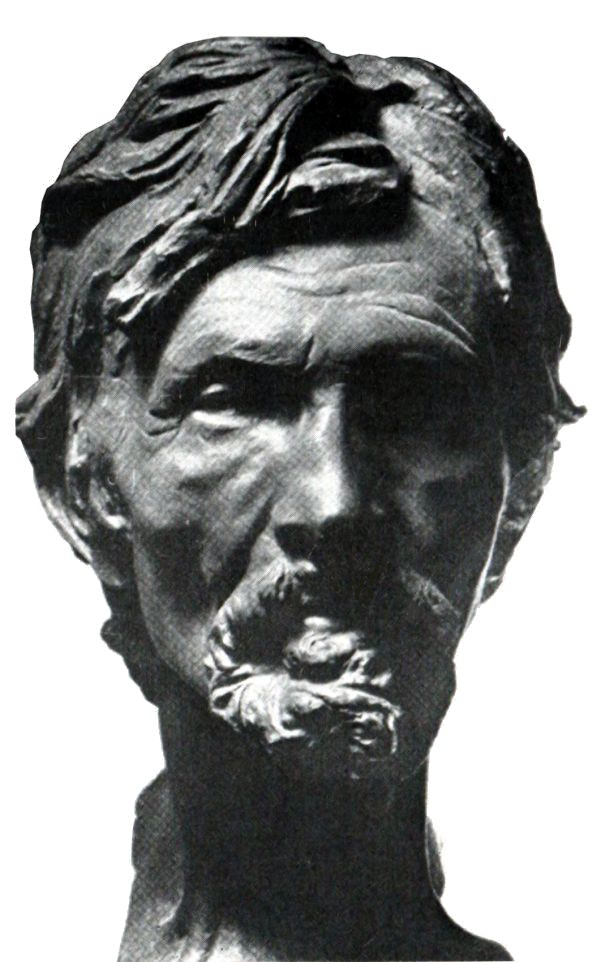
Santa Florea (1) (1902)
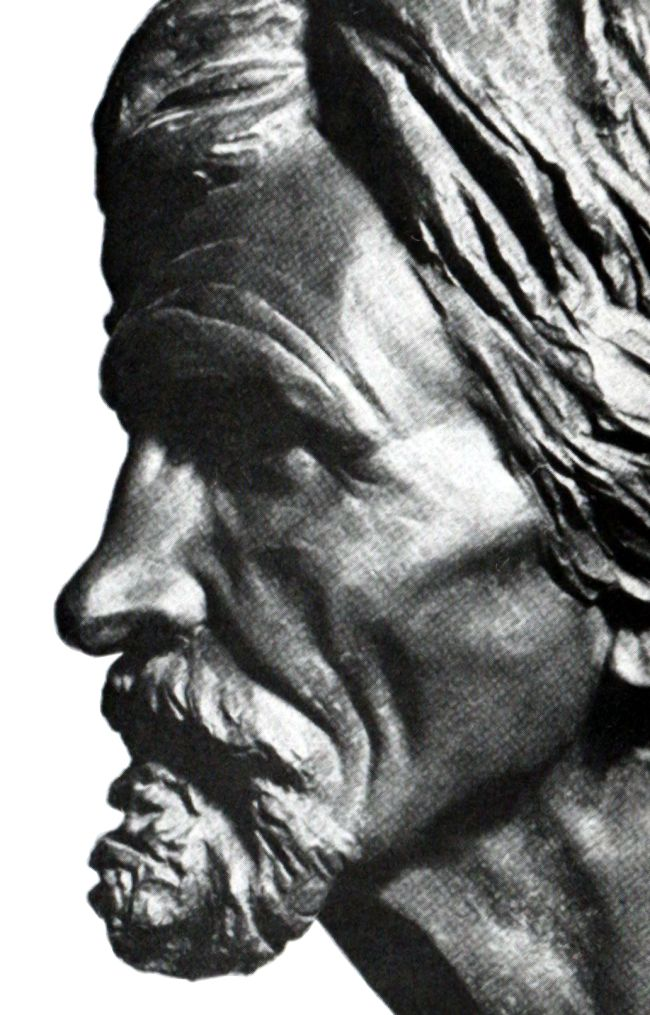
Santa Florea (2)
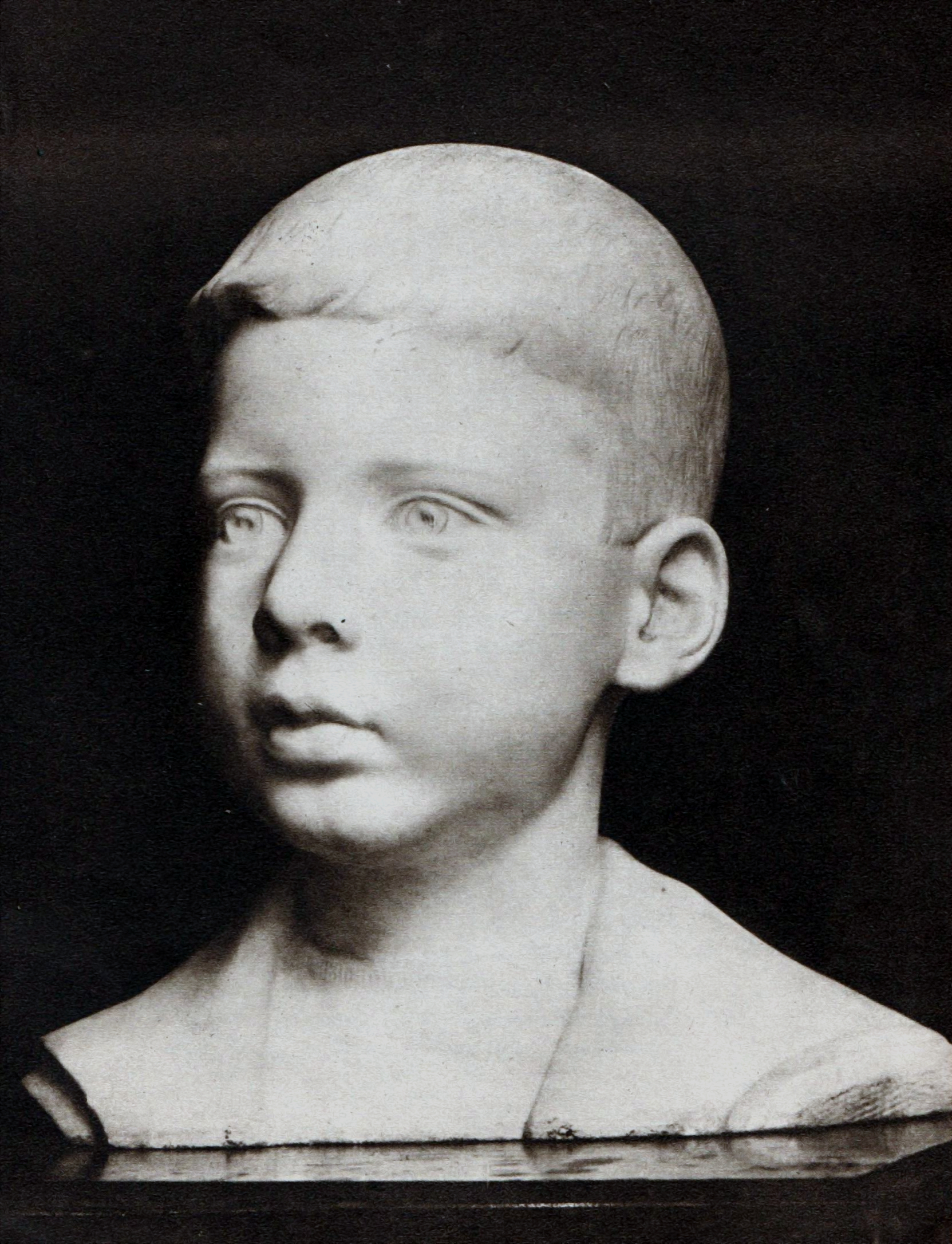
Tête d'enfant (Charles II) (1900)
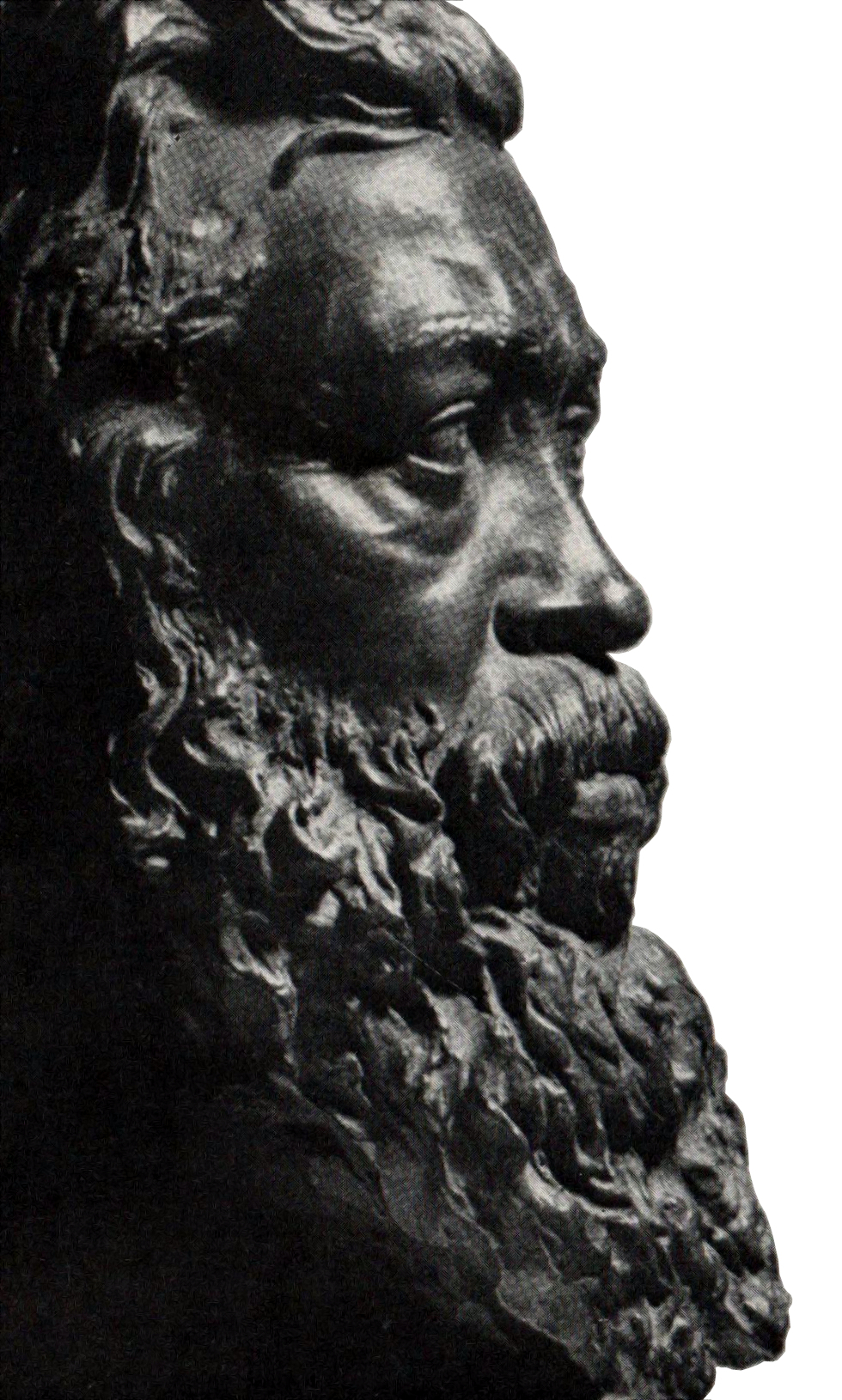
Portrait d'homme
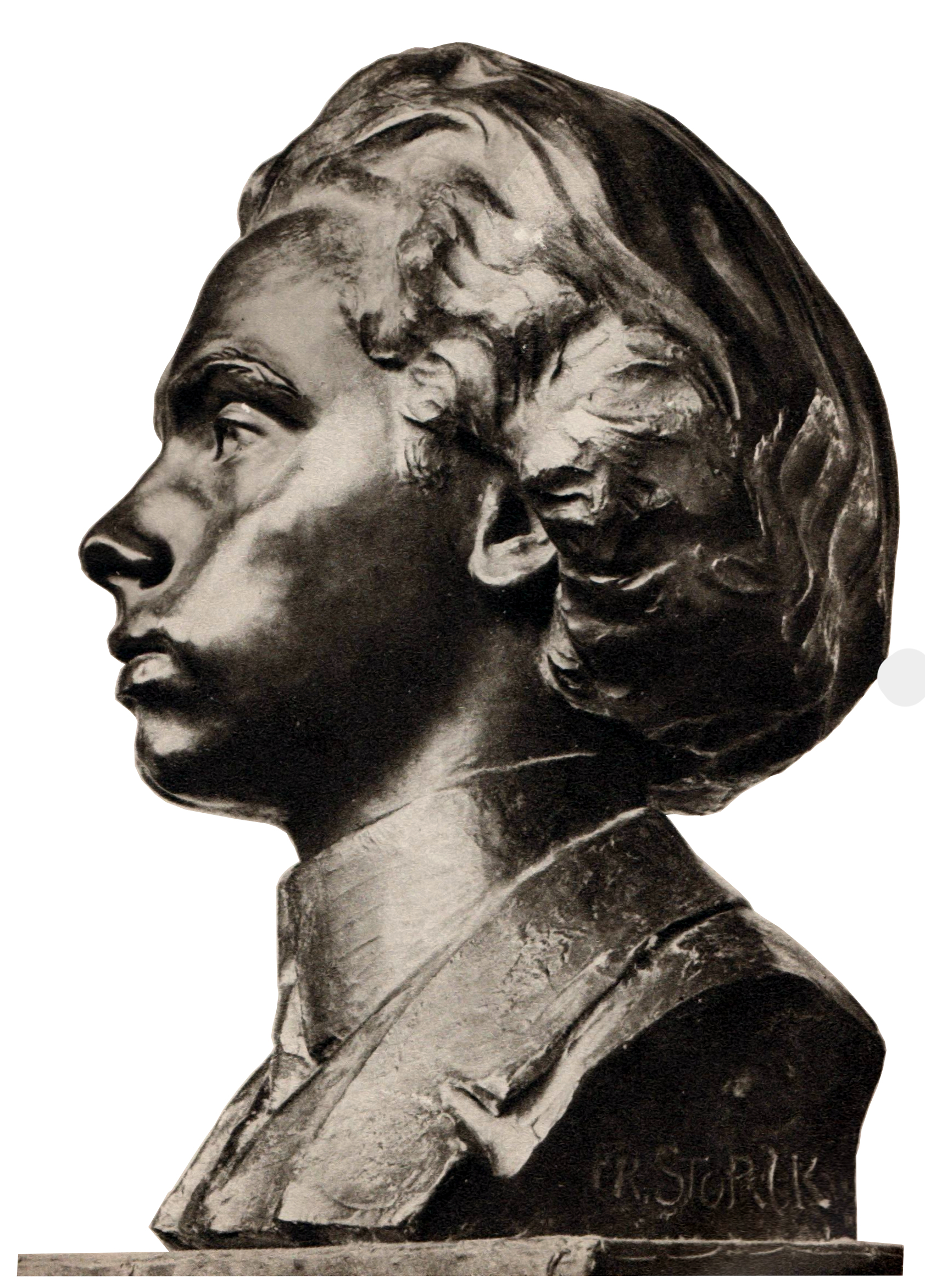
Bosckoff (1906)

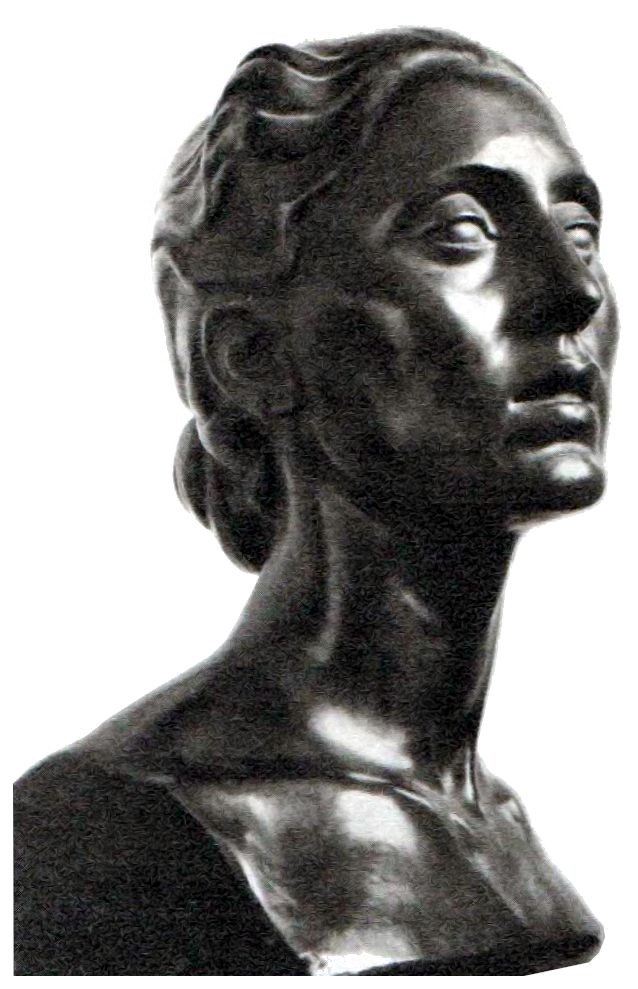
Chef d'expression
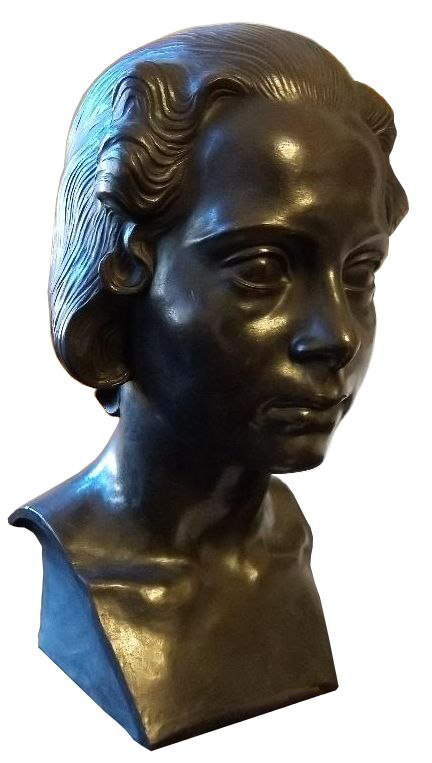
Sanda (1924)
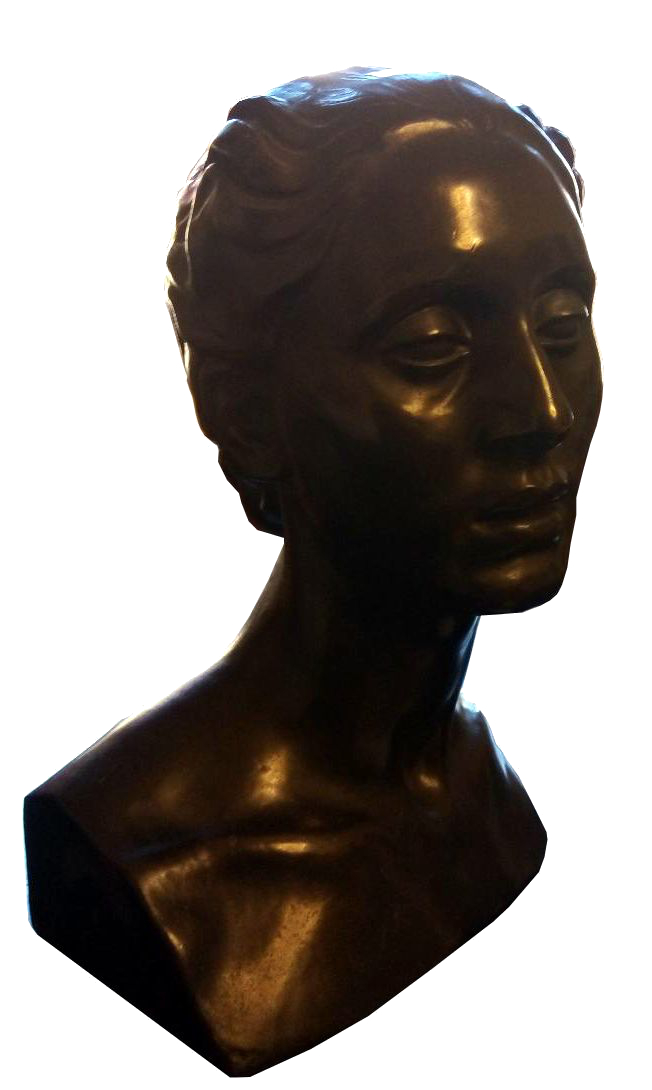
La Fleur (1930)
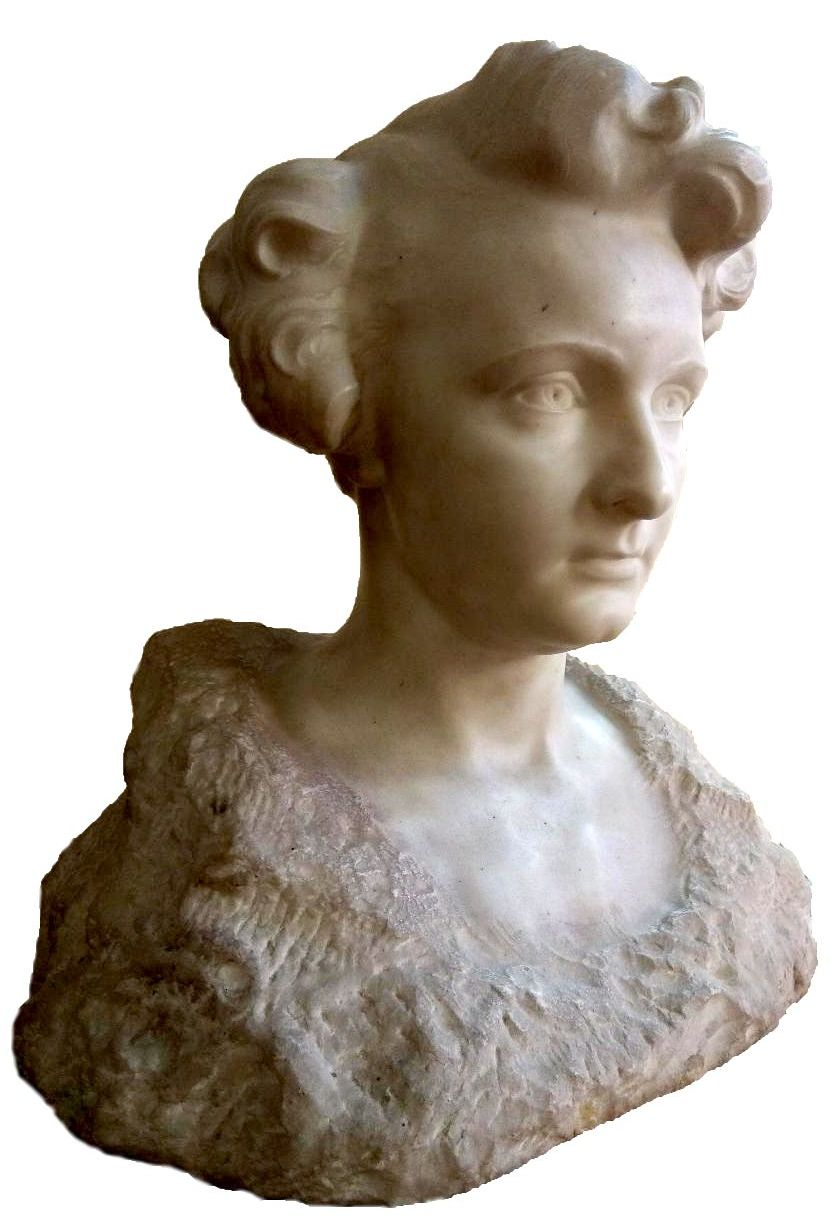
Mme Dovis (1917)
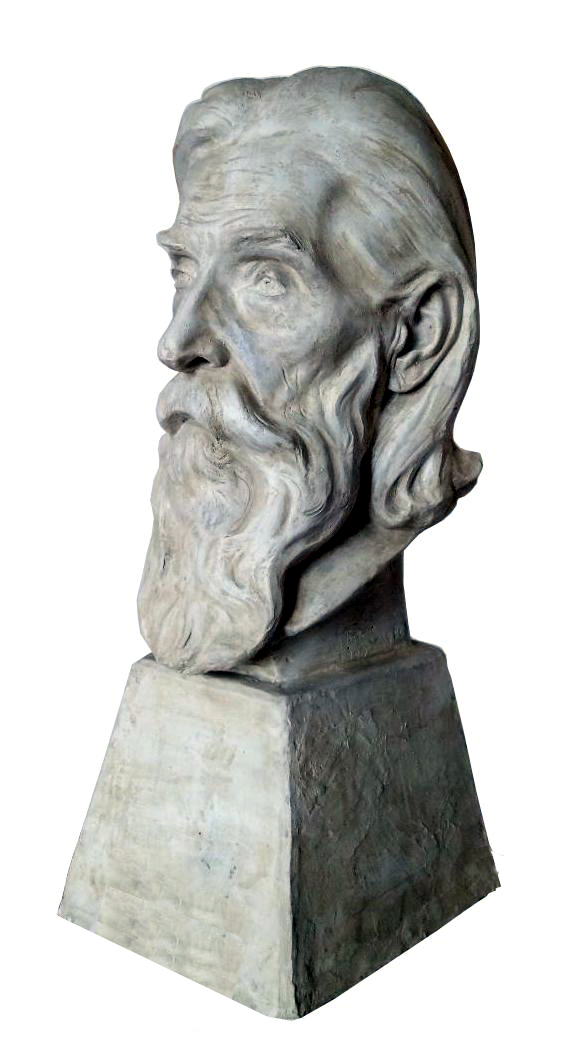
Tête d'homme (évangéliste) (1903)
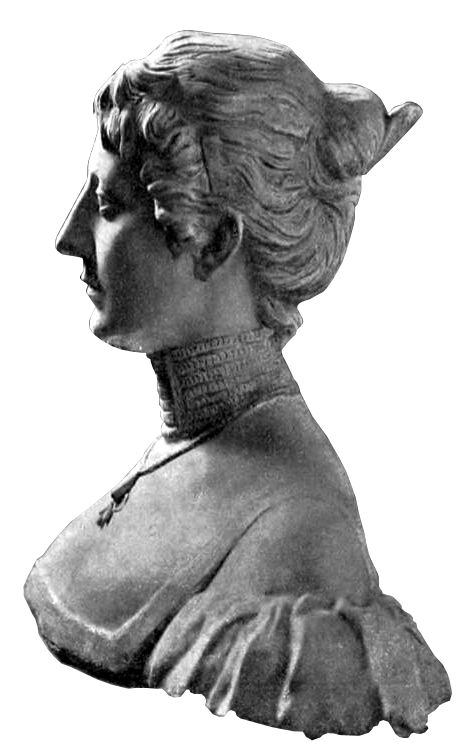
Bousiller

L'artiste était également attiré par les personnages pittoresques qu'il rencontrait dans la vie. Il a ainsi produit de nombreuses œuvres qu'il a modelées avec la réalisation de l'humain avec des extériorisations expressives. Tels sont Moș Costache et Moș Florea, tous deux avec leurs joues plissées. L'un a fait faire un portrait et un autre une statuette, tous deux en bronze et en marbre.

### Plaques, médailles et bas-reliefs
L'album Liliana Vârban & Co : Le catalogue des œuvres d'art des artistes de la famille Storck au Musée Frederic Storck et Cecilia Cuțescu Storck - Storck Sculptors, Plaque and Medal Sculpture, graphisme, peinture de 2006, contient soixante-neuf images avec de nombreuses plaques, médailles et bas-reliefs coulés en bronze ou moulés en plâtre.Ils représentent des membres de la famille - Jeanna Storck, Frederike Storck, Maria Storck, Rosa Storck, Iulia Storck, autoportraits, figures bibliques - les moulages en plâtre des évangélistes de Victor Stăuceanu de Bucarest, le Christ, Saint George, Sainte Elizabeth, compositions anniversaires et portraits de personnalités historiques ou d'époque telles que Mihai Viteazul, Marie et Erhard Wolf, Alfred Lowenbach, Emil Miclescu, Elsa Dickin, Frantz Szallay, Dimitrie Gerota, Mauriciu Blank, Augusta Dickin, Dimitrie Sturdza, Capșa Family, General Fălcoianu, Louis Basset, Thoma Ionescu, Nicolae Grigorescu, Ioan N. Lahovary, Carol Davila, Alexandru Steriade, Florica Condrus, Nicolina Nicolescu, Friedel Goetsche etc..

Plachete, medalioane și medalii realizate de Frederic Storck
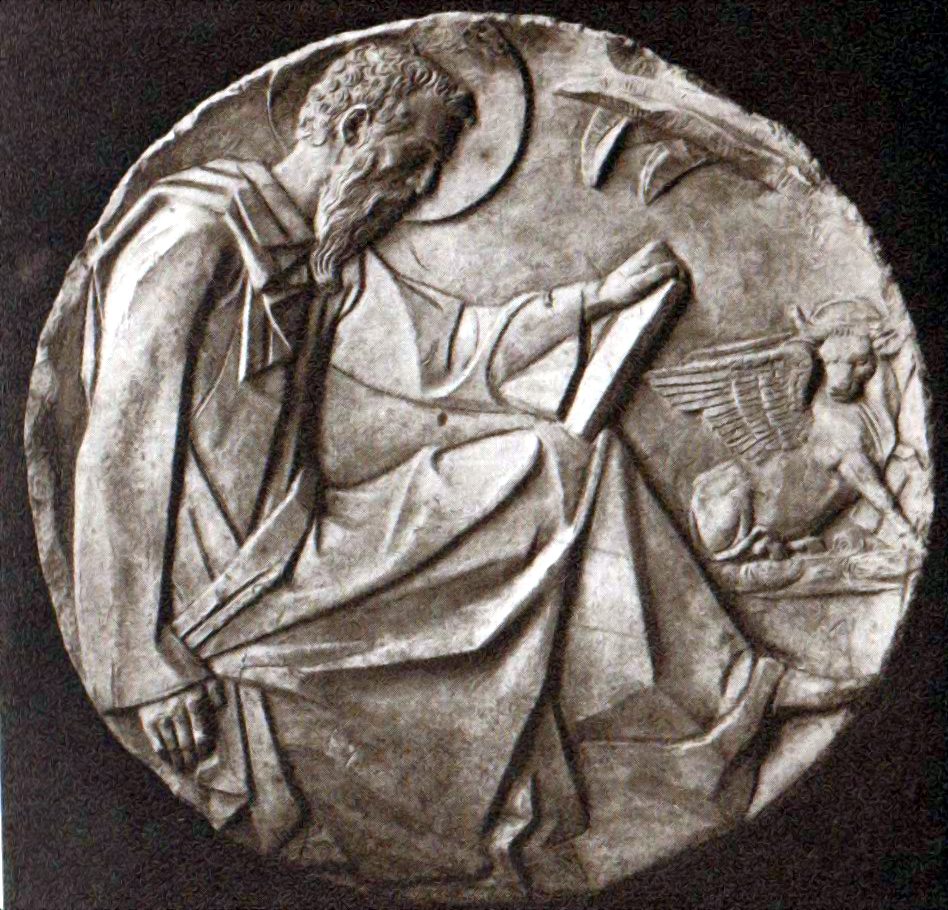
L'évangéliste Marcu (1906) coulé en bronze pour la maison Victor Stăuceanu à Bucarest
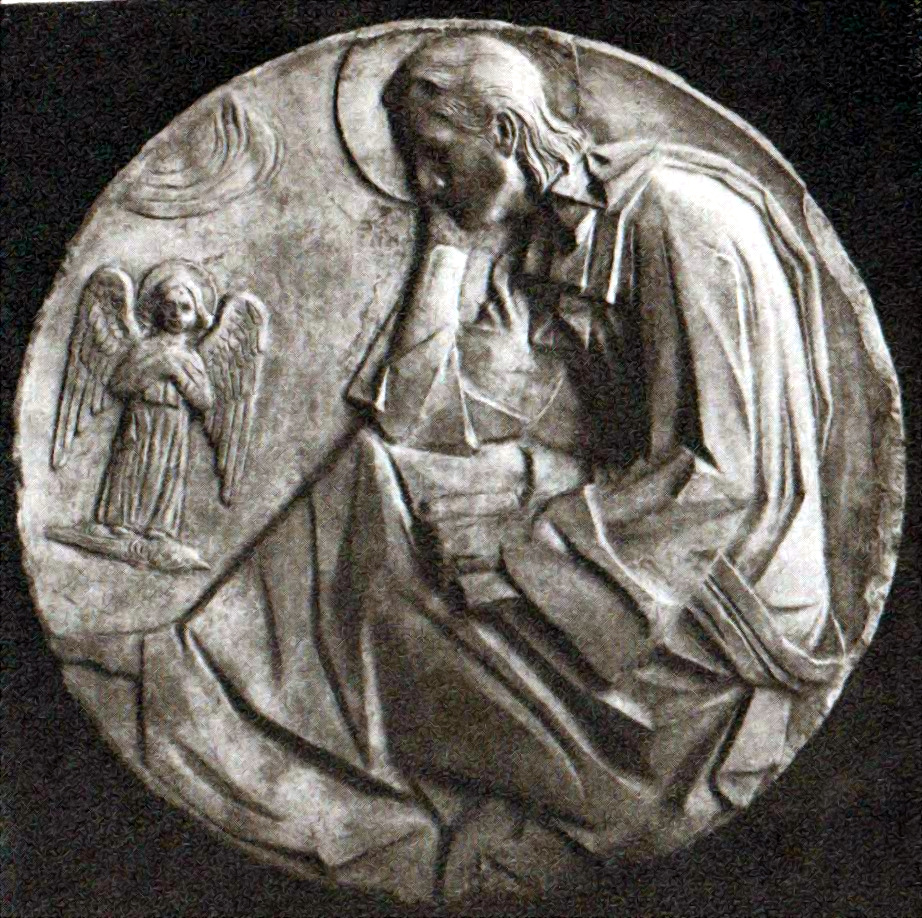
L'évangéliste Matthieu (1906) coulé en bronze pour la maison Victor Stăuceanu à Bucarest
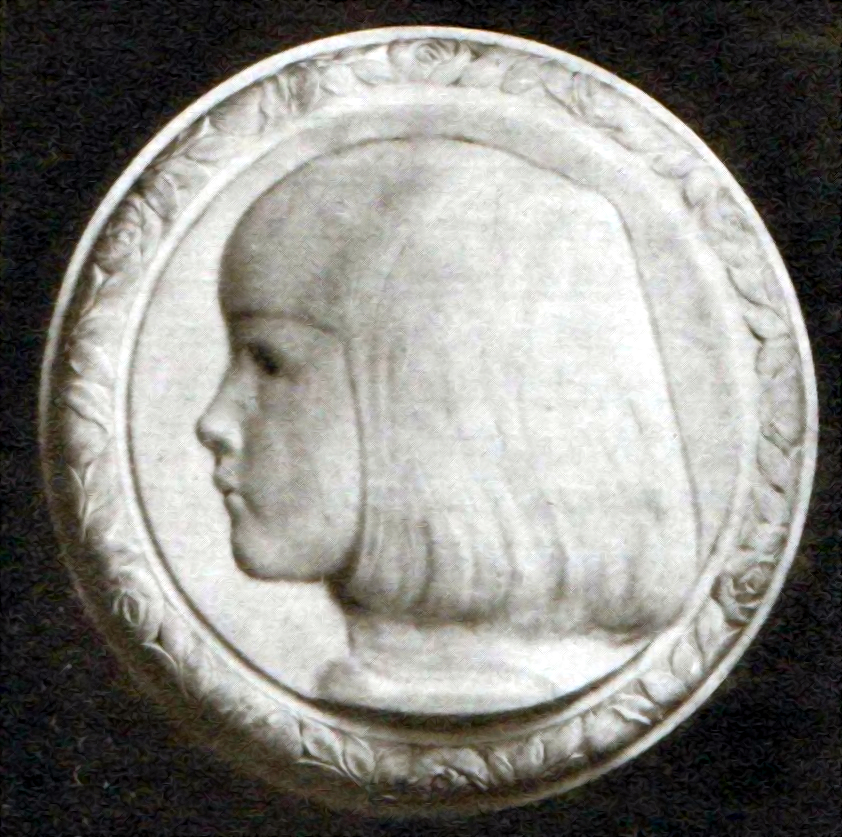
Friedel Goetsche (1908)
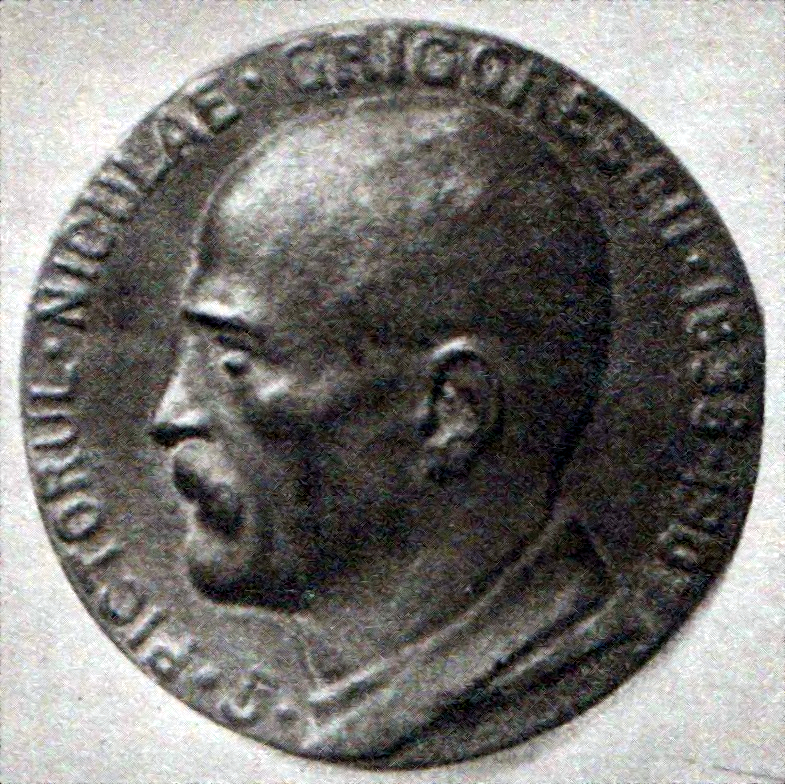
Nicolae Grigorescu (1907)
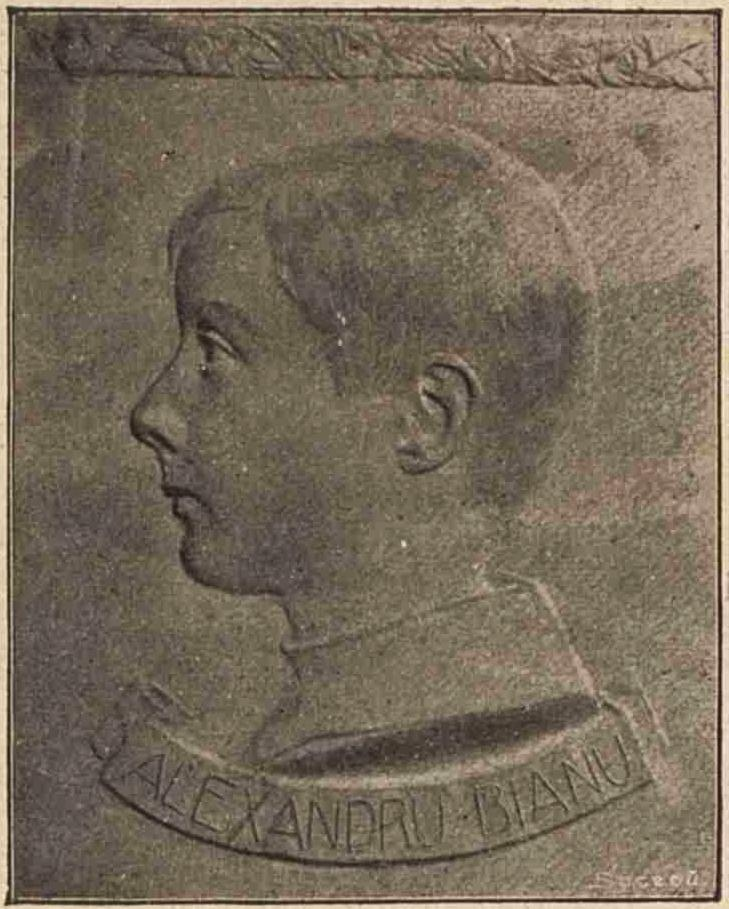
Alexandru Bianu (1905)
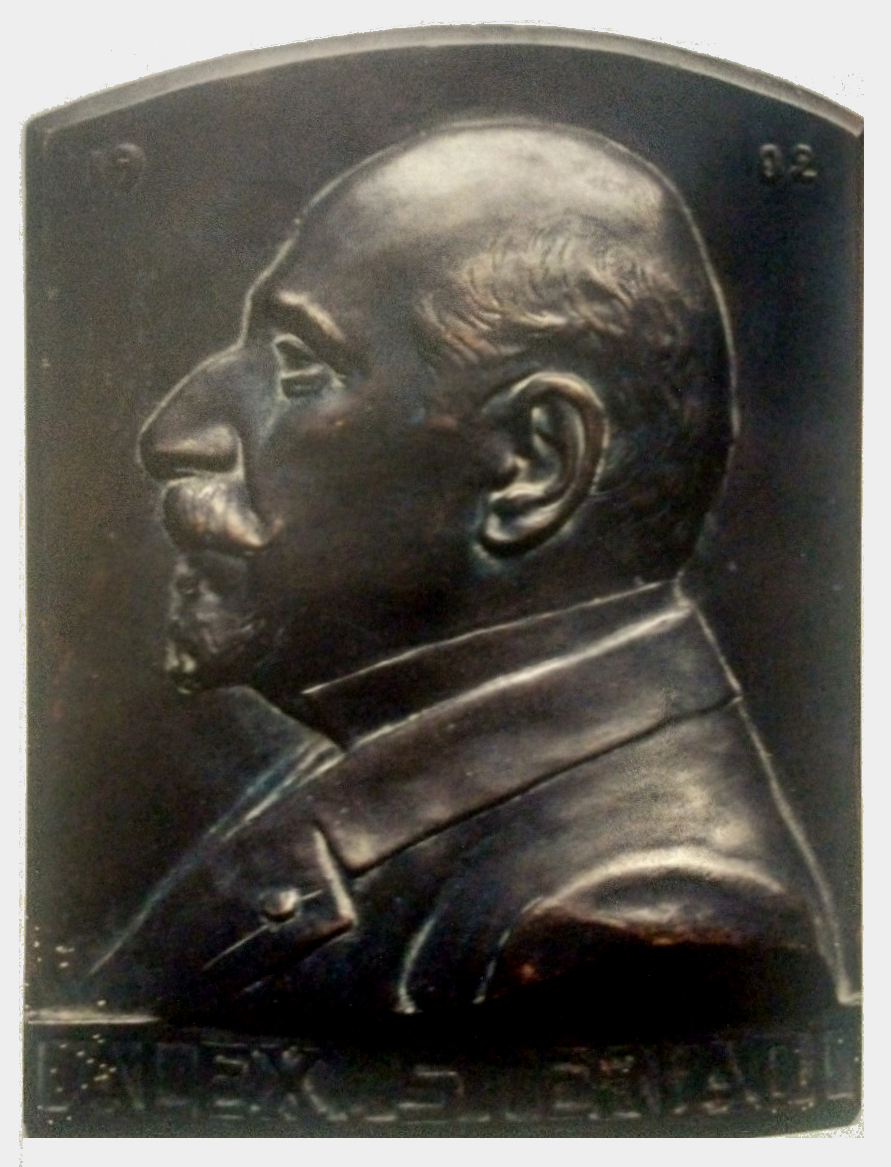
Alexandru Steriade (1902)

Alte lucrări realizate de Frederic Storck
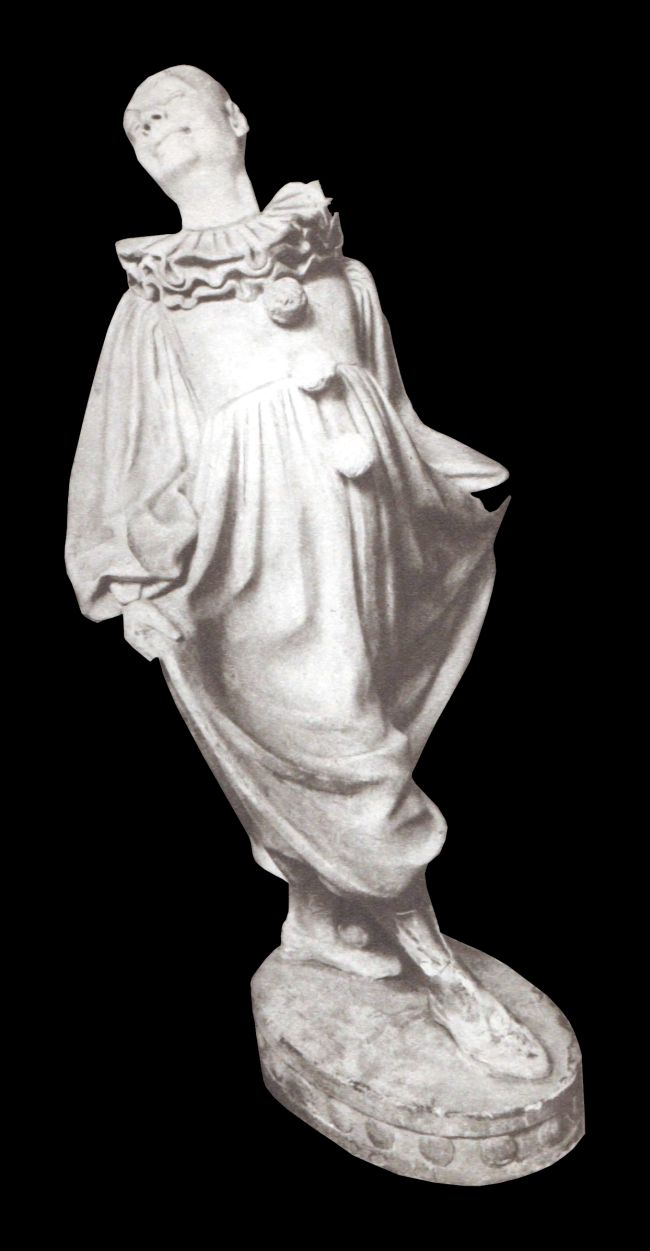
Le Clown (1898)
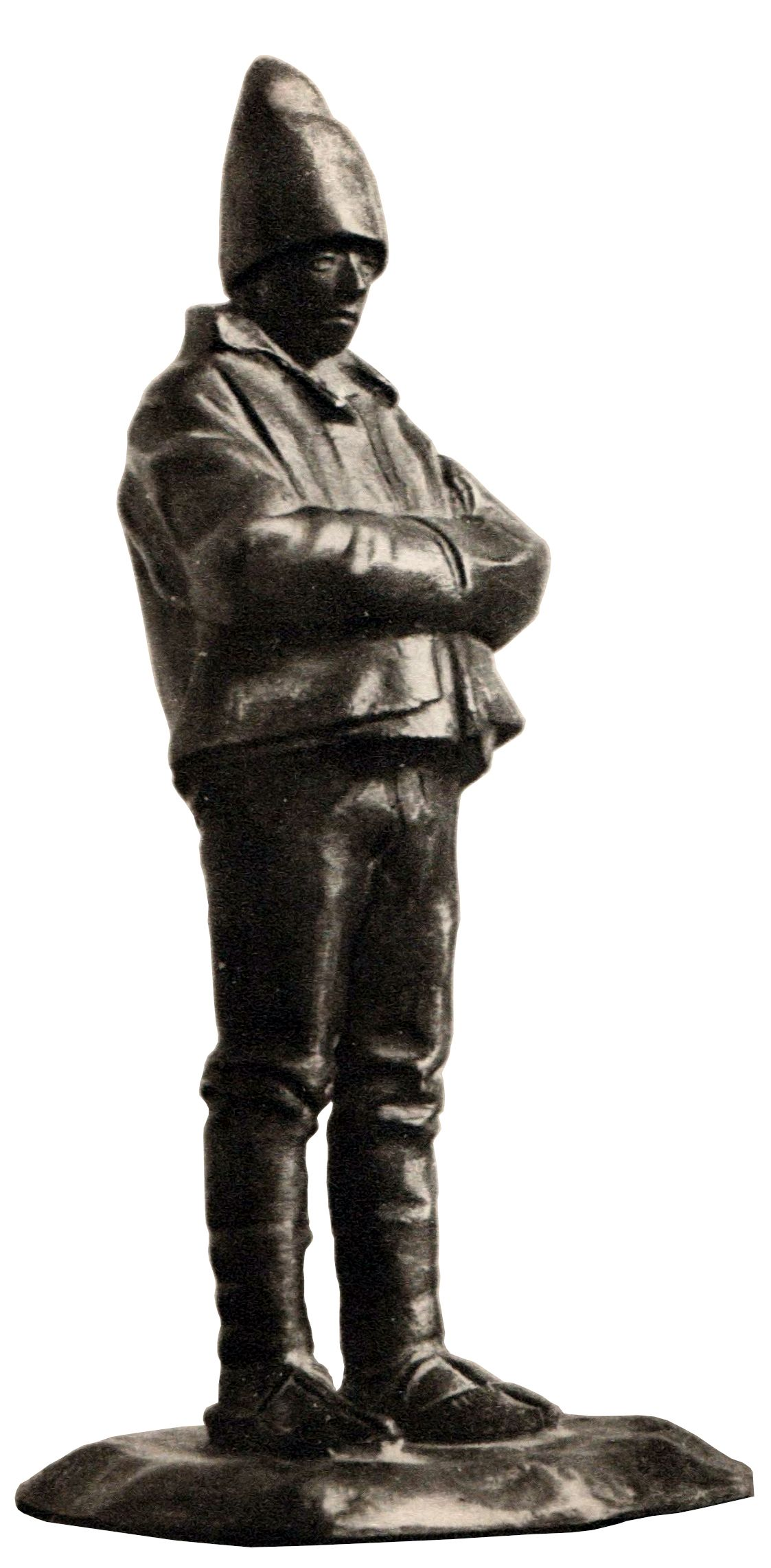
Berger / Oltenaș (1908)
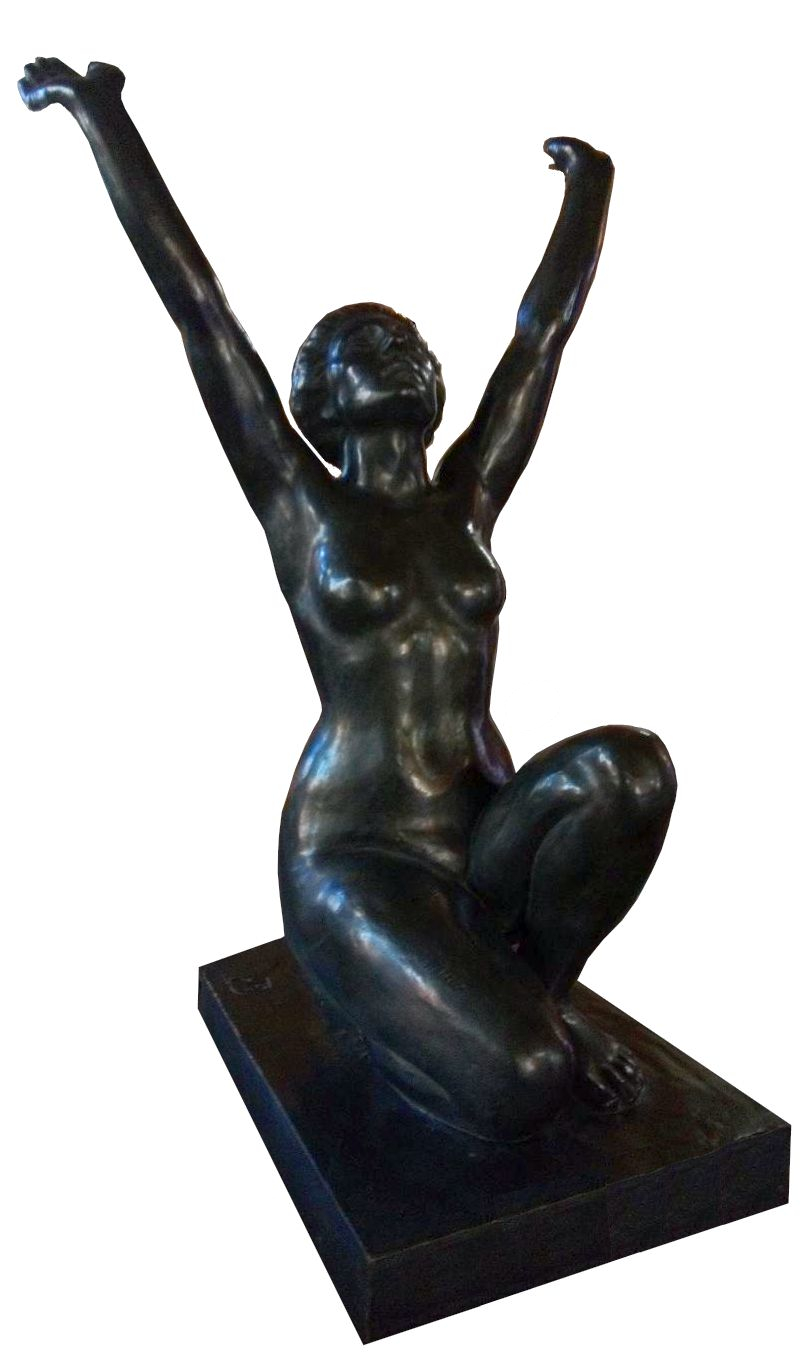
À l'infini
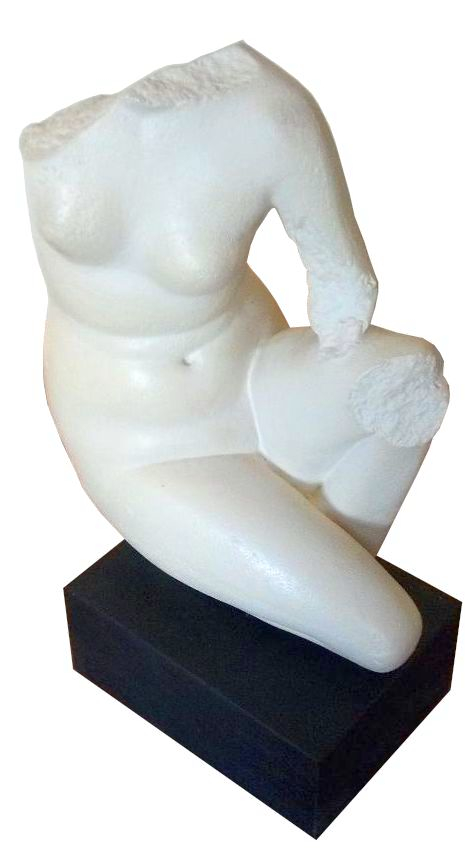
Afrodita
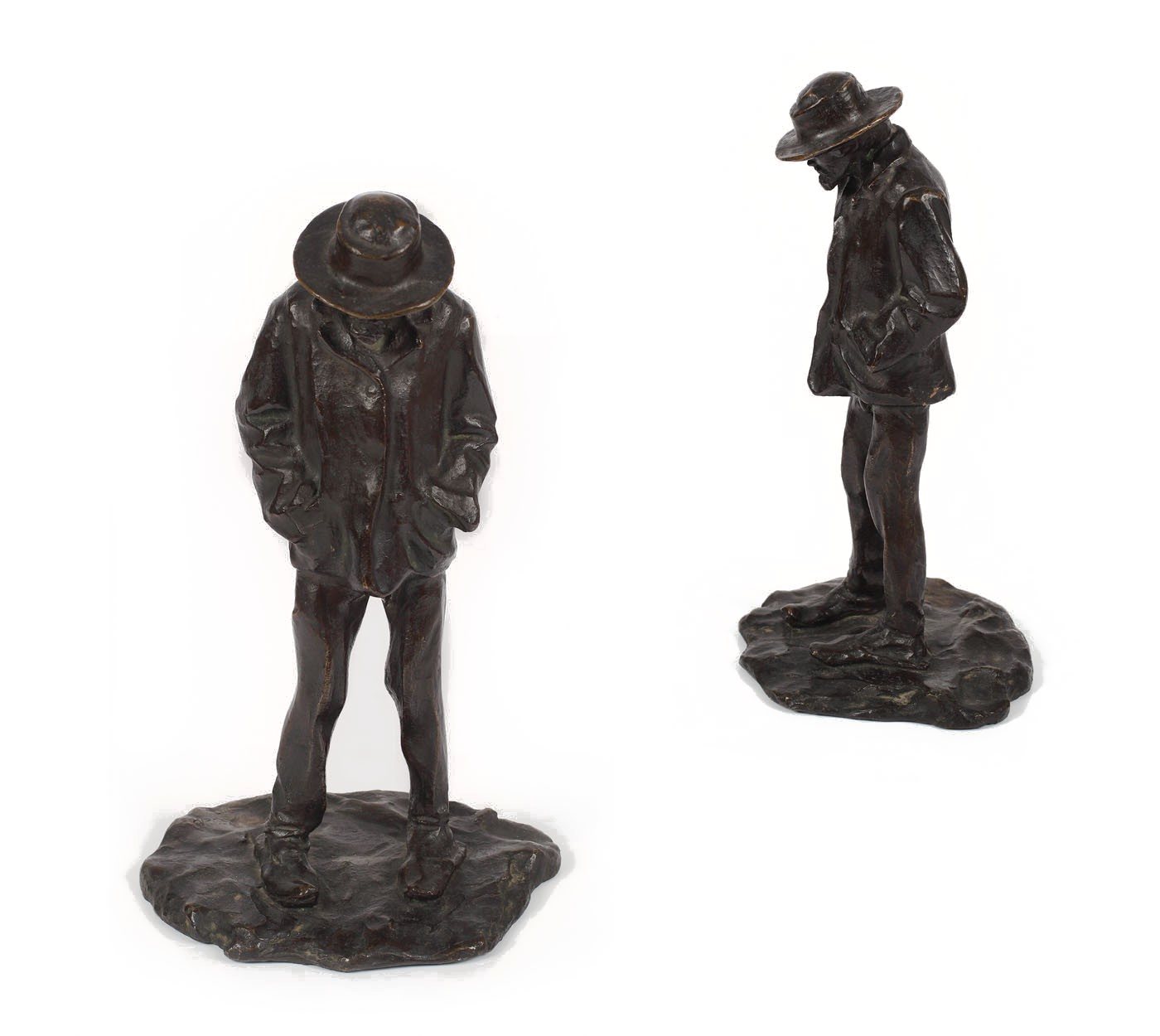
Santa Florea
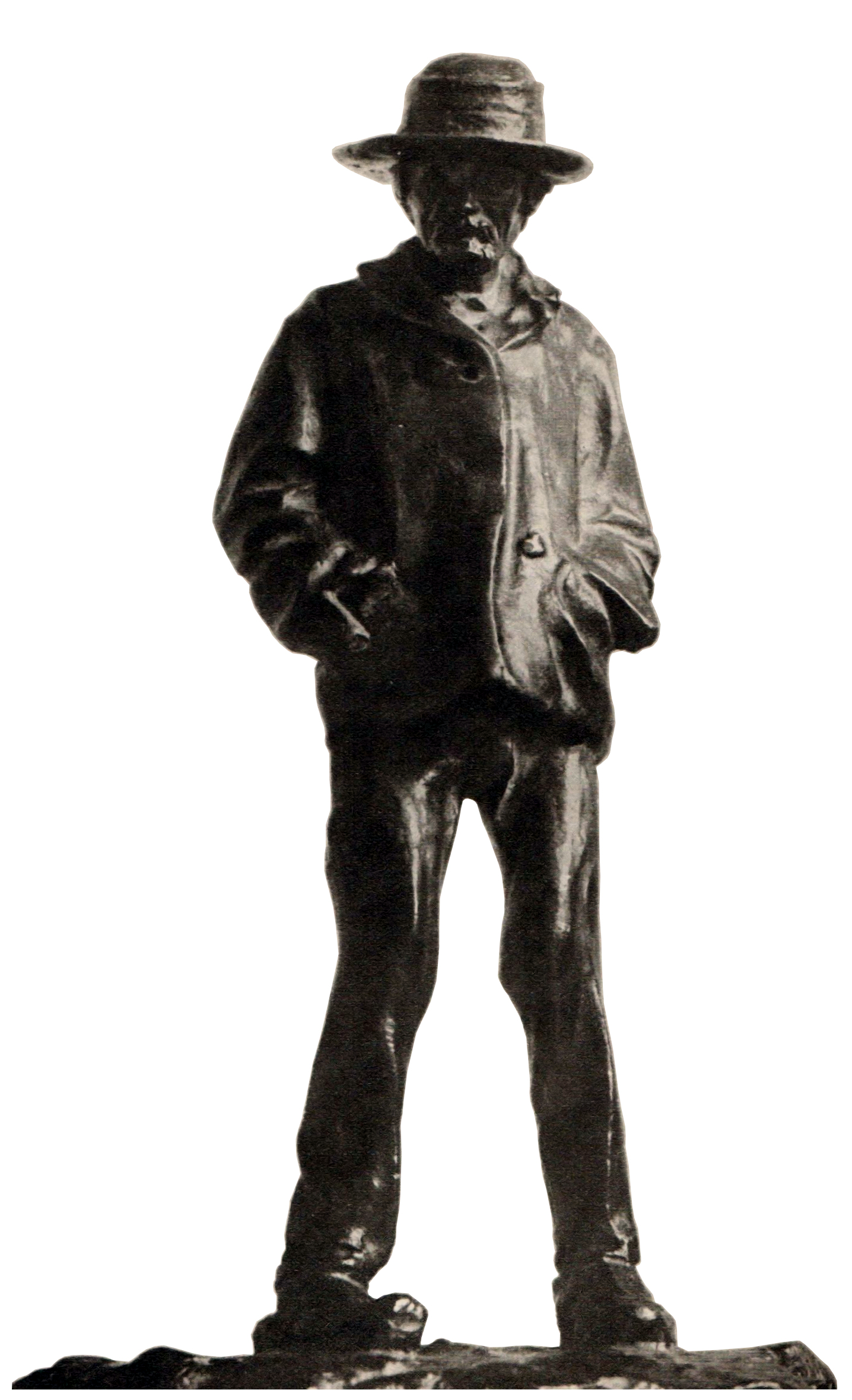
Santa Florea (1902)

#### Nus masculins

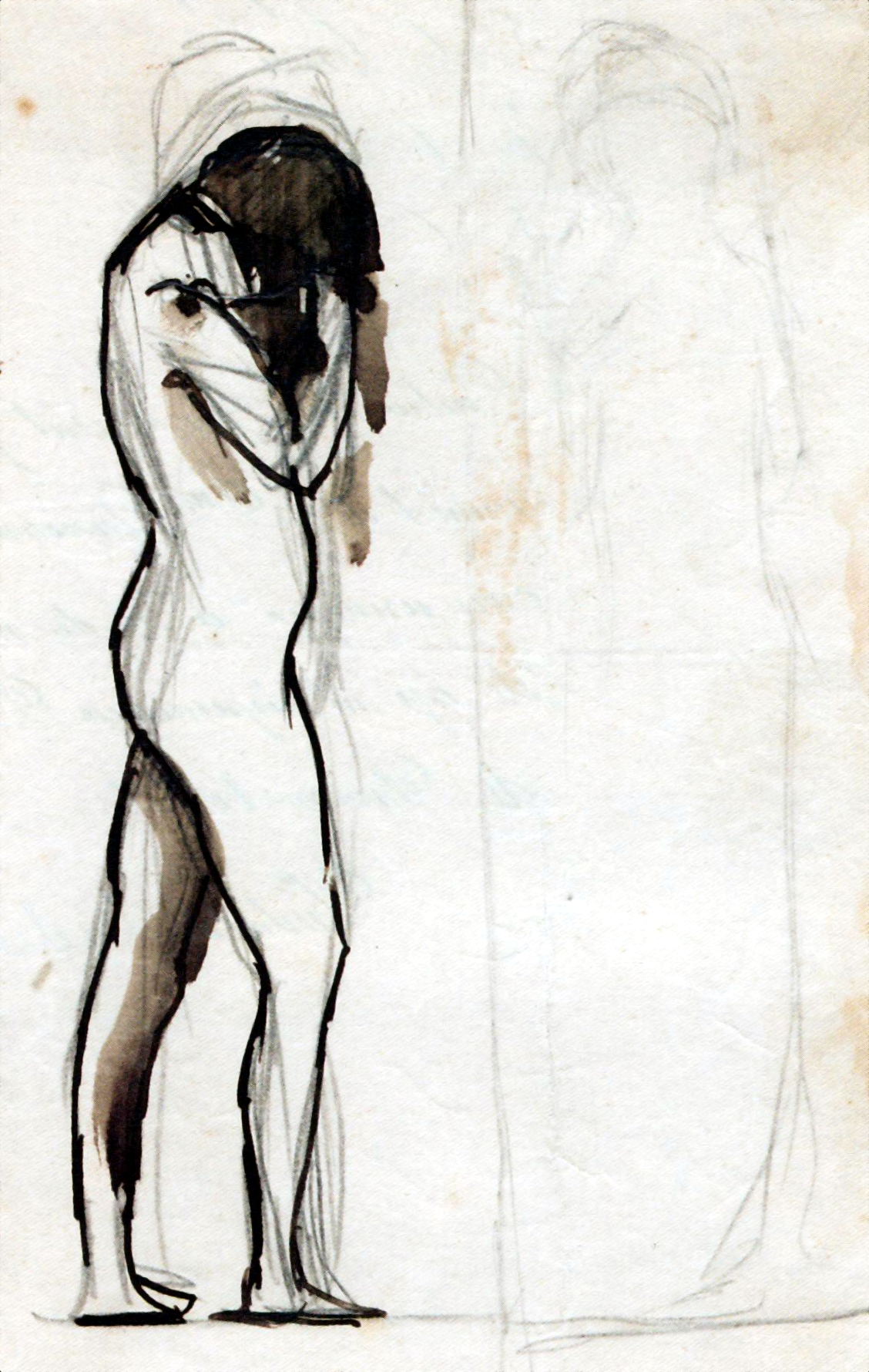
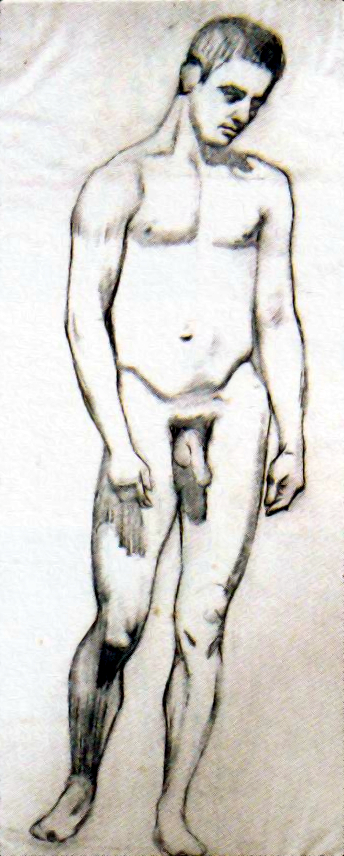
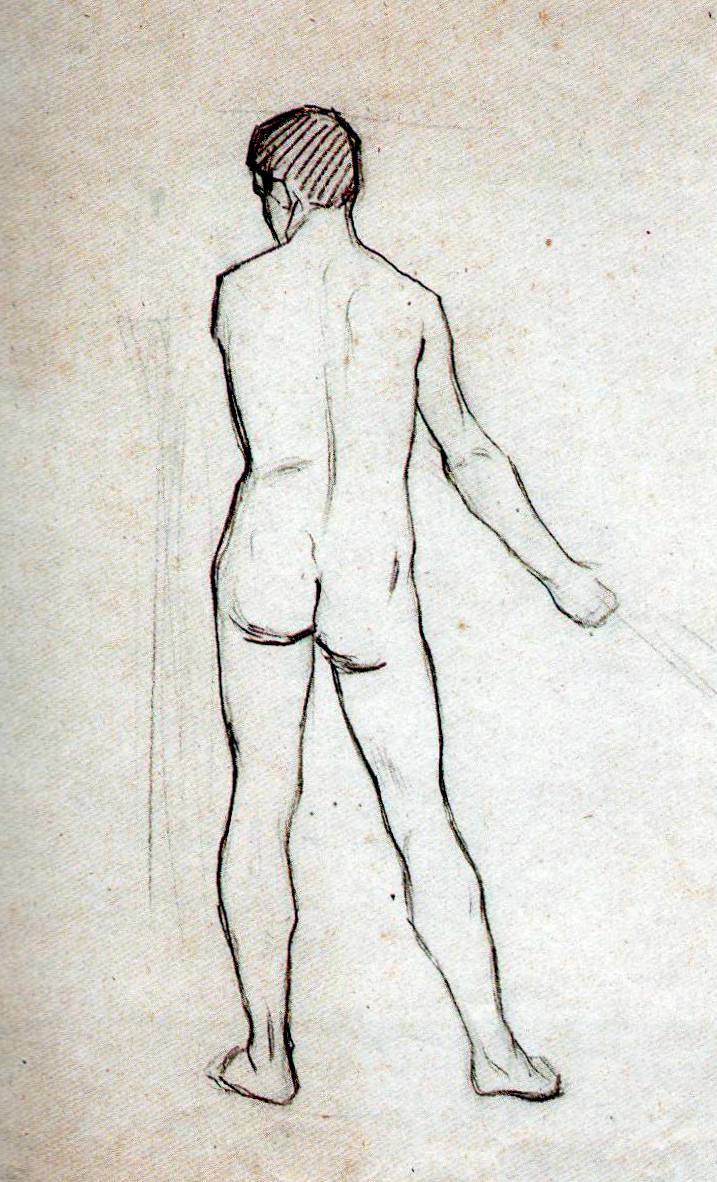
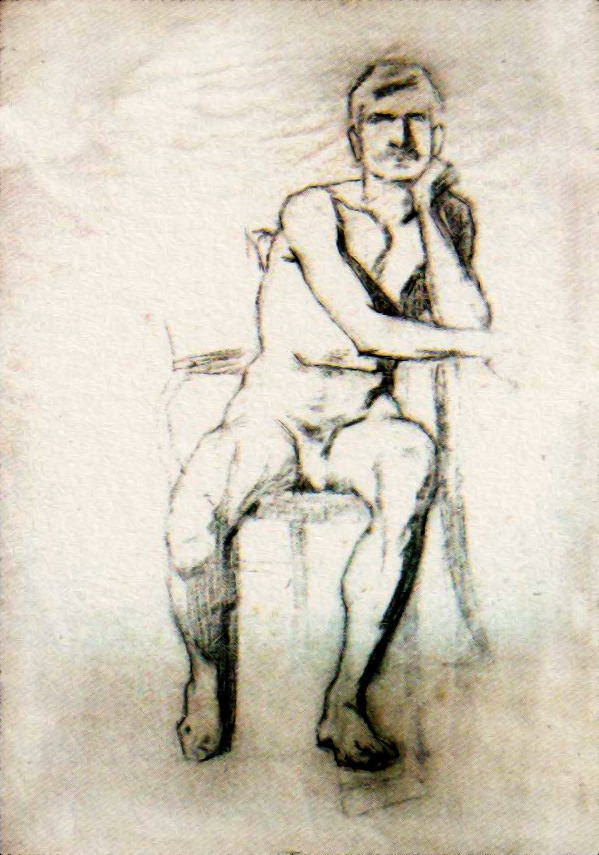
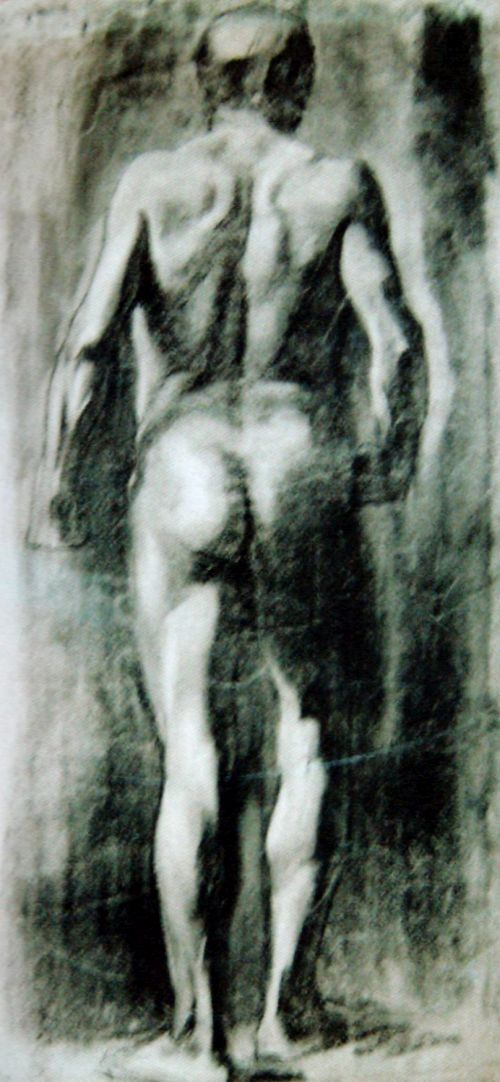
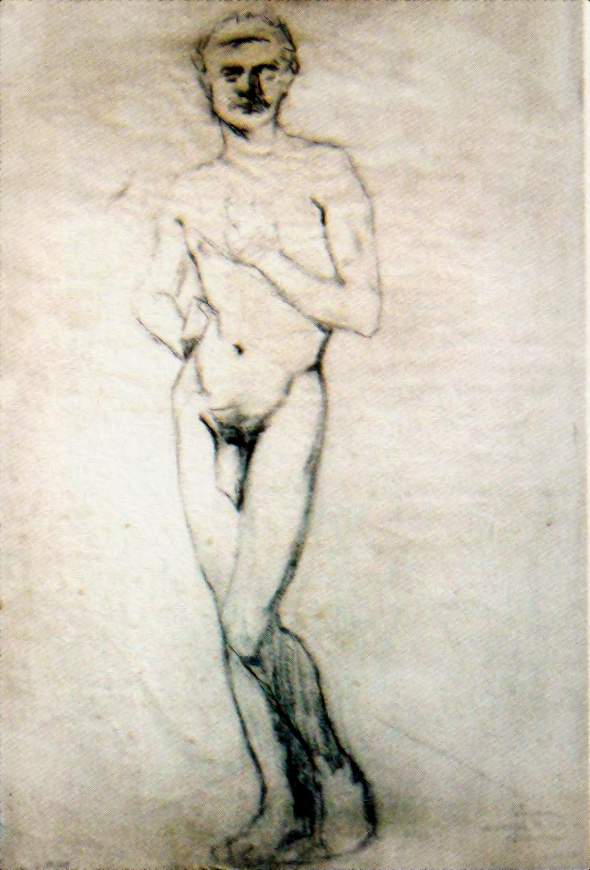
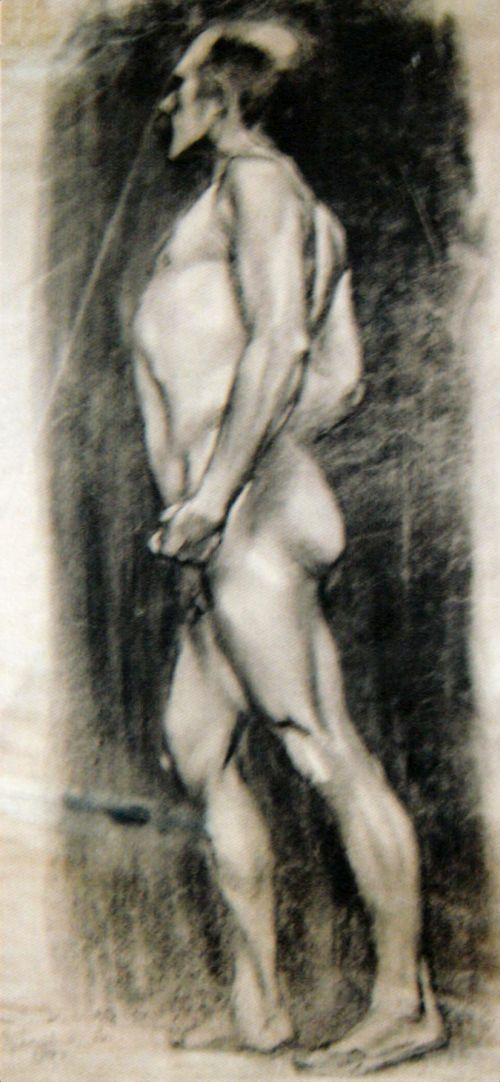

### Galerie graphique

#### Paysages

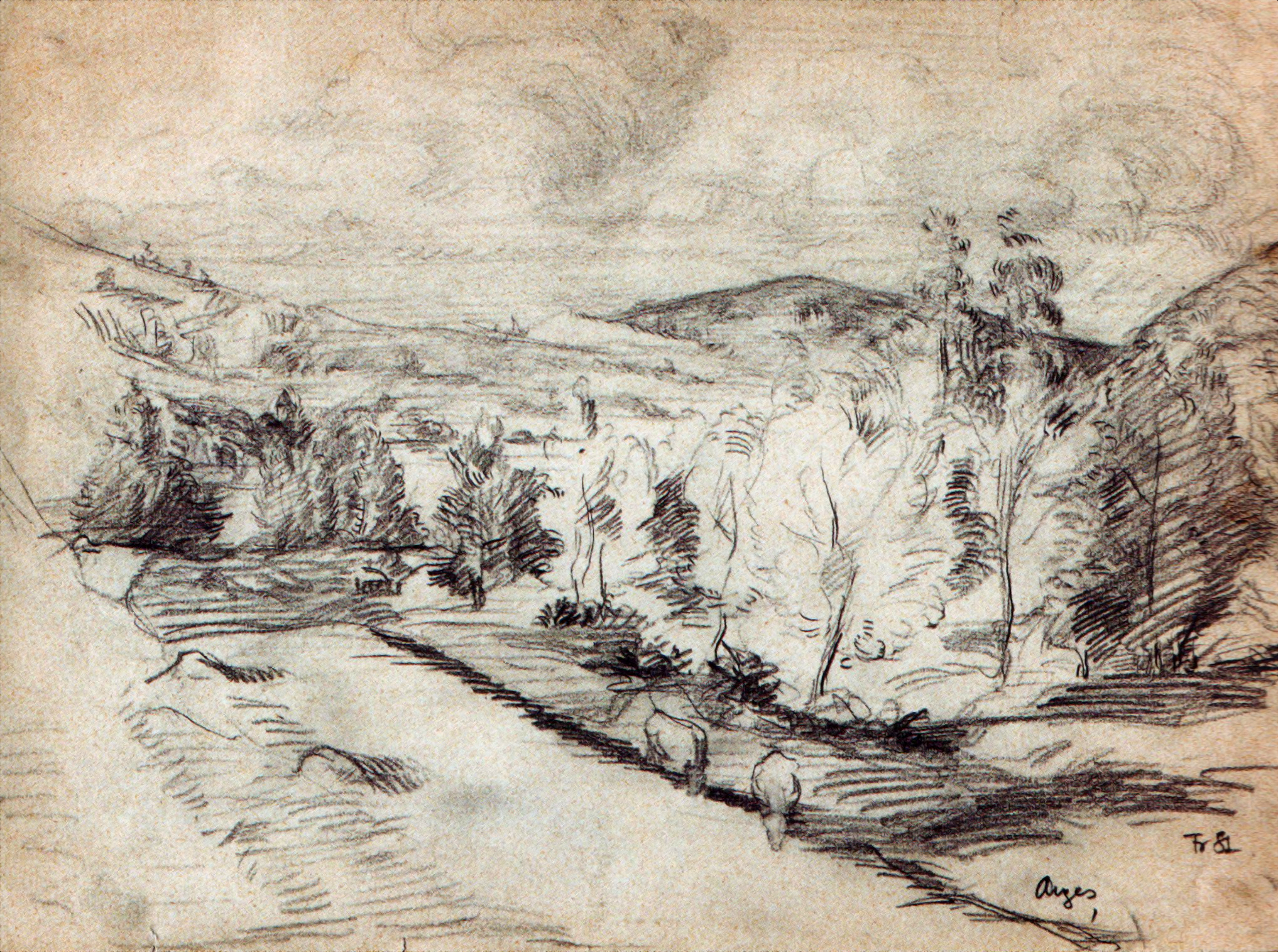
Paysage à Argeș (1)
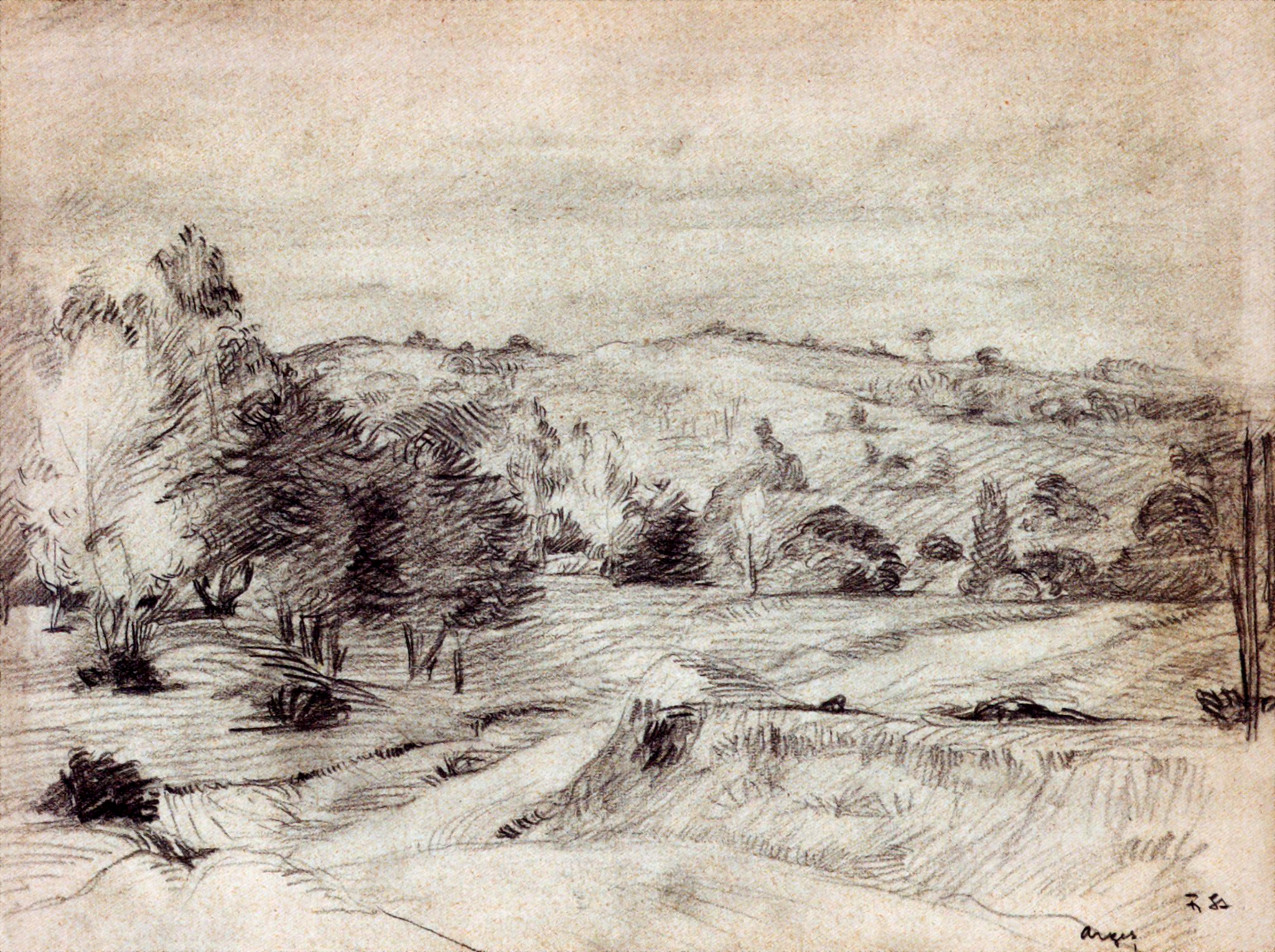
Paysage à Argeș (2)
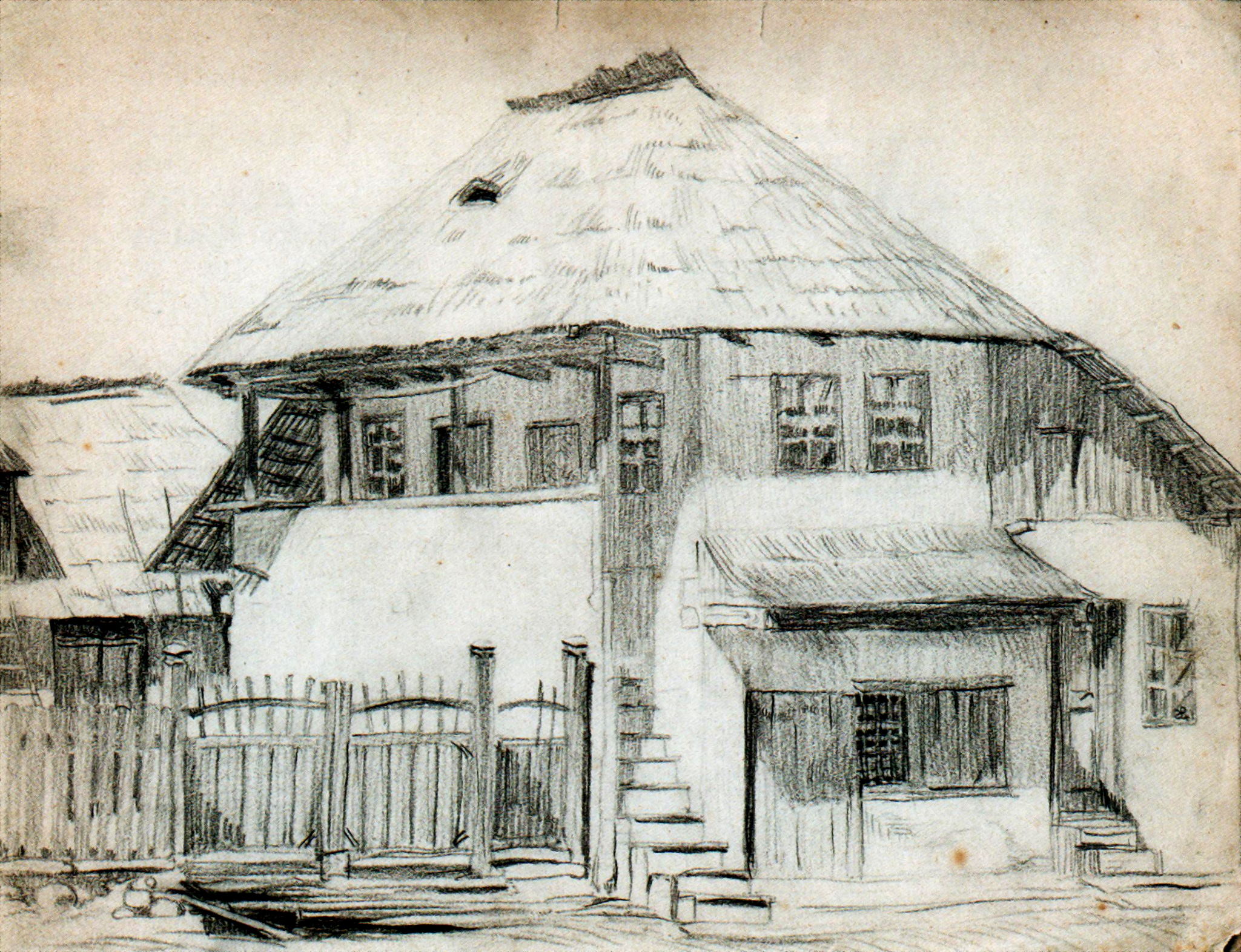
Maison de campagne
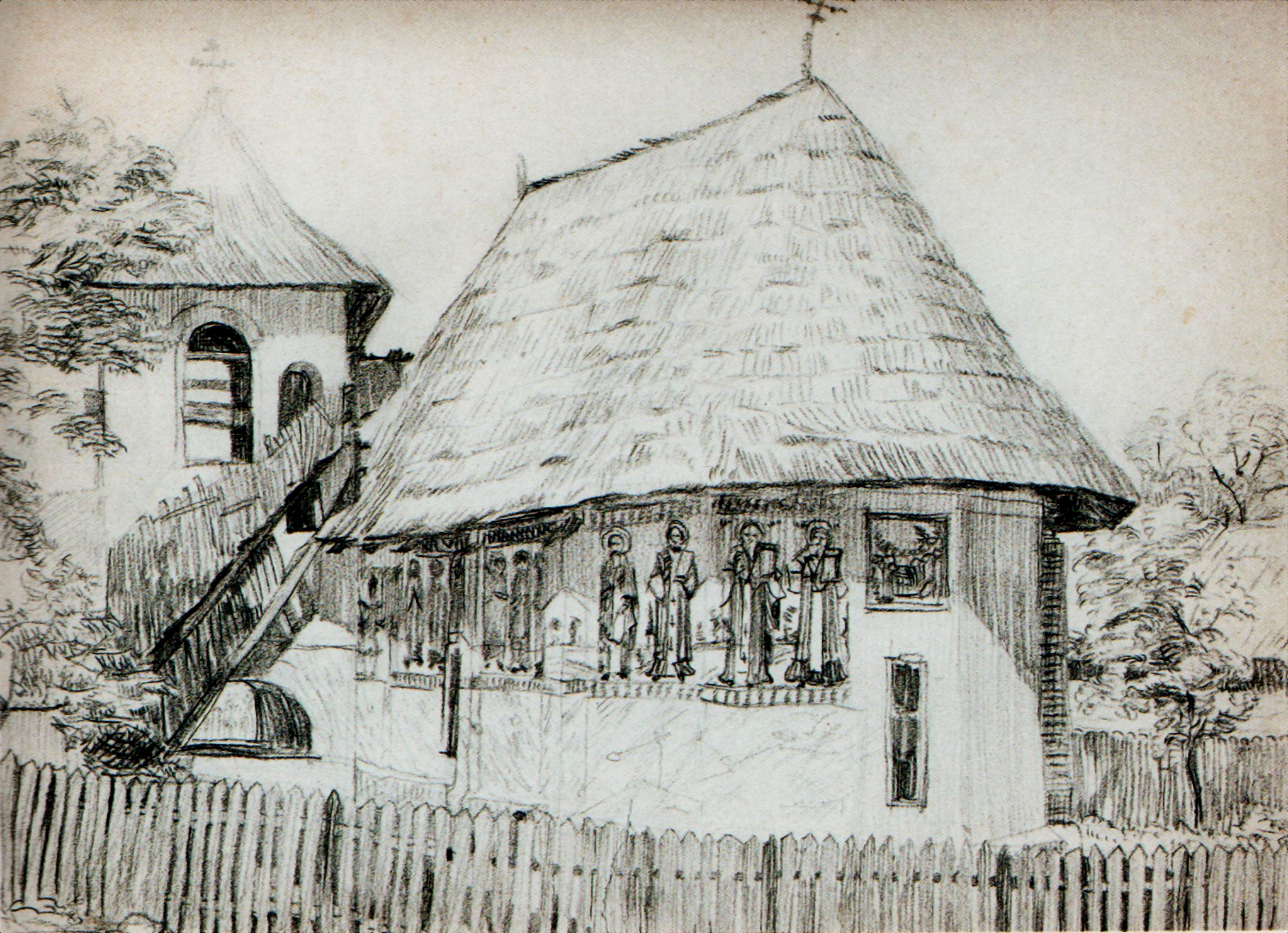
Église Olari de Curtea de Argeș
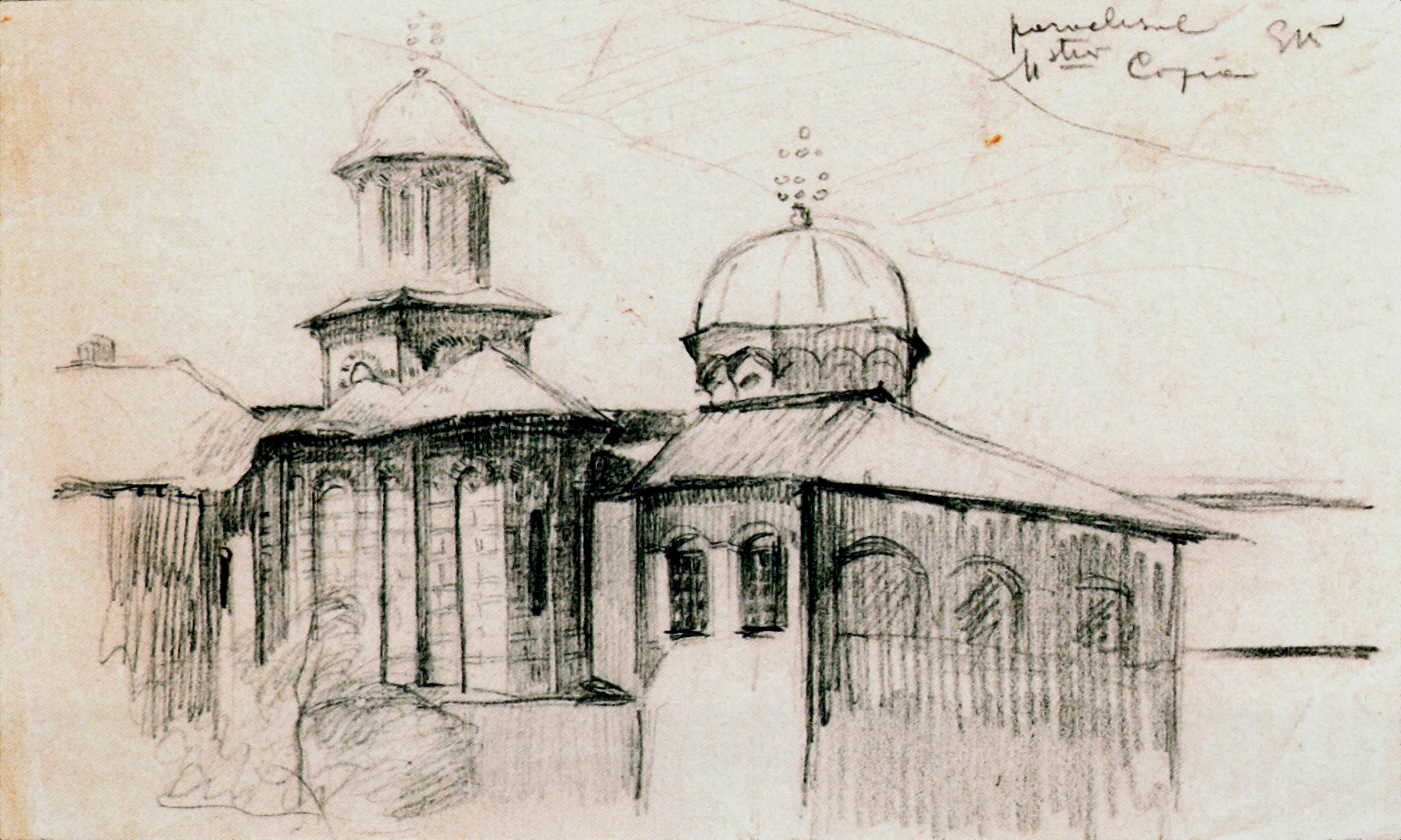
La chapelle du monastère de Cozia

#### Médailles

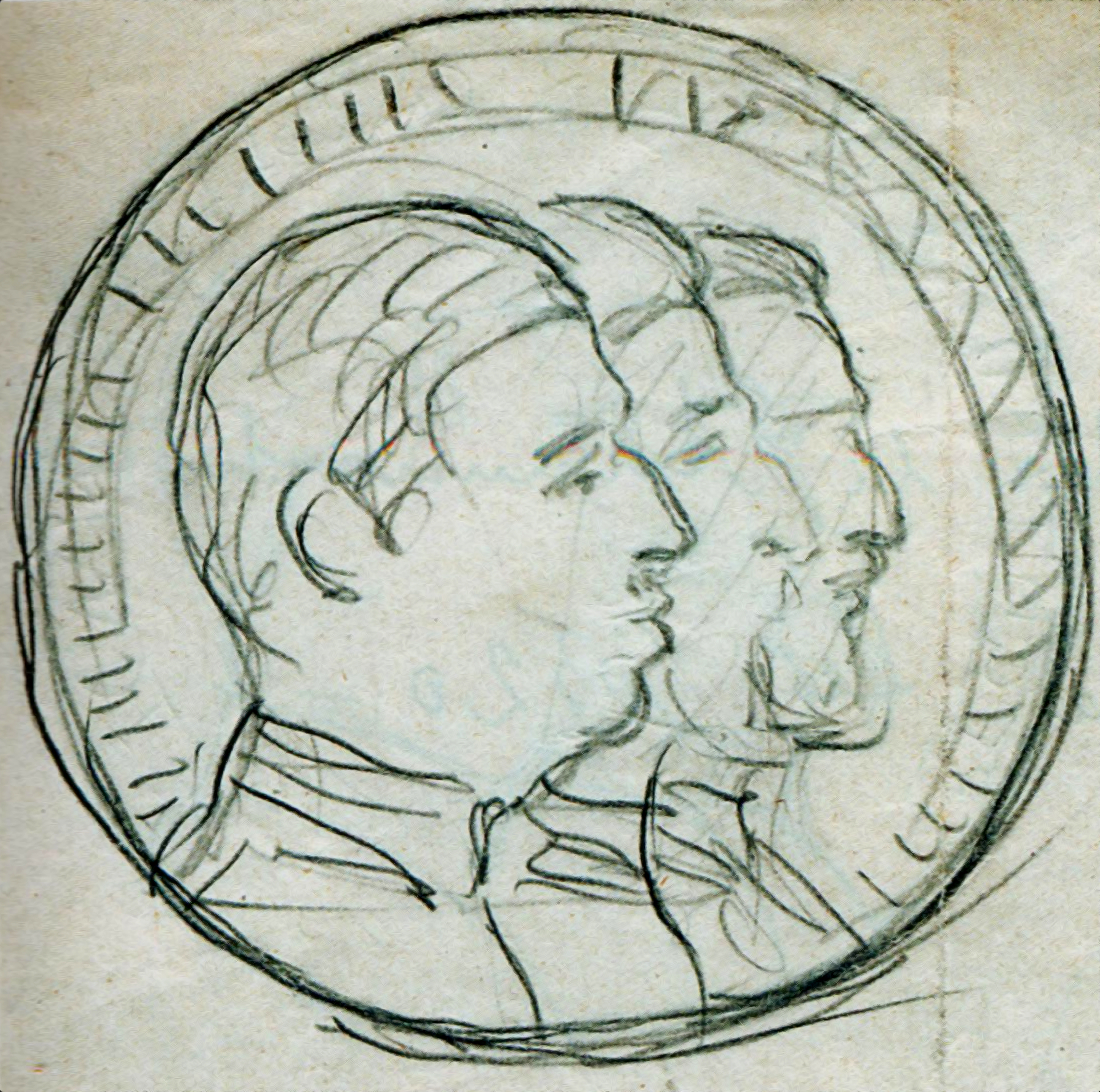
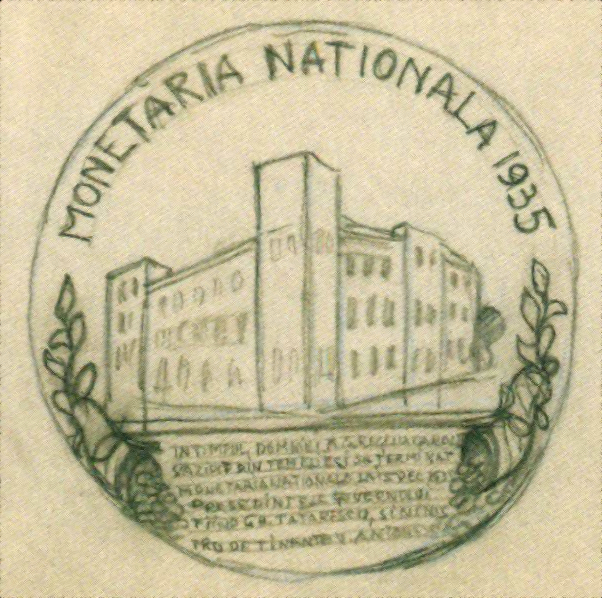
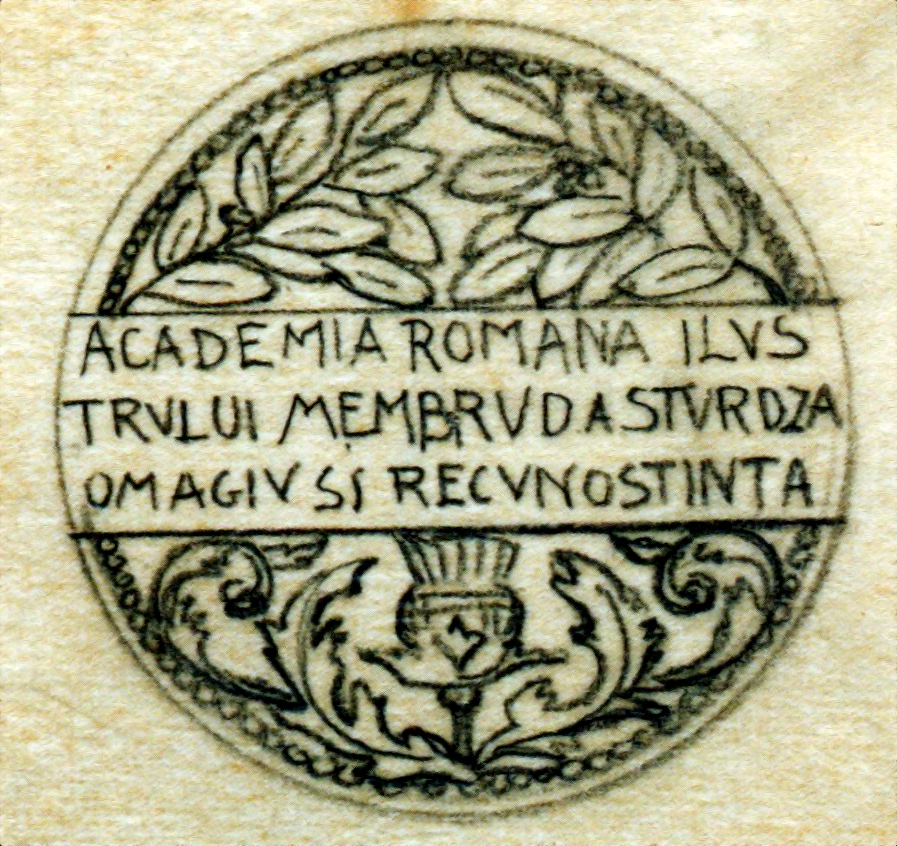
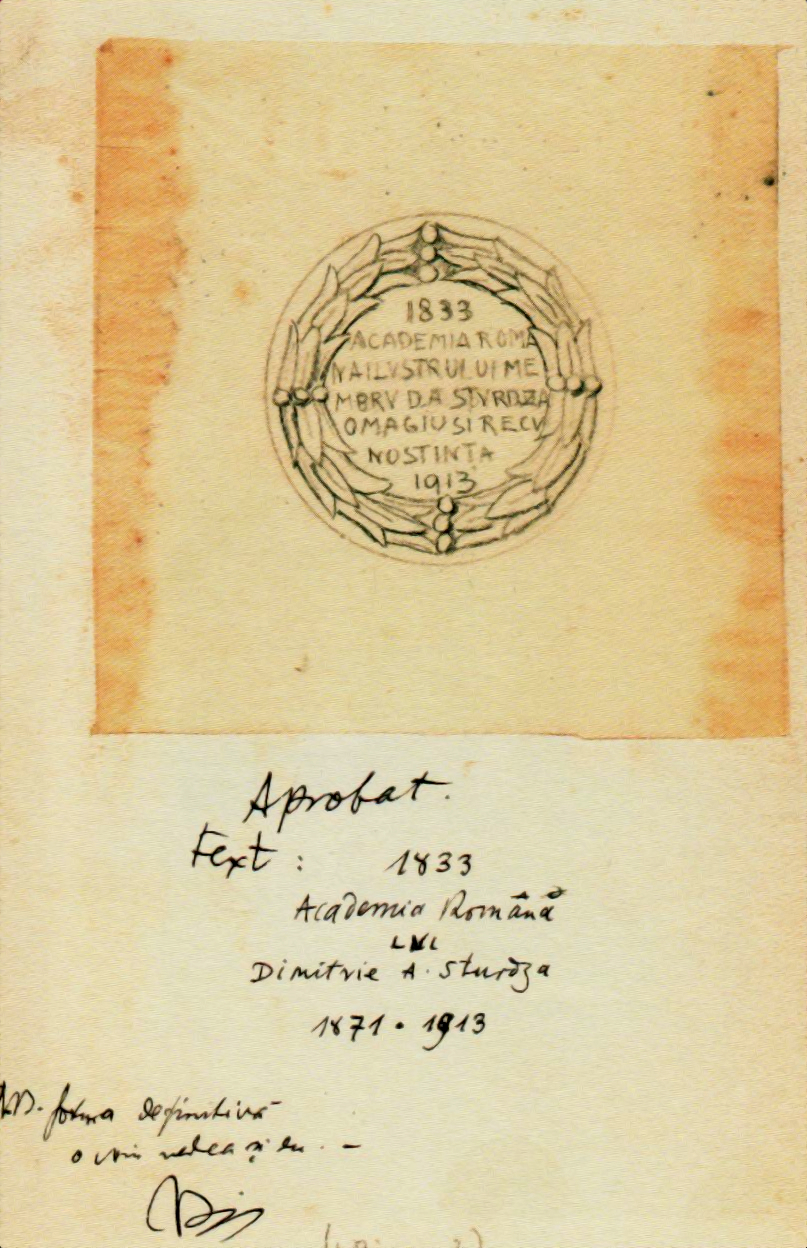
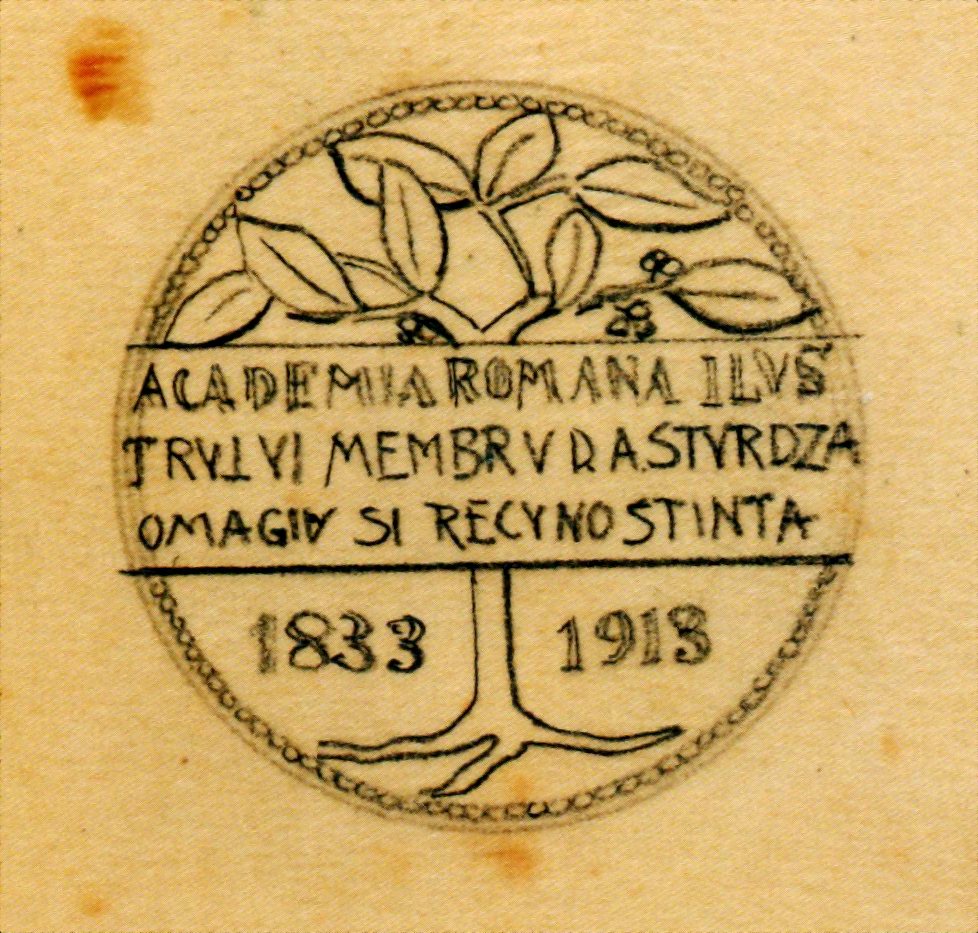
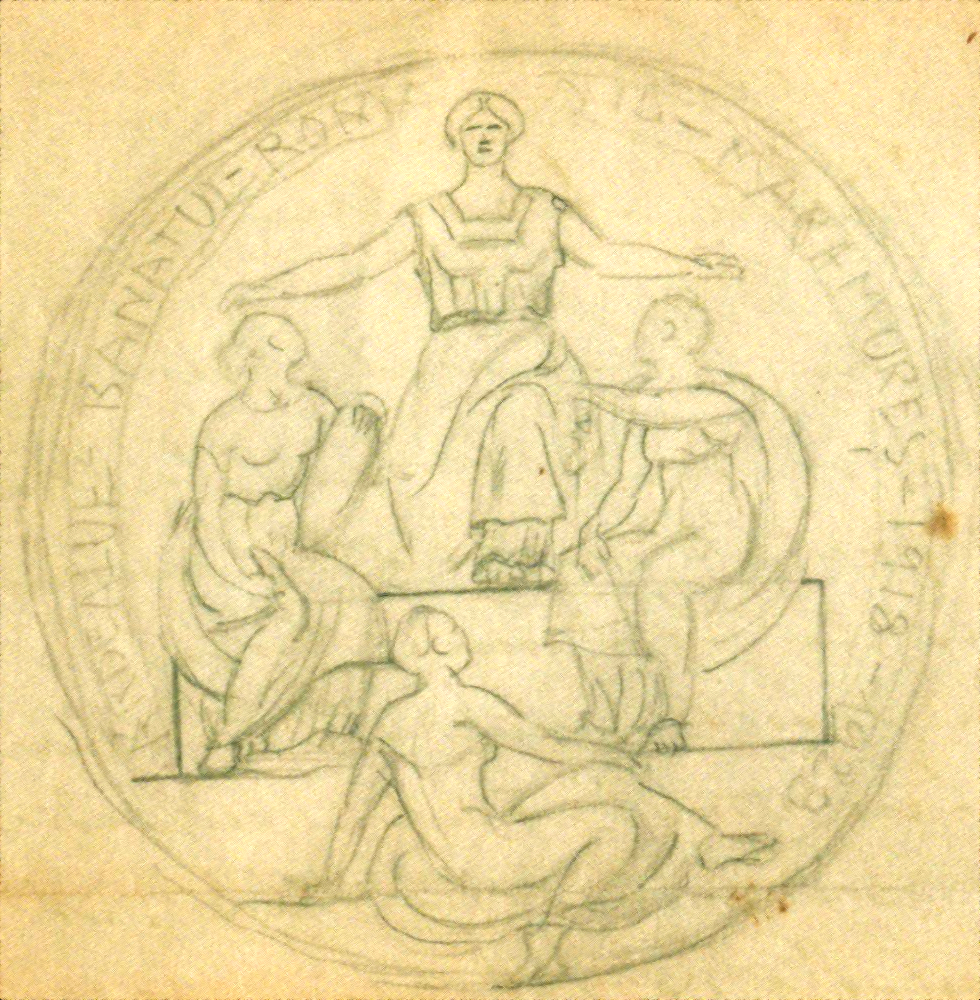
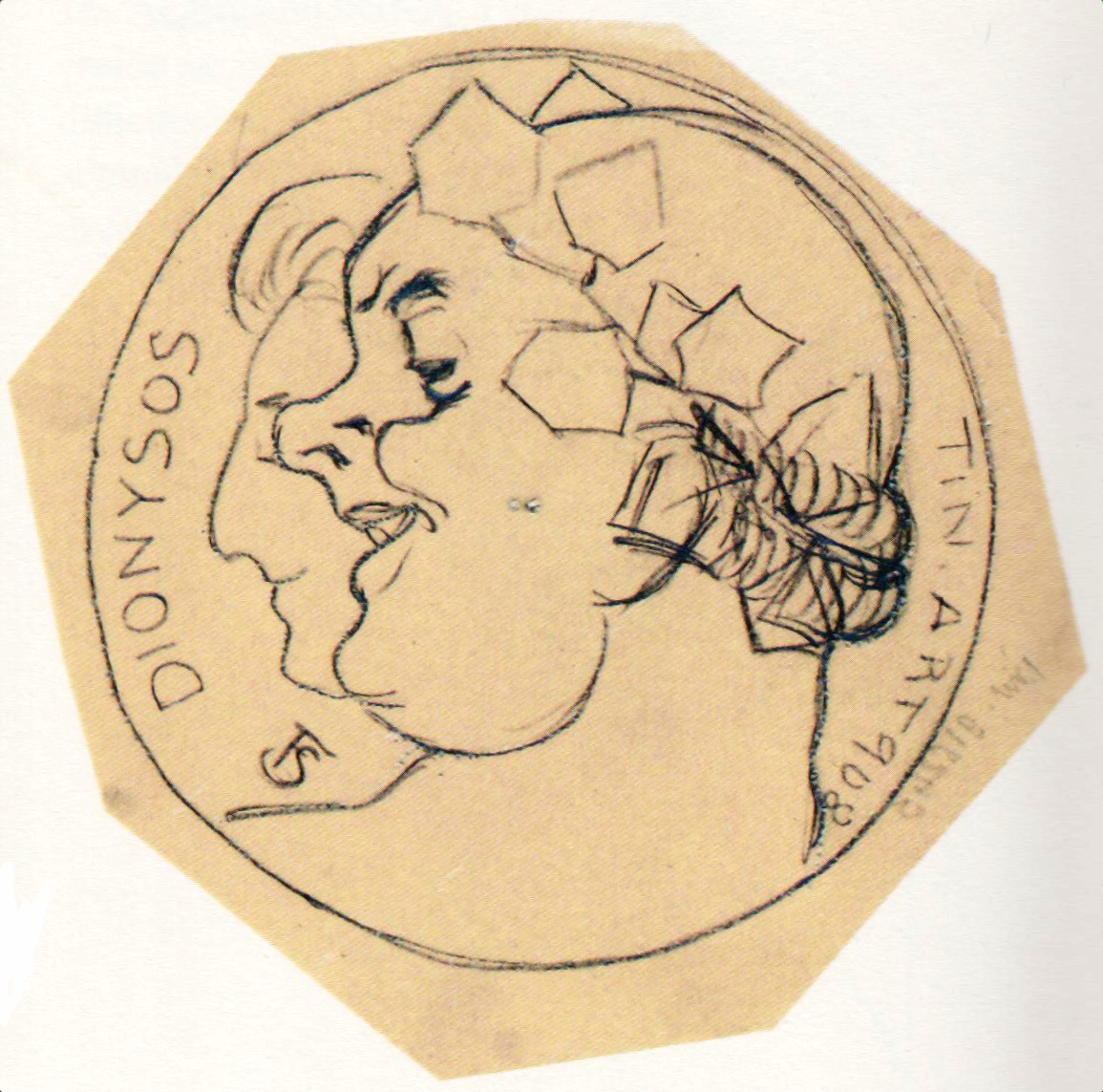
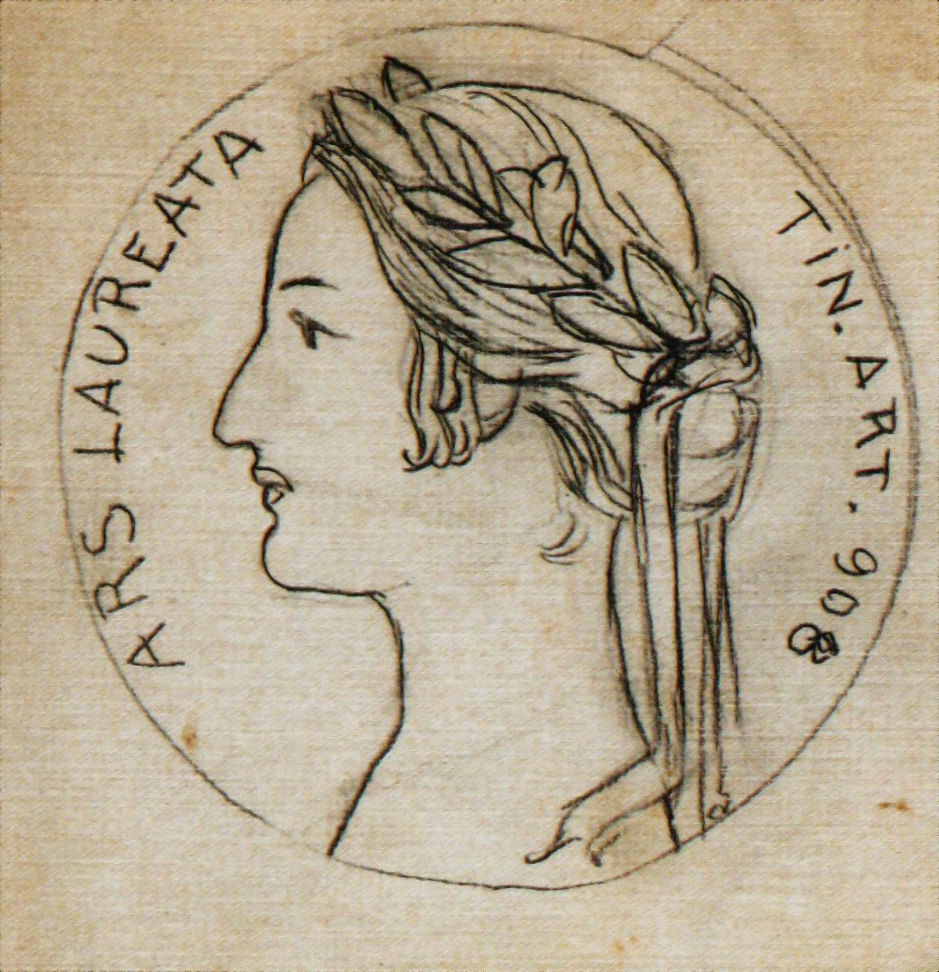

#### Plaques

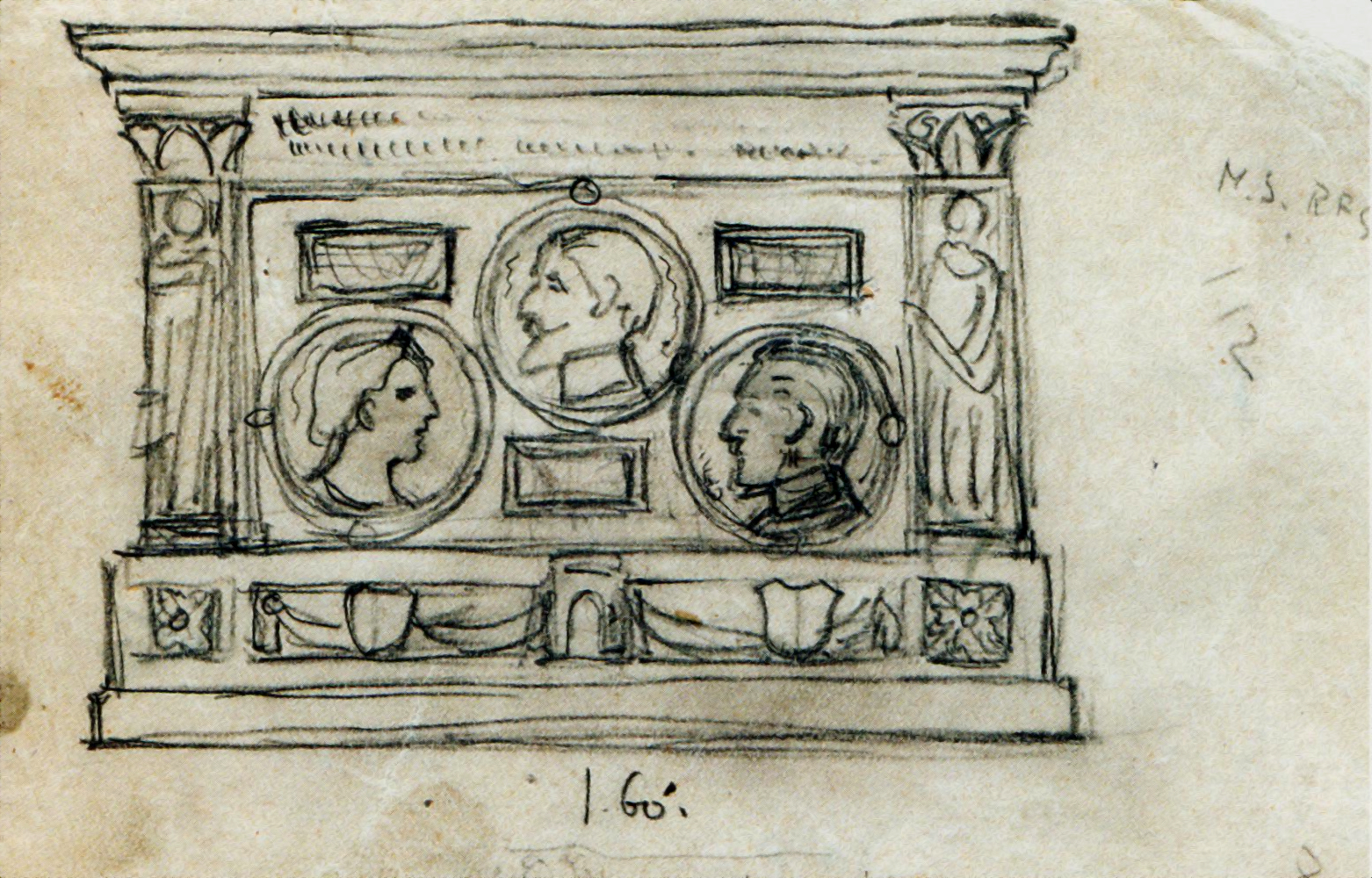
Croquis de la plaque King Carol I
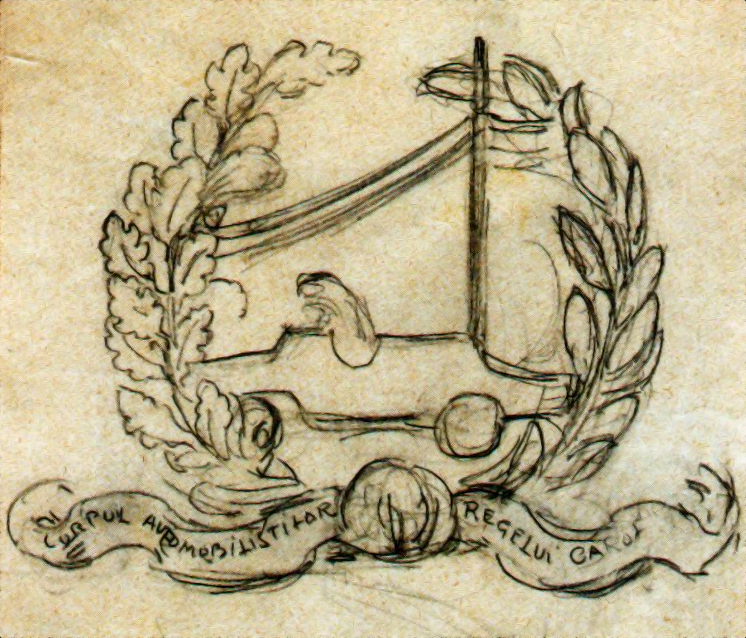
Carrosserie plaquettaire Croquis des automobilistes
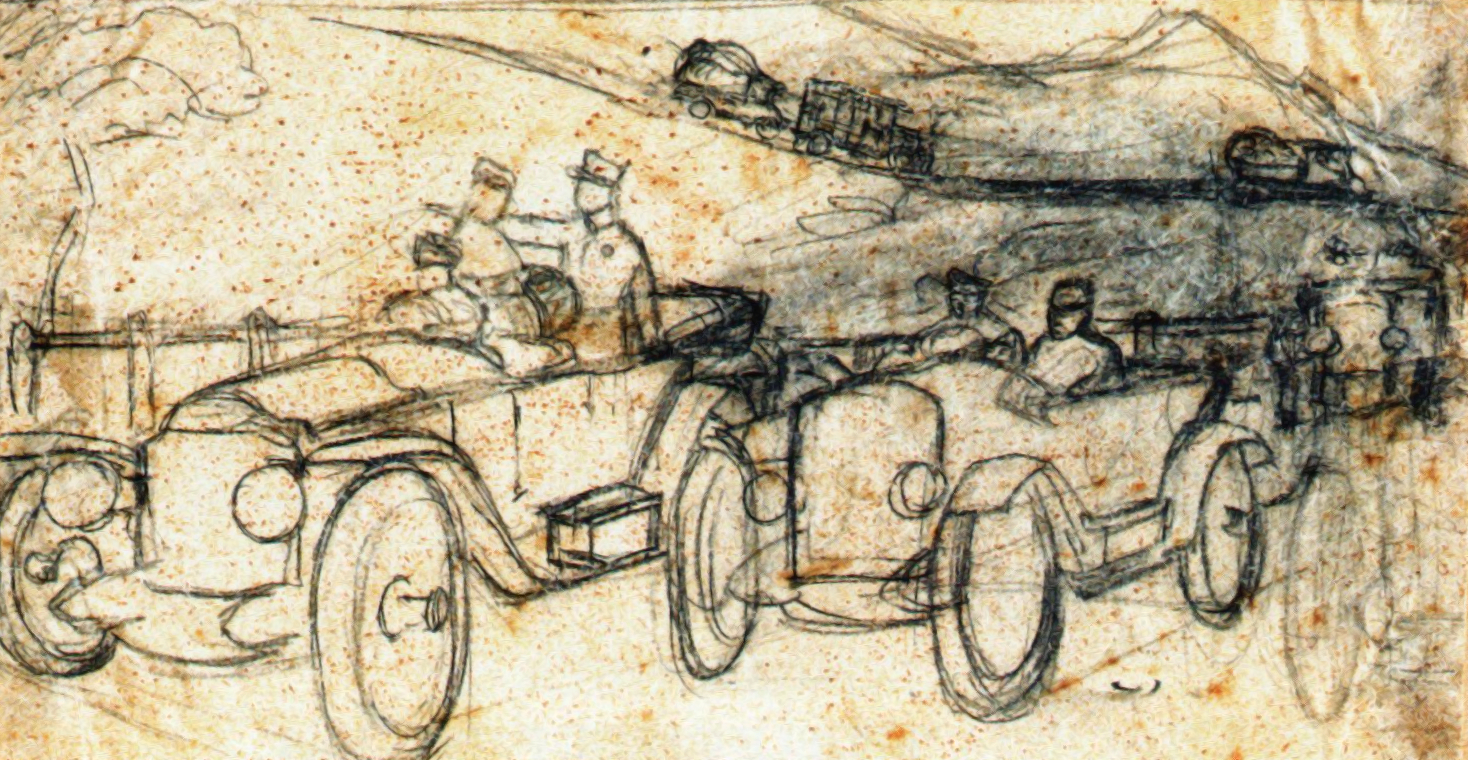
Plaque signalétique automobile (1)
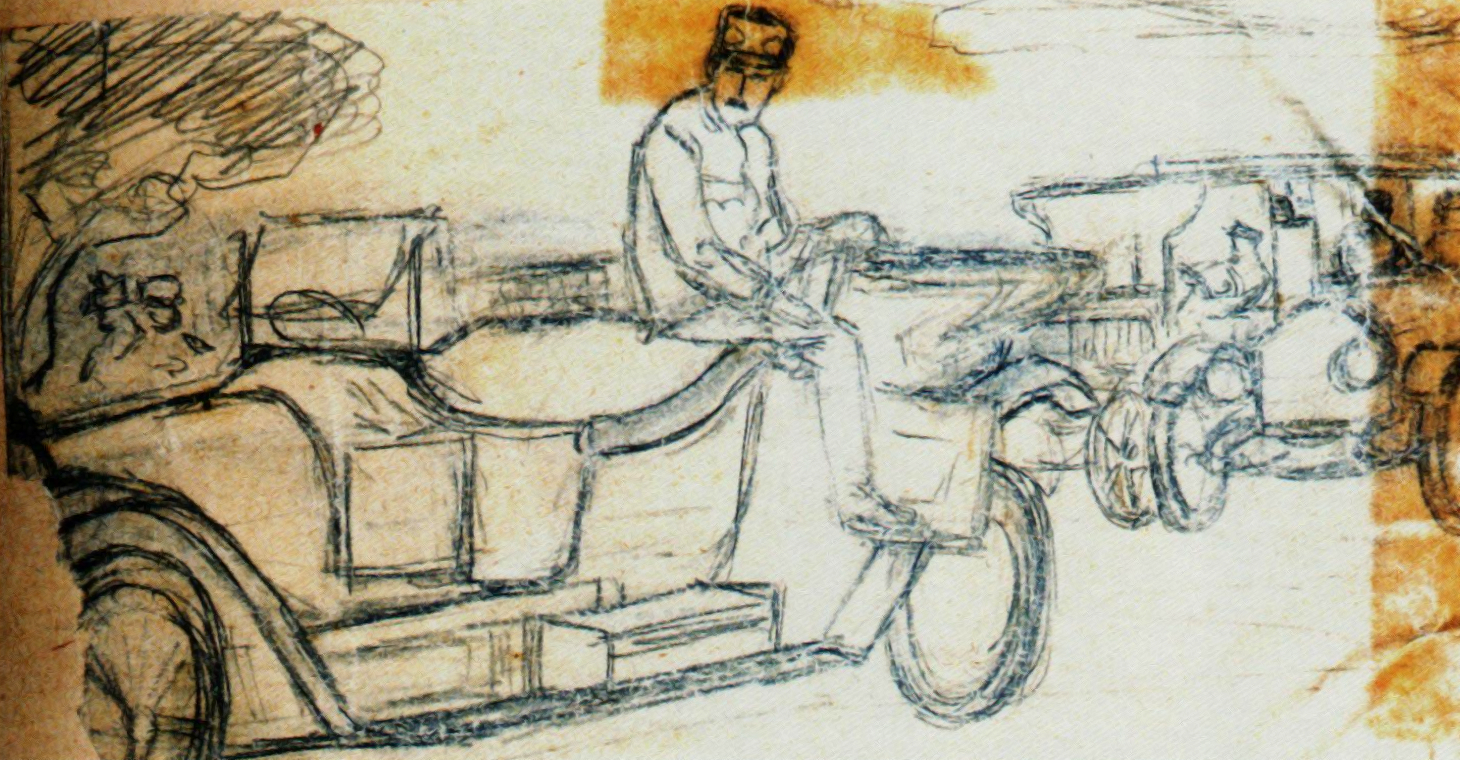
Croquis pour automobiles (2)
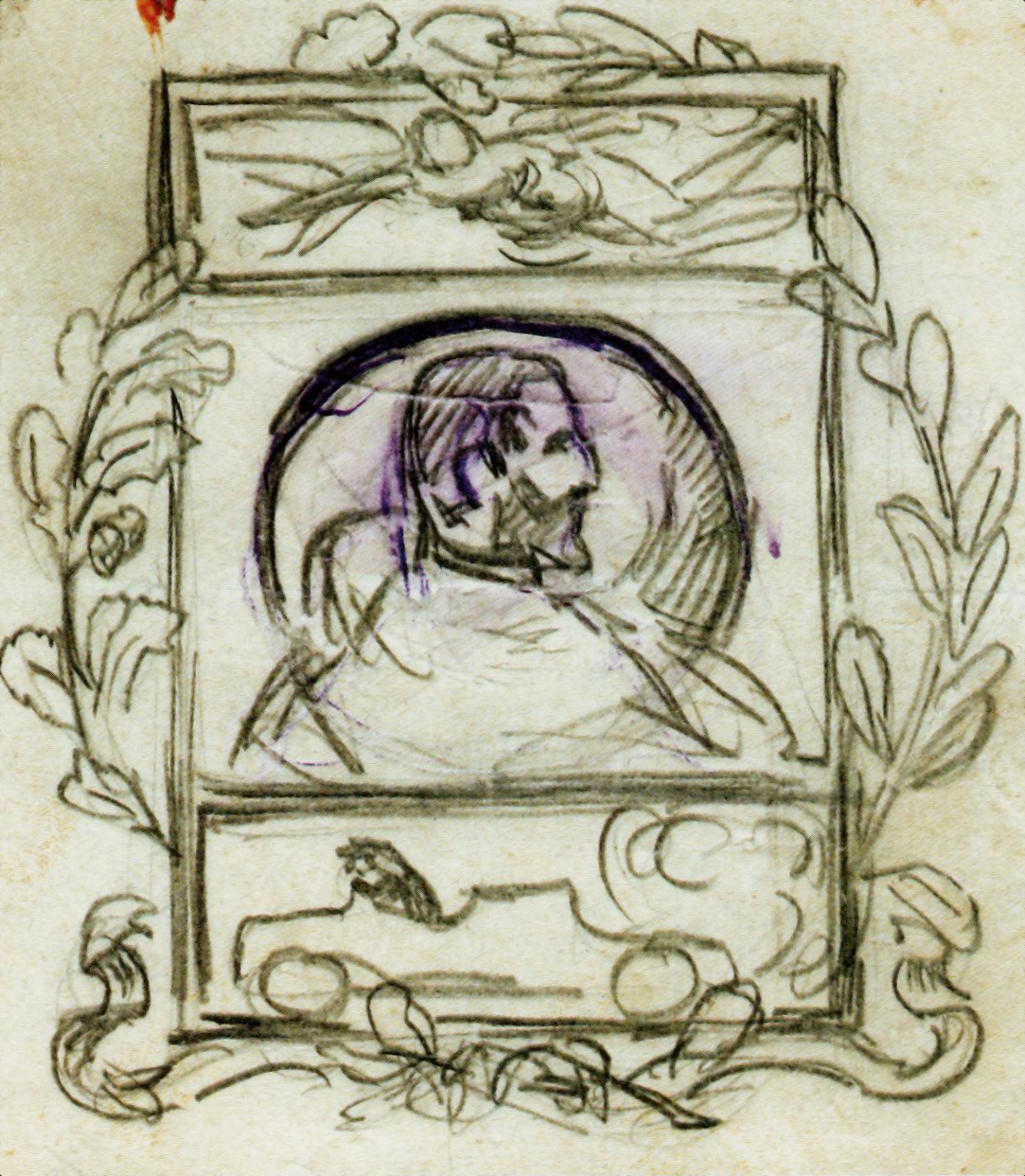
Croquis de plaquettes

#### Allégorie

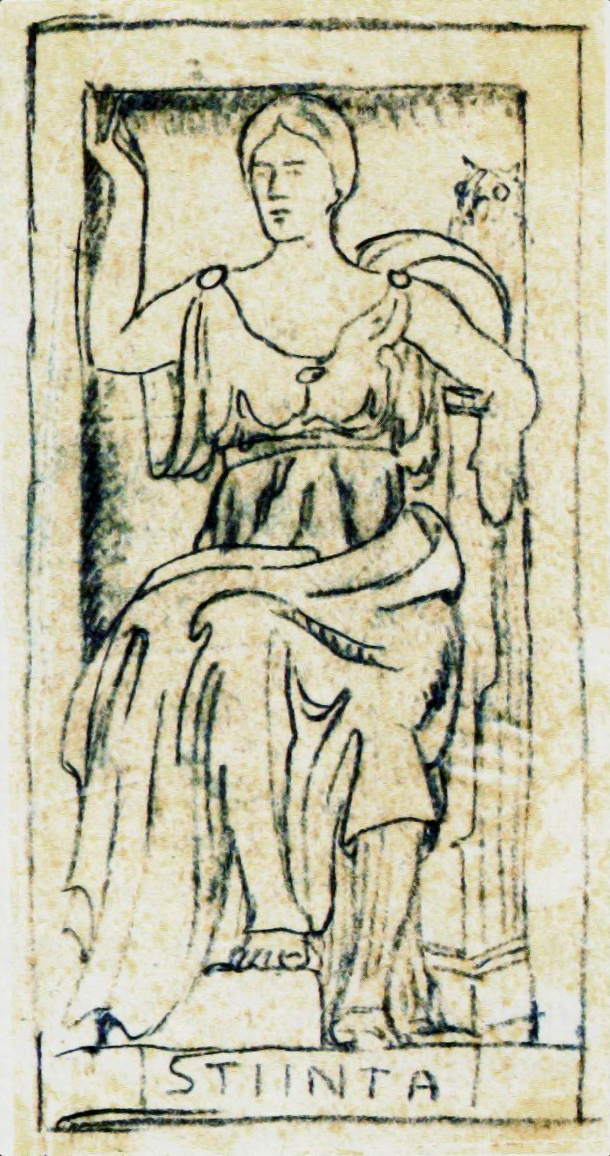
Sciences (1)
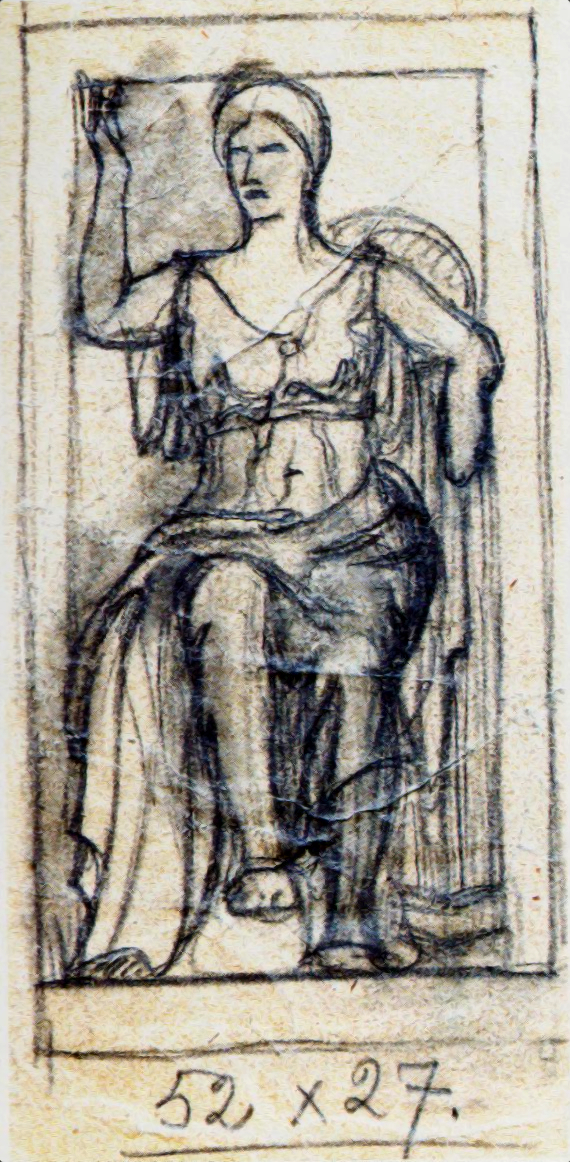
(2)
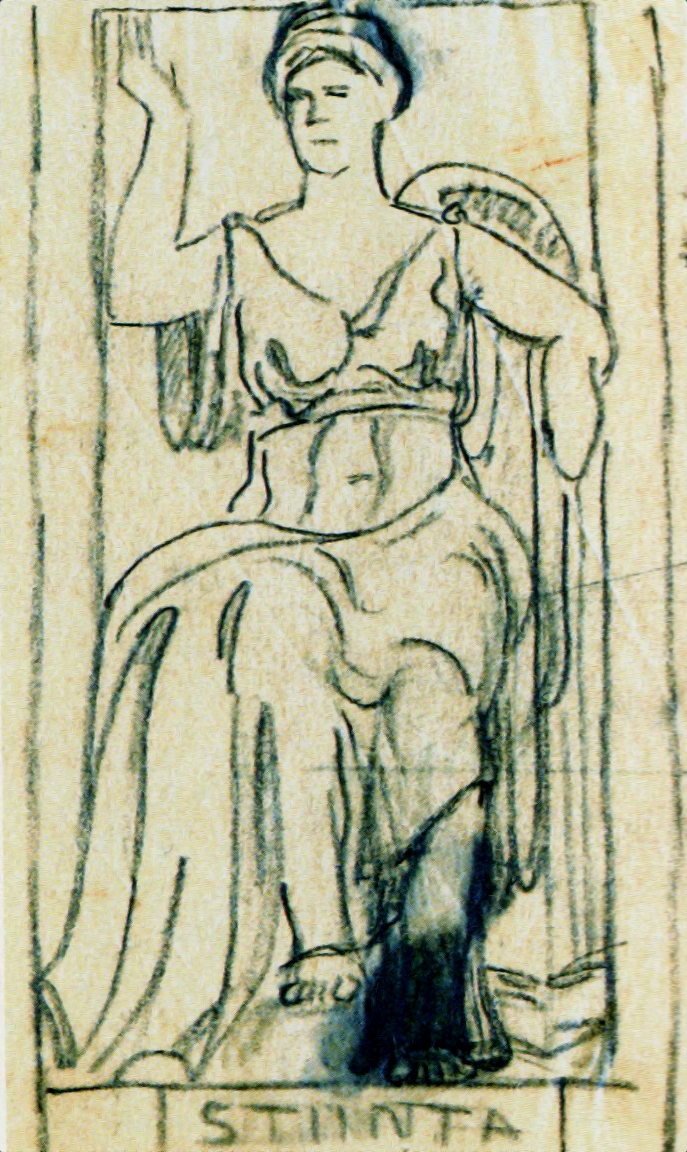
(3)
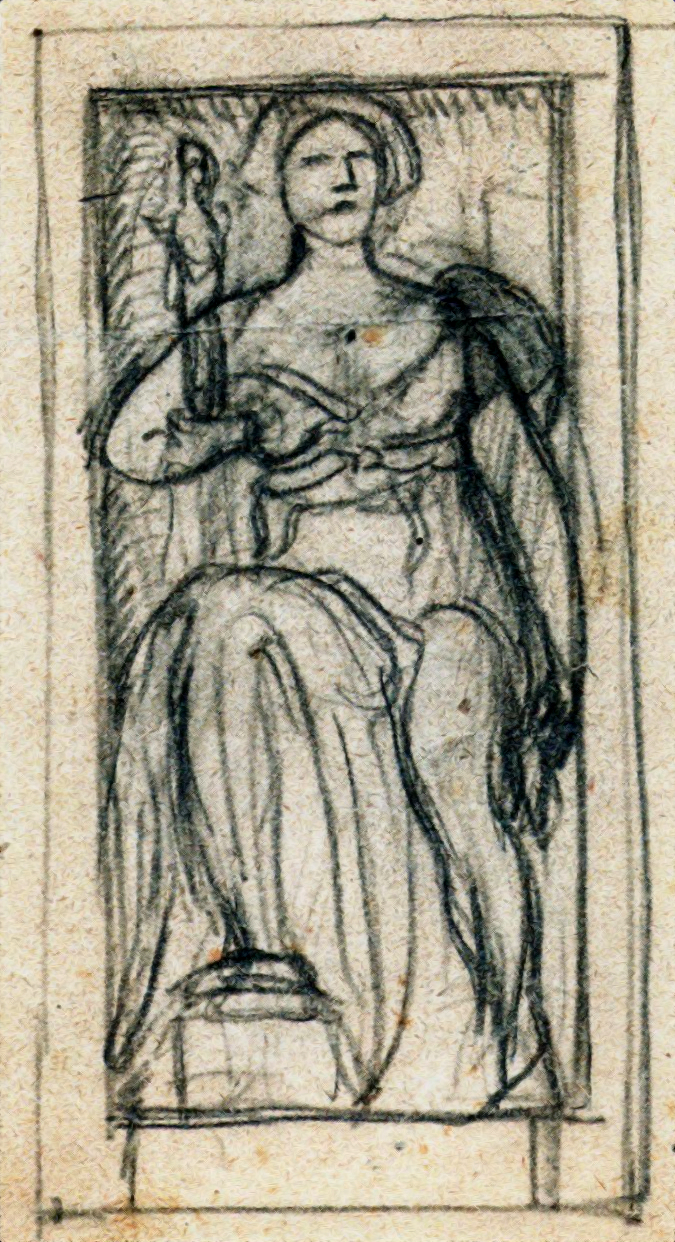
(4)
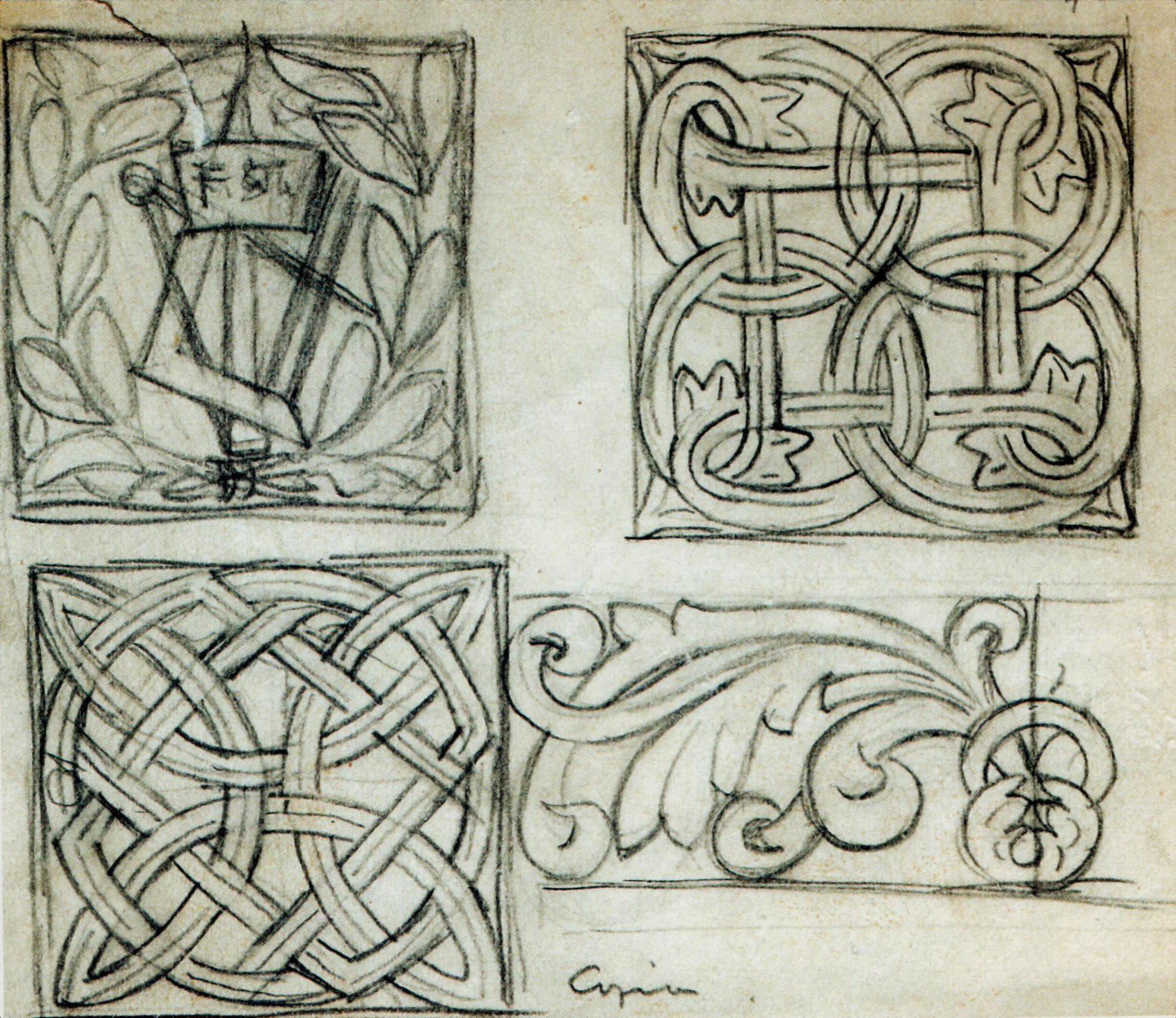
Décorations en pierre
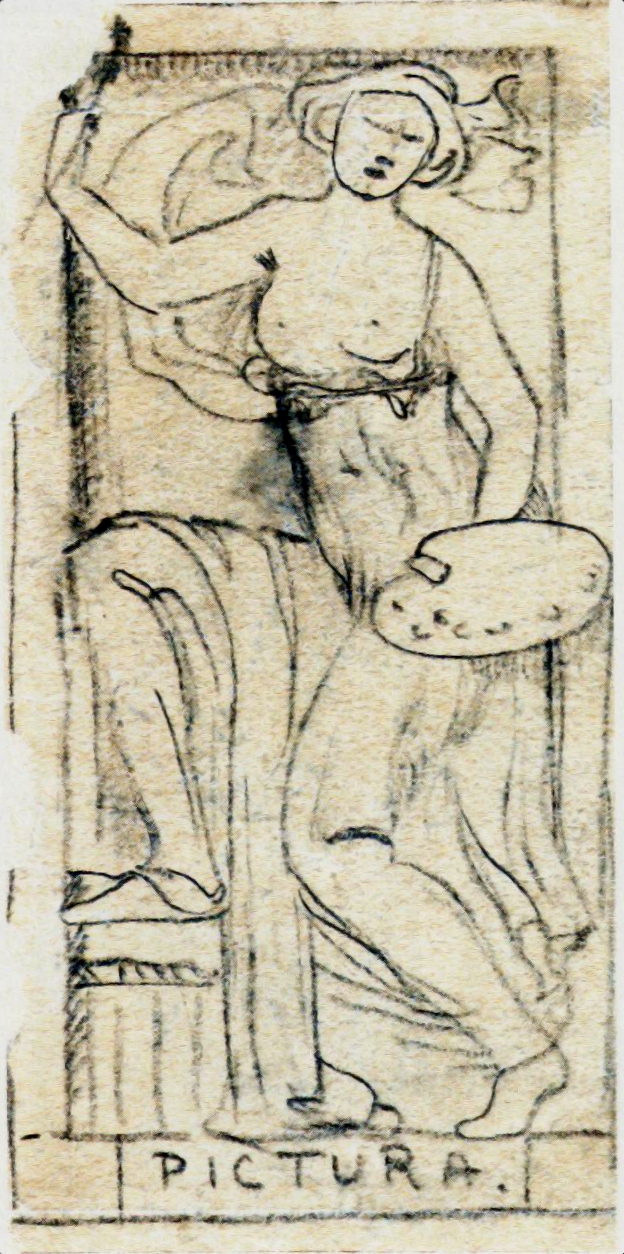
Peinture (1)
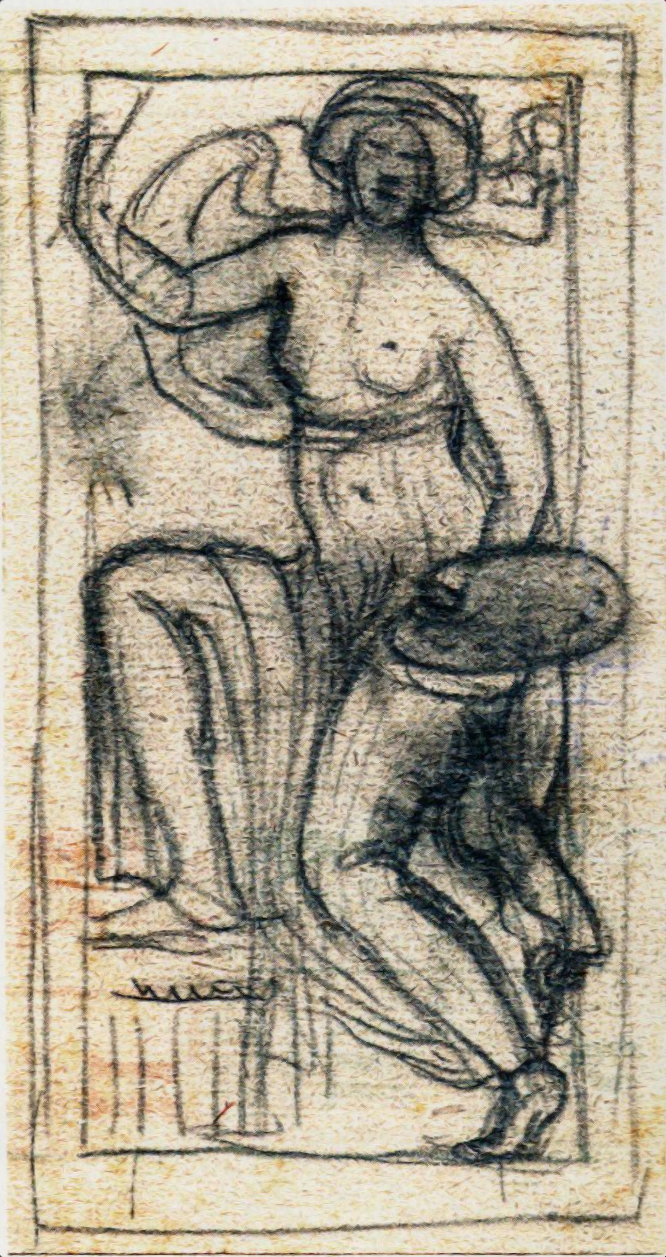
(2)

#### Compositions

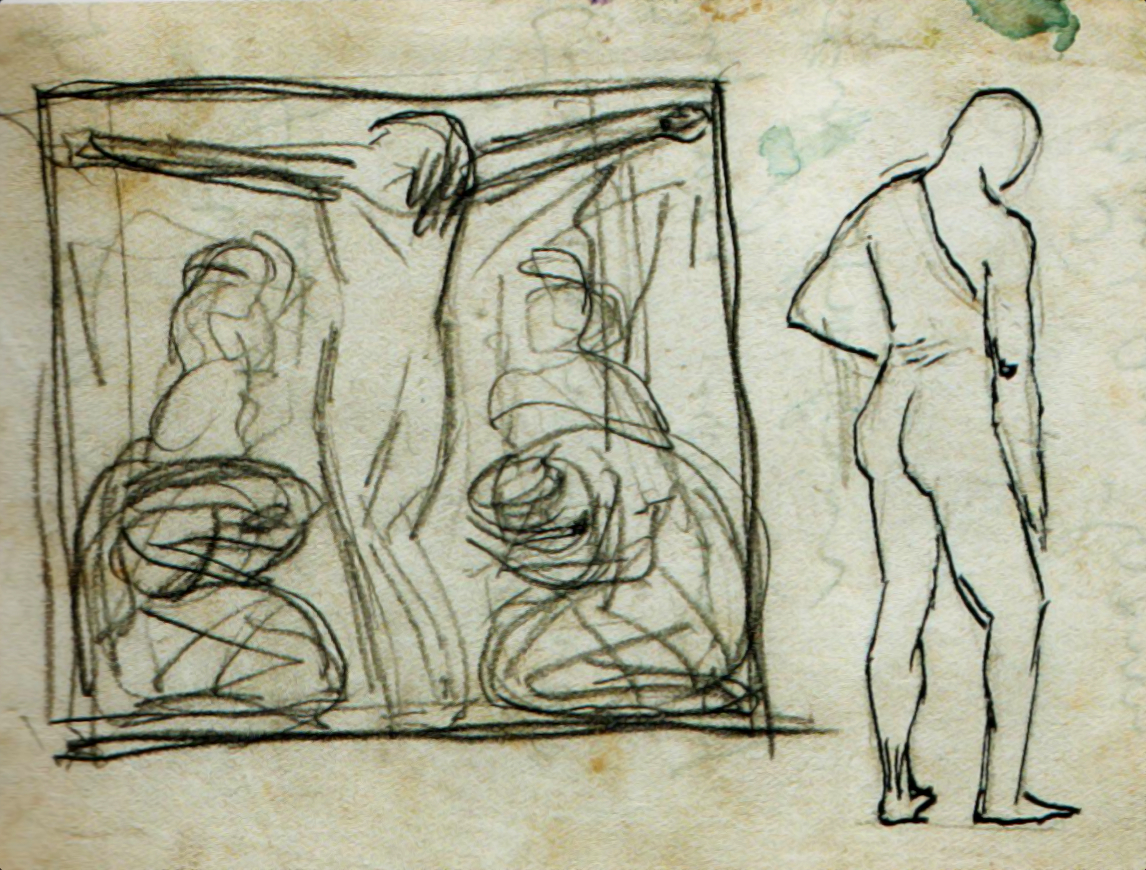
Crucifixion (1)
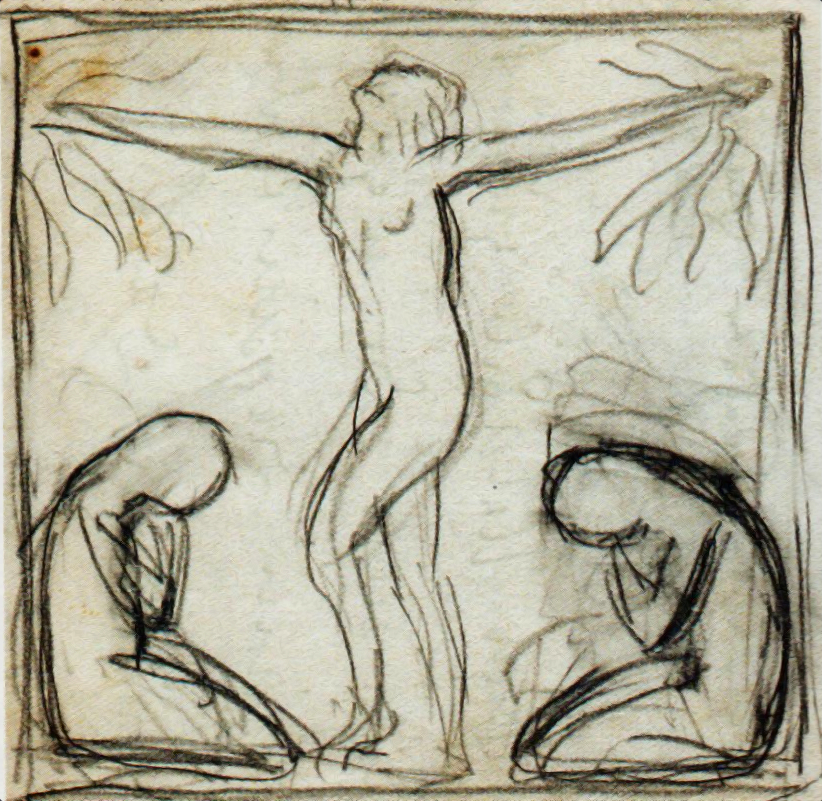
Crucifixion (2)
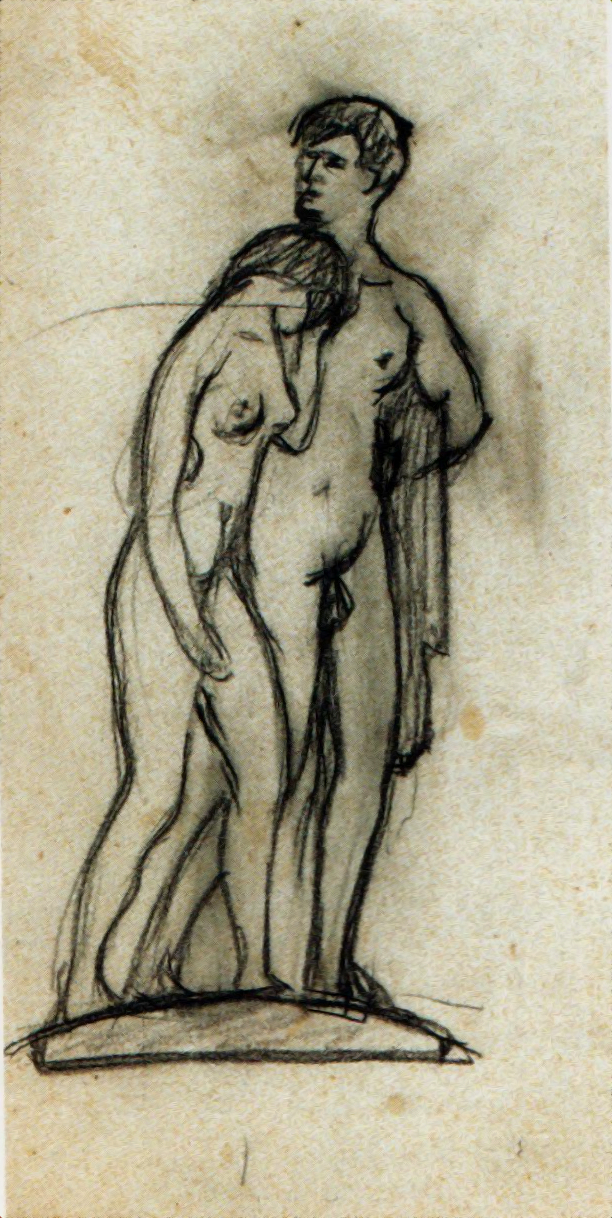
Expulsion (1)
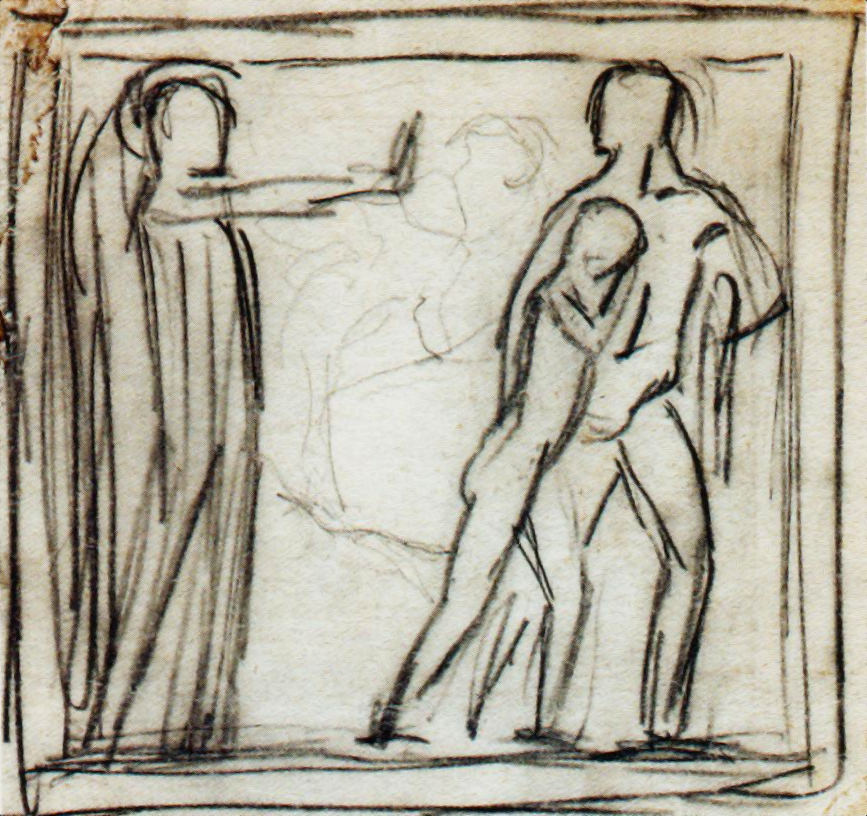
Expulsion (2)
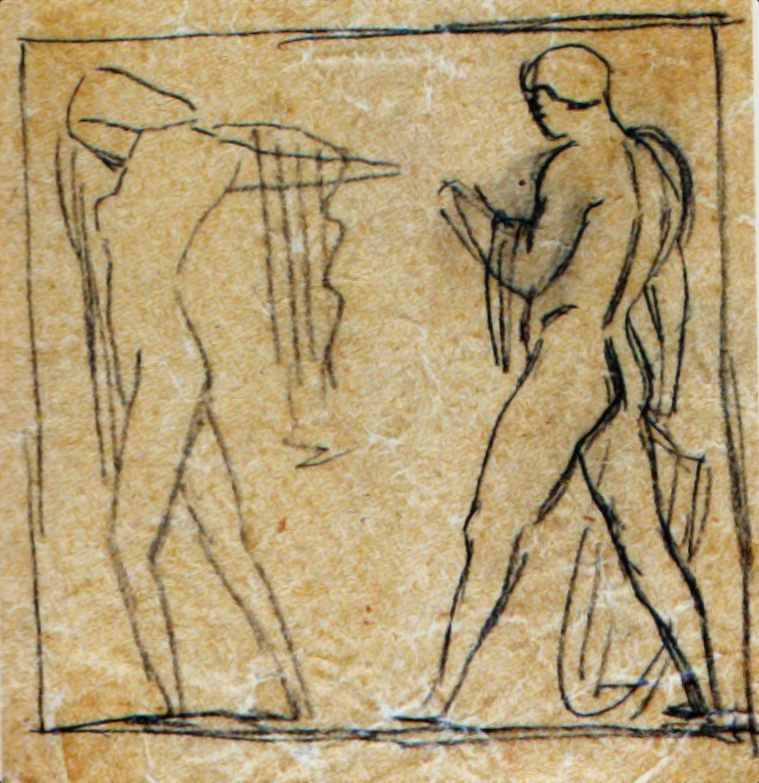
séparation
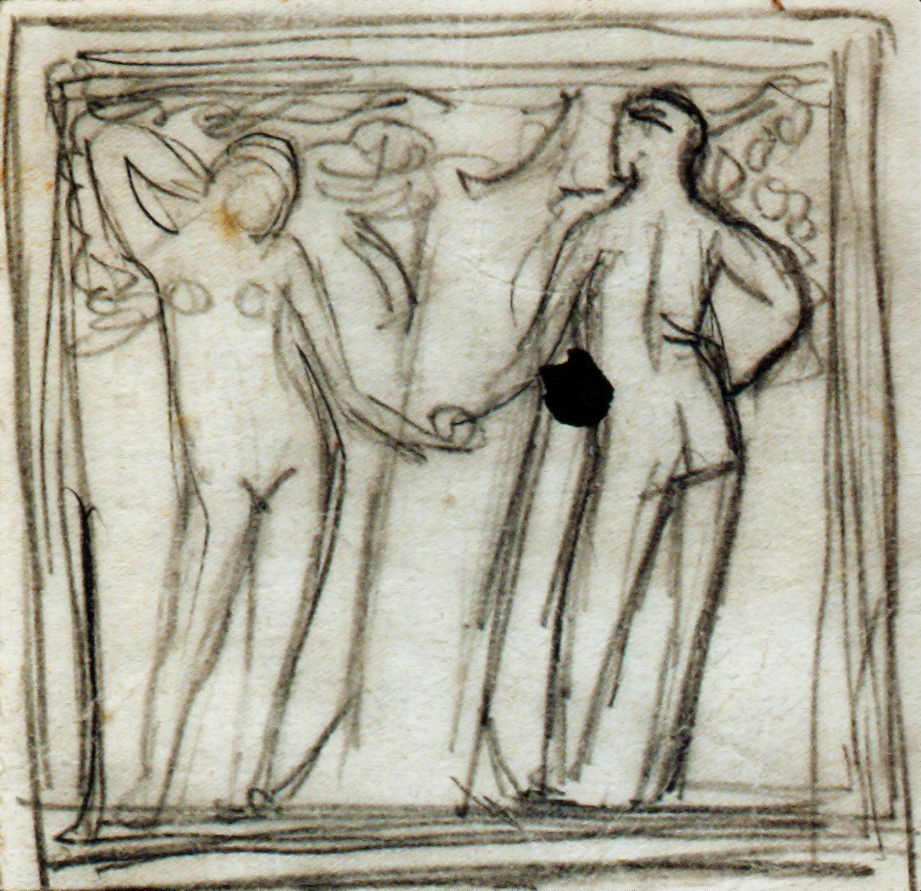
Adam et Eve
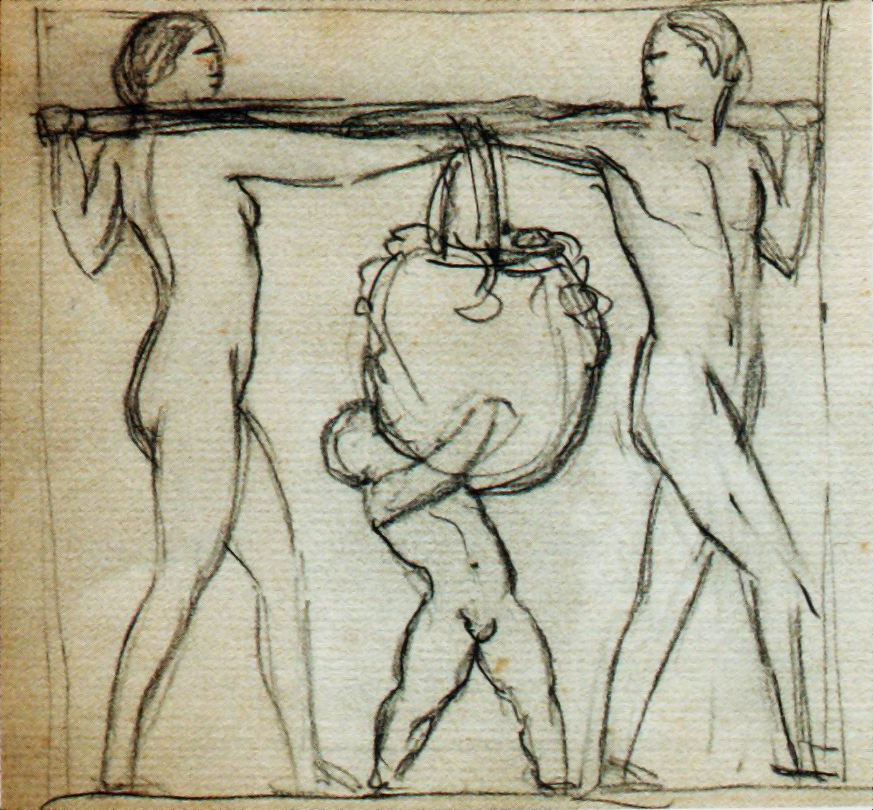
Composition de croquis
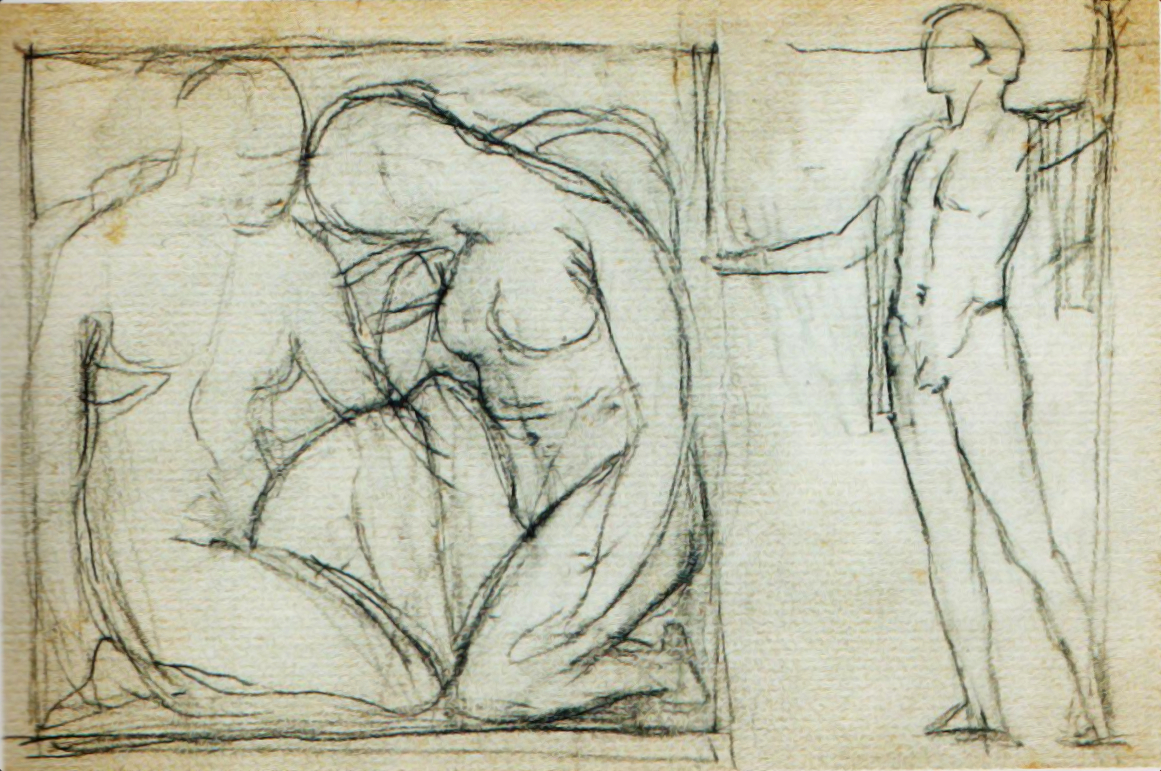
Composition de croquis

#### Monuments funéraires

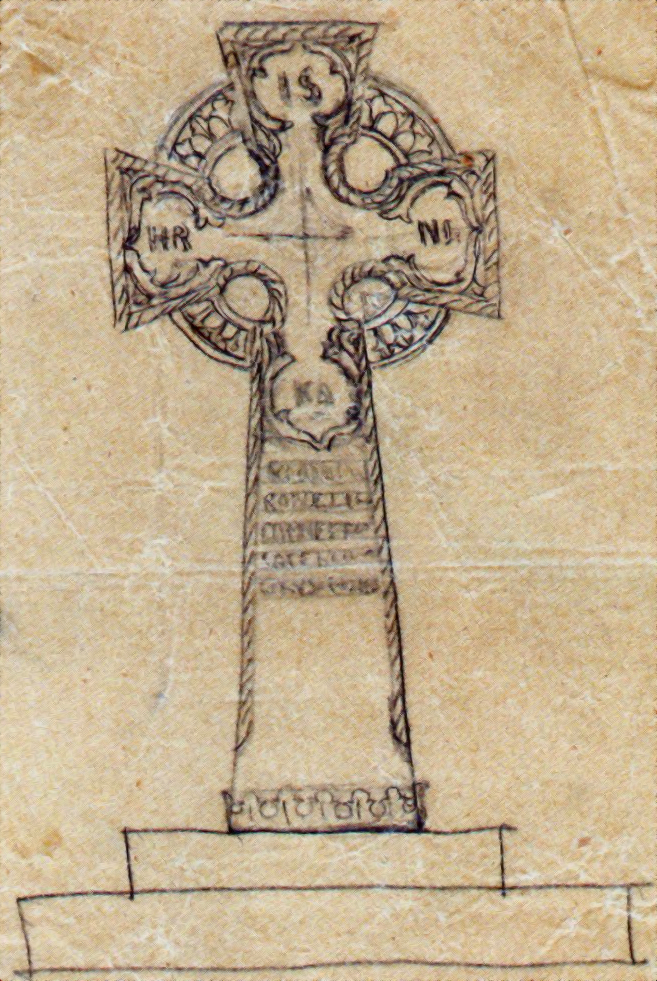
Cruce (1)
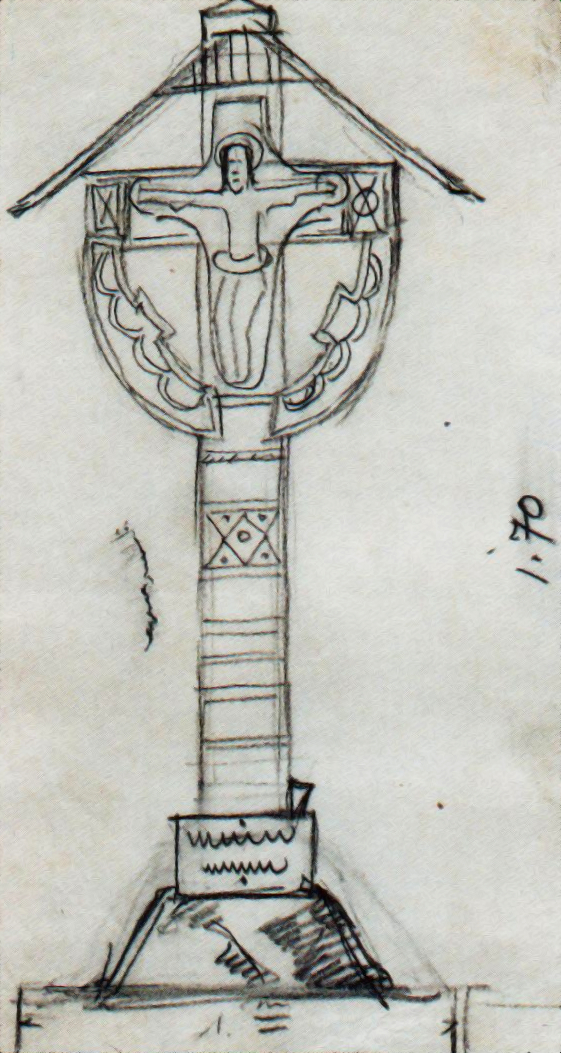
Cruce (2)
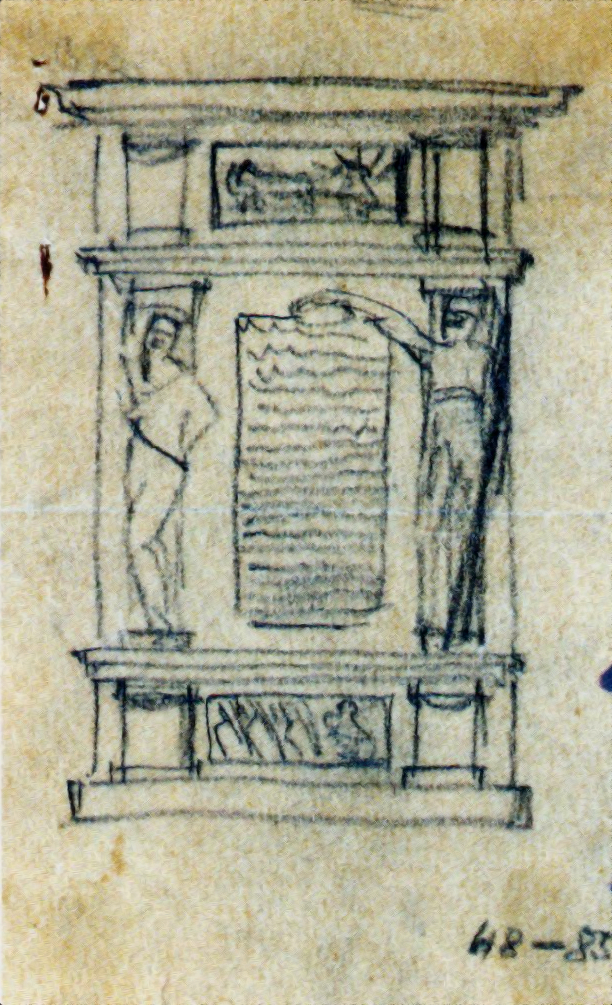
Schiță monument funerar (1)
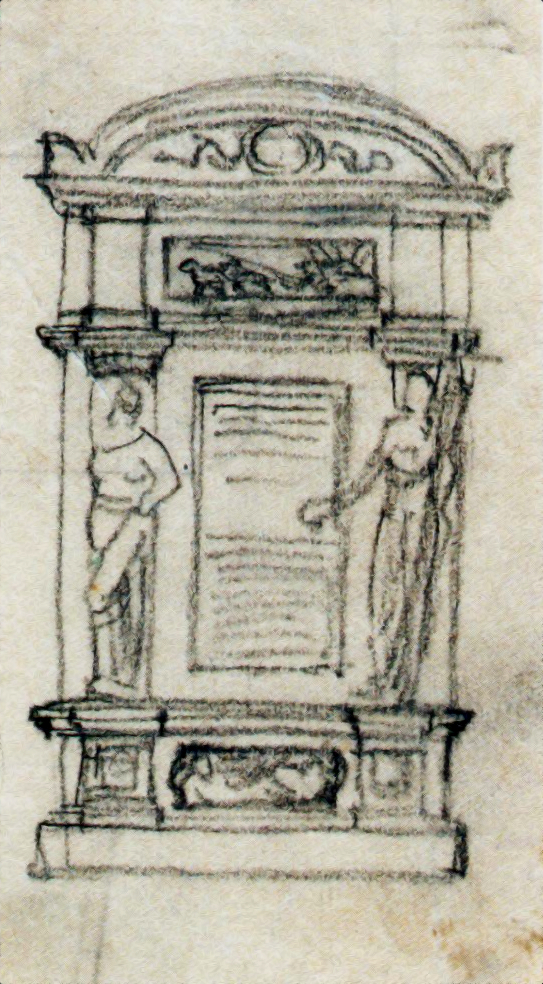
Schiță monument funerar (2)
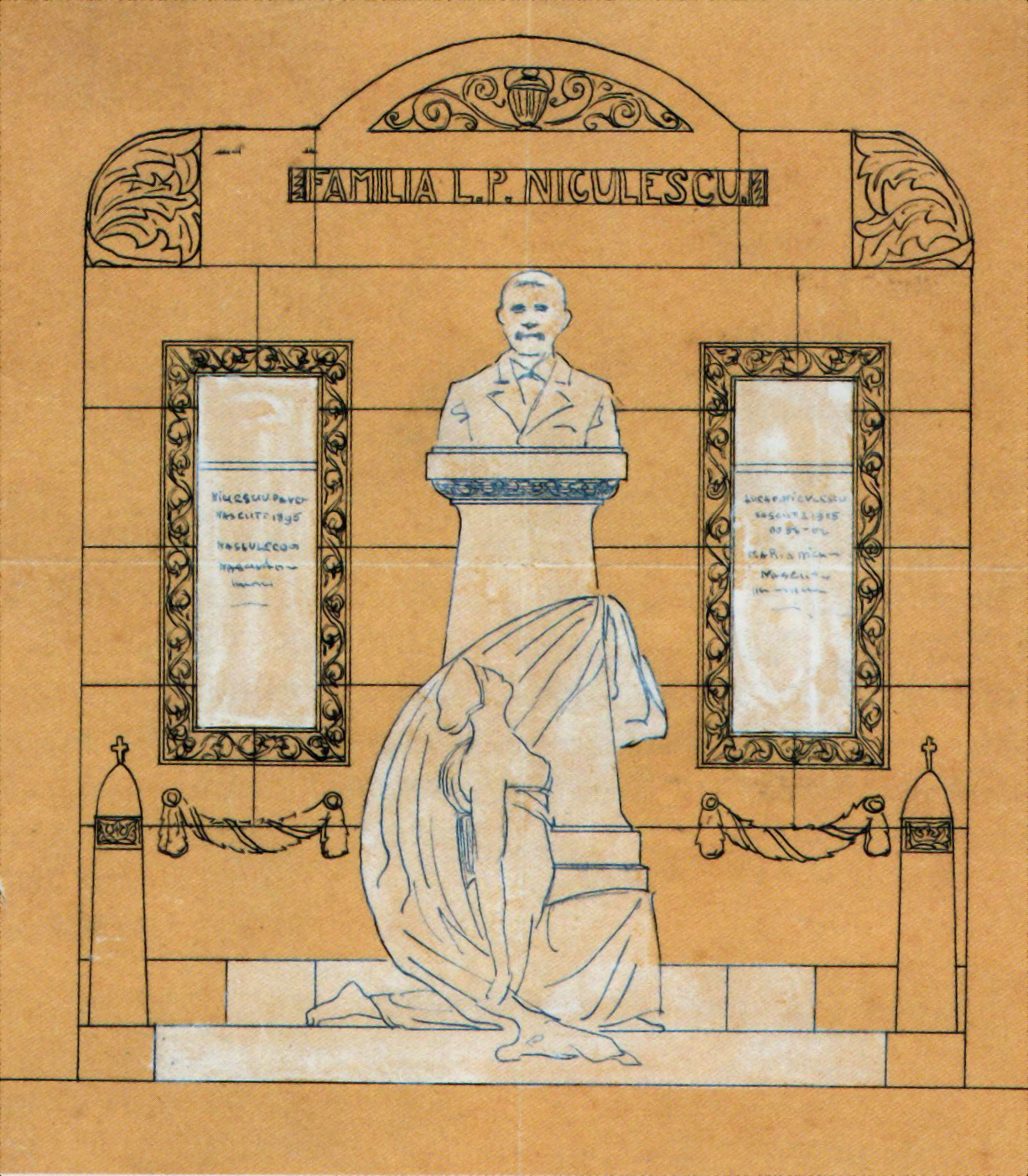
Monument funerar familia Luca P. Nicolescu (Cimitirul Bellu)
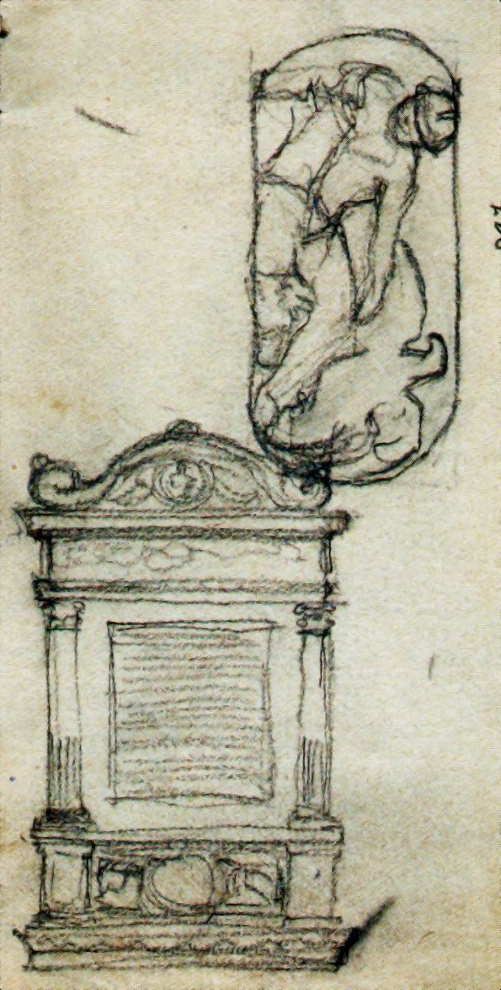
Schiță monument funerar (3)
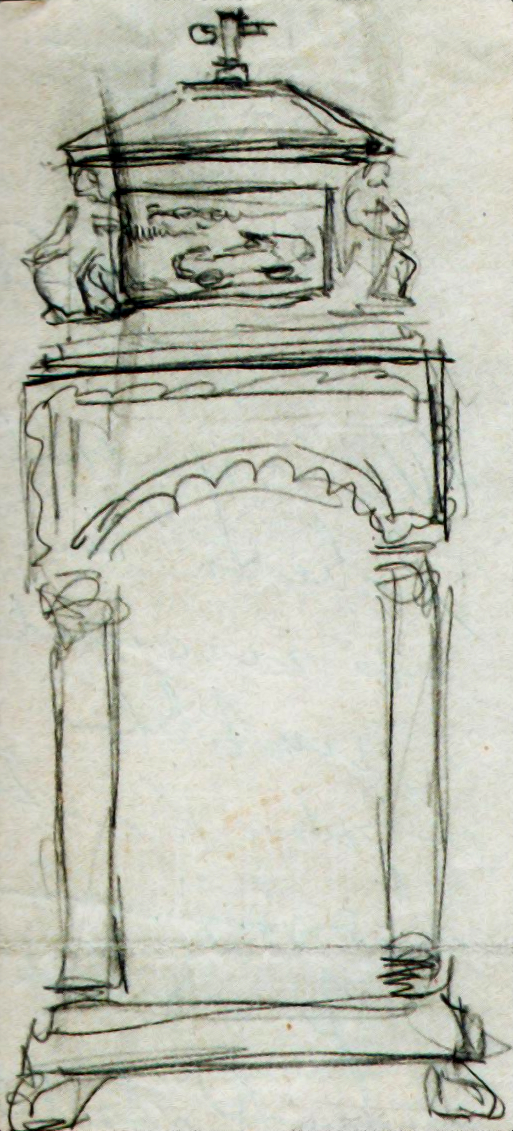
Schiță monument funerar (4)
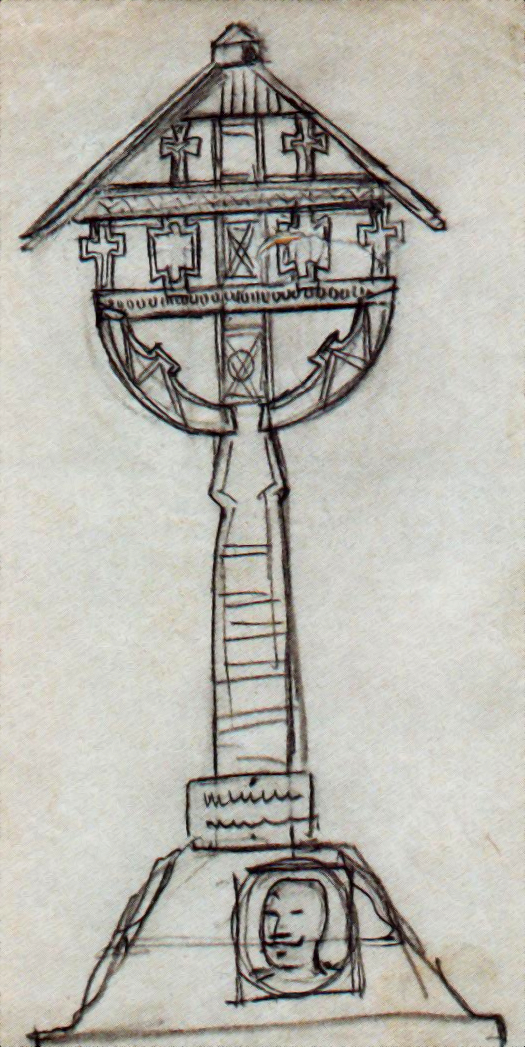
Cruce (3)
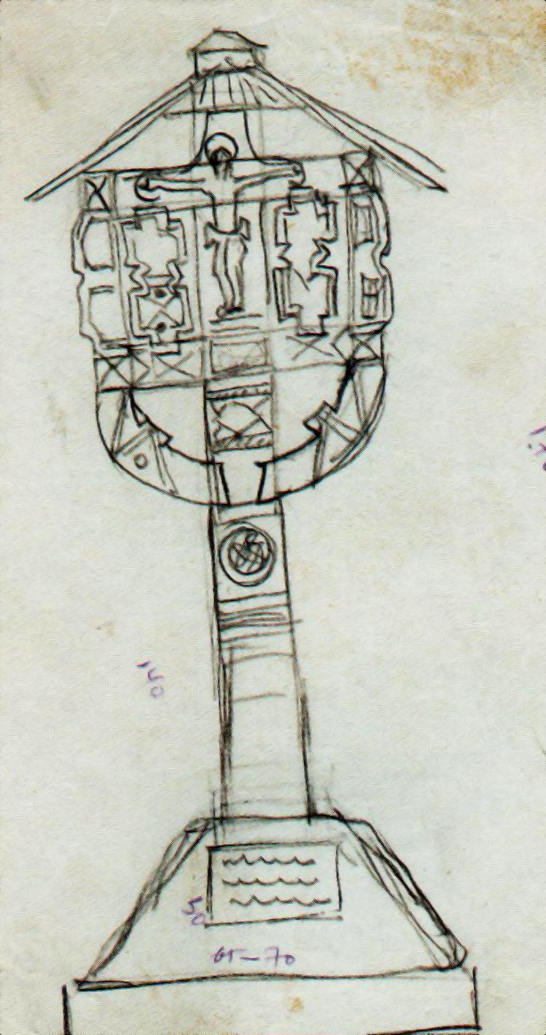
Cruce (4)

#### Le sarcophage de Mihai Viteazul du monastère Dealu

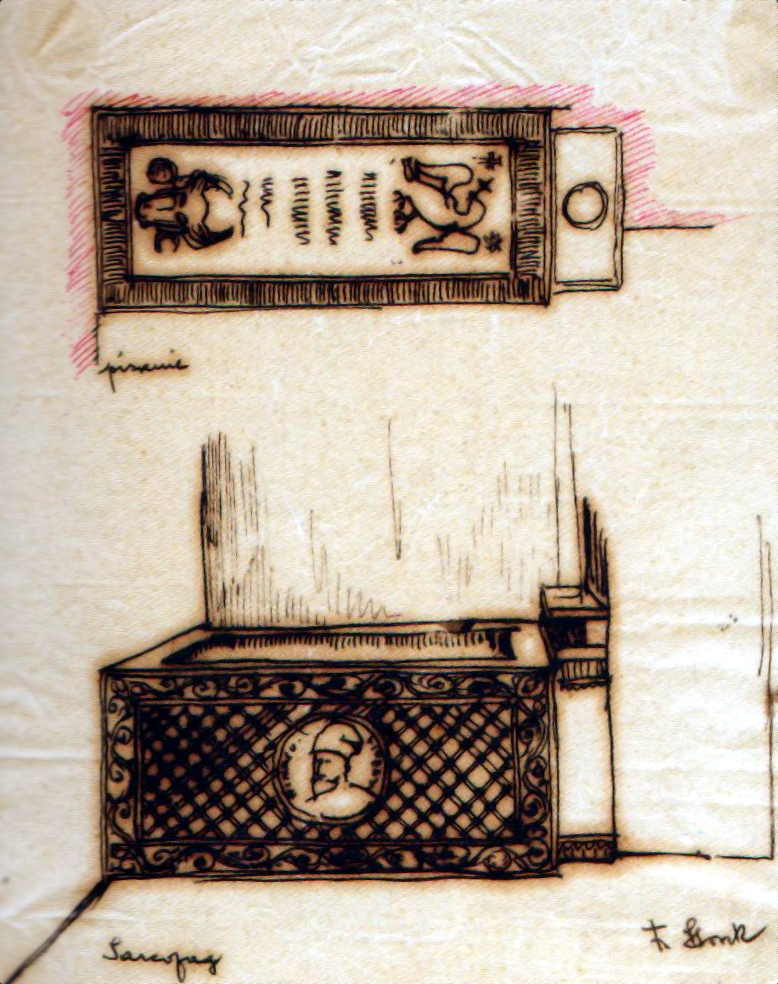
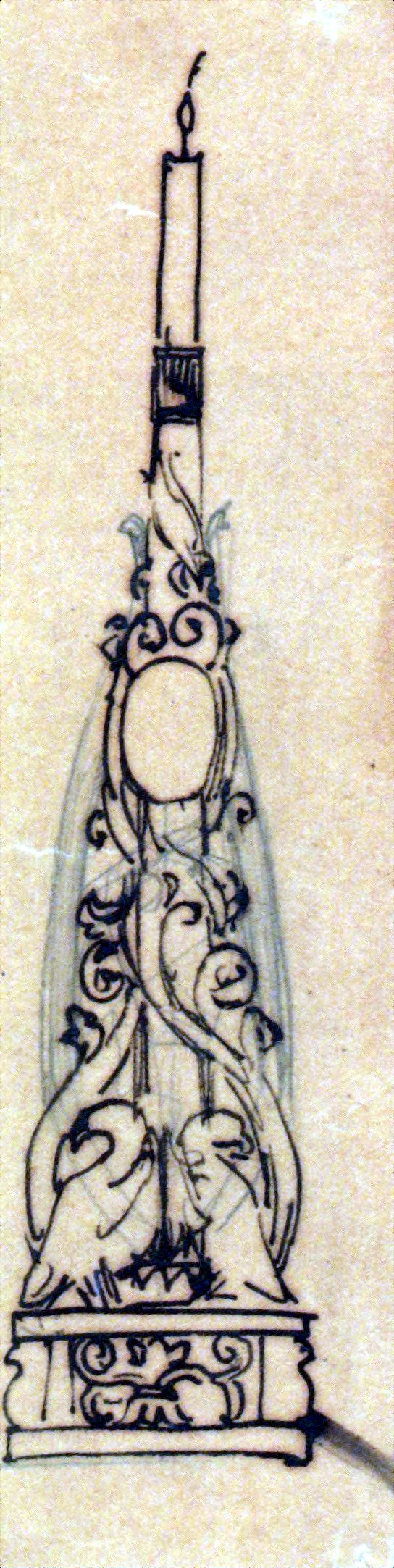
Sfeșnic (1)
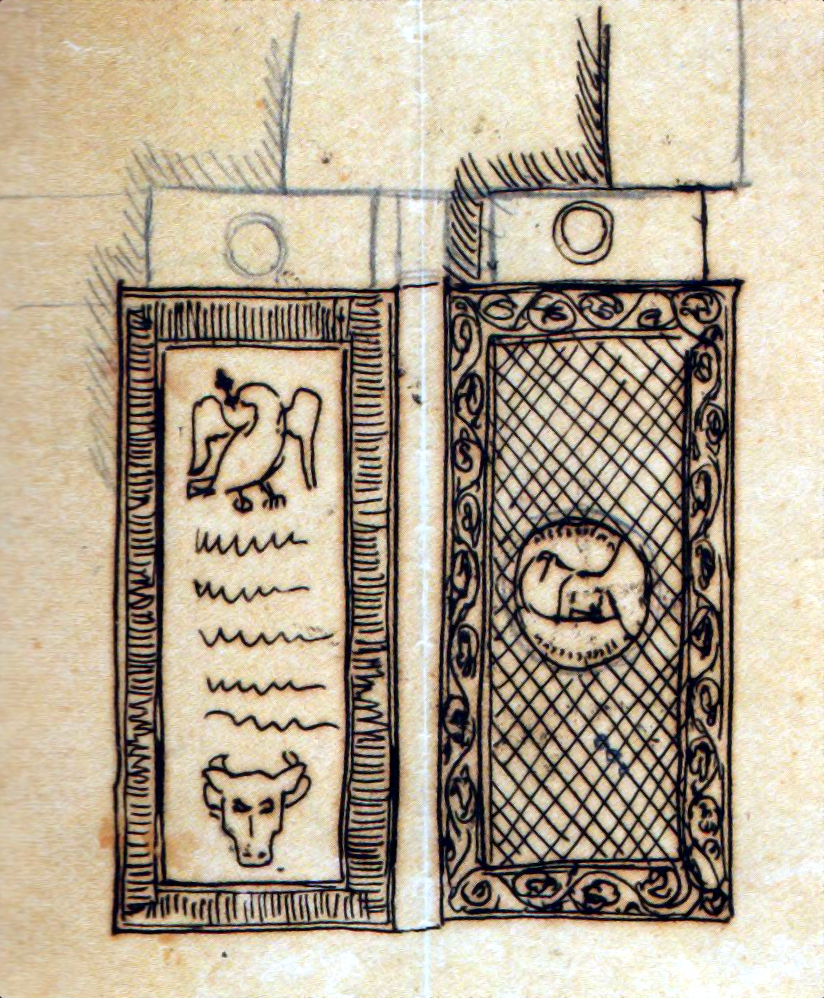
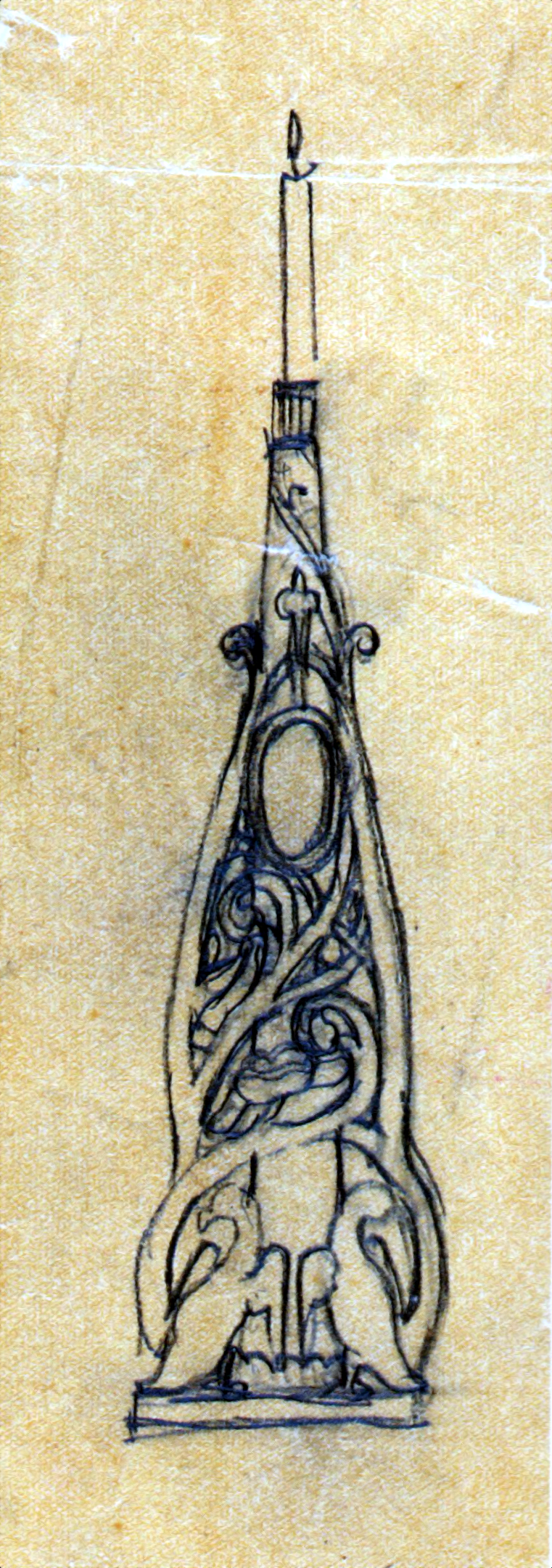
Sfeșnic (2)
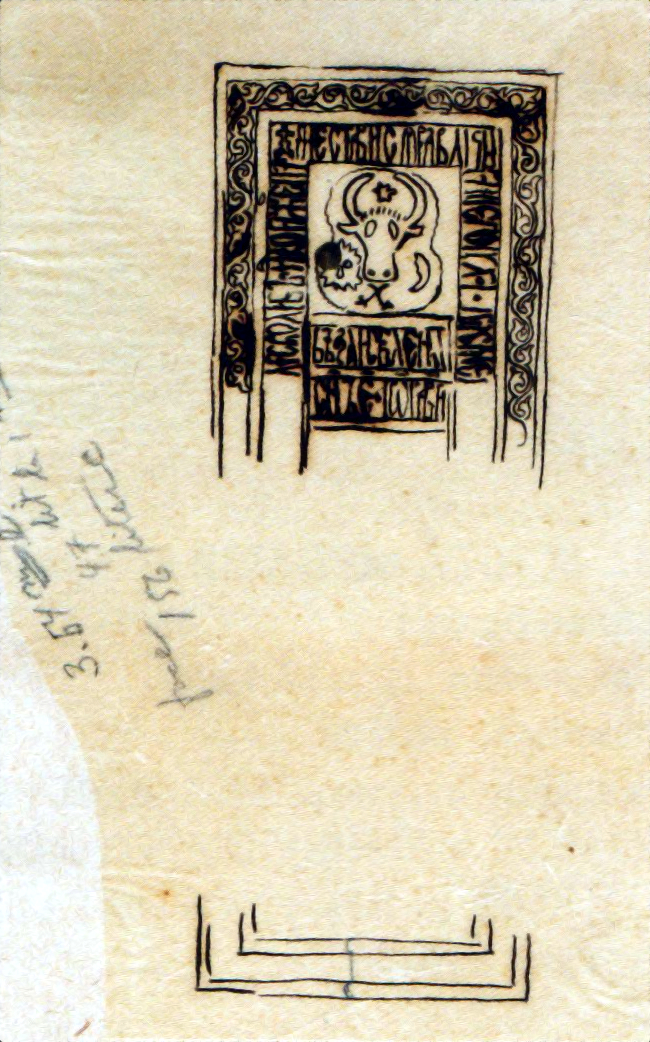
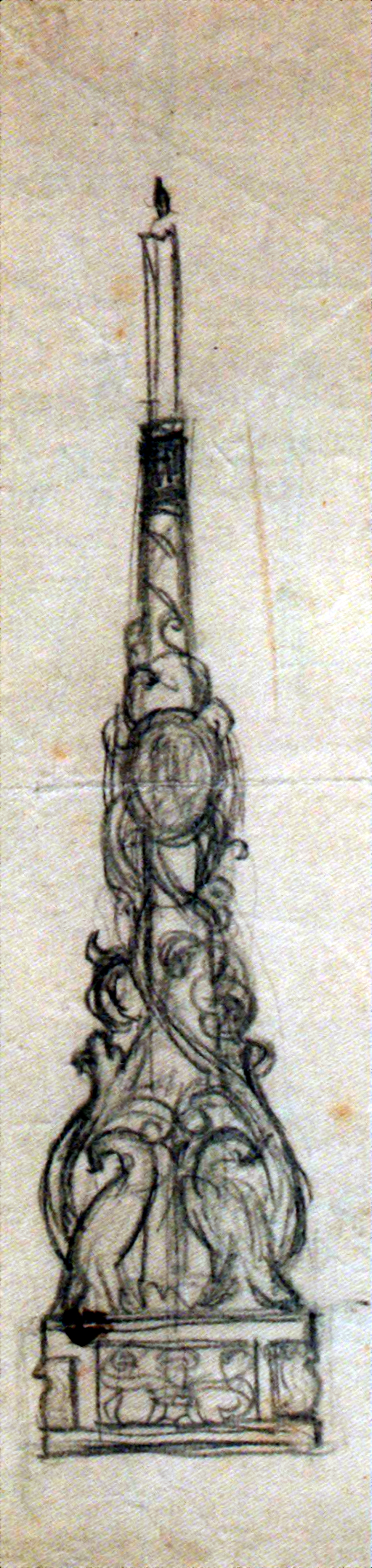
Sfeșnic (3)

## Musée d'art Frédéric Storck et Cecilia Cuțescu-Storck

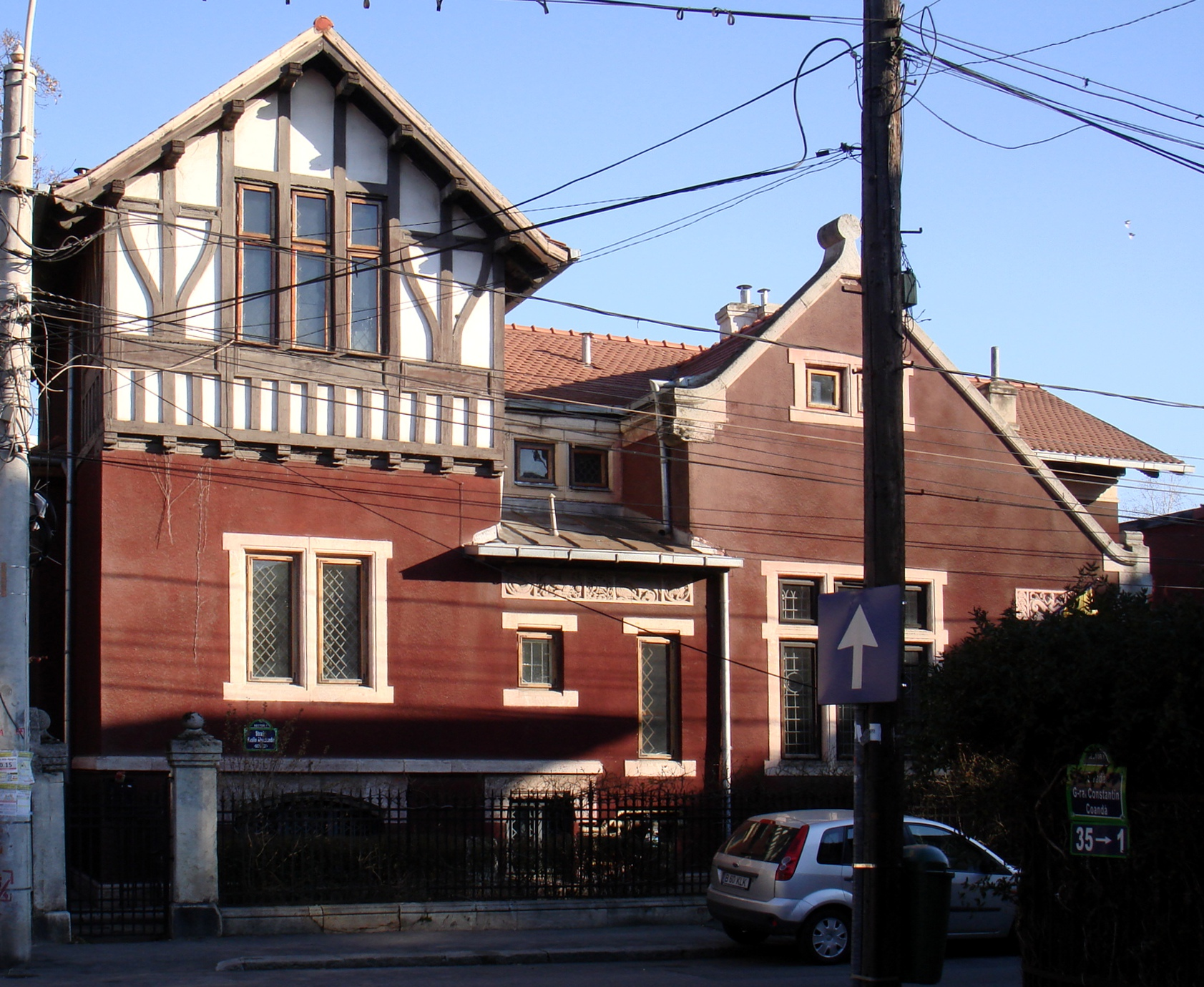
La maison de Frédéric Storck

La maison de Frederic Storck, construite selon les plans de sa femme  Cecilia Cuțescu-Storck et ornée de peintures murales, est devenue un musée en 1951. Ce musée comprend les œuvres des trois sculpteurs de la famille Storck ainsi que des œuvres de la peintre Cecilia Cuțescu Storck. Le musée contient également des collections de meubles d'art, de sculptures en bois et en pierre des XVIe et XVIIe siècles, de médailles, de pièces de monnaie, d'anciennes icônes roumaines, de céramiques populaires, etc.
Sur le frontispice de la maison, construite en 1913 selon les plans de l'architecte Alexandre Clavel dans le style normand, l'artiste a fait écrire une devise avec l'exhortation « Au travail, au travail, au travail ! ».
Le musée expose également une variété de portraits, de nus, de têtes d'expression en bronze et en marbre, de médailles, de plaques et de pièces numismatiques appartenant à Frederic Storck.

## Élèves de Frederic Storck
- Ion Valentin Anestin (en)[70]
- Constantin Baraschi (ro)[71]
- Vasile Blendea (ro)[72]
- Boris Caragea (en)[73]
- Alexandru Ciucurencu
- Ion Dimitriu-Bârlad (ro)[74]
- Iosif (Negrulea) Fekete[75]
- Oscar Han[76]
- Lucian Grigorescu
- Carol Pleșa[77]

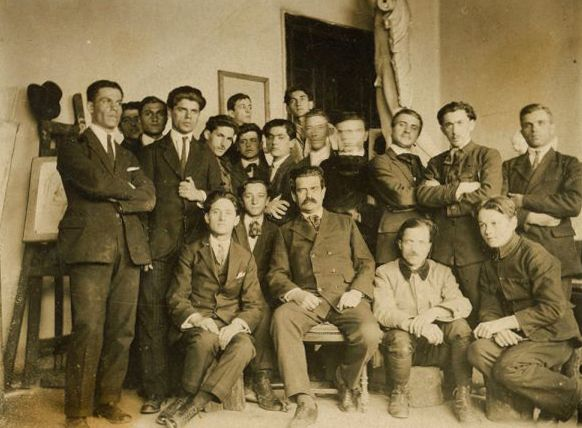
Frederic Storck et ses élèves.

- Hedda (Lindenberg Hedwig) Stern (Sterne)[78]
- Gheorghe Naums (ro)
- M. H. Maxy
- Ion Jalea
- Gheorghe Ghițescu (ro)
- Filip Marin (ro)
- Vasile Popescu

## Récompenses

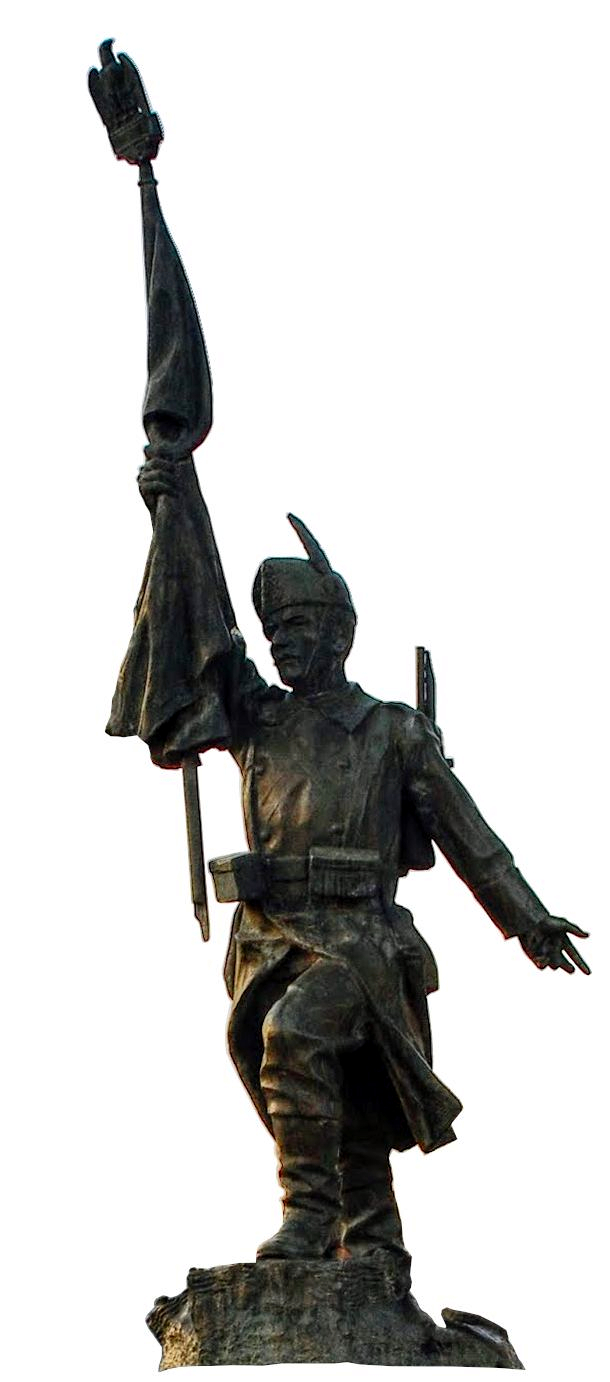
Le monument Dorobanțul à Cislău.

- 1888 - 1893 - Les prix décernés à Frederic Storck à l'école des Beaux-Arts de Bucarest sont les suivants :
  - Mentions honorables[79],[80] :
    - 23 décembre 1890 sculpture pour buste antique, dessin ;
    - 14 juin 1891 pour buste antique, dessin ;
    - Du 1er au 14 juin 1891, sculpture ancienne figure, dessin ;
    - 14 juin 1891 sculpture pour sculpture nature ;
    - le 22 décembre 1891 pour la sculpture nature ;
    - 14 juin 1891 pour la perspective ;
    - 22 décembre 1891 pour la perspective ;
    - 17 juin 1892 pour la perspective ;
    - le 17 juin 1892 pour la composition ;
    - 15 juin 1893 pour l'esthétique et l'histoire de l'art.

  - Médailles de bronze [80]:
    - 23 décembre 1890 sculpture, médaille de 3e classe pour figure ancienne, dessin ;
    - 22 décembre 1891, médaille de 2e classe pour figure ancienne, dessin ;
    - 23 décembre 1890, médaille de 2e classe pour la nature, dessin ;
    - 15 juin 1893, médaille de 3e classe pour chef d'expression ;
    - 15 juin 1893, médaille de 3e classe de composition.
    - Médailles d'argent [80]:
    - 20 décembre 1892 pour la nature - sculpture ;
    - 15 juin 1893 pour la nature - sculpture.

- 1896 - lors d'une exposition organisée au "Glaspalast" de Munich, il participe avec l'œuvre "Le lanceur de pierres". Il a été récompensé par une médaille d'argent[81],[82].

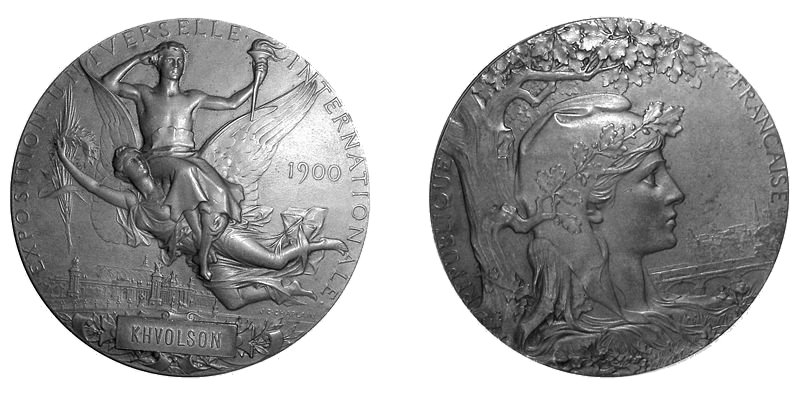
Médaille d'argent obtenue à l'Exposition Universelle de Paris en 1900

- 1900 - A l'Exposition universelle de Paris, il reçoit une médaille d'argent pour son œuvre "Le lanceur de pierres"[83]; La médaille a été gravée par Jules-Clément Chaplain [84];
- 1902-1903 - a exécuté un projet pour le monument IG Duca à Bucarest, pour lequel il a remporté le deuxième prix [84];
- 1904 - sur proposition du ministère de l'Éducation, il reçoit la médaille Bene Merenti - 1ère année;
- 1905 - le 28 décembre, il reçoit la Médaille du jubilé Carol I;
- 1906 - pour la statue le Géant a reçu le diplôme d'honneur et une médaille d'or pour l'exposition célébrant le 40e anniversaire du roi Carol I ;
- 1907 - il est nommé membre de l'Ordre "Couronne de Roumanie", au rang de chevalier ;
- 1912 - 4 juillet, il reçoit la Première Médaille au Salon Officiel de la Société des Artistes Vivants ;
- 1921 - La Direction Générale des Arts du Ministère des Cultes et des Arts, soumet avec ses fonctionnaires des tableaux proposés pour la décoration à l'occasion du sacre conçu pour cette année-là. En position 47 était inscrit le sculpteur Frédéric Storck avec la proposition « officier de la Couronne »[85].
- 1922 - 2 décembre, par décret du roi Ferdinand Ier, pour sa contribution en tant que sculpteur à la Commission du couronnement, il reçut l'Ordre "Couronne de Roumanie" au grade d'officier ;
- 1929 - à l'Exposition Internationale de Barcelone organisée par Alexandru Tzigara-Samurcaș il reçoit le "Grand Prix de la première classe";
- 1931 - Le roi Charles II lui décerne l'Ordre du « Mérite culturel » au grade de chevalier, classe I pour sa contribution dans le domaine des beaux-arts ;
- 1933 - En janvier, l'Etat français lui a décerné l'Ordre de "Légion d'honneur" au grade de chevalier, selon le décret n°43649.

## Expositions collectives

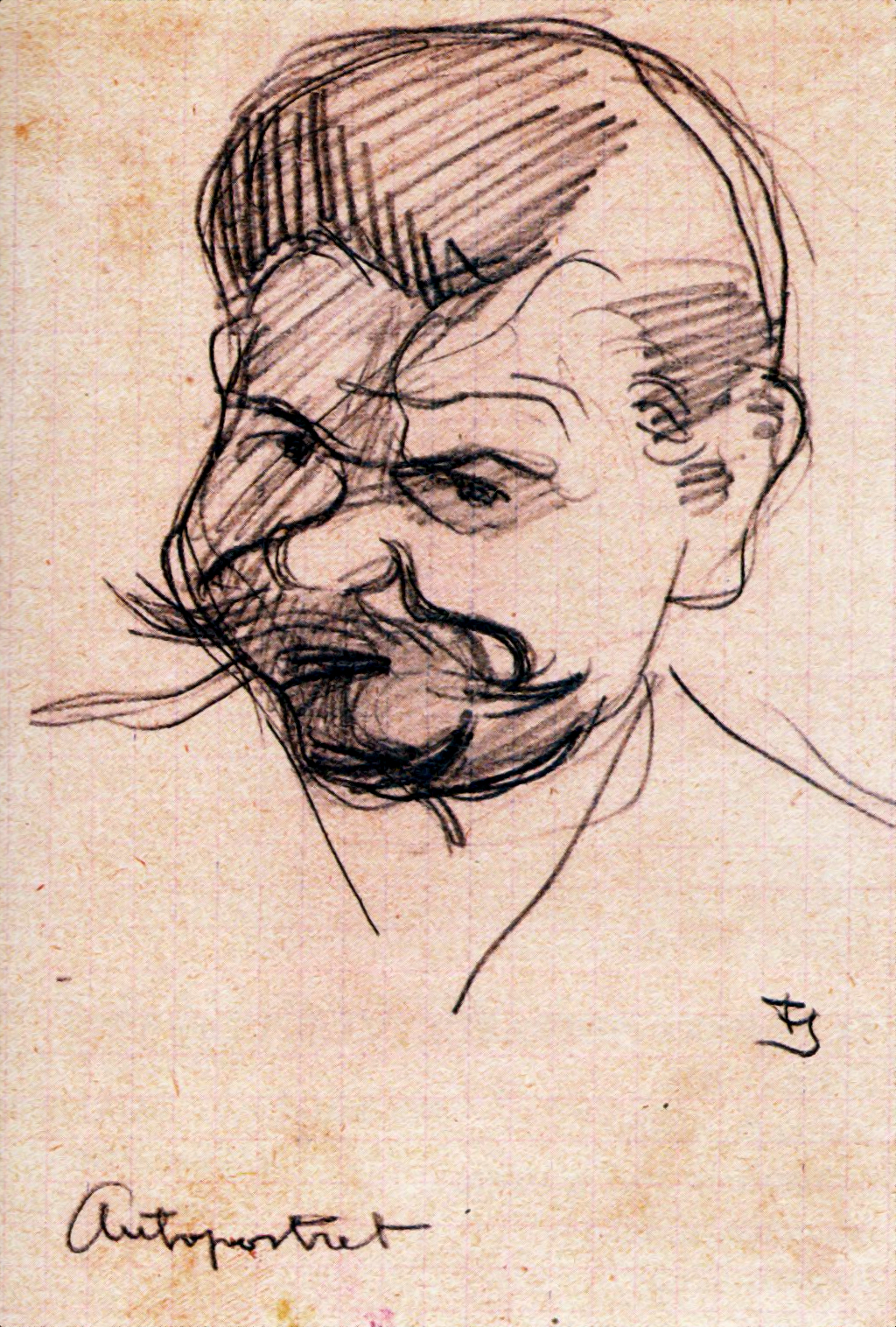
Autoportrait caricatural

- 1895 - a participé chaque année à Glaspalast, Munich [10];
- 1896 - 1942 - participe annuellement aux expositions du Salon Officiel de Bucarest [10];
- 1897-1910 - a participé aux expositions du groupe Seccesion, Munich [10];
- 1900 - Exposition Internationale de Paris [10];
- [1902-1905] - 1942 - participe annuellement aux expositions de la Jeunesse Artistique [10];
- 1904 - Exposition internationale à Athènes [10];
- 1904 - Exposition Internationale à Rome [10];
- 1905 - Munich, Glaspalast, (Le lanceur de pierres) [86];
- 1908 - Bucarest, à Tinerimea artistiqueă (Portraits, bronze ; Statuette, presse à papier, bronze ; Statuette, bronze ; Plaque Ioan Lahovary) [86];
- 1910 - Bucarest, à la Jeunesse Artistique (Autoportrait ; Agriculture ; Industrie) [86];
- 1913 - Bucarest, à Tinerimea artistiqueă (ASR Princesse Maria, marbre ; Constantin Boerescu, buste, bronze ; plaque de Mme AD) [86];
- 1915 - Bucarest, à Tinerimea artistiqueă (M. WD, marbre ; Gitan qui rit ; Tristes souvenirs) [86];
- 1924 - Bucarest, au Salon Officiel (Poète Alexandru Macedonsky, bronze ; buste de Gitan, n° 4, bronze) [86];
- 1926 - Bucarest, à la Jeunesse Artistique (Mystère, bronze ; Adolescent, bronze) [86];
- 1927 - Bucarest, au Salon Officiel (Madonna, buste, marbre ; En contemplation, bronze) [86];
- 1928 - Bucarest, au Salon Officiel (Portrait, marbre) [86];
- 1929 - Bucarest, au Salon Officiel (Eminescu) [86];
- 1932 - Bucarest, au Salon Officiel (Gh. Murgoci ; bronze ; Abondance, bronze ; Fleur, marbre) [86];
- 1933 - Bucarest, au Salon Officiel (Beethoven, plâtre) [86];
- 1935 - Bruxelles, Roumanie à l'Exposition de Bruxelles [cat., Texte Al. Tzigara-Samurcaș et Al. Busuioceanu][86].
- 1936 - Bucarest, au Salon Officiel (Repos, bronze) [86];

## Controverses

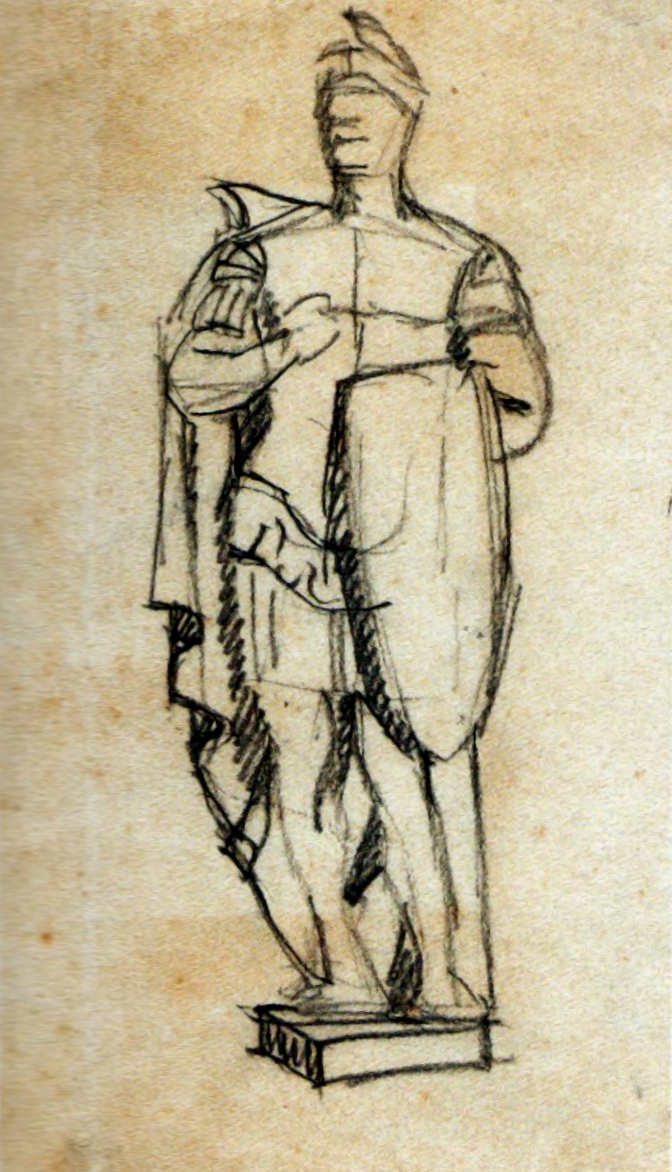
Croquis de la statue du légionnaire qui ornait l'Arc de triomphe à Bucarest.

La naissance de Frederic Storck souffre d'incertitude car les sources qui ont parlé du sculpteur roumain ont donné des dates contradictoires. Marin Mihalache a déclaré en 1975 que Frederic Storck était né le 7/19 janvier 1872. George Oprescu n'a mentionné que l'année 1872. George P. Nedelcu rappelle l'inventaire de la succession laissée après le décès de Karl Storck et indique que l'un des enfants s'appelait Frideric Ștefan Storck, né à Bucarest le 13 septembre 1876. Liliana Vârban se souvient de la journée du 19 janvier 1872. Petre Oprea a déclaré en 2006 que sa date de naissance était le 19 janvier 1872 à Bucarest.

## Héritage
- de l'année ? UAP décerne la bourse nationale de sculpture "Frederic Storck";
- en 1951, le musée d'art « Frederic Storck et Cecilia Cuțescu-Storck » a été inauguré dans la maison où vivait l'artiste ;